# Пішакова структура
У шахах пішако́ва структу́ра — це розташування пішаків на шахівниці. Оскільки пішак є найменш рухливою зі всіх фігур, пішакова структура є відносно стабільною і, таким чином, переважно визначає стратегічну природу позиції.

## Загальні спостереження
Слабкості в пішаковій структурі, такі як ізольовані, подвоєні або відсталі пішаки і дірки мають властивість залишатись незмінними. Тому зазвичай потрібно уникати їх створення. За відсутності слабкостей в пішаковій структурі неможливо класифікувати позицію як погану чи добру, — все залежить від позиції інших фігур. Пішакові структури симетричні відносно вертикальної лінії, такі як e5 ланцюг і d5 ланцюг, є оманливо подібними, але вони дуже різняться через схильність короля до рокіровки на сторону короля.

## Основні типи пішакових структур
Ендрю Солтіс в своїй книзі Pawn Structure Chess, виділяє 16 основних категорій пішакових структур, які обговорюються нижче. Потрібно відмітити, що для того щоб віднести якусь структуру до тієї чи іншої категорії, не потрібно щоб вона повністю збігалася з однією із цих 16. Вони повинна бути достатньо близькою, щоб характер гри і мотиви залишались незмінними. Зазвичай центральні пішаки впливають на перебіг гри найсильніше.
Структури з пішаками, які атакують один одного, називаються структурами з напруженням. Зазвичай вони є нестійкими і можуть перетворитися на стійкі після обміну або просування цих пішаків. Гра часто зводиться до того, щоб зробити цей обмін сприятливим. Наприклад, в відхиленому слов'янському гамбіті чорні очікують коли білі розвинуть королівського слона Білі розвивають королівського слона для подальшого побиття d5xc4, переходячи до слов'янської структури (див. нижче).
|   | a | b | c | d | e | f | g | h |   |
| 8 | a7 чорний пішак · b7 чорний пішак · f7 чорний пішак · g7 чорний пішак · h7 чорний пішак · c6 чорний пішак · e6 чорний пішак · d4 білий пішак · a2 білий пішак · b2 білий пішак · c2 білий пішак · f2 білий пішак · g2 білий пішак · h2 білий пішак | a7 чорний пішак · b7 чорний пішак · f7 чорний пішак · g7 чорний пішак · h7 чорний пішак · c6 чорний пішак · e6 чорний пішак · d4 білий пішак · a2 білий пішак · b2 білий пішак · c2 білий пішак · f2 білий пішак · g2 білий пішак · h2 білий пішак | a7 чорний пішак · b7 чорний пішак · f7 чорний пішак · g7 чорний пішак · h7 чорний пішак · c6 чорний пішак · e6 чорний пішак · d4 білий пішак · a2 білий пішак · b2 білий пішак · c2 білий пішак · f2 білий пішак · g2 білий пішак · h2 білий пішак | a7 чорний пішак · b7 чорний пішак · f7 чорний пішак · g7 чорний пішак · h7 чорний пішак · c6 чорний пішак · e6 чорний пішак · d4 білий пішак · a2 білий пішак · b2 білий пішак · c2 білий пішак · f2 білий пішак · g2 білий пішак · h2 білий пішак | a7 чорний пішак · b7 чорний пішак · f7 чорний пішак · g7 чорний пішак · h7 чорний пішак · c6 чорний пішак · e6 чорний пішак · d4 білий пішак · a2 білий пішак · b2 білий пішак · c2 білий пішак · f2 білий пішак · g2 білий пішак · h2 білий пішак | a7 чорний пішак · b7 чорний пішак · f7 чорний пішак · g7 чорний пішак · h7 чорний пішак · c6 чорний пішак · e6 чорний пішак · d4 білий пішак · a2 білий пішак · b2 білий пішак · c2 білий пішак · f2 білий пішак · g2 білий пішак · h2 білий пішак | a7 чорний пішак · b7 чорний пішак · f7 чорний пішак · g7 чорний пішак · h7 чорний пішак · c6 чорний пішак · e6 чорний пішак · d4 білий пішак · a2 білий пішак · b2 білий пішак · c2 білий пішак · f2 білий пішак · g2 білий пішак · h2 білий пішак | a7 чорний пішак · b7 чорний пішак · f7 чорний пішак · g7 чорний пішак · h7 чорний пішак · c6 чорний пішак · e6 чорний пішак · d4 білий пішак · a2 білий пішак · b2 білий пішак · c2 білий пішак · f2 білий пішак · g2 білий пішак · h2 білий пішак | 8 |
| 7 | a7 чорний пішак · b7 чорний пішак · f7 чорний пішак · g7 чорний пішак · h7 чорний пішак · c6 чорний пішак · e6 чорний пішак · d4 білий пішак · a2 білий пішак · b2 білий пішак · c2 білий пішак · f2 білий пішак · g2 білий пішак · h2 білий пішак | a7 чорний пішак · b7 чорний пішак · f7 чорний пішак · g7 чорний пішак · h7 чорний пішак · c6 чорний пішак · e6 чорний пішак · d4 білий пішак · a2 білий пішак · b2 білий пішак · c2 білий пішак · f2 білий пішак · g2 білий пішак · h2 білий пішак | a7 чорний пішак · b7 чорний пішак · f7 чорний пішак · g7 чорний пішак · h7 чорний пішак · c6 чорний пішак · e6 чорний пішак · d4 білий пішак · a2 білий пішак · b2 білий пішак · c2 білий пішак · f2 білий пішак · g2 білий пішак · h2 білий пішак | a7 чорний пішак · b7 чорний пішак · f7 чорний пішак · g7 чорний пішак · h7 чорний пішак · c6 чорний пішак · e6 чорний пішак · d4 білий пішак · a2 білий пішак · b2 білий пішак · c2 білий пішак · f2 білий пішак · g2 білий пішак · h2 білий пішак | a7 чорний пішак · b7 чорний пішак · f7 чорний пішак · g7 чорний пішак · h7 чорний пішак · c6 чорний пішак · e6 чорний пішак · d4 білий пішак · a2 білий пішак · b2 білий пішак · c2 білий пішак · f2 білий пішак · g2 білий пішак · h2 білий пішак | a7 чорний пішак · b7 чорний пішак · f7 чорний пішак · g7 чорний пішак · h7 чорний пішак · c6 чорний пішак · e6 чорний пішак · d4 білий пішак · a2 білий пішак · b2 білий пішак · c2 білий пішак · f2 білий пішак · g2 білий пішак · h2 білий пішак | a7 чорний пішак · b7 чорний пішак · f7 чорний пішак · g7 чорний пішак · h7 чорний пішак · c6 чорний пішак · e6 чорний пішак · d4 білий пішак · a2 білий пішак · b2 білий пішак · c2 білий пішак · f2 білий пішак · g2 білий пішак · h2 білий пішак | a7 чорний пішак · b7 чорний пішак · f7 чорний пішак · g7 чорний пішак · h7 чорний пішак · c6 чорний пішак · e6 чорний пішак · d4 білий пішак · a2 білий пішак · b2 білий пішак · c2 білий пішак · f2 білий пішак · g2 білий пішак · h2 білий пішак | 7 |
| 6 | a7 чорний пішак · b7 чорний пішак · f7 чорний пішак · g7 чорний пішак · h7 чорний пішак · c6 чорний пішак · e6 чорний пішак · d4 білий пішак · a2 білий пішак · b2 білий пішак · c2 білий пішак · f2 білий пішак · g2 білий пішак · h2 білий пішак | a7 чорний пішак · b7 чорний пішак · f7 чорний пішак · g7 чорний пішак · h7 чорний пішак · c6 чорний пішак · e6 чорний пішак · d4 білий пішак · a2 білий пішак · b2 білий пішак · c2 білий пішак · f2 білий пішак · g2 білий пішак · h2 білий пішак | a7 чорний пішак · b7 чорний пішак · f7 чорний пішак · g7 чорний пішак · h7 чорний пішак · c6 чорний пішак · e6 чорний пішак · d4 білий пішак · a2 білий пішак · b2 білий пішак · c2 білий пішак · f2 білий пішак · g2 білий пішак · h2 білий пішак | a7 чорний пішак · b7 чорний пішак · f7 чорний пішак · g7 чорний пішак · h7 чорний пішак · c6 чорний пішак · e6 чорний пішак · d4 білий пішак · a2 білий пішак · b2 білий пішак · c2 білий пішак · f2 білий пішак · g2 білий пішак · h2 білий пішак | a7 чорний пішак · b7 чорний пішак · f7 чорний пішак · g7 чорний пішак · h7 чорний пішак · c6 чорний пішак · e6 чорний пішак · d4 білий пішак · a2 білий пішак · b2 білий пішак · c2 білий пішак · f2 білий пішак · g2 білий пішак · h2 білий пішак | a7 чорний пішак · b7 чорний пішак · f7 чорний пішак · g7 чорний пішак · h7 чорний пішак · c6 чорний пішак · e6 чорний пішак · d4 білий пішак · a2 білий пішак · b2 білий пішак · c2 білий пішак · f2 білий пішак · g2 білий пішак · h2 білий пішак | a7 чорний пішак · b7 чорний пішак · f7 чорний пішак · g7 чорний пішак · h7 чорний пішак · c6 чорний пішак · e6 чорний пішак · d4 білий пішак · a2 білий пішак · b2 білий пішак · c2 білий пішак · f2 білий пішак · g2 білий пішак · h2 білий пішак | a7 чорний пішак · b7 чорний пішак · f7 чорний пішак · g7 чорний пішак · h7 чорний пішак · c6 чорний пішак · e6 чорний пішак · d4 білий пішак · a2 білий пішак · b2 білий пішак · c2 білий пішак · f2 білий пішак · g2 білий пішак · h2 білий пішак | 6 |
| 5 | a7 чорний пішак · b7 чорний пішак · f7 чорний пішак · g7 чорний пішак · h7 чорний пішак · c6 чорний пішак · e6 чорний пішак · d4 білий пішак · a2 білий пішак · b2 білий пішак · c2 білий пішак · f2 білий пішак · g2 білий пішак · h2 білий пішак | a7 чорний пішак · b7 чорний пішак · f7 чорний пішак · g7 чорний пішак · h7 чорний пішак · c6 чорний пішак · e6 чорний пішак · d4 білий пішак · a2 білий пішак · b2 білий пішак · c2 білий пішак · f2 білий пішак · g2 білий пішак · h2 білий пішак | a7 чорний пішак · b7 чорний пішак · f7 чорний пішак · g7 чорний пішак · h7 чорний пішак · c6 чорний пішак · e6 чорний пішак · d4 білий пішак · a2 білий пішак · b2 білий пішак · c2 білий пішак · f2 білий пішак · g2 білий пішак · h2 білий пішак | a7 чорний пішак · b7 чорний пішак · f7 чорний пішак · g7 чорний пішак · h7 чорний пішак · c6 чорний пішак · e6 чорний пішак · d4 білий пішак · a2 білий пішак · b2 білий пішак · c2 білий пішак · f2 білий пішак · g2 білий пішак · h2 білий пішак | a7 чорний пішак · b7 чорний пішак · f7 чорний пішак · g7 чорний пішак · h7 чорний пішак · c6 чорний пішак · e6 чорний пішак · d4 білий пішак · a2 білий пішак · b2 білий пішак · c2 білий пішак · f2 білий пішак · g2 білий пішак · h2 білий пішак | a7 чорний пішак · b7 чорний пішак · f7 чорний пішак · g7 чорний пішак · h7 чорний пішак · c6 чорний пішак · e6 чорний пішак · d4 білий пішак · a2 білий пішак · b2 білий пішак · c2 білий пішак · f2 білий пішак · g2 білий пішак · h2 білий пішак | a7 чорний пішак · b7 чорний пішак · f7 чорний пішак · g7 чорний пішак · h7 чорний пішак · c6 чорний пішак · e6 чорний пішак · d4 білий пішак · a2 білий пішак · b2 білий пішак · c2 білий пішак · f2 білий пішак · g2 білий пішак · h2 білий пішак | a7 чорний пішак · b7 чорний пішак · f7 чорний пішак · g7 чорний пішак · h7 чорний пішак · c6 чорний пішак · e6 чорний пішак · d4 білий пішак · a2 білий пішак · b2 білий пішак · c2 білий пішак · f2 білий пішак · g2 білий пішак · h2 білий пішак | 5 |
| 4 | a7 чорний пішак · b7 чорний пішак · f7 чорний пішак · g7 чорний пішак · h7 чорний пішак · c6 чорний пішак · e6 чорний пішак · d4 білий пішак · a2 білий пішак · b2 білий пішак · c2 білий пішак · f2 білий пішак · g2 білий пішак · h2 білий пішак | a7 чорний пішак · b7 чорний пішак · f7 чорний пішак · g7 чорний пішак · h7 чорний пішак · c6 чорний пішак · e6 чорний пішак · d4 білий пішак · a2 білий пішак · b2 білий пішак · c2 білий пішак · f2 білий пішак · g2 білий пішак · h2 білий пішак | a7 чорний пішак · b7 чорний пішак · f7 чорний пішак · g7 чорний пішак · h7 чорний пішак · c6 чорний пішак · e6 чорний пішак · d4 білий пішак · a2 білий пішак · b2 білий пішак · c2 білий пішак · f2 білий пішак · g2 білий пішак · h2 білий пішак | a7 чорний пішак · b7 чорний пішак · f7 чорний пішак · g7 чорний пішак · h7 чорний пішак · c6 чорний пішак · e6 чорний пішак · d4 білий пішак · a2 білий пішак · b2 білий пішак · c2 білий пішак · f2 білий пішак · g2 білий пішак · h2 білий пішак | a7 чорний пішак · b7 чорний пішак · f7 чорний пішак · g7 чорний пішак · h7 чорний пішак · c6 чорний пішак · e6 чорний пішак · d4 білий пішак · a2 білий пішак · b2 білий пішак · c2 білий пішак · f2 білий пішак · g2 білий пішак · h2 білий пішак | a7 чорний пішак · b7 чорний пішак · f7 чорний пішак · g7 чорний пішак · h7 чорний пішак · c6 чорний пішак · e6 чорний пішак · d4 білий пішак · a2 білий пішак · b2 білий пішак · c2 білий пішак · f2 білий пішак · g2 білий пішак · h2 білий пішак | a7 чорний пішак · b7 чорний пішак · f7 чорний пішак · g7 чорний пішак · h7 чорний пішак · c6 чорний пішак · e6 чорний пішак · d4 білий пішак · a2 білий пішак · b2 білий пішак · c2 білий пішак · f2 білий пішак · g2 білий пішак · h2 білий пішак | a7 чорний пішак · b7 чорний пішак · f7 чорний пішак · g7 чорний пішак · h7 чорний пішак · c6 чорний пішак · e6 чорний пішак · d4 білий пішак · a2 білий пішак · b2 білий пішак · c2 білий пішак · f2 білий пішак · g2 білий пішак · h2 білий пішак | 4 |
| 3 | a7 чорний пішак · b7 чорний пішак · f7 чорний пішак · g7 чорний пішак · h7 чорний пішак · c6 чорний пішак · e6 чорний пішак · d4 білий пішак · a2 білий пішак · b2 білий пішак · c2 білий пішак · f2 білий пішак · g2 білий пішак · h2 білий пішак | a7 чорний пішак · b7 чорний пішак · f7 чорний пішак · g7 чорний пішак · h7 чорний пішак · c6 чорний пішак · e6 чорний пішак · d4 білий пішак · a2 білий пішак · b2 білий пішак · c2 білий пішак · f2 білий пішак · g2 білий пішак · h2 білий пішак | a7 чорний пішак · b7 чорний пішак · f7 чорний пішак · g7 чорний пішак · h7 чорний пішак · c6 чорний пішак · e6 чорний пішак · d4 білий пішак · a2 білий пішак · b2 білий пішак · c2 білий пішак · f2 білий пішак · g2 білий пішак · h2 білий пішак | a7 чорний пішак · b7 чорний пішак · f7 чорний пішак · g7 чорний пішак · h7 чорний пішак · c6 чорний пішак · e6 чорний пішак · d4 білий пішак · a2 білий пішак · b2 білий пішак · c2 білий пішак · f2 білий пішак · g2 білий пішак · h2 білий пішак | a7 чорний пішак · b7 чорний пішак · f7 чорний пішак · g7 чорний пішак · h7 чорний пішак · c6 чорний пішак · e6 чорний пішак · d4 білий пішак · a2 білий пішак · b2 білий пішак · c2 білий пішак · f2 білий пішак · g2 білий пішак · h2 білий пішак | a7 чорний пішак · b7 чорний пішак · f7 чорний пішак · g7 чорний пішак · h7 чорний пішак · c6 чорний пішак · e6 чорний пішак · d4 білий пішак · a2 білий пішак · b2 білий пішак · c2 білий пішак · f2 білий пішак · g2 білий пішак · h2 білий пішак | a7 чорний пішак · b7 чорний пішак · f7 чорний пішак · g7 чорний пішак · h7 чорний пішак · c6 чорний пішак · e6 чорний пішак · d4 білий пішак · a2 білий пішак · b2 білий пішак · c2 білий пішак · f2 білий пішак · g2 білий пішак · h2 білий пішак | a7 чорний пішак · b7 чорний пішак · f7 чорний пішак · g7 чорний пішак · h7 чорний пішак · c6 чорний пішак · e6 чорний пішак · d4 білий пішак · a2 білий пішак · b2 білий пішак · c2 білий пішак · f2 білий пішак · g2 білий пішак · h2 білий пішак | 3 |
| 2 | a7 чорний пішак · b7 чорний пішак · f7 чорний пішак · g7 чорний пішак · h7 чорний пішак · c6 чорний пішак · e6 чорний пішак · d4 білий пішак · a2 білий пішак · b2 білий пішак · c2 білий пішак · f2 білий пішак · g2 білий пішак · h2 білий пішак | a7 чорний пішак · b7 чорний пішак · f7 чорний пішак · g7 чорний пішак · h7 чорний пішак · c6 чорний пішак · e6 чорний пішак · d4 білий пішак · a2 білий пішак · b2 білий пішак · c2 білий пішак · f2 білий пішак · g2 білий пішак · h2 білий пішак | a7 чорний пішак · b7 чорний пішак · f7 чорний пішак · g7 чорний пішак · h7 чорний пішак · c6 чорний пішак · e6 чорний пішак · d4 білий пішак · a2 білий пішак · b2 білий пішак · c2 білий пішак · f2 білий пішак · g2 білий пішак · h2 білий пішак | a7 чорний пішак · b7 чорний пішак · f7 чорний пішак · g7 чорний пішак · h7 чорний пішак · c6 чорний пішак · e6 чорний пішак · d4 білий пішак · a2 білий пішак · b2 білий пішак · c2 білий пішак · f2 білий пішак · g2 білий пішак · h2 білий пішак | a7 чорний пішак · b7 чорний пішак · f7 чорний пішак · g7 чорний пішак · h7 чорний пішак · c6 чорний пішак · e6 чорний пішак · d4 білий пішак · a2 білий пішак · b2 білий пішак · c2 білий пішак · f2 білий пішак · g2 білий пішак · h2 білий пішак | a7 чорний пішак · b7 чорний пішак · f7 чорний пішак · g7 чорний пішак · h7 чорний пішак · c6 чорний пішак · e6 чорний пішак · d4 білий пішак · a2 білий пішак · b2 білий пішак · c2 білий пішак · f2 білий пішак · g2 білий пішак · h2 білий пішак | a7 чорний пішак · b7 чорний пішак · f7 чорний пішак · g7 чорний пішак · h7 чорний пішак · c6 чорний пішак · e6 чорний пішак · d4 білий пішак · a2 білий пішак · b2 білий пішак · c2 білий пішак · f2 білий пішак · g2 білий пішак · h2 білий пішак | a7 чорний пішак · b7 чорний пішак · f7 чорний пішак · g7 чорний пішак · h7 чорний пішак · c6 чорний пішак · e6 чорний пішак · d4 білий пішак · a2 білий пішак · b2 білий пішак · c2 білий пішак · f2 білий пішак · g2 білий пішак · h2 білий пішак | 2 |
| 1 | a7 чорний пішак · b7 чорний пішак · f7 чорний пішак · g7 чорний пішак · h7 чорний пішак · c6 чорний пішак · e6 чорний пішак · d4 білий пішак · a2 білий пішак · b2 білий пішак · c2 білий пішак · f2 білий пішак · g2 білий пішак · h2 білий пішак | a7 чорний пішак · b7 чорний пішак · f7 чорний пішак · g7 чорний пішак · h7 чорний пішак · c6 чорний пішак · e6 чорний пішак · d4 білий пішак · a2 білий пішак · b2 білий пішак · c2 білий пішак · f2 білий пішак · g2 білий пішак · h2 білий пішак | a7 чорний пішак · b7 чорний пішак · f7 чорний пішак · g7 чорний пішак · h7 чорний пішак · c6 чорний пішак · e6 чорний пішак · d4 білий пішак · a2 білий пішак · b2 білий пішак · c2 білий пішак · f2 білий пішак · g2 білий пішак · h2 білий пішак | a7 чорний пішак · b7 чорний пішак · f7 чорний пішак · g7 чорний пішак · h7 чорний пішак · c6 чорний пішак · e6 чорний пішак · d4 білий пішак · a2 білий пішак · b2 білий пішак · c2 білий пішак · f2 білий пішак · g2 білий пішак · h2 білий пішак | a7 чорний пішак · b7 чорний пішак · f7 чорний пішак · g7 чорний пішак · h7 чорний пішак · c6 чорний пішак · e6 чорний пішак · d4 білий пішак · a2 білий пішак · b2 білий пішак · c2 білий пішак · f2 білий пішак · g2 білий пішак · h2 білий пішак | a7 чорний пішак · b7 чорний пішак · f7 чорний пішак · g7 чорний пішак · h7 чорний пішак · c6 чорний пішак · e6 чорний пішак · d4 білий пішак · a2 білий пішак · b2 білий пішак · c2 білий пішак · f2 білий пішак · g2 білий пішак · h2 білий пішак | a7 чорний пішак · b7 чорний пішак · f7 чорний пішак · g7 чорний пішак · h7 чорний пішак · c6 чорний пішак · e6 чорний пішак · d4 білий пішак · a2 білий пішак · b2 білий пішак · c2 білий пішак · f2 білий пішак · g2 білий пішак · h2 білий пішак | a7 чорний пішак · b7 чорний пішак · f7 чорний пішак · g7 чорний пішак · h7 чорний пішак · c6 чорний пішак · e6 чорний пішак · d4 білий пішак · a2 білий пішак · b2 білий пішак · c2 білий пішак · f2 білий пішак · g2 білий пішак · h2 білий пішак | 1 |
|   | a | b | c | d | e | f | g | h |   |

### Caro formation
Дебюти: перш за все - Захист Каро—Канн. А також: Французький захист, Скандинавський захист, відхилений Ферзевий гамбіт.
Характер - повільна гра.
Мотиви для білих: аванпост на e5, перевага у просторі на королівському фланзі, прорив d4-d5, можливість створення пішакової переваги на ферзевому фланзі (зазвичай після обміну білого пішака d на чорного c).
Мотиви для чорних: слабкість пішака d4, прориви c6-c5 і e6-e5. Зазвичай прагнуть до e6-e5, але його важче здійснити.
|   | a | b | c | d | e | f | g | h |   |
| 8 | a7 чорний пішак · b7 чорний пішак · f7 чорний пішак · g7 чорний пішак · h7 чорний пішак · c6 чорний пішак · e6 чорний пішак · d4 білий пішак · e3 білий пішак · a2 білий пішак · b2 білий пішак · f2 білий пішак · g2 білий пішак · h2 білий пішак | a7 чорний пішак · b7 чорний пішак · f7 чорний пішак · g7 чорний пішак · h7 чорний пішак · c6 чорний пішак · e6 чорний пішак · d4 білий пішак · e3 білий пішак · a2 білий пішак · b2 білий пішак · f2 білий пішак · g2 білий пішак · h2 білий пішак | a7 чорний пішак · b7 чорний пішак · f7 чорний пішак · g7 чорний пішак · h7 чорний пішак · c6 чорний пішак · e6 чорний пішак · d4 білий пішак · e3 білий пішак · a2 білий пішак · b2 білий пішак · f2 білий пішак · g2 білий пішак · h2 білий пішак | a7 чорний пішак · b7 чорний пішак · f7 чорний пішак · g7 чорний пішак · h7 чорний пішак · c6 чорний пішак · e6 чорний пішак · d4 білий пішак · e3 білий пішак · a2 білий пішак · b2 білий пішак · f2 білий пішак · g2 білий пішак · h2 білий пішак | a7 чорний пішак · b7 чорний пішак · f7 чорний пішак · g7 чорний пішак · h7 чорний пішак · c6 чорний пішак · e6 чорний пішак · d4 білий пішак · e3 білий пішак · a2 білий пішак · b2 білий пішак · f2 білий пішак · g2 білий пішак · h2 білий пішак | a7 чорний пішак · b7 чорний пішак · f7 чорний пішак · g7 чорний пішак · h7 чорний пішак · c6 чорний пішак · e6 чорний пішак · d4 білий пішак · e3 білий пішак · a2 білий пішак · b2 білий пішак · f2 білий пішак · g2 білий пішак · h2 білий пішак | a7 чорний пішак · b7 чорний пішак · f7 чорний пішак · g7 чорний пішак · h7 чорний пішак · c6 чорний пішак · e6 чорний пішак · d4 білий пішак · e3 білий пішак · a2 білий пішак · b2 білий пішак · f2 білий пішак · g2 білий пішак · h2 білий пішак | a7 чорний пішак · b7 чорний пішак · f7 чорний пішак · g7 чорний пішак · h7 чорний пішак · c6 чорний пішак · e6 чорний пішак · d4 білий пішак · e3 білий пішак · a2 білий пішак · b2 білий пішак · f2 білий пішак · g2 білий пішак · h2 білий пішак | 8 |
| 7 | a7 чорний пішак · b7 чорний пішак · f7 чорний пішак · g7 чорний пішак · h7 чорний пішак · c6 чорний пішак · e6 чорний пішак · d4 білий пішак · e3 білий пішак · a2 білий пішак · b2 білий пішак · f2 білий пішак · g2 білий пішак · h2 білий пішак | a7 чорний пішак · b7 чорний пішак · f7 чорний пішак · g7 чорний пішак · h7 чорний пішак · c6 чорний пішак · e6 чорний пішак · d4 білий пішак · e3 білий пішак · a2 білий пішак · b2 білий пішак · f2 білий пішак · g2 білий пішак · h2 білий пішак | a7 чорний пішак · b7 чорний пішак · f7 чорний пішак · g7 чорний пішак · h7 чорний пішак · c6 чорний пішак · e6 чорний пішак · d4 білий пішак · e3 білий пішак · a2 білий пішак · b2 білий пішак · f2 білий пішак · g2 білий пішак · h2 білий пішак | a7 чорний пішак · b7 чорний пішак · f7 чорний пішак · g7 чорний пішак · h7 чорний пішак · c6 чорний пішак · e6 чорний пішак · d4 білий пішак · e3 білий пішак · a2 білий пішак · b2 білий пішак · f2 білий пішак · g2 білий пішак · h2 білий пішак | a7 чорний пішак · b7 чорний пішак · f7 чорний пішак · g7 чорний пішак · h7 чорний пішак · c6 чорний пішак · e6 чорний пішак · d4 білий пішак · e3 білий пішак · a2 білий пішак · b2 білий пішак · f2 білий пішак · g2 білий пішак · h2 білий пішак | a7 чорний пішак · b7 чорний пішак · f7 чорний пішак · g7 чорний пішак · h7 чорний пішак · c6 чорний пішак · e6 чорний пішак · d4 білий пішак · e3 білий пішак · a2 білий пішак · b2 білий пішак · f2 білий пішак · g2 білий пішак · h2 білий пішак | a7 чорний пішак · b7 чорний пішак · f7 чорний пішак · g7 чорний пішак · h7 чорний пішак · c6 чорний пішак · e6 чорний пішак · d4 білий пішак · e3 білий пішак · a2 білий пішак · b2 білий пішак · f2 білий пішак · g2 білий пішак · h2 білий пішак | a7 чорний пішак · b7 чорний пішак · f7 чорний пішак · g7 чорний пішак · h7 чорний пішак · c6 чорний пішак · e6 чорний пішак · d4 білий пішак · e3 білий пішак · a2 білий пішак · b2 білий пішак · f2 білий пішак · g2 білий пішак · h2 білий пішак | 7 |
| 6 | a7 чорний пішак · b7 чорний пішак · f7 чорний пішак · g7 чорний пішак · h7 чорний пішак · c6 чорний пішак · e6 чорний пішак · d4 білий пішак · e3 білий пішак · a2 білий пішак · b2 білий пішак · f2 білий пішак · g2 білий пішак · h2 білий пішак | a7 чорний пішак · b7 чорний пішак · f7 чорний пішак · g7 чорний пішак · h7 чорний пішак · c6 чорний пішак · e6 чорний пішак · d4 білий пішак · e3 білий пішак · a2 білий пішак · b2 білий пішак · f2 білий пішак · g2 білий пішак · h2 білий пішак | a7 чорний пішак · b7 чорний пішак · f7 чорний пішак · g7 чорний пішак · h7 чорний пішак · c6 чорний пішак · e6 чорний пішак · d4 білий пішак · e3 білий пішак · a2 білий пішак · b2 білий пішак · f2 білий пішак · g2 білий пішак · h2 білий пішак | a7 чорний пішак · b7 чорний пішак · f7 чорний пішак · g7 чорний пішак · h7 чорний пішак · c6 чорний пішак · e6 чорний пішак · d4 білий пішак · e3 білий пішак · a2 білий пішак · b2 білий пішак · f2 білий пішак · g2 білий пішак · h2 білий пішак | a7 чорний пішак · b7 чорний пішак · f7 чорний пішак · g7 чорний пішак · h7 чорний пішак · c6 чорний пішак · e6 чорний пішак · d4 білий пішак · e3 білий пішак · a2 білий пішак · b2 білий пішак · f2 білий пішак · g2 білий пішак · h2 білий пішак | a7 чорний пішак · b7 чорний пішак · f7 чорний пішак · g7 чорний пішак · h7 чорний пішак · c6 чорний пішак · e6 чорний пішак · d4 білий пішак · e3 білий пішак · a2 білий пішак · b2 білий пішак · f2 білий пішак · g2 білий пішак · h2 білий пішак | a7 чорний пішак · b7 чорний пішак · f7 чорний пішак · g7 чорний пішак · h7 чорний пішак · c6 чорний пішак · e6 чорний пішак · d4 білий пішак · e3 білий пішак · a2 білий пішак · b2 білий пішак · f2 білий пішак · g2 білий пішак · h2 білий пішак | a7 чорний пішак · b7 чорний пішак · f7 чорний пішак · g7 чорний пішак · h7 чорний пішак · c6 чорний пішак · e6 чорний пішак · d4 білий пішак · e3 білий пішак · a2 білий пішак · b2 білий пішак · f2 білий пішак · g2 білий пішак · h2 білий пішак | 6 |
| 5 | a7 чорний пішак · b7 чорний пішак · f7 чорний пішак · g7 чорний пішак · h7 чорний пішак · c6 чорний пішак · e6 чорний пішак · d4 білий пішак · e3 білий пішак · a2 білий пішак · b2 білий пішак · f2 білий пішак · g2 білий пішак · h2 білий пішак | a7 чорний пішак · b7 чорний пішак · f7 чорний пішак · g7 чорний пішак · h7 чорний пішак · c6 чорний пішак · e6 чорний пішак · d4 білий пішак · e3 білий пішак · a2 білий пішак · b2 білий пішак · f2 білий пішак · g2 білий пішак · h2 білий пішак | a7 чорний пішак · b7 чорний пішак · f7 чорний пішак · g7 чорний пішак · h7 чорний пішак · c6 чорний пішак · e6 чорний пішак · d4 білий пішак · e3 білий пішак · a2 білий пішак · b2 білий пішак · f2 білий пішак · g2 білий пішак · h2 білий пішак | a7 чорний пішак · b7 чорний пішак · f7 чорний пішак · g7 чорний пішак · h7 чорний пішак · c6 чорний пішак · e6 чорний пішак · d4 білий пішак · e3 білий пішак · a2 білий пішак · b2 білий пішак · f2 білий пішак · g2 білий пішак · h2 білий пішак | a7 чорний пішак · b7 чорний пішак · f7 чорний пішак · g7 чорний пішак · h7 чорний пішак · c6 чорний пішак · e6 чорний пішак · d4 білий пішак · e3 білий пішак · a2 білий пішак · b2 білий пішак · f2 білий пішак · g2 білий пішак · h2 білий пішак | a7 чорний пішак · b7 чорний пішак · f7 чорний пішак · g7 чорний пішак · h7 чорний пішак · c6 чорний пішак · e6 чорний пішак · d4 білий пішак · e3 білий пішак · a2 білий пішак · b2 білий пішак · f2 білий пішак · g2 білий пішак · h2 білий пішак | a7 чорний пішак · b7 чорний пішак · f7 чорний пішак · g7 чорний пішак · h7 чорний пішак · c6 чорний пішак · e6 чорний пішак · d4 білий пішак · e3 білий пішак · a2 білий пішак · b2 білий пішак · f2 білий пішак · g2 білий пішак · h2 білий пішак | a7 чорний пішак · b7 чорний пішак · f7 чорний пішак · g7 чорний пішак · h7 чорний пішак · c6 чорний пішак · e6 чорний пішак · d4 білий пішак · e3 білий пішак · a2 білий пішак · b2 білий пішак · f2 білий пішак · g2 білий пішак · h2 білий пішак | 5 |
| 4 | a7 чорний пішак · b7 чорний пішак · f7 чорний пішак · g7 чорний пішак · h7 чорний пішак · c6 чорний пішак · e6 чорний пішак · d4 білий пішак · e3 білий пішак · a2 білий пішак · b2 білий пішак · f2 білий пішак · g2 білий пішак · h2 білий пішак | a7 чорний пішак · b7 чорний пішак · f7 чорний пішак · g7 чорний пішак · h7 чорний пішак · c6 чорний пішак · e6 чорний пішак · d4 білий пішак · e3 білий пішак · a2 білий пішак · b2 білий пішак · f2 білий пішак · g2 білий пішак · h2 білий пішак | a7 чорний пішак · b7 чорний пішак · f7 чорний пішак · g7 чорний пішак · h7 чорний пішак · c6 чорний пішак · e6 чорний пішак · d4 білий пішак · e3 білий пішак · a2 білий пішак · b2 білий пішак · f2 білий пішак · g2 білий пішак · h2 білий пішак | a7 чорний пішак · b7 чорний пішак · f7 чорний пішак · g7 чорний пішак · h7 чорний пішак · c6 чорний пішак · e6 чорний пішак · d4 білий пішак · e3 білий пішак · a2 білий пішак · b2 білий пішак · f2 білий пішак · g2 білий пішак · h2 білий пішак | a7 чорний пішак · b7 чорний пішак · f7 чорний пішак · g7 чорний пішак · h7 чорний пішак · c6 чорний пішак · e6 чорний пішак · d4 білий пішак · e3 білий пішак · a2 білий пішак · b2 білий пішак · f2 білий пішак · g2 білий пішак · h2 білий пішак | a7 чорний пішак · b7 чорний пішак · f7 чорний пішак · g7 чорний пішак · h7 чорний пішак · c6 чорний пішак · e6 чорний пішак · d4 білий пішак · e3 білий пішак · a2 білий пішак · b2 білий пішак · f2 білий пішак · g2 білий пішак · h2 білий пішак | a7 чорний пішак · b7 чорний пішак · f7 чорний пішак · g7 чорний пішак · h7 чорний пішак · c6 чорний пішак · e6 чорний пішак · d4 білий пішак · e3 білий пішак · a2 білий пішак · b2 білий пішак · f2 білий пішак · g2 білий пішак · h2 білий пішак | a7 чорний пішак · b7 чорний пішак · f7 чорний пішак · g7 чорний пішак · h7 чорний пішак · c6 чорний пішак · e6 чорний пішак · d4 білий пішак · e3 білий пішак · a2 білий пішак · b2 білий пішак · f2 білий пішак · g2 білий пішак · h2 білий пішак | 4 |
| 3 | a7 чорний пішак · b7 чорний пішак · f7 чорний пішак · g7 чорний пішак · h7 чорний пішак · c6 чорний пішак · e6 чорний пішак · d4 білий пішак · e3 білий пішак · a2 білий пішак · b2 білий пішак · f2 білий пішак · g2 білий пішак · h2 білий пішак | a7 чорний пішак · b7 чорний пішак · f7 чорний пішак · g7 чорний пішак · h7 чорний пішак · c6 чорний пішак · e6 чорний пішак · d4 білий пішак · e3 білий пішак · a2 білий пішак · b2 білий пішак · f2 білий пішак · g2 білий пішак · h2 білий пішак | a7 чорний пішак · b7 чорний пішак · f7 чорний пішак · g7 чорний пішак · h7 чорний пішак · c6 чорний пішак · e6 чорний пішак · d4 білий пішак · e3 білий пішак · a2 білий пішак · b2 білий пішак · f2 білий пішак · g2 білий пішак · h2 білий пішак | a7 чорний пішак · b7 чорний пішак · f7 чорний пішак · g7 чорний пішак · h7 чорний пішак · c6 чорний пішак · e6 чорний пішак · d4 білий пішак · e3 білий пішак · a2 білий пішак · b2 білий пішак · f2 білий пішак · g2 білий пішак · h2 білий пішак | a7 чорний пішак · b7 чорний пішак · f7 чорний пішак · g7 чорний пішак · h7 чорний пішак · c6 чорний пішак · e6 чорний пішак · d4 білий пішак · e3 білий пішак · a2 білий пішак · b2 білий пішак · f2 білий пішак · g2 білий пішак · h2 білий пішак | a7 чорний пішак · b7 чорний пішак · f7 чорний пішак · g7 чорний пішак · h7 чорний пішак · c6 чорний пішак · e6 чорний пішак · d4 білий пішак · e3 білий пішак · a2 білий пішак · b2 білий пішак · f2 білий пішак · g2 білий пішак · h2 білий пішак | a7 чорний пішак · b7 чорний пішак · f7 чорний пішак · g7 чорний пішак · h7 чорний пішак · c6 чорний пішак · e6 чорний пішак · d4 білий пішак · e3 білий пішак · a2 білий пішак · b2 білий пішак · f2 білий пішак · g2 білий пішак · h2 білий пішак | a7 чорний пішак · b7 чорний пішак · f7 чорний пішак · g7 чорний пішак · h7 чорний пішак · c6 чорний пішак · e6 чорний пішак · d4 білий пішак · e3 білий пішак · a2 білий пішак · b2 білий пішак · f2 білий пішак · g2 білий пішак · h2 білий пішак | 3 |
| 2 | a7 чорний пішак · b7 чорний пішак · f7 чорний пішак · g7 чорний пішак · h7 чорний пішак · c6 чорний пішак · e6 чорний пішак · d4 білий пішак · e3 білий пішак · a2 білий пішак · b2 білий пішак · f2 білий пішак · g2 білий пішак · h2 білий пішак | a7 чорний пішак · b7 чорний пішак · f7 чорний пішак · g7 чорний пішак · h7 чорний пішак · c6 чорний пішак · e6 чорний пішак · d4 білий пішак · e3 білий пішак · a2 білий пішак · b2 білий пішак · f2 білий пішак · g2 білий пішак · h2 білий пішак | a7 чорний пішак · b7 чорний пішак · f7 чорний пішак · g7 чорний пішак · h7 чорний пішак · c6 чорний пішак · e6 чорний пішак · d4 білий пішак · e3 білий пішак · a2 білий пішак · b2 білий пішак · f2 білий пішак · g2 білий пішак · h2 білий пішак | a7 чорний пішак · b7 чорний пішак · f7 чорний пішак · g7 чорний пішак · h7 чорний пішак · c6 чорний пішак · e6 чорний пішак · d4 білий пішак · e3 білий пішак · a2 білий пішак · b2 білий пішак · f2 білий пішак · g2 білий пішак · h2 білий пішак | a7 чорний пішак · b7 чорний пішак · f7 чорний пішак · g7 чорний пішак · h7 чорний пішак · c6 чорний пішак · e6 чорний пішак · d4 білий пішак · e3 білий пішак · a2 білий пішак · b2 білий пішак · f2 білий пішак · g2 білий пішак · h2 білий пішак | a7 чорний пішак · b7 чорний пішак · f7 чорний пішак · g7 чорний пішак · h7 чорний пішак · c6 чорний пішак · e6 чорний пішак · d4 білий пішак · e3 білий пішак · a2 білий пішак · b2 білий пішак · f2 білий пішак · g2 білий пішак · h2 білий пішак | a7 чорний пішак · b7 чорний пішак · f7 чорний пішак · g7 чорний пішак · h7 чорний пішак · c6 чорний пішак · e6 чорний пішак · d4 білий пішак · e3 білий пішак · a2 білий пішак · b2 білий пішак · f2 білий пішак · g2 білий пішак · h2 білий пішак | a7 чорний пішак · b7 чорний пішак · f7 чорний пішак · g7 чорний пішак · h7 чорний пішак · c6 чорний пішак · e6 чорний пішак · d4 білий пішак · e3 білий пішак · a2 білий пішак · b2 білий пішак · f2 білий пішак · g2 білий пішак · h2 білий пішак | 2 |
| 1 | a7 чорний пішак · b7 чорний пішак · f7 чорний пішак · g7 чорний пішак · h7 чорний пішак · c6 чорний пішак · e6 чорний пішак · d4 білий пішак · e3 білий пішак · a2 білий пішак · b2 білий пішак · f2 білий пішак · g2 білий пішак · h2 білий пішак | a7 чорний пішак · b7 чорний пішак · f7 чорний пішак · g7 чорний пішак · h7 чорний пішак · c6 чорний пішак · e6 чорний пішак · d4 білий пішак · e3 білий пішак · a2 білий пішак · b2 білий пішак · f2 білий пішак · g2 білий пішак · h2 білий пішак | a7 чорний пішак · b7 чорний пішак · f7 чорний пішак · g7 чорний пішак · h7 чорний пішак · c6 чорний пішак · e6 чорний пішак · d4 білий пішак · e3 білий пішак · a2 білий пішак · b2 білий пішак · f2 білий пішак · g2 білий пішак · h2 білий пішак | a7 чорний пішак · b7 чорний пішак · f7 чорний пішак · g7 чорний пішак · h7 чорний пішак · c6 чорний пішак · e6 чорний пішак · d4 білий пішак · e3 білий пішак · a2 білий пішак · b2 білий пішак · f2 білий пішак · g2 білий пішак · h2 білий пішак | a7 чорний пішак · b7 чорний пішак · f7 чорний пішак · g7 чорний пішак · h7 чорний пішак · c6 чорний пішак · e6 чорний пішак · d4 білий пішак · e3 білий пішак · a2 білий пішак · b2 білий пішак · f2 білий пішак · g2 білий пішак · h2 білий пішак | a7 чорний пішак · b7 чорний пішак · f7 чорний пішак · g7 чорний пішак · h7 чорний пішак · c6 чорний пішак · e6 чорний пішак · d4 білий пішак · e3 білий пішак · a2 білий пішак · b2 білий пішак · f2 білий пішак · g2 білий пішак · h2 білий пішак | a7 чорний пішак · b7 чорний пішак · f7 чорний пішак · g7 чорний пішак · h7 чорний пішак · c6 чорний пішак · e6 чорний пішак · d4 білий пішак · e3 білий пішак · a2 білий пішак · b2 білий пішак · f2 білий пішак · g2 білий пішак · h2 білий пішак | a7 чорний пішак · b7 чорний пішак · f7 чорний пішак · g7 чорний пішак · h7 чорний пішак · c6 чорний пішак · e6 чорний пішак · d4 білий пішак · e3 білий пішак · a2 білий пішак · b2 білий пішак · f2 білий пішак · g2 білий пішак · h2 білий пішак | 1 |
|   | a | b | c | d | e | f | g | h |   |

### Слов'янська структура
Дебюти: Перш за все: Слов'янський захист. Інші: Каталонський початок, Ґрюнфельд, Система Колле (з протилежними кольорами).
Характер: повільна гра.
Теми для білих: тиск по вертикалі с, слабкість пішака с чорних (після b7-b5 чорних або після d4-d5xc6 у відповідь на е6-е5), прорив d4-d5.
Теми для чорних: e6-e5 і с6-c5 прориви.
|   | a | b | c | d | e | f | g | h |   |
| 8 | a7 чорний пішак · b7 чорний пішак · f7 чорний пішак · g7 чорний пішак · h7 чорний пішак · d6 чорний пішак · e6 чорний пішак · e4 білий пішак · a2 білий пішак · b2 білий пішак · c2 білий пішак · f2 білий пішак · g2 білий пішак · h2 білий пішак | a7 чорний пішак · b7 чорний пішак · f7 чорний пішак · g7 чорний пішак · h7 чорний пішак · d6 чорний пішак · e6 чорний пішак · e4 білий пішак · a2 білий пішак · b2 білий пішак · c2 білий пішак · f2 білий пішак · g2 білий пішак · h2 білий пішак | a7 чорний пішак · b7 чорний пішак · f7 чорний пішак · g7 чорний пішак · h7 чорний пішак · d6 чорний пішак · e6 чорний пішак · e4 білий пішак · a2 білий пішак · b2 білий пішак · c2 білий пішак · f2 білий пішак · g2 білий пішак · h2 білий пішак | a7 чорний пішак · b7 чорний пішак · f7 чорний пішак · g7 чорний пішак · h7 чорний пішак · d6 чорний пішак · e6 чорний пішак · e4 білий пішак · a2 білий пішак · b2 білий пішак · c2 білий пішак · f2 білий пішак · g2 білий пішак · h2 білий пішак | a7 чорний пішак · b7 чорний пішак · f7 чорний пішак · g7 чорний пішак · h7 чорний пішак · d6 чорний пішак · e6 чорний пішак · e4 білий пішак · a2 білий пішак · b2 білий пішак · c2 білий пішак · f2 білий пішак · g2 білий пішак · h2 білий пішак | a7 чорний пішак · b7 чорний пішак · f7 чорний пішак · g7 чорний пішак · h7 чорний пішак · d6 чорний пішак · e6 чорний пішак · e4 білий пішак · a2 білий пішак · b2 білий пішак · c2 білий пішак · f2 білий пішак · g2 білий пішак · h2 білий пішак | a7 чорний пішак · b7 чорний пішак · f7 чорний пішак · g7 чорний пішак · h7 чорний пішак · d6 чорний пішак · e6 чорний пішак · e4 білий пішак · a2 білий пішак · b2 білий пішак · c2 білий пішак · f2 білий пішак · g2 білий пішак · h2 білий пішак | a7 чорний пішак · b7 чорний пішак · f7 чорний пішак · g7 чорний пішак · h7 чорний пішак · d6 чорний пішак · e6 чорний пішак · e4 білий пішак · a2 білий пішак · b2 білий пішак · c2 білий пішак · f2 білий пішак · g2 білий пішак · h2 білий пішак | 8 |
| 7 | a7 чорний пішак · b7 чорний пішак · f7 чорний пішак · g7 чорний пішак · h7 чорний пішак · d6 чорний пішак · e6 чорний пішак · e4 білий пішак · a2 білий пішак · b2 білий пішак · c2 білий пішак · f2 білий пішак · g2 білий пішак · h2 білий пішак | a7 чорний пішак · b7 чорний пішак · f7 чорний пішак · g7 чорний пішак · h7 чорний пішак · d6 чорний пішак · e6 чорний пішак · e4 білий пішак · a2 білий пішак · b2 білий пішак · c2 білий пішак · f2 білий пішак · g2 білий пішак · h2 білий пішак | a7 чорний пішак · b7 чорний пішак · f7 чорний пішак · g7 чорний пішак · h7 чорний пішак · d6 чорний пішак · e6 чорний пішак · e4 білий пішак · a2 білий пішак · b2 білий пішак · c2 білий пішак · f2 білий пішак · g2 білий пішак · h2 білий пішак | a7 чорний пішак · b7 чорний пішак · f7 чорний пішак · g7 чорний пішак · h7 чорний пішак · d6 чорний пішак · e6 чорний пішак · e4 білий пішак · a2 білий пішак · b2 білий пішак · c2 білий пішак · f2 білий пішак · g2 білий пішак · h2 білий пішак | a7 чорний пішак · b7 чорний пішак · f7 чорний пішак · g7 чорний пішак · h7 чорний пішак · d6 чорний пішак · e6 чорний пішак · e4 білий пішак · a2 білий пішак · b2 білий пішак · c2 білий пішак · f2 білий пішак · g2 білий пішак · h2 білий пішак | a7 чорний пішак · b7 чорний пішак · f7 чорний пішак · g7 чорний пішак · h7 чорний пішак · d6 чорний пішак · e6 чорний пішак · e4 білий пішак · a2 білий пішак · b2 білий пішак · c2 білий пішак · f2 білий пішак · g2 білий пішак · h2 білий пішак | a7 чорний пішак · b7 чорний пішак · f7 чорний пішак · g7 чорний пішак · h7 чорний пішак · d6 чорний пішак · e6 чорний пішак · e4 білий пішак · a2 білий пішак · b2 білий пішак · c2 білий пішак · f2 білий пішак · g2 білий пішак · h2 білий пішак | a7 чорний пішак · b7 чорний пішак · f7 чорний пішак · g7 чорний пішак · h7 чорний пішак · d6 чорний пішак · e6 чорний пішак · e4 білий пішак · a2 білий пішак · b2 білий пішак · c2 білий пішак · f2 білий пішак · g2 білий пішак · h2 білий пішак | 7 |
| 6 | a7 чорний пішак · b7 чорний пішак · f7 чорний пішак · g7 чорний пішак · h7 чорний пішак · d6 чорний пішак · e6 чорний пішак · e4 білий пішак · a2 білий пішак · b2 білий пішак · c2 білий пішак · f2 білий пішак · g2 білий пішак · h2 білий пішак | a7 чорний пішак · b7 чорний пішак · f7 чорний пішак · g7 чорний пішак · h7 чорний пішак · d6 чорний пішак · e6 чорний пішак · e4 білий пішак · a2 білий пішак · b2 білий пішак · c2 білий пішак · f2 білий пішак · g2 білий пішак · h2 білий пішак | a7 чорний пішак · b7 чорний пішак · f7 чорний пішак · g7 чорний пішак · h7 чорний пішак · d6 чорний пішак · e6 чорний пішак · e4 білий пішак · a2 білий пішак · b2 білий пішак · c2 білий пішак · f2 білий пішак · g2 білий пішак · h2 білий пішак | a7 чорний пішак · b7 чорний пішак · f7 чорний пішак · g7 чорний пішак · h7 чорний пішак · d6 чорний пішак · e6 чорний пішак · e4 білий пішак · a2 білий пішак · b2 білий пішак · c2 білий пішак · f2 білий пішак · g2 білий пішак · h2 білий пішак | a7 чорний пішак · b7 чорний пішак · f7 чорний пішак · g7 чорний пішак · h7 чорний пішак · d6 чорний пішак · e6 чорний пішак · e4 білий пішак · a2 білий пішак · b2 білий пішак · c2 білий пішак · f2 білий пішак · g2 білий пішак · h2 білий пішак | a7 чорний пішак · b7 чорний пішак · f7 чорний пішак · g7 чорний пішак · h7 чорний пішак · d6 чорний пішак · e6 чорний пішак · e4 білий пішак · a2 білий пішак · b2 білий пішак · c2 білий пішак · f2 білий пішак · g2 білий пішак · h2 білий пішак | a7 чорний пішак · b7 чорний пішак · f7 чорний пішак · g7 чорний пішак · h7 чорний пішак · d6 чорний пішак · e6 чорний пішак · e4 білий пішак · a2 білий пішак · b2 білий пішак · c2 білий пішак · f2 білий пішак · g2 білий пішак · h2 білий пішак | a7 чорний пішак · b7 чорний пішак · f7 чорний пішак · g7 чорний пішак · h7 чорний пішак · d6 чорний пішак · e6 чорний пішак · e4 білий пішак · a2 білий пішак · b2 білий пішак · c2 білий пішак · f2 білий пішак · g2 білий пішак · h2 білий пішак | 6 |
| 5 | a7 чорний пішак · b7 чорний пішак · f7 чорний пішак · g7 чорний пішак · h7 чорний пішак · d6 чорний пішак · e6 чорний пішак · e4 білий пішак · a2 білий пішак · b2 білий пішак · c2 білий пішак · f2 білий пішак · g2 білий пішак · h2 білий пішак | a7 чорний пішак · b7 чорний пішак · f7 чорний пішак · g7 чорний пішак · h7 чорний пішак · d6 чорний пішак · e6 чорний пішак · e4 білий пішак · a2 білий пішак · b2 білий пішак · c2 білий пішак · f2 білий пішак · g2 білий пішак · h2 білий пішак | a7 чорний пішак · b7 чорний пішак · f7 чорний пішак · g7 чорний пішак · h7 чорний пішак · d6 чорний пішак · e6 чорний пішак · e4 білий пішак · a2 білий пішак · b2 білий пішак · c2 білий пішак · f2 білий пішак · g2 білий пішак · h2 білий пішак | a7 чорний пішак · b7 чорний пішак · f7 чорний пішак · g7 чорний пішак · h7 чорний пішак · d6 чорний пішак · e6 чорний пішак · e4 білий пішак · a2 білий пішак · b2 білий пішак · c2 білий пішак · f2 білий пішак · g2 білий пішак · h2 білий пішак | a7 чорний пішак · b7 чорний пішак · f7 чорний пішак · g7 чорний пішак · h7 чорний пішак · d6 чорний пішак · e6 чорний пішак · e4 білий пішак · a2 білий пішак · b2 білий пішак · c2 білий пішак · f2 білий пішак · g2 білий пішак · h2 білий пішак | a7 чорний пішак · b7 чорний пішак · f7 чорний пішак · g7 чорний пішак · h7 чорний пішак · d6 чорний пішак · e6 чорний пішак · e4 білий пішак · a2 білий пішак · b2 білий пішак · c2 білий пішак · f2 білий пішак · g2 білий пішак · h2 білий пішак | a7 чорний пішак · b7 чорний пішак · f7 чорний пішак · g7 чорний пішак · h7 чорний пішак · d6 чорний пішак · e6 чорний пішак · e4 білий пішак · a2 білий пішак · b2 білий пішак · c2 білий пішак · f2 білий пішак · g2 білий пішак · h2 білий пішак | a7 чорний пішак · b7 чорний пішак · f7 чорний пішак · g7 чорний пішак · h7 чорний пішак · d6 чорний пішак · e6 чорний пішак · e4 білий пішак · a2 білий пішак · b2 білий пішак · c2 білий пішак · f2 білий пішак · g2 білий пішак · h2 білий пішак | 5 |
| 4 | a7 чорний пішак · b7 чорний пішак · f7 чорний пішак · g7 чорний пішак · h7 чорний пішак · d6 чорний пішак · e6 чорний пішак · e4 білий пішак · a2 білий пішак · b2 білий пішак · c2 білий пішак · f2 білий пішак · g2 білий пішак · h2 білий пішак | a7 чорний пішак · b7 чорний пішак · f7 чорний пішак · g7 чорний пішак · h7 чорний пішак · d6 чорний пішак · e6 чорний пішак · e4 білий пішак · a2 білий пішак · b2 білий пішак · c2 білий пішак · f2 білий пішак · g2 білий пішак · h2 білий пішак | a7 чорний пішак · b7 чорний пішак · f7 чорний пішак · g7 чорний пішак · h7 чорний пішак · d6 чорний пішак · e6 чорний пішак · e4 білий пішак · a2 білий пішак · b2 білий пішак · c2 білий пішак · f2 білий пішак · g2 білий пішак · h2 білий пішак | a7 чорний пішак · b7 чорний пішак · f7 чорний пішак · g7 чорний пішак · h7 чорний пішак · d6 чорний пішак · e6 чорний пішак · e4 білий пішак · a2 білий пішак · b2 білий пішак · c2 білий пішак · f2 білий пішак · g2 білий пішак · h2 білий пішак | a7 чорний пішак · b7 чорний пішак · f7 чорний пішак · g7 чорний пішак · h7 чорний пішак · d6 чорний пішак · e6 чорний пішак · e4 білий пішак · a2 білий пішак · b2 білий пішак · c2 білий пішак · f2 білий пішак · g2 білий пішак · h2 білий пішак | a7 чорний пішак · b7 чорний пішак · f7 чорний пішак · g7 чорний пішак · h7 чорний пішак · d6 чорний пішак · e6 чорний пішак · e4 білий пішак · a2 білий пішак · b2 білий пішак · c2 білий пішак · f2 білий пішак · g2 білий пішак · h2 білий пішак | a7 чорний пішак · b7 чорний пішак · f7 чорний пішак · g7 чорний пішак · h7 чорний пішак · d6 чорний пішак · e6 чорний пішак · e4 білий пішак · a2 білий пішак · b2 білий пішак · c2 білий пішак · f2 білий пішак · g2 білий пішак · h2 білий пішак | a7 чорний пішак · b7 чорний пішак · f7 чорний пішак · g7 чорний пішак · h7 чорний пішак · d6 чорний пішак · e6 чорний пішак · e4 білий пішак · a2 білий пішак · b2 білий пішак · c2 білий пішак · f2 білий пішак · g2 білий пішак · h2 білий пішак | 4 |
| 3 | a7 чорний пішак · b7 чорний пішак · f7 чорний пішак · g7 чорний пішак · h7 чорний пішак · d6 чорний пішак · e6 чорний пішак · e4 білий пішак · a2 білий пішак · b2 білий пішак · c2 білий пішак · f2 білий пішак · g2 білий пішак · h2 білий пішак | a7 чорний пішак · b7 чорний пішак · f7 чорний пішак · g7 чорний пішак · h7 чорний пішак · d6 чорний пішак · e6 чорний пішак · e4 білий пішак · a2 білий пішак · b2 білий пішак · c2 білий пішак · f2 білий пішак · g2 білий пішак · h2 білий пішак | a7 чорний пішак · b7 чорний пішак · f7 чорний пішак · g7 чорний пішак · h7 чорний пішак · d6 чорний пішак · e6 чорний пішак · e4 білий пішак · a2 білий пішак · b2 білий пішак · c2 білий пішак · f2 білий пішак · g2 білий пішак · h2 білий пішак | a7 чорний пішак · b7 чорний пішак · f7 чорний пішак · g7 чорний пішак · h7 чорний пішак · d6 чорний пішак · e6 чорний пішак · e4 білий пішак · a2 білий пішак · b2 білий пішак · c2 білий пішак · f2 білий пішак · g2 білий пішак · h2 білий пішак | a7 чорний пішак · b7 чорний пішак · f7 чорний пішак · g7 чорний пішак · h7 чорний пішак · d6 чорний пішак · e6 чорний пішак · e4 білий пішак · a2 білий пішак · b2 білий пішак · c2 білий пішак · f2 білий пішак · g2 білий пішак · h2 білий пішак | a7 чорний пішак · b7 чорний пішак · f7 чорний пішак · g7 чорний пішак · h7 чорний пішак · d6 чорний пішак · e6 чорний пішак · e4 білий пішак · a2 білий пішак · b2 білий пішак · c2 білий пішак · f2 білий пішак · g2 білий пішак · h2 білий пішак | a7 чорний пішак · b7 чорний пішак · f7 чорний пішак · g7 чорний пішак · h7 чорний пішак · d6 чорний пішак · e6 чорний пішак · e4 білий пішак · a2 білий пішак · b2 білий пішак · c2 білий пішак · f2 білий пішак · g2 білий пішак · h2 білий пішак | a7 чорний пішак · b7 чорний пішак · f7 чорний пішак · g7 чорний пішак · h7 чорний пішак · d6 чорний пішак · e6 чорний пішак · e4 білий пішак · a2 білий пішак · b2 білий пішак · c2 білий пішак · f2 білий пішак · g2 білий пішак · h2 білий пішак | 3 |
| 2 | a7 чорний пішак · b7 чорний пішак · f7 чорний пішак · g7 чорний пішак · h7 чорний пішак · d6 чорний пішак · e6 чорний пішак · e4 білий пішак · a2 білий пішак · b2 білий пішак · c2 білий пішак · f2 білий пішак · g2 білий пішак · h2 білий пішак | a7 чорний пішак · b7 чорний пішак · f7 чорний пішак · g7 чорний пішак · h7 чорний пішак · d6 чорний пішак · e6 чорний пішак · e4 білий пішак · a2 білий пішак · b2 білий пішак · c2 білий пішак · f2 білий пішак · g2 білий пішак · h2 білий пішак | a7 чорний пішак · b7 чорний пішак · f7 чорний пішак · g7 чорний пішак · h7 чорний пішак · d6 чорний пішак · e6 чорний пішак · e4 білий пішак · a2 білий пішак · b2 білий пішак · c2 білий пішак · f2 білий пішак · g2 білий пішак · h2 білий пішак | a7 чорний пішак · b7 чорний пішак · f7 чорний пішак · g7 чорний пішак · h7 чорний пішак · d6 чорний пішак · e6 чорний пішак · e4 білий пішак · a2 білий пішак · b2 білий пішак · c2 білий пішак · f2 білий пішак · g2 білий пішак · h2 білий пішак | a7 чорний пішак · b7 чорний пішак · f7 чорний пішак · g7 чорний пішак · h7 чорний пішак · d6 чорний пішак · e6 чорний пішак · e4 білий пішак · a2 білий пішак · b2 білий пішак · c2 білий пішак · f2 білий пішак · g2 білий пішак · h2 білий пішак | a7 чорний пішак · b7 чорний пішак · f7 чорний пішак · g7 чорний пішак · h7 чорний пішак · d6 чорний пішак · e6 чорний пішак · e4 білий пішак · a2 білий пішак · b2 білий пішак · c2 білий пішак · f2 білий пішак · g2 білий пішак · h2 білий пішак | a7 чорний пішак · b7 чорний пішак · f7 чорний пішак · g7 чорний пішак · h7 чорний пішак · d6 чорний пішак · e6 чорний пішак · e4 білий пішак · a2 білий пішак · b2 білий пішак · c2 білий пішак · f2 білий пішак · g2 білий пішак · h2 білий пішак | a7 чорний пішак · b7 чорний пішак · f7 чорний пішак · g7 чорний пішак · h7 чорний пішак · d6 чорний пішак · e6 чорний пішак · e4 білий пішак · a2 білий пішак · b2 білий пішак · c2 білий пішак · f2 білий пішак · g2 білий пішак · h2 білий пішак | 2 |
| 1 | a7 чорний пішак · b7 чорний пішак · f7 чорний пішак · g7 чорний пішак · h7 чорний пішак · d6 чорний пішак · e6 чорний пішак · e4 білий пішак · a2 білий пішак · b2 білий пішак · c2 білий пішак · f2 білий пішак · g2 білий пішак · h2 білий пішак | a7 чорний пішак · b7 чорний пішак · f7 чорний пішак · g7 чорний пішак · h7 чорний пішак · d6 чорний пішак · e6 чорний пішак · e4 білий пішак · a2 білий пішак · b2 білий пішак · c2 білий пішак · f2 білий пішак · g2 білий пішак · h2 білий пішак | a7 чорний пішак · b7 чорний пішак · f7 чорний пішак · g7 чорний пішак · h7 чорний пішак · d6 чорний пішак · e6 чорний пішак · e4 білий пішак · a2 білий пішак · b2 білий пішак · c2 білий пішак · f2 білий пішак · g2 білий пішак · h2 білий пішак | a7 чорний пішак · b7 чорний пішак · f7 чорний пішак · g7 чорний пішак · h7 чорний пішак · d6 чорний пішак · e6 чорний пішак · e4 білий пішак · a2 білий пішак · b2 білий пішак · c2 білий пішак · f2 білий пішак · g2 білий пішак · h2 білий пішак | a7 чорний пішак · b7 чорний пішак · f7 чорний пішак · g7 чорний пішак · h7 чорний пішак · d6 чорний пішак · e6 чорний пішак · e4 білий пішак · a2 білий пішак · b2 білий пішак · c2 білий пішак · f2 білий пішак · g2 білий пішак · h2 білий пішак | a7 чорний пішак · b7 чорний пішак · f7 чорний пішак · g7 чорний пішак · h7 чорний пішак · d6 чорний пішак · e6 чорний пішак · e4 білий пішак · a2 білий пішак · b2 білий пішак · c2 білий пішак · f2 білий пішак · g2 білий пішак · h2 білий пішак | a7 чорний пішак · b7 чорний пішак · f7 чорний пішак · g7 чорний пішак · h7 чорний пішак · d6 чорний пішак · e6 чорний пішак · e4 білий пішак · a2 білий пішак · b2 білий пішак · c2 білий пішак · f2 білий пішак · g2 білий пішак · h2 білий пішак | a7 чорний пішак · b7 чорний пішак · f7 чорний пішак · g7 чорний пішак · h7 чорний пішак · d6 чорний пішак · e6 чорний пішак · e4 білий пішак · a2 білий пішак · b2 білий пішак · c2 білий пішак · f2 білий пішак · g2 білий пішак · h2 білий пішак | 1 |
|   | a | b | c | d | e | f | g | h |   |

### Сицилійський захист – Схевенінген
Дебюти: Перш за все: Сицилійський захист (Варіант Найдорфа, варіанти Ріхтера-Раузера та Созіна, Схевенінгенський варіант, і кілька інших сицилійських варіантів).
характер: складний, динамічний, гострий мітельшпіль.
Теми для білий: Тиск по вертикалі d, просторова перевага, підрив e4-e5 (часто готують за допомогою f2-f4), проштовхування f2-f4-f5, g2-g4-g5 (див. атака Кереса).
Теми для чорних: Тиск по вертикалі c, атака меншини (і контргра в цілому) на ферзевому фланзі, тиск на пішака білих на e4 або e5, прорив d6-d5, перехід до структури Болеславського e6-e5 (див. нижче).
Білим часто невигідно міняти фігуру на с6, дозволяючи побиття у відповідь bxc6, тому що фаланга центральних пішаків чорних стає дуже сильною.
|   | a | b | c | d | e | f | g | h |   |
| 8 | a7 чорний пішак · b7 чорний пішак · e7 чорний пішак · f7 чорний пішак · h7 чорний пішак · d6 чорний пішак · g6 чорний пішак · e4 білий пішак · a2 білий пішак · b2 білий пішак · c2 білий пішак · f2 білий пішак · g2 білий пішак · h2 білий пішак | a7 чорний пішак · b7 чорний пішак · e7 чорний пішак · f7 чорний пішак · h7 чорний пішак · d6 чорний пішак · g6 чорний пішак · e4 білий пішак · a2 білий пішак · b2 білий пішак · c2 білий пішак · f2 білий пішак · g2 білий пішак · h2 білий пішак | a7 чорний пішак · b7 чорний пішак · e7 чорний пішак · f7 чорний пішак · h7 чорний пішак · d6 чорний пішак · g6 чорний пішак · e4 білий пішак · a2 білий пішак · b2 білий пішак · c2 білий пішак · f2 білий пішак · g2 білий пішак · h2 білий пішак | a7 чорний пішак · b7 чорний пішак · e7 чорний пішак · f7 чорний пішак · h7 чорний пішак · d6 чорний пішак · g6 чорний пішак · e4 білий пішак · a2 білий пішак · b2 білий пішак · c2 білий пішак · f2 білий пішак · g2 білий пішак · h2 білий пішак | a7 чорний пішак · b7 чорний пішак · e7 чорний пішак · f7 чорний пішак · h7 чорний пішак · d6 чорний пішак · g6 чорний пішак · e4 білий пішак · a2 білий пішак · b2 білий пішак · c2 білий пішак · f2 білий пішак · g2 білий пішак · h2 білий пішак | a7 чорний пішак · b7 чорний пішак · e7 чорний пішак · f7 чорний пішак · h7 чорний пішак · d6 чорний пішак · g6 чорний пішак · e4 білий пішак · a2 білий пішак · b2 білий пішак · c2 білий пішак · f2 білий пішак · g2 білий пішак · h2 білий пішак | a7 чорний пішак · b7 чорний пішак · e7 чорний пішак · f7 чорний пішак · h7 чорний пішак · d6 чорний пішак · g6 чорний пішак · e4 білий пішак · a2 білий пішак · b2 білий пішак · c2 білий пішак · f2 білий пішак · g2 білий пішак · h2 білий пішак | a7 чорний пішак · b7 чорний пішак · e7 чорний пішак · f7 чорний пішак · h7 чорний пішак · d6 чорний пішак · g6 чорний пішак · e4 білий пішак · a2 білий пішак · b2 білий пішак · c2 білий пішак · f2 білий пішак · g2 білий пішак · h2 білий пішак | 8 |
| 7 | a7 чорний пішак · b7 чорний пішак · e7 чорний пішак · f7 чорний пішак · h7 чорний пішак · d6 чорний пішак · g6 чорний пішак · e4 білий пішак · a2 білий пішак · b2 білий пішак · c2 білий пішак · f2 білий пішак · g2 білий пішак · h2 білий пішак | a7 чорний пішак · b7 чорний пішак · e7 чорний пішак · f7 чорний пішак · h7 чорний пішак · d6 чорний пішак · g6 чорний пішак · e4 білий пішак · a2 білий пішак · b2 білий пішак · c2 білий пішак · f2 білий пішак · g2 білий пішак · h2 білий пішак | a7 чорний пішак · b7 чорний пішак · e7 чорний пішак · f7 чорний пішак · h7 чорний пішак · d6 чорний пішак · g6 чорний пішак · e4 білий пішак · a2 білий пішак · b2 білий пішак · c2 білий пішак · f2 білий пішак · g2 білий пішак · h2 білий пішак | a7 чорний пішак · b7 чорний пішак · e7 чорний пішак · f7 чорний пішак · h7 чорний пішак · d6 чорний пішак · g6 чорний пішак · e4 білий пішак · a2 білий пішак · b2 білий пішак · c2 білий пішак · f2 білий пішак · g2 білий пішак · h2 білий пішак | a7 чорний пішак · b7 чорний пішак · e7 чорний пішак · f7 чорний пішак · h7 чорний пішак · d6 чорний пішак · g6 чорний пішак · e4 білий пішак · a2 білий пішак · b2 білий пішак · c2 білий пішак · f2 білий пішак · g2 білий пішак · h2 білий пішак | a7 чорний пішак · b7 чорний пішак · e7 чорний пішак · f7 чорний пішак · h7 чорний пішак · d6 чорний пішак · g6 чорний пішак · e4 білий пішак · a2 білий пішак · b2 білий пішак · c2 білий пішак · f2 білий пішак · g2 білий пішак · h2 білий пішак | a7 чорний пішак · b7 чорний пішак · e7 чорний пішак · f7 чорний пішак · h7 чорний пішак · d6 чорний пішак · g6 чорний пішак · e4 білий пішак · a2 білий пішак · b2 білий пішак · c2 білий пішак · f2 білий пішак · g2 білий пішак · h2 білий пішак | a7 чорний пішак · b7 чорний пішак · e7 чорний пішак · f7 чорний пішак · h7 чорний пішак · d6 чорний пішак · g6 чорний пішак · e4 білий пішак · a2 білий пішак · b2 білий пішак · c2 білий пішак · f2 білий пішак · g2 білий пішак · h2 білий пішак | 7 |
| 6 | a7 чорний пішак · b7 чорний пішак · e7 чорний пішак · f7 чорний пішак · h7 чорний пішак · d6 чорний пішак · g6 чорний пішак · e4 білий пішак · a2 білий пішак · b2 білий пішак · c2 білий пішак · f2 білий пішак · g2 білий пішак · h2 білий пішак | a7 чорний пішак · b7 чорний пішак · e7 чорний пішак · f7 чорний пішак · h7 чорний пішак · d6 чорний пішак · g6 чорний пішак · e4 білий пішак · a2 білий пішак · b2 білий пішак · c2 білий пішак · f2 білий пішак · g2 білий пішак · h2 білий пішак | a7 чорний пішак · b7 чорний пішак · e7 чорний пішак · f7 чорний пішак · h7 чорний пішак · d6 чорний пішак · g6 чорний пішак · e4 білий пішак · a2 білий пішак · b2 білий пішак · c2 білий пішак · f2 білий пішак · g2 білий пішак · h2 білий пішак | a7 чорний пішак · b7 чорний пішак · e7 чорний пішак · f7 чорний пішак · h7 чорний пішак · d6 чорний пішак · g6 чорний пішак · e4 білий пішак · a2 білий пішак · b2 білий пішак · c2 білий пішак · f2 білий пішак · g2 білий пішак · h2 білий пішак | a7 чорний пішак · b7 чорний пішак · e7 чорний пішак · f7 чорний пішак · h7 чорний пішак · d6 чорний пішак · g6 чорний пішак · e4 білий пішак · a2 білий пішак · b2 білий пішак · c2 білий пішак · f2 білий пішак · g2 білий пішак · h2 білий пішак | a7 чорний пішак · b7 чорний пішак · e7 чорний пішак · f7 чорний пішак · h7 чорний пішак · d6 чорний пішак · g6 чорний пішак · e4 білий пішак · a2 білий пішак · b2 білий пішак · c2 білий пішак · f2 білий пішак · g2 білий пішак · h2 білий пішак | a7 чорний пішак · b7 чорний пішак · e7 чорний пішак · f7 чорний пішак · h7 чорний пішак · d6 чорний пішак · g6 чорний пішак · e4 білий пішак · a2 білий пішак · b2 білий пішак · c2 білий пішак · f2 білий пішак · g2 білий пішак · h2 білий пішак | a7 чорний пішак · b7 чорний пішак · e7 чорний пішак · f7 чорний пішак · h7 чорний пішак · d6 чорний пішак · g6 чорний пішак · e4 білий пішак · a2 білий пішак · b2 білий пішак · c2 білий пішак · f2 білий пішак · g2 білий пішак · h2 білий пішак | 6 |
| 5 | a7 чорний пішак · b7 чорний пішак · e7 чорний пішак · f7 чорний пішак · h7 чорний пішак · d6 чорний пішак · g6 чорний пішак · e4 білий пішак · a2 білий пішак · b2 білий пішак · c2 білий пішак · f2 білий пішак · g2 білий пішак · h2 білий пішак | a7 чорний пішак · b7 чорний пішак · e7 чорний пішак · f7 чорний пішак · h7 чорний пішак · d6 чорний пішак · g6 чорний пішак · e4 білий пішак · a2 білий пішак · b2 білий пішак · c2 білий пішак · f2 білий пішак · g2 білий пішак · h2 білий пішак | a7 чорний пішак · b7 чорний пішак · e7 чорний пішак · f7 чорний пішак · h7 чорний пішак · d6 чорний пішак · g6 чорний пішак · e4 білий пішак · a2 білий пішак · b2 білий пішак · c2 білий пішак · f2 білий пішак · g2 білий пішак · h2 білий пішак | a7 чорний пішак · b7 чорний пішак · e7 чорний пішак · f7 чорний пішак · h7 чорний пішак · d6 чорний пішак · g6 чорний пішак · e4 білий пішак · a2 білий пішак · b2 білий пішак · c2 білий пішак · f2 білий пішак · g2 білий пішак · h2 білий пішак | a7 чорний пішак · b7 чорний пішак · e7 чорний пішак · f7 чорний пішак · h7 чорний пішак · d6 чорний пішак · g6 чорний пішак · e4 білий пішак · a2 білий пішак · b2 білий пішак · c2 білий пішак · f2 білий пішак · g2 білий пішак · h2 білий пішак | a7 чорний пішак · b7 чорний пішак · e7 чорний пішак · f7 чорний пішак · h7 чорний пішак · d6 чорний пішак · g6 чорний пішак · e4 білий пішак · a2 білий пішак · b2 білий пішак · c2 білий пішак · f2 білий пішак · g2 білий пішак · h2 білий пішак | a7 чорний пішак · b7 чорний пішак · e7 чорний пішак · f7 чорний пішак · h7 чорний пішак · d6 чорний пішак · g6 чорний пішак · e4 білий пішак · a2 білий пішак · b2 білий пішак · c2 білий пішак · f2 білий пішак · g2 білий пішак · h2 білий пішак | a7 чорний пішак · b7 чорний пішак · e7 чорний пішак · f7 чорний пішак · h7 чорний пішак · d6 чорний пішак · g6 чорний пішак · e4 білий пішак · a2 білий пішак · b2 білий пішак · c2 білий пішак · f2 білий пішак · g2 білий пішак · h2 білий пішак | 5 |
| 4 | a7 чорний пішак · b7 чорний пішак · e7 чорний пішак · f7 чорний пішак · h7 чорний пішак · d6 чорний пішак · g6 чорний пішак · e4 білий пішак · a2 білий пішак · b2 білий пішак · c2 білий пішак · f2 білий пішак · g2 білий пішак · h2 білий пішак | a7 чорний пішак · b7 чорний пішак · e7 чорний пішак · f7 чорний пішак · h7 чорний пішак · d6 чорний пішак · g6 чорний пішак · e4 білий пішак · a2 білий пішак · b2 білий пішак · c2 білий пішак · f2 білий пішак · g2 білий пішак · h2 білий пішак | a7 чорний пішак · b7 чорний пішак · e7 чорний пішак · f7 чорний пішак · h7 чорний пішак · d6 чорний пішак · g6 чорний пішак · e4 білий пішак · a2 білий пішак · b2 білий пішак · c2 білий пішак · f2 білий пішак · g2 білий пішак · h2 білий пішак | a7 чорний пішак · b7 чорний пішак · e7 чорний пішак · f7 чорний пішак · h7 чорний пішак · d6 чорний пішак · g6 чорний пішак · e4 білий пішак · a2 білий пішак · b2 білий пішак · c2 білий пішак · f2 білий пішак · g2 білий пішак · h2 білий пішак | a7 чорний пішак · b7 чорний пішак · e7 чорний пішак · f7 чорний пішак · h7 чорний пішак · d6 чорний пішак · g6 чорний пішак · e4 білий пішак · a2 білий пішак · b2 білий пішак · c2 білий пішак · f2 білий пішак · g2 білий пішак · h2 білий пішак | a7 чорний пішак · b7 чорний пішак · e7 чорний пішак · f7 чорний пішак · h7 чорний пішак · d6 чорний пішак · g6 чорний пішак · e4 білий пішак · a2 білий пішак · b2 білий пішак · c2 білий пішак · f2 білий пішак · g2 білий пішак · h2 білий пішак | a7 чорний пішак · b7 чорний пішак · e7 чорний пішак · f7 чорний пішак · h7 чорний пішак · d6 чорний пішак · g6 чорний пішак · e4 білий пішак · a2 білий пішак · b2 білий пішак · c2 білий пішак · f2 білий пішак · g2 білий пішак · h2 білий пішак | a7 чорний пішак · b7 чорний пішак · e7 чорний пішак · f7 чорний пішак · h7 чорний пішак · d6 чорний пішак · g6 чорний пішак · e4 білий пішак · a2 білий пішак · b2 білий пішак · c2 білий пішак · f2 білий пішак · g2 білий пішак · h2 білий пішак | 4 |
| 3 | a7 чорний пішак · b7 чорний пішак · e7 чорний пішак · f7 чорний пішак · h7 чорний пішак · d6 чорний пішак · g6 чорний пішак · e4 білий пішак · a2 білий пішак · b2 білий пішак · c2 білий пішак · f2 білий пішак · g2 білий пішак · h2 білий пішак | a7 чорний пішак · b7 чорний пішак · e7 чорний пішак · f7 чорний пішак · h7 чорний пішак · d6 чорний пішак · g6 чорний пішак · e4 білий пішак · a2 білий пішак · b2 білий пішак · c2 білий пішак · f2 білий пішак · g2 білий пішак · h2 білий пішак | a7 чорний пішак · b7 чорний пішак · e7 чорний пішак · f7 чорний пішак · h7 чорний пішак · d6 чорний пішак · g6 чорний пішак · e4 білий пішак · a2 білий пішак · b2 білий пішак · c2 білий пішак · f2 білий пішак · g2 білий пішак · h2 білий пішак | a7 чорний пішак · b7 чорний пішак · e7 чорний пішак · f7 чорний пішак · h7 чорний пішак · d6 чорний пішак · g6 чорний пішак · e4 білий пішак · a2 білий пішак · b2 білий пішак · c2 білий пішак · f2 білий пішак · g2 білий пішак · h2 білий пішак | a7 чорний пішак · b7 чорний пішак · e7 чорний пішак · f7 чорний пішак · h7 чорний пішак · d6 чорний пішак · g6 чорний пішак · e4 білий пішак · a2 білий пішак · b2 білий пішак · c2 білий пішак · f2 білий пішак · g2 білий пішак · h2 білий пішак | a7 чорний пішак · b7 чорний пішак · e7 чорний пішак · f7 чорний пішак · h7 чорний пішак · d6 чорний пішак · g6 чорний пішак · e4 білий пішак · a2 білий пішак · b2 білий пішак · c2 білий пішак · f2 білий пішак · g2 білий пішак · h2 білий пішак | a7 чорний пішак · b7 чорний пішак · e7 чорний пішак · f7 чорний пішак · h7 чорний пішак · d6 чорний пішак · g6 чорний пішак · e4 білий пішак · a2 білий пішак · b2 білий пішак · c2 білий пішак · f2 білий пішак · g2 білий пішак · h2 білий пішак | a7 чорний пішак · b7 чорний пішак · e7 чорний пішак · f7 чорний пішак · h7 чорний пішак · d6 чорний пішак · g6 чорний пішак · e4 білий пішак · a2 білий пішак · b2 білий пішак · c2 білий пішак · f2 білий пішак · g2 білий пішак · h2 білий пішак | 3 |
| 2 | a7 чорний пішак · b7 чорний пішак · e7 чорний пішак · f7 чорний пішак · h7 чорний пішак · d6 чорний пішак · g6 чорний пішак · e4 білий пішак · a2 білий пішак · b2 білий пішак · c2 білий пішак · f2 білий пішак · g2 білий пішак · h2 білий пішак | a7 чорний пішак · b7 чорний пішак · e7 чорний пішак · f7 чорний пішак · h7 чорний пішак · d6 чорний пішак · g6 чорний пішак · e4 білий пішак · a2 білий пішак · b2 білий пішак · c2 білий пішак · f2 білий пішак · g2 білий пішак · h2 білий пішак | a7 чорний пішак · b7 чорний пішак · e7 чорний пішак · f7 чорний пішак · h7 чорний пішак · d6 чорний пішак · g6 чорний пішак · e4 білий пішак · a2 білий пішак · b2 білий пішак · c2 білий пішак · f2 білий пішак · g2 білий пішак · h2 білий пішак | a7 чорний пішак · b7 чорний пішак · e7 чорний пішак · f7 чорний пішак · h7 чорний пішак · d6 чорний пішак · g6 чорний пішак · e4 білий пішак · a2 білий пішак · b2 білий пішак · c2 білий пішак · f2 білий пішак · g2 білий пішак · h2 білий пішак | a7 чорний пішак · b7 чорний пішак · e7 чорний пішак · f7 чорний пішак · h7 чорний пішак · d6 чорний пішак · g6 чорний пішак · e4 білий пішак · a2 білий пішак · b2 білий пішак · c2 білий пішак · f2 білий пішак · g2 білий пішак · h2 білий пішак | a7 чорний пішак · b7 чорний пішак · e7 чорний пішак · f7 чорний пішак · h7 чорний пішак · d6 чорний пішак · g6 чорний пішак · e4 білий пішак · a2 білий пішак · b2 білий пішак · c2 білий пішак · f2 білий пішак · g2 білий пішак · h2 білий пішак | a7 чорний пішак · b7 чорний пішак · e7 чорний пішак · f7 чорний пішак · h7 чорний пішак · d6 чорний пішак · g6 чорний пішак · e4 білий пішак · a2 білий пішак · b2 білий пішак · c2 білий пішак · f2 білий пішак · g2 білий пішак · h2 білий пішак | a7 чорний пішак · b7 чорний пішак · e7 чорний пішак · f7 чорний пішак · h7 чорний пішак · d6 чорний пішак · g6 чорний пішак · e4 білий пішак · a2 білий пішак · b2 білий пішак · c2 білий пішак · f2 білий пішак · g2 білий пішак · h2 білий пішак | 2 |
| 1 | a7 чорний пішак · b7 чорний пішак · e7 чорний пішак · f7 чорний пішак · h7 чорний пішак · d6 чорний пішак · g6 чорний пішак · e4 білий пішак · a2 білий пішак · b2 білий пішак · c2 білий пішак · f2 білий пішак · g2 білий пішак · h2 білий пішак | a7 чорний пішак · b7 чорний пішак · e7 чорний пішак · f7 чорний пішак · h7 чорний пішак · d6 чорний пішак · g6 чорний пішак · e4 білий пішак · a2 білий пішак · b2 білий пішак · c2 білий пішак · f2 білий пішак · g2 білий пішак · h2 білий пішак | a7 чорний пішак · b7 чорний пішак · e7 чорний пішак · f7 чорний пішак · h7 чорний пішак · d6 чорний пішак · g6 чорний пішак · e4 білий пішак · a2 білий пішак · b2 білий пішак · c2 білий пішак · f2 білий пішак · g2 білий пішак · h2 білий пішак | a7 чорний пішак · b7 чорний пішак · e7 чорний пішак · f7 чорний пішак · h7 чорний пішак · d6 чорний пішак · g6 чорний пішак · e4 білий пішак · a2 білий пішак · b2 білий пішак · c2 білий пішак · f2 білий пішак · g2 білий пішак · h2 білий пішак | a7 чорний пішак · b7 чорний пішак · e7 чорний пішак · f7 чорний пішак · h7 чорний пішак · d6 чорний пішак · g6 чорний пішак · e4 білий пішак · a2 білий пішак · b2 білий пішак · c2 білий пішак · f2 білий пішак · g2 білий пішак · h2 білий пішак | a7 чорний пішак · b7 чорний пішак · e7 чорний пішак · f7 чорний пішак · h7 чорний пішак · d6 чорний пішак · g6 чорний пішак · e4 білий пішак · a2 білий пішак · b2 білий пішак · c2 білий пішак · f2 білий пішак · g2 білий пішак · h2 білий пішак | a7 чорний пішак · b7 чорний пішак · e7 чорний пішак · f7 чорний пішак · h7 чорний пішак · d6 чорний пішак · g6 чорний пішак · e4 білий пішак · a2 білий пішак · b2 білий пішак · c2 білий пішак · f2 білий пішак · g2 білий пішак · h2 білий пішак | a7 чорний пішак · b7 чорний пішак · e7 чорний пішак · f7 чорний пішак · h7 чорний пішак · d6 чорний пішак · g6 чорний пішак · e4 білий пішак · a2 білий пішак · b2 білий пішак · c2 білий пішак · f2 білий пішак · g2 білий пішак · h2 білий пішак | 1 |
|   | a | b | c | d | e | f | g | h |   |

### Сицилійський захист— варіант дракона
Дебюти: Перш за все: Сицилійський захист Варіант дракона. Інші: Англійський початок (з обернутими кольорами).
Характер: Або дуже гострий мітельшпіль з різносторонніми рокіровками або помірно гостра гра з рокіровками в ту саму сторону. Варіант дракона вимагає високий рівень запам'ятовування дебютної теорії. Це особливо помітно на прикладі югославської атаки, коли білі грають Be3, f3, QD2 і 0-0-0. Інші варіанти: Класичний дракон, де білі грають Be2 і 0-0; атака Таля визначається BC4 і 0-0, і захист фіанкетто, де білі грають G3, BG2 і 0-0. Ці менш поширені варіації призводять до менш тактичних позицій, з потенційно технічним ендшпілем.
Теми для білих: аутпост на d5, атака на королівському фланзі (або f2-f4-f5 з рокіровкою на королівський фланг) або h2-h4-H5 (з рокіровкою на ферзевий фланг), слабкість пішакової меншості чорних на ферзевому фланзі в ендшпілі.
 Теми для чорних: Тиск по довгій діагоналі, контргра на ферзевому фланзі, експлуатуючи часто розтягнуті пішаки королівського флангу білих в ендшпілі.
Дебютні лінії: Найбільш поширеним варіантом варіанту дракона є югославська атака. 1. e4 c5 2.Nf3 d6 3. d4 cxd4 4. Nxd4 Nf6 5. Nc3 g6 6. Be3 (Це визначальний хід югославського атаки.) 6… Bg7 7. Qd2 0-0 8.f3 (Цей хід необхідний щоб не дати чорним зіграти 8… Ng4 яким вони б атакували чорнопольного слона білих. 8.f3 також дає полю e4 додатковий захист та готує до пішакового штурму ходом g4. 8… Nc6 9. 0-0-0 (9.Bc4 також є дуже поширеним ходом у цій позиції.) 9… d5 (Цей хід є основною лінією. Інші ідеї містять в собі 9… Nxd4 і 9… Bd7.)
|   | a | b | c | d | e | f | g | h |   |
| 8 | a7 чорний пішак · b7 чорний пішак · e7 чорний пішак · f7 чорний пішак · g7 чорний пішак · h7 чорний пішак · d6 чорний пішак · c4 білий пішак · e4 білий пішак · a2 білий пішак · b2 білий пішак · f2 білий пішак · g2 білий пішак · h2 білий пішак | a7 чорний пішак · b7 чорний пішак · e7 чорний пішак · f7 чорний пішак · g7 чорний пішак · h7 чорний пішак · d6 чорний пішак · c4 білий пішак · e4 білий пішак · a2 білий пішак · b2 білий пішак · f2 білий пішак · g2 білий пішак · h2 білий пішак | a7 чорний пішак · b7 чорний пішак · e7 чорний пішак · f7 чорний пішак · g7 чорний пішак · h7 чорний пішак · d6 чорний пішак · c4 білий пішак · e4 білий пішак · a2 білий пішак · b2 білий пішак · f2 білий пішак · g2 білий пішак · h2 білий пішак | a7 чорний пішак · b7 чорний пішак · e7 чорний пішак · f7 чорний пішак · g7 чорний пішак · h7 чорний пішак · d6 чорний пішак · c4 білий пішак · e4 білий пішак · a2 білий пішак · b2 білий пішак · f2 білий пішак · g2 білий пішак · h2 білий пішак | a7 чорний пішак · b7 чорний пішак · e7 чорний пішак · f7 чорний пішак · g7 чорний пішак · h7 чорний пішак · d6 чорний пішак · c4 білий пішак · e4 білий пішак · a2 білий пішак · b2 білий пішак · f2 білий пішак · g2 білий пішак · h2 білий пішак | a7 чорний пішак · b7 чорний пішак · e7 чорний пішак · f7 чорний пішак · g7 чорний пішак · h7 чорний пішак · d6 чорний пішак · c4 білий пішак · e4 білий пішак · a2 білий пішак · b2 білий пішак · f2 білий пішак · g2 білий пішак · h2 білий пішак | a7 чорний пішак · b7 чорний пішак · e7 чорний пішак · f7 чорний пішак · g7 чорний пішак · h7 чорний пішак · d6 чорний пішак · c4 білий пішак · e4 білий пішак · a2 білий пішак · b2 білий пішак · f2 білий пішак · g2 білий пішак · h2 білий пішак | a7 чорний пішак · b7 чорний пішак · e7 чорний пішак · f7 чорний пішак · g7 чорний пішак · h7 чорний пішак · d6 чорний пішак · c4 білий пішак · e4 білий пішак · a2 білий пішак · b2 білий пішак · f2 білий пішак · g2 білий пішак · h2 білий пішак | 8 |
| 7 | a7 чорний пішак · b7 чорний пішак · e7 чорний пішак · f7 чорний пішак · g7 чорний пішак · h7 чорний пішак · d6 чорний пішак · c4 білий пішак · e4 білий пішак · a2 білий пішак · b2 білий пішак · f2 білий пішак · g2 білий пішак · h2 білий пішак | a7 чорний пішак · b7 чорний пішак · e7 чорний пішак · f7 чорний пішак · g7 чорний пішак · h7 чорний пішак · d6 чорний пішак · c4 білий пішак · e4 білий пішак · a2 білий пішак · b2 білий пішак · f2 білий пішак · g2 білий пішак · h2 білий пішак | a7 чорний пішак · b7 чорний пішак · e7 чорний пішак · f7 чорний пішак · g7 чорний пішак · h7 чорний пішак · d6 чорний пішак · c4 білий пішак · e4 білий пішак · a2 білий пішак · b2 білий пішак · f2 білий пішак · g2 білий пішак · h2 білий пішак | a7 чорний пішак · b7 чорний пішак · e7 чорний пішак · f7 чорний пішак · g7 чорний пішак · h7 чорний пішак · d6 чорний пішак · c4 білий пішак · e4 білий пішак · a2 білий пішак · b2 білий пішак · f2 білий пішак · g2 білий пішак · h2 білий пішак | a7 чорний пішак · b7 чорний пішак · e7 чорний пішак · f7 чорний пішак · g7 чорний пішак · h7 чорний пішак · d6 чорний пішак · c4 білий пішак · e4 білий пішак · a2 білий пішак · b2 білий пішак · f2 білий пішак · g2 білий пішак · h2 білий пішак | a7 чорний пішак · b7 чорний пішак · e7 чорний пішак · f7 чорний пішак · g7 чорний пішак · h7 чорний пішак · d6 чорний пішак · c4 білий пішак · e4 білий пішак · a2 білий пішак · b2 білий пішак · f2 білий пішак · g2 білий пішак · h2 білий пішак | a7 чорний пішак · b7 чорний пішак · e7 чорний пішак · f7 чорний пішак · g7 чорний пішак · h7 чорний пішак · d6 чорний пішак · c4 білий пішак · e4 білий пішак · a2 білий пішак · b2 білий пішак · f2 білий пішак · g2 білий пішак · h2 білий пішак | a7 чорний пішак · b7 чорний пішак · e7 чорний пішак · f7 чорний пішак · g7 чорний пішак · h7 чорний пішак · d6 чорний пішак · c4 білий пішак · e4 білий пішак · a2 білий пішак · b2 білий пішак · f2 білий пішак · g2 білий пішак · h2 білий пішак | 7 |
| 6 | a7 чорний пішак · b7 чорний пішак · e7 чорний пішак · f7 чорний пішак · g7 чорний пішак · h7 чорний пішак · d6 чорний пішак · c4 білий пішак · e4 білий пішак · a2 білий пішак · b2 білий пішак · f2 білий пішак · g2 білий пішак · h2 білий пішак | a7 чорний пішак · b7 чорний пішак · e7 чорний пішак · f7 чорний пішак · g7 чорний пішак · h7 чорний пішак · d6 чорний пішак · c4 білий пішак · e4 білий пішак · a2 білий пішак · b2 білий пішак · f2 білий пішак · g2 білий пішак · h2 білий пішак | a7 чорний пішак · b7 чорний пішак · e7 чорний пішак · f7 чорний пішак · g7 чорний пішак · h7 чорний пішак · d6 чорний пішак · c4 білий пішак · e4 білий пішак · a2 білий пішак · b2 білий пішак · f2 білий пішак · g2 білий пішак · h2 білий пішак | a7 чорний пішак · b7 чорний пішак · e7 чорний пішак · f7 чорний пішак · g7 чорний пішак · h7 чорний пішак · d6 чорний пішак · c4 білий пішак · e4 білий пішак · a2 білий пішак · b2 білий пішак · f2 білий пішак · g2 білий пішак · h2 білий пішак | a7 чорний пішак · b7 чорний пішак · e7 чорний пішак · f7 чорний пішак · g7 чорний пішак · h7 чорний пішак · d6 чорний пішак · c4 білий пішак · e4 білий пішак · a2 білий пішак · b2 білий пішак · f2 білий пішак · g2 білий пішак · h2 білий пішак | a7 чорний пішак · b7 чорний пішак · e7 чорний пішак · f7 чорний пішак · g7 чорний пішак · h7 чорний пішак · d6 чорний пішак · c4 білий пішак · e4 білий пішак · a2 білий пішак · b2 білий пішак · f2 білий пішак · g2 білий пішак · h2 білий пішак | a7 чорний пішак · b7 чорний пішак · e7 чорний пішак · f7 чорний пішак · g7 чорний пішак · h7 чорний пішак · d6 чорний пішак · c4 білий пішак · e4 білий пішак · a2 білий пішак · b2 білий пішак · f2 білий пішак · g2 білий пішак · h2 білий пішак | a7 чорний пішак · b7 чорний пішак · e7 чорний пішак · f7 чорний пішак · g7 чорний пішак · h7 чорний пішак · d6 чорний пішак · c4 білий пішак · e4 білий пішак · a2 білий пішак · b2 білий пішак · f2 білий пішак · g2 білий пішак · h2 білий пішак | 6 |
| 5 | a7 чорний пішак · b7 чорний пішак · e7 чорний пішак · f7 чорний пішак · g7 чорний пішак · h7 чорний пішак · d6 чорний пішак · c4 білий пішак · e4 білий пішак · a2 білий пішак · b2 білий пішак · f2 білий пішак · g2 білий пішак · h2 білий пішак | a7 чорний пішак · b7 чорний пішак · e7 чорний пішак · f7 чорний пішак · g7 чорний пішак · h7 чорний пішак · d6 чорний пішак · c4 білий пішак · e4 білий пішак · a2 білий пішак · b2 білий пішак · f2 білий пішак · g2 білий пішак · h2 білий пішак | a7 чорний пішак · b7 чорний пішак · e7 чорний пішак · f7 чорний пішак · g7 чорний пішак · h7 чорний пішак · d6 чорний пішак · c4 білий пішак · e4 білий пішак · a2 білий пішак · b2 білий пішак · f2 білий пішак · g2 білий пішак · h2 білий пішак | a7 чорний пішак · b7 чорний пішак · e7 чорний пішак · f7 чорний пішак · g7 чорний пішак · h7 чорний пішак · d6 чорний пішак · c4 білий пішак · e4 білий пішак · a2 білий пішак · b2 білий пішак · f2 білий пішак · g2 білий пішак · h2 білий пішак | a7 чорний пішак · b7 чорний пішак · e7 чорний пішак · f7 чорний пішак · g7 чорний пішак · h7 чорний пішак · d6 чорний пішак · c4 білий пішак · e4 білий пішак · a2 білий пішак · b2 білий пішак · f2 білий пішак · g2 білий пішак · h2 білий пішак | a7 чорний пішак · b7 чорний пішак · e7 чорний пішак · f7 чорний пішак · g7 чорний пішак · h7 чорний пішак · d6 чорний пішак · c4 білий пішак · e4 білий пішак · a2 білий пішак · b2 білий пішак · f2 білий пішак · g2 білий пішак · h2 білий пішак | a7 чорний пішак · b7 чорний пішак · e7 чорний пішак · f7 чорний пішак · g7 чорний пішак · h7 чорний пішак · d6 чорний пішак · c4 білий пішак · e4 білий пішак · a2 білий пішак · b2 білий пішак · f2 білий пішак · g2 білий пішак · h2 білий пішак | a7 чорний пішак · b7 чорний пішак · e7 чорний пішак · f7 чорний пішак · g7 чорний пішак · h7 чорний пішак · d6 чорний пішак · c4 білий пішак · e4 білий пішак · a2 білий пішак · b2 білий пішак · f2 білий пішак · g2 білий пішак · h2 білий пішак | 5 |
| 4 | a7 чорний пішак · b7 чорний пішак · e7 чорний пішак · f7 чорний пішак · g7 чорний пішак · h7 чорний пішак · d6 чорний пішак · c4 білий пішак · e4 білий пішак · a2 білий пішак · b2 білий пішак · f2 білий пішак · g2 білий пішак · h2 білий пішак | a7 чорний пішак · b7 чорний пішак · e7 чорний пішак · f7 чорний пішак · g7 чорний пішак · h7 чорний пішак · d6 чорний пішак · c4 білий пішак · e4 білий пішак · a2 білий пішак · b2 білий пішак · f2 білий пішак · g2 білий пішак · h2 білий пішак | a7 чорний пішак · b7 чорний пішак · e7 чорний пішак · f7 чорний пішак · g7 чорний пішак · h7 чорний пішак · d6 чорний пішак · c4 білий пішак · e4 білий пішак · a2 білий пішак · b2 білий пішак · f2 білий пішак · g2 білий пішак · h2 білий пішак | a7 чорний пішак · b7 чорний пішак · e7 чорний пішак · f7 чорний пішак · g7 чорний пішак · h7 чорний пішак · d6 чорний пішак · c4 білий пішак · e4 білий пішак · a2 білий пішак · b2 білий пішак · f2 білий пішак · g2 білий пішак · h2 білий пішак | a7 чорний пішак · b7 чорний пішак · e7 чорний пішак · f7 чорний пішак · g7 чорний пішак · h7 чорний пішак · d6 чорний пішак · c4 білий пішак · e4 білий пішак · a2 білий пішак · b2 білий пішак · f2 білий пішак · g2 білий пішак · h2 білий пішак | a7 чорний пішак · b7 чорний пішак · e7 чорний пішак · f7 чорний пішак · g7 чорний пішак · h7 чорний пішак · d6 чорний пішак · c4 білий пішак · e4 білий пішак · a2 білий пішак · b2 білий пішак · f2 білий пішак · g2 білий пішак · h2 білий пішак | a7 чорний пішак · b7 чорний пішак · e7 чорний пішак · f7 чорний пішак · g7 чорний пішак · h7 чорний пішак · d6 чорний пішак · c4 білий пішак · e4 білий пішак · a2 білий пішак · b2 білий пішак · f2 білий пішак · g2 білий пішак · h2 білий пішак | a7 чорний пішак · b7 чорний пішак · e7 чорний пішак · f7 чорний пішак · g7 чорний пішак · h7 чорний пішак · d6 чорний пішак · c4 білий пішак · e4 білий пішак · a2 білий пішак · b2 білий пішак · f2 білий пішак · g2 білий пішак · h2 білий пішак | 4 |
| 3 | a7 чорний пішак · b7 чорний пішак · e7 чорний пішак · f7 чорний пішак · g7 чорний пішак · h7 чорний пішак · d6 чорний пішак · c4 білий пішак · e4 білий пішак · a2 білий пішак · b2 білий пішак · f2 білий пішак · g2 білий пішак · h2 білий пішак | a7 чорний пішак · b7 чорний пішак · e7 чорний пішак · f7 чорний пішак · g7 чорний пішак · h7 чорний пішак · d6 чорний пішак · c4 білий пішак · e4 білий пішак · a2 білий пішак · b2 білий пішак · f2 білий пішак · g2 білий пішак · h2 білий пішак | a7 чорний пішак · b7 чорний пішак · e7 чорний пішак · f7 чорний пішак · g7 чорний пішак · h7 чорний пішак · d6 чорний пішак · c4 білий пішак · e4 білий пішак · a2 білий пішак · b2 білий пішак · f2 білий пішак · g2 білий пішак · h2 білий пішак | a7 чорний пішак · b7 чорний пішак · e7 чорний пішак · f7 чорний пішак · g7 чорний пішак · h7 чорний пішак · d6 чорний пішак · c4 білий пішак · e4 білий пішак · a2 білий пішак · b2 білий пішак · f2 білий пішак · g2 білий пішак · h2 білий пішак | a7 чорний пішак · b7 чорний пішак · e7 чорний пішак · f7 чорний пішак · g7 чорний пішак · h7 чорний пішак · d6 чорний пішак · c4 білий пішак · e4 білий пішак · a2 білий пішак · b2 білий пішак · f2 білий пішак · g2 білий пішак · h2 білий пішак | a7 чорний пішак · b7 чорний пішак · e7 чорний пішак · f7 чорний пішак · g7 чорний пішак · h7 чорний пішак · d6 чорний пішак · c4 білий пішак · e4 білий пішак · a2 білий пішак · b2 білий пішак · f2 білий пішак · g2 білий пішак · h2 білий пішак | a7 чорний пішак · b7 чорний пішак · e7 чорний пішак · f7 чорний пішак · g7 чорний пішак · h7 чорний пішак · d6 чорний пішак · c4 білий пішак · e4 білий пішак · a2 білий пішак · b2 білий пішак · f2 білий пішак · g2 білий пішак · h2 білий пішак | a7 чорний пішак · b7 чорний пішак · e7 чорний пішак · f7 чорний пішак · g7 чорний пішак · h7 чорний пішак · d6 чорний пішак · c4 білий пішак · e4 білий пішак · a2 білий пішак · b2 білий пішак · f2 білий пішак · g2 білий пішак · h2 білий пішак | 3 |
| 2 | a7 чорний пішак · b7 чорний пішак · e7 чорний пішак · f7 чорний пішак · g7 чорний пішак · h7 чорний пішак · d6 чорний пішак · c4 білий пішак · e4 білий пішак · a2 білий пішак · b2 білий пішак · f2 білий пішак · g2 білий пішак · h2 білий пішак | a7 чорний пішак · b7 чорний пішак · e7 чорний пішак · f7 чорний пішак · g7 чорний пішак · h7 чорний пішак · d6 чорний пішак · c4 білий пішак · e4 білий пішак · a2 білий пішак · b2 білий пішак · f2 білий пішак · g2 білий пішак · h2 білий пішак | a7 чорний пішак · b7 чорний пішак · e7 чорний пішак · f7 чорний пішак · g7 чорний пішак · h7 чорний пішак · d6 чорний пішак · c4 білий пішак · e4 білий пішак · a2 білий пішак · b2 білий пішак · f2 білий пішак · g2 білий пішак · h2 білий пішак | a7 чорний пішак · b7 чорний пішак · e7 чорний пішак · f7 чорний пішак · g7 чорний пішак · h7 чорний пішак · d6 чорний пішак · c4 білий пішак · e4 білий пішак · a2 білий пішак · b2 білий пішак · f2 білий пішак · g2 білий пішак · h2 білий пішак | a7 чорний пішак · b7 чорний пішак · e7 чорний пішак · f7 чорний пішак · g7 чорний пішак · h7 чорний пішак · d6 чорний пішак · c4 білий пішак · e4 білий пішак · a2 білий пішак · b2 білий пішак · f2 білий пішак · g2 білий пішак · h2 білий пішак | a7 чорний пішак · b7 чорний пішак · e7 чорний пішак · f7 чорний пішак · g7 чорний пішак · h7 чорний пішак · d6 чорний пішак · c4 білий пішак · e4 білий пішак · a2 білий пішак · b2 білий пішак · f2 білий пішак · g2 білий пішак · h2 білий пішак | a7 чорний пішак · b7 чорний пішак · e7 чорний пішак · f7 чорний пішак · g7 чорний пішак · h7 чорний пішак · d6 чорний пішак · c4 білий пішак · e4 білий пішак · a2 білий пішак · b2 білий пішак · f2 білий пішак · g2 білий пішак · h2 білий пішак | a7 чорний пішак · b7 чорний пішак · e7 чорний пішак · f7 чорний пішак · g7 чорний пішак · h7 чорний пішак · d6 чорний пішак · c4 білий пішак · e4 білий пішак · a2 білий пішак · b2 білий пішак · f2 білий пішак · g2 білий пішак · h2 білий пішак | 2 |
| 1 | a7 чорний пішак · b7 чорний пішак · e7 чорний пішак · f7 чорний пішак · g7 чорний пішак · h7 чорний пішак · d6 чорний пішак · c4 білий пішак · e4 білий пішак · a2 білий пішак · b2 білий пішак · f2 білий пішак · g2 білий пішак · h2 білий пішак | a7 чорний пішак · b7 чорний пішак · e7 чорний пішак · f7 чорний пішак · g7 чорний пішак · h7 чорний пішак · d6 чорний пішак · c4 білий пішак · e4 білий пішак · a2 білий пішак · b2 білий пішак · f2 білий пішак · g2 білий пішак · h2 білий пішак | a7 чорний пішак · b7 чорний пішак · e7 чорний пішак · f7 чорний пішак · g7 чорний пішак · h7 чорний пішак · d6 чорний пішак · c4 білий пішак · e4 білий пішак · a2 білий пішак · b2 білий пішак · f2 білий пішак · g2 білий пішак · h2 білий пішак | a7 чорний пішак · b7 чорний пішак · e7 чорний пішак · f7 чорний пішак · g7 чорний пішак · h7 чорний пішак · d6 чорний пішак · c4 білий пішак · e4 білий пішак · a2 білий пішак · b2 білий пішак · f2 білий пішак · g2 білий пішак · h2 білий пішак | a7 чорний пішак · b7 чорний пішак · e7 чорний пішак · f7 чорний пішак · g7 чорний пішак · h7 чорний пішак · d6 чорний пішак · c4 білий пішак · e4 білий пішак · a2 білий пішак · b2 білий пішак · f2 білий пішак · g2 білий пішак · h2 білий пішак | a7 чорний пішак · b7 чорний пішак · e7 чорний пішак · f7 чорний пішак · g7 чорний пішак · h7 чорний пішак · d6 чорний пішак · c4 білий пішак · e4 білий пішак · a2 білий пішак · b2 білий пішак · f2 білий пішак · g2 білий пішак · h2 білий пішак | a7 чорний пішак · b7 чорний пішак · e7 чорний пішак · f7 чорний пішак · g7 чорний пішак · h7 чорний пішак · d6 чорний пішак · c4 білий пішак · e4 білий пішак · a2 білий пішак · b2 білий пішак · f2 білий пішак · g2 білий пішак · h2 білий пішак | a7 чорний пішак · b7 чорний пішак · e7 чорний пішак · f7 чорний пішак · g7 чорний пішак · h7 чорний пішак · d6 чорний пішак · c4 білий пішак · e4 білий пішак · a2 білий пішак · b2 білий пішак · f2 білий пішак · g2 білий пішак · h2 білий пішак | 1 |
|   | a | b | c | d | e | f | g | h |   |

### Сицилійський захист, затиск Мароці
Дебюти: Перш за все: Сицилійський захист.
Характер: напіввідкриті дебюти.
Теми для білих: Nd4-c2-e3, фіанкетуючи одного або обох слонів, стрибок Мароці (Nc3-d5 з подальшим e4xd5 з приголомшливим тиском по вертикалі е), атака на королівському фланзі, с4-с5 і прорив e4-e5.
Теми для чорних: прорив b7-b5, прорив f7-f5 (особливо при фіанкетованому королівському слонові), прорив d6-d5 (підготовлений ходом e7-е6).
Затиск Мараці, названий на честь Ґези Мароці, має загрозливу репутацію. Шахісти раніше вважали, що затиск чорних завжди дає білим значну перевагу. І дійсно, якщо чорні не зможуть швидко вчинити пішаковий прорив, їх фігури будуть повністю затиснуті. З іншого боку, структура відбирає час, щоб її побудувати й обмежує активність білопольного слона білих, а це дає чорним певний час щоб виконати цей прорив.
|   | a | b | c | d | e | f | g | h |   |
| 8 | f7 чорний пішак · g7 чорний пішак · h7 чорний пішак · a6 чорний пішак · b6 чорний пішак · d6 чорний пішак · e6 чорний пішак · c4 білий пішак · e4 білий пішак · a2 білий пішак · b2 білий пішак · f2 білий пішак · g2 білий пішак · h2 білий пішак | f7 чорний пішак · g7 чорний пішак · h7 чорний пішак · a6 чорний пішак · b6 чорний пішак · d6 чорний пішак · e6 чорний пішак · c4 білий пішак · e4 білий пішак · a2 білий пішак · b2 білий пішак · f2 білий пішак · g2 білий пішак · h2 білий пішак | f7 чорний пішак · g7 чорний пішак · h7 чорний пішак · a6 чорний пішак · b6 чорний пішак · d6 чорний пішак · e6 чорний пішак · c4 білий пішак · e4 білий пішак · a2 білий пішак · b2 білий пішак · f2 білий пішак · g2 білий пішак · h2 білий пішак | f7 чорний пішак · g7 чорний пішак · h7 чорний пішак · a6 чорний пішак · b6 чорний пішак · d6 чорний пішак · e6 чорний пішак · c4 білий пішак · e4 білий пішак · a2 білий пішак · b2 білий пішак · f2 білий пішак · g2 білий пішак · h2 білий пішак | f7 чорний пішак · g7 чорний пішак · h7 чорний пішак · a6 чорний пішак · b6 чорний пішак · d6 чорний пішак · e6 чорний пішак · c4 білий пішак · e4 білий пішак · a2 білий пішак · b2 білий пішак · f2 білий пішак · g2 білий пішак · h2 білий пішак | f7 чорний пішак · g7 чорний пішак · h7 чорний пішак · a6 чорний пішак · b6 чорний пішак · d6 чорний пішак · e6 чорний пішак · c4 білий пішак · e4 білий пішак · a2 білий пішак · b2 білий пішак · f2 білий пішак · g2 білий пішак · h2 білий пішак | f7 чорний пішак · g7 чорний пішак · h7 чорний пішак · a6 чорний пішак · b6 чорний пішак · d6 чорний пішак · e6 чорний пішак · c4 білий пішак · e4 білий пішак · a2 білий пішак · b2 білий пішак · f2 білий пішак · g2 білий пішак · h2 білий пішак | f7 чорний пішак · g7 чорний пішак · h7 чорний пішак · a6 чорний пішак · b6 чорний пішак · d6 чорний пішак · e6 чорний пішак · c4 білий пішак · e4 білий пішак · a2 білий пішак · b2 білий пішак · f2 білий пішак · g2 білий пішак · h2 білий пішак | 8 |
| 7 | f7 чорний пішак · g7 чорний пішак · h7 чорний пішак · a6 чорний пішак · b6 чорний пішак · d6 чорний пішак · e6 чорний пішак · c4 білий пішак · e4 білий пішак · a2 білий пішак · b2 білий пішак · f2 білий пішак · g2 білий пішак · h2 білий пішак | f7 чорний пішак · g7 чорний пішак · h7 чорний пішак · a6 чорний пішак · b6 чорний пішак · d6 чорний пішак · e6 чорний пішак · c4 білий пішак · e4 білий пішак · a2 білий пішак · b2 білий пішак · f2 білий пішак · g2 білий пішак · h2 білий пішак | f7 чорний пішак · g7 чорний пішак · h7 чорний пішак · a6 чорний пішак · b6 чорний пішак · d6 чорний пішак · e6 чорний пішак · c4 білий пішак · e4 білий пішак · a2 білий пішак · b2 білий пішак · f2 білий пішак · g2 білий пішак · h2 білий пішак | f7 чорний пішак · g7 чорний пішак · h7 чорний пішак · a6 чорний пішак · b6 чорний пішак · d6 чорний пішак · e6 чорний пішак · c4 білий пішак · e4 білий пішак · a2 білий пішак · b2 білий пішак · f2 білий пішак · g2 білий пішак · h2 білий пішак | f7 чорний пішак · g7 чорний пішак · h7 чорний пішак · a6 чорний пішак · b6 чорний пішак · d6 чорний пішак · e6 чорний пішак · c4 білий пішак · e4 білий пішак · a2 білий пішак · b2 білий пішак · f2 білий пішак · g2 білий пішак · h2 білий пішак | f7 чорний пішак · g7 чорний пішак · h7 чорний пішак · a6 чорний пішак · b6 чорний пішак · d6 чорний пішак · e6 чорний пішак · c4 білий пішак · e4 білий пішак · a2 білий пішак · b2 білий пішак · f2 білий пішак · g2 білий пішак · h2 білий пішак | f7 чорний пішак · g7 чорний пішак · h7 чорний пішак · a6 чорний пішак · b6 чорний пішак · d6 чорний пішак · e6 чорний пішак · c4 білий пішак · e4 білий пішак · a2 білий пішак · b2 білий пішак · f2 білий пішак · g2 білий пішак · h2 білий пішак | f7 чорний пішак · g7 чорний пішак · h7 чорний пішак · a6 чорний пішак · b6 чорний пішак · d6 чорний пішак · e6 чорний пішак · c4 білий пішак · e4 білий пішак · a2 білий пішак · b2 білий пішак · f2 білий пішак · g2 білий пішак · h2 білий пішак | 7 |
| 6 | f7 чорний пішак · g7 чорний пішак · h7 чорний пішак · a6 чорний пішак · b6 чорний пішак · d6 чорний пішак · e6 чорний пішак · c4 білий пішак · e4 білий пішак · a2 білий пішак · b2 білий пішак · f2 білий пішак · g2 білий пішак · h2 білий пішак | f7 чорний пішак · g7 чорний пішак · h7 чорний пішак · a6 чорний пішак · b6 чорний пішак · d6 чорний пішак · e6 чорний пішак · c4 білий пішак · e4 білий пішак · a2 білий пішак · b2 білий пішак · f2 білий пішак · g2 білий пішак · h2 білий пішак | f7 чорний пішак · g7 чорний пішак · h7 чорний пішак · a6 чорний пішак · b6 чорний пішак · d6 чорний пішак · e6 чорний пішак · c4 білий пішак · e4 білий пішак · a2 білий пішак · b2 білий пішак · f2 білий пішак · g2 білий пішак · h2 білий пішак | f7 чорний пішак · g7 чорний пішак · h7 чорний пішак · a6 чорний пішак · b6 чорний пішак · d6 чорний пішак · e6 чорний пішак · c4 білий пішак · e4 білий пішак · a2 білий пішак · b2 білий пішак · f2 білий пішак · g2 білий пішак · h2 білий пішак | f7 чорний пішак · g7 чорний пішак · h7 чорний пішак · a6 чорний пішак · b6 чорний пішак · d6 чорний пішак · e6 чорний пішак · c4 білий пішак · e4 білий пішак · a2 білий пішак · b2 білий пішак · f2 білий пішак · g2 білий пішак · h2 білий пішак | f7 чорний пішак · g7 чорний пішак · h7 чорний пішак · a6 чорний пішак · b6 чорний пішак · d6 чорний пішак · e6 чорний пішак · c4 білий пішак · e4 білий пішак · a2 білий пішак · b2 білий пішак · f2 білий пішак · g2 білий пішак · h2 білий пішак | f7 чорний пішак · g7 чорний пішак · h7 чорний пішак · a6 чорний пішак · b6 чорний пішак · d6 чорний пішак · e6 чорний пішак · c4 білий пішак · e4 білий пішак · a2 білий пішак · b2 білий пішак · f2 білий пішак · g2 білий пішак · h2 білий пішак | f7 чорний пішак · g7 чорний пішак · h7 чорний пішак · a6 чорний пішак · b6 чорний пішак · d6 чорний пішак · e6 чорний пішак · c4 білий пішак · e4 білий пішак · a2 білий пішак · b2 білий пішак · f2 білий пішак · g2 білий пішак · h2 білий пішак | 6 |
| 5 | f7 чорний пішак · g7 чорний пішак · h7 чорний пішак · a6 чорний пішак · b6 чорний пішак · d6 чорний пішак · e6 чорний пішак · c4 білий пішак · e4 білий пішак · a2 білий пішак · b2 білий пішак · f2 білий пішак · g2 білий пішак · h2 білий пішак | f7 чорний пішак · g7 чорний пішак · h7 чорний пішак · a6 чорний пішак · b6 чорний пішак · d6 чорний пішак · e6 чорний пішак · c4 білий пішак · e4 білий пішак · a2 білий пішак · b2 білий пішак · f2 білий пішак · g2 білий пішак · h2 білий пішак | f7 чорний пішак · g7 чорний пішак · h7 чорний пішак · a6 чорний пішак · b6 чорний пішак · d6 чорний пішак · e6 чорний пішак · c4 білий пішак · e4 білий пішак · a2 білий пішак · b2 білий пішак · f2 білий пішак · g2 білий пішак · h2 білий пішак | f7 чорний пішак · g7 чорний пішак · h7 чорний пішак · a6 чорний пішак · b6 чорний пішак · d6 чорний пішак · e6 чорний пішак · c4 білий пішак · e4 білий пішак · a2 білий пішак · b2 білий пішак · f2 білий пішак · g2 білий пішак · h2 білий пішак | f7 чорний пішак · g7 чорний пішак · h7 чорний пішак · a6 чорний пішак · b6 чорний пішак · d6 чорний пішак · e6 чорний пішак · c4 білий пішак · e4 білий пішак · a2 білий пішак · b2 білий пішак · f2 білий пішак · g2 білий пішак · h2 білий пішак | f7 чорний пішак · g7 чорний пішак · h7 чорний пішак · a6 чорний пішак · b6 чорний пішак · d6 чорний пішак · e6 чорний пішак · c4 білий пішак · e4 білий пішак · a2 білий пішак · b2 білий пішак · f2 білий пішак · g2 білий пішак · h2 білий пішак | f7 чорний пішак · g7 чорний пішак · h7 чорний пішак · a6 чорний пішак · b6 чорний пішак · d6 чорний пішак · e6 чорний пішак · c4 білий пішак · e4 білий пішак · a2 білий пішак · b2 білий пішак · f2 білий пішак · g2 білий пішак · h2 білий пішак | f7 чорний пішак · g7 чорний пішак · h7 чорний пішак · a6 чорний пішак · b6 чорний пішак · d6 чорний пішак · e6 чорний пішак · c4 білий пішак · e4 білий пішак · a2 білий пішак · b2 білий пішак · f2 білий пішак · g2 білий пішак · h2 білий пішак | 5 |
| 4 | f7 чорний пішак · g7 чорний пішак · h7 чорний пішак · a6 чорний пішак · b6 чорний пішак · d6 чорний пішак · e6 чорний пішак · c4 білий пішак · e4 білий пішак · a2 білий пішак · b2 білий пішак · f2 білий пішак · g2 білий пішак · h2 білий пішак | f7 чорний пішак · g7 чорний пішак · h7 чорний пішак · a6 чорний пішак · b6 чорний пішак · d6 чорний пішак · e6 чорний пішак · c4 білий пішак · e4 білий пішак · a2 білий пішак · b2 білий пішак · f2 білий пішак · g2 білий пішак · h2 білий пішак | f7 чорний пішак · g7 чорний пішак · h7 чорний пішак · a6 чорний пішак · b6 чорний пішак · d6 чорний пішак · e6 чорний пішак · c4 білий пішак · e4 білий пішак · a2 білий пішак · b2 білий пішак · f2 білий пішак · g2 білий пішак · h2 білий пішак | f7 чорний пішак · g7 чорний пішак · h7 чорний пішак · a6 чорний пішак · b6 чорний пішак · d6 чорний пішак · e6 чорний пішак · c4 білий пішак · e4 білий пішак · a2 білий пішак · b2 білий пішак · f2 білий пішак · g2 білий пішак · h2 білий пішак | f7 чорний пішак · g7 чорний пішак · h7 чорний пішак · a6 чорний пішак · b6 чорний пішак · d6 чорний пішак · e6 чорний пішак · c4 білий пішак · e4 білий пішак · a2 білий пішак · b2 білий пішак · f2 білий пішак · g2 білий пішак · h2 білий пішак | f7 чорний пішак · g7 чорний пішак · h7 чорний пішак · a6 чорний пішак · b6 чорний пішак · d6 чорний пішак · e6 чорний пішак · c4 білий пішак · e4 білий пішак · a2 білий пішак · b2 білий пішак · f2 білий пішак · g2 білий пішак · h2 білий пішак | f7 чорний пішак · g7 чорний пішак · h7 чорний пішак · a6 чорний пішак · b6 чорний пішак · d6 чорний пішак · e6 чорний пішак · c4 білий пішак · e4 білий пішак · a2 білий пішак · b2 білий пішак · f2 білий пішак · g2 білий пішак · h2 білий пішак | f7 чорний пішак · g7 чорний пішак · h7 чорний пішак · a6 чорний пішак · b6 чорний пішак · d6 чорний пішак · e6 чорний пішак · c4 білий пішак · e4 білий пішак · a2 білий пішак · b2 білий пішак · f2 білий пішак · g2 білий пішак · h2 білий пішак | 4 |
| 3 | f7 чорний пішак · g7 чорний пішак · h7 чорний пішак · a6 чорний пішак · b6 чорний пішак · d6 чорний пішак · e6 чорний пішак · c4 білий пішак · e4 білий пішак · a2 білий пішак · b2 білий пішак · f2 білий пішак · g2 білий пішак · h2 білий пішак | f7 чорний пішак · g7 чорний пішак · h7 чорний пішак · a6 чорний пішак · b6 чорний пішак · d6 чорний пішак · e6 чорний пішак · c4 білий пішак · e4 білий пішак · a2 білий пішак · b2 білий пішак · f2 білий пішак · g2 білий пішак · h2 білий пішак | f7 чорний пішак · g7 чорний пішак · h7 чорний пішак · a6 чорний пішак · b6 чорний пішак · d6 чорний пішак · e6 чорний пішак · c4 білий пішак · e4 білий пішак · a2 білий пішак · b2 білий пішак · f2 білий пішак · g2 білий пішак · h2 білий пішак | f7 чорний пішак · g7 чорний пішак · h7 чорний пішак · a6 чорний пішак · b6 чорний пішак · d6 чорний пішак · e6 чорний пішак · c4 білий пішак · e4 білий пішак · a2 білий пішак · b2 білий пішак · f2 білий пішак · g2 білий пішак · h2 білий пішак | f7 чорний пішак · g7 чорний пішак · h7 чорний пішак · a6 чорний пішак · b6 чорний пішак · d6 чорний пішак · e6 чорний пішак · c4 білий пішак · e4 білий пішак · a2 білий пішак · b2 білий пішак · f2 білий пішак · g2 білий пішак · h2 білий пішак | f7 чорний пішак · g7 чорний пішак · h7 чорний пішак · a6 чорний пішак · b6 чорний пішак · d6 чорний пішак · e6 чорний пішак · c4 білий пішак · e4 білий пішак · a2 білий пішак · b2 білий пішак · f2 білий пішак · g2 білий пішак · h2 білий пішак | f7 чорний пішак · g7 чорний пішак · h7 чорний пішак · a6 чорний пішак · b6 чорний пішак · d6 чорний пішак · e6 чорний пішак · c4 білий пішак · e4 білий пішак · a2 білий пішак · b2 білий пішак · f2 білий пішак · g2 білий пішак · h2 білий пішак | f7 чорний пішак · g7 чорний пішак · h7 чорний пішак · a6 чорний пішак · b6 чорний пішак · d6 чорний пішак · e6 чорний пішак · c4 білий пішак · e4 білий пішак · a2 білий пішак · b2 білий пішак · f2 білий пішак · g2 білий пішак · h2 білий пішак | 3 |
| 2 | f7 чорний пішак · g7 чорний пішак · h7 чорний пішак · a6 чорний пішак · b6 чорний пішак · d6 чорний пішак · e6 чорний пішак · c4 білий пішак · e4 білий пішак · a2 білий пішак · b2 білий пішак · f2 білий пішак · g2 білий пішак · h2 білий пішак | f7 чорний пішак · g7 чорний пішак · h7 чорний пішак · a6 чорний пішак · b6 чорний пішак · d6 чорний пішак · e6 чорний пішак · c4 білий пішак · e4 білий пішак · a2 білий пішак · b2 білий пішак · f2 білий пішак · g2 білий пішак · h2 білий пішак | f7 чорний пішак · g7 чорний пішак · h7 чорний пішак · a6 чорний пішак · b6 чорний пішак · d6 чорний пішак · e6 чорний пішак · c4 білий пішак · e4 білий пішак · a2 білий пішак · b2 білий пішак · f2 білий пішак · g2 білий пішак · h2 білий пішак | f7 чорний пішак · g7 чорний пішак · h7 чорний пішак · a6 чорний пішак · b6 чорний пішак · d6 чорний пішак · e6 чорний пішак · c4 білий пішак · e4 білий пішак · a2 білий пішак · b2 білий пішак · f2 білий пішак · g2 білий пішак · h2 білий пішак | f7 чорний пішак · g7 чорний пішак · h7 чорний пішак · a6 чорний пішак · b6 чорний пішак · d6 чорний пішак · e6 чорний пішак · c4 білий пішак · e4 білий пішак · a2 білий пішак · b2 білий пішак · f2 білий пішак · g2 білий пішак · h2 білий пішак | f7 чорний пішак · g7 чорний пішак · h7 чорний пішак · a6 чорний пішак · b6 чорний пішак · d6 чорний пішак · e6 чорний пішак · c4 білий пішак · e4 білий пішак · a2 білий пішак · b2 білий пішак · f2 білий пішак · g2 білий пішак · h2 білий пішак | f7 чорний пішак · g7 чорний пішак · h7 чорний пішак · a6 чорний пішак · b6 чорний пішак · d6 чорний пішак · e6 чорний пішак · c4 білий пішак · e4 білий пішак · a2 білий пішак · b2 білий пішак · f2 білий пішак · g2 білий пішак · h2 білий пішак | f7 чорний пішак · g7 чорний пішак · h7 чорний пішак · a6 чорний пішак · b6 чорний пішак · d6 чорний пішак · e6 чорний пішак · c4 білий пішак · e4 білий пішак · a2 білий пішак · b2 білий пішак · f2 білий пішак · g2 білий пішак · h2 білий пішак | 2 |
| 1 | f7 чорний пішак · g7 чорний пішак · h7 чорний пішак · a6 чорний пішак · b6 чорний пішак · d6 чорний пішак · e6 чорний пішак · c4 білий пішак · e4 білий пішак · a2 білий пішак · b2 білий пішак · f2 білий пішак · g2 білий пішак · h2 білий пішак | f7 чорний пішак · g7 чорний пішак · h7 чорний пішак · a6 чорний пішак · b6 чорний пішак · d6 чорний пішак · e6 чорний пішак · c4 білий пішак · e4 білий пішак · a2 білий пішак · b2 білий пішак · f2 білий пішак · g2 білий пішак · h2 білий пішак | f7 чорний пішак · g7 чорний пішак · h7 чорний пішак · a6 чорний пішак · b6 чорний пішак · d6 чорний пішак · e6 чорний пішак · c4 білий пішак · e4 білий пішак · a2 білий пішак · b2 білий пішак · f2 білий пішак · g2 білий пішак · h2 білий пішак | f7 чорний пішак · g7 чорний пішак · h7 чорний пішак · a6 чорний пішак · b6 чорний пішак · d6 чорний пішак · e6 чорний пішак · c4 білий пішак · e4 білий пішак · a2 білий пішак · b2 білий пішак · f2 білий пішак · g2 білий пішак · h2 білий пішак | f7 чорний пішак · g7 чорний пішак · h7 чорний пішак · a6 чорний пішак · b6 чорний пішак · d6 чорний пішак · e6 чорний пішак · c4 білий пішак · e4 білий пішак · a2 білий пішак · b2 білий пішак · f2 білий пішак · g2 білий пішак · h2 білий пішак | f7 чорний пішак · g7 чорний пішак · h7 чорний пішак · a6 чорний пішак · b6 чорний пішак · d6 чорний пішак · e6 чорний пішак · c4 білий пішак · e4 білий пішак · a2 білий пішак · b2 білий пішак · f2 білий пішак · g2 білий пішак · h2 білий пішак | f7 чорний пішак · g7 чорний пішак · h7 чорний пішак · a6 чорний пішак · b6 чорний пішак · d6 чорний пішак · e6 чорний пішак · c4 білий пішак · e4 білий пішак · a2 білий пішак · b2 білий пішак · f2 білий пішак · g2 білий пішак · h2 білий пішак | f7 чорний пішак · g7 чорний пішак · h7 чорний пішак · a6 чорний пішак · b6 чорний пішак · d6 чорний пішак · e6 чорний пішак · c4 білий пішак · e4 білий пішак · a2 білий пішак · b2 білий пішак · f2 білий пішак · g2 білий пішак · h2 білий пішак | 1 |
|   | a | b | c | d | e | f | g | h |   |

### Їжак
Дебюти: Перш за все: Англійський початок (симетричний захист), Сицилійський захист.
Характер гри: закрита, напів-відкрита.
Структура їжака подібна до затиску Мароці й містить в собі ті самі стратегічні ідеї.
|   | a | b | c | d | e | f | g | h |   |
| 8 | a7 чорний пішак · b7 чорний пішак · f7 чорний пішак · g7 чорний пішак · h7 чорний пішак · d6 чорний пішак · e5 чорний пішак · e4 білий пішак · a2 білий пішак · b2 білий пішак · c2 білий пішак · f2 білий пішак · g2 білий пішак · h2 білий пішак | a7 чорний пішак · b7 чорний пішак · f7 чорний пішак · g7 чорний пішак · h7 чорний пішак · d6 чорний пішак · e5 чорний пішак · e4 білий пішак · a2 білий пішак · b2 білий пішак · c2 білий пішак · f2 білий пішак · g2 білий пішак · h2 білий пішак | a7 чорний пішак · b7 чорний пішак · f7 чорний пішак · g7 чорний пішак · h7 чорний пішак · d6 чорний пішак · e5 чорний пішак · e4 білий пішак · a2 білий пішак · b2 білий пішак · c2 білий пішак · f2 білий пішак · g2 білий пішак · h2 білий пішак | a7 чорний пішак · b7 чорний пішак · f7 чорний пішак · g7 чорний пішак · h7 чорний пішак · d6 чорний пішак · e5 чорний пішак · e4 білий пішак · a2 білий пішак · b2 білий пішак · c2 білий пішак · f2 білий пішак · g2 білий пішак · h2 білий пішак | a7 чорний пішак · b7 чорний пішак · f7 чорний пішак · g7 чорний пішак · h7 чорний пішак · d6 чорний пішак · e5 чорний пішак · e4 білий пішак · a2 білий пішак · b2 білий пішак · c2 білий пішак · f2 білий пішак · g2 білий пішак · h2 білий пішак | a7 чорний пішак · b7 чорний пішак · f7 чорний пішак · g7 чорний пішак · h7 чорний пішак · d6 чорний пішак · e5 чорний пішак · e4 білий пішак · a2 білий пішак · b2 білий пішак · c2 білий пішак · f2 білий пішак · g2 білий пішак · h2 білий пішак | a7 чорний пішак · b7 чорний пішак · f7 чорний пішак · g7 чорний пішак · h7 чорний пішак · d6 чорний пішак · e5 чорний пішак · e4 білий пішак · a2 білий пішак · b2 білий пішак · c2 білий пішак · f2 білий пішак · g2 білий пішак · h2 білий пішак | a7 чорний пішак · b7 чорний пішак · f7 чорний пішак · g7 чорний пішак · h7 чорний пішак · d6 чорний пішак · e5 чорний пішак · e4 білий пішак · a2 білий пішак · b2 білий пішак · c2 білий пішак · f2 білий пішак · g2 білий пішак · h2 білий пішак | 8 |
| 7 | a7 чорний пішак · b7 чорний пішак · f7 чорний пішак · g7 чорний пішак · h7 чорний пішак · d6 чорний пішак · e5 чорний пішак · e4 білий пішак · a2 білий пішак · b2 білий пішак · c2 білий пішак · f2 білий пішак · g2 білий пішак · h2 білий пішак | a7 чорний пішак · b7 чорний пішак · f7 чорний пішак · g7 чорний пішак · h7 чорний пішак · d6 чорний пішак · e5 чорний пішак · e4 білий пішак · a2 білий пішак · b2 білий пішак · c2 білий пішак · f2 білий пішак · g2 білий пішак · h2 білий пішак | a7 чорний пішак · b7 чорний пішак · f7 чорний пішак · g7 чорний пішак · h7 чорний пішак · d6 чорний пішак · e5 чорний пішак · e4 білий пішак · a2 білий пішак · b2 білий пішак · c2 білий пішак · f2 білий пішак · g2 білий пішак · h2 білий пішак | a7 чорний пішак · b7 чорний пішак · f7 чорний пішак · g7 чорний пішак · h7 чорний пішак · d6 чорний пішак · e5 чорний пішак · e4 білий пішак · a2 білий пішак · b2 білий пішак · c2 білий пішак · f2 білий пішак · g2 білий пішак · h2 білий пішак | a7 чорний пішак · b7 чорний пішак · f7 чорний пішак · g7 чорний пішак · h7 чорний пішак · d6 чорний пішак · e5 чорний пішак · e4 білий пішак · a2 білий пішак · b2 білий пішак · c2 білий пішак · f2 білий пішак · g2 білий пішак · h2 білий пішак | a7 чорний пішак · b7 чорний пішак · f7 чорний пішак · g7 чорний пішак · h7 чорний пішак · d6 чорний пішак · e5 чорний пішак · e4 білий пішак · a2 білий пішак · b2 білий пішак · c2 білий пішак · f2 білий пішак · g2 білий пішак · h2 білий пішак | a7 чорний пішак · b7 чорний пішак · f7 чорний пішак · g7 чорний пішак · h7 чорний пішак · d6 чорний пішак · e5 чорний пішак · e4 білий пішак · a2 білий пішак · b2 білий пішак · c2 білий пішак · f2 білий пішак · g2 білий пішак · h2 білий пішак | a7 чорний пішак · b7 чорний пішак · f7 чорний пішак · g7 чорний пішак · h7 чорний пішак · d6 чорний пішак · e5 чорний пішак · e4 білий пішак · a2 білий пішак · b2 білий пішак · c2 білий пішак · f2 білий пішак · g2 білий пішак · h2 білий пішак | 7 |
| 6 | a7 чорний пішак · b7 чорний пішак · f7 чорний пішак · g7 чорний пішак · h7 чорний пішак · d6 чорний пішак · e5 чорний пішак · e4 білий пішак · a2 білий пішак · b2 білий пішак · c2 білий пішак · f2 білий пішак · g2 білий пішак · h2 білий пішак | a7 чорний пішак · b7 чорний пішак · f7 чорний пішак · g7 чорний пішак · h7 чорний пішак · d6 чорний пішак · e5 чорний пішак · e4 білий пішак · a2 білий пішак · b2 білий пішак · c2 білий пішак · f2 білий пішак · g2 білий пішак · h2 білий пішак | a7 чорний пішак · b7 чорний пішак · f7 чорний пішак · g7 чорний пішак · h7 чорний пішак · d6 чорний пішак · e5 чорний пішак · e4 білий пішак · a2 білий пішак · b2 білий пішак · c2 білий пішак · f2 білий пішак · g2 білий пішак · h2 білий пішак | a7 чорний пішак · b7 чорний пішак · f7 чорний пішак · g7 чорний пішак · h7 чорний пішак · d6 чорний пішак · e5 чорний пішак · e4 білий пішак · a2 білий пішак · b2 білий пішак · c2 білий пішак · f2 білий пішак · g2 білий пішак · h2 білий пішак | a7 чорний пішак · b7 чорний пішак · f7 чорний пішак · g7 чорний пішак · h7 чорний пішак · d6 чорний пішак · e5 чорний пішак · e4 білий пішак · a2 білий пішак · b2 білий пішак · c2 білий пішак · f2 білий пішак · g2 білий пішак · h2 білий пішак | a7 чорний пішак · b7 чорний пішак · f7 чорний пішак · g7 чорний пішак · h7 чорний пішак · d6 чорний пішак · e5 чорний пішак · e4 білий пішак · a2 білий пішак · b2 білий пішак · c2 білий пішак · f2 білий пішак · g2 білий пішак · h2 білий пішак | a7 чорний пішак · b7 чорний пішак · f7 чорний пішак · g7 чорний пішак · h7 чорний пішак · d6 чорний пішак · e5 чорний пішак · e4 білий пішак · a2 білий пішак · b2 білий пішак · c2 білий пішак · f2 білий пішак · g2 білий пішак · h2 білий пішак | a7 чорний пішак · b7 чорний пішак · f7 чорний пішак · g7 чорний пішак · h7 чорний пішак · d6 чорний пішак · e5 чорний пішак · e4 білий пішак · a2 білий пішак · b2 білий пішак · c2 білий пішак · f2 білий пішак · g2 білий пішак · h2 білий пішак | 6 |
| 5 | a7 чорний пішак · b7 чорний пішак · f7 чорний пішак · g7 чорний пішак · h7 чорний пішак · d6 чорний пішак · e5 чорний пішак · e4 білий пішак · a2 білий пішак · b2 білий пішак · c2 білий пішак · f2 білий пішак · g2 білий пішак · h2 білий пішак | a7 чорний пішак · b7 чорний пішак · f7 чорний пішак · g7 чорний пішак · h7 чорний пішак · d6 чорний пішак · e5 чорний пішак · e4 білий пішак · a2 білий пішак · b2 білий пішак · c2 білий пішак · f2 білий пішак · g2 білий пішак · h2 білий пішак | a7 чорний пішак · b7 чорний пішак · f7 чорний пішак · g7 чорний пішак · h7 чорний пішак · d6 чорний пішак · e5 чорний пішак · e4 білий пішак · a2 білий пішак · b2 білий пішак · c2 білий пішак · f2 білий пішак · g2 білий пішак · h2 білий пішак | a7 чорний пішак · b7 чорний пішак · f7 чорний пішак · g7 чорний пішак · h7 чорний пішак · d6 чорний пішак · e5 чорний пішак · e4 білий пішак · a2 білий пішак · b2 білий пішак · c2 білий пішак · f2 білий пішак · g2 білий пішак · h2 білий пішак | a7 чорний пішак · b7 чорний пішак · f7 чорний пішак · g7 чорний пішак · h7 чорний пішак · d6 чорний пішак · e5 чорний пішак · e4 білий пішак · a2 білий пішак · b2 білий пішак · c2 білий пішак · f2 білий пішак · g2 білий пішак · h2 білий пішак | a7 чорний пішак · b7 чорний пішак · f7 чорний пішак · g7 чорний пішак · h7 чорний пішак · d6 чорний пішак · e5 чорний пішак · e4 білий пішак · a2 білий пішак · b2 білий пішак · c2 білий пішак · f2 білий пішак · g2 білий пішак · h2 білий пішак | a7 чорний пішак · b7 чорний пішак · f7 чорний пішак · g7 чорний пішак · h7 чорний пішак · d6 чорний пішак · e5 чорний пішак · e4 білий пішак · a2 білий пішак · b2 білий пішак · c2 білий пішак · f2 білий пішак · g2 білий пішак · h2 білий пішак | a7 чорний пішак · b7 чорний пішак · f7 чорний пішак · g7 чорний пішак · h7 чорний пішак · d6 чорний пішак · e5 чорний пішак · e4 білий пішак · a2 білий пішак · b2 білий пішак · c2 білий пішак · f2 білий пішак · g2 білий пішак · h2 білий пішак | 5 |
| 4 | a7 чорний пішак · b7 чорний пішак · f7 чорний пішак · g7 чорний пішак · h7 чорний пішак · d6 чорний пішак · e5 чорний пішак · e4 білий пішак · a2 білий пішак · b2 білий пішак · c2 білий пішак · f2 білий пішак · g2 білий пішак · h2 білий пішак | a7 чорний пішак · b7 чорний пішак · f7 чорний пішак · g7 чорний пішак · h7 чорний пішак · d6 чорний пішак · e5 чорний пішак · e4 білий пішак · a2 білий пішак · b2 білий пішак · c2 білий пішак · f2 білий пішак · g2 білий пішак · h2 білий пішак | a7 чорний пішак · b7 чорний пішак · f7 чорний пішак · g7 чорний пішак · h7 чорний пішак · d6 чорний пішак · e5 чорний пішак · e4 білий пішак · a2 білий пішак · b2 білий пішак · c2 білий пішак · f2 білий пішак · g2 білий пішак · h2 білий пішак | a7 чорний пішак · b7 чорний пішак · f7 чорний пішак · g7 чорний пішак · h7 чорний пішак · d6 чорний пішак · e5 чорний пішак · e4 білий пішак · a2 білий пішак · b2 білий пішак · c2 білий пішак · f2 білий пішак · g2 білий пішак · h2 білий пішак | a7 чорний пішак · b7 чорний пішак · f7 чорний пішак · g7 чорний пішак · h7 чорний пішак · d6 чорний пішак · e5 чорний пішак · e4 білий пішак · a2 білий пішак · b2 білий пішак · c2 білий пішак · f2 білий пішак · g2 білий пішак · h2 білий пішак | a7 чорний пішак · b7 чорний пішак · f7 чорний пішак · g7 чорний пішак · h7 чорний пішак · d6 чорний пішак · e5 чорний пішак · e4 білий пішак · a2 білий пішак · b2 білий пішак · c2 білий пішак · f2 білий пішак · g2 білий пішак · h2 білий пішак | a7 чорний пішак · b7 чорний пішак · f7 чорний пішак · g7 чорний пішак · h7 чорний пішак · d6 чорний пішак · e5 чорний пішак · e4 білий пішак · a2 білий пішак · b2 білий пішак · c2 білий пішак · f2 білий пішак · g2 білий пішак · h2 білий пішак | a7 чорний пішак · b7 чорний пішак · f7 чорний пішак · g7 чорний пішак · h7 чорний пішак · d6 чорний пішак · e5 чорний пішак · e4 білий пішак · a2 білий пішак · b2 білий пішак · c2 білий пішак · f2 білий пішак · g2 білий пішак · h2 білий пішак | 4 |
| 3 | a7 чорний пішак · b7 чорний пішак · f7 чорний пішак · g7 чорний пішак · h7 чорний пішак · d6 чорний пішак · e5 чорний пішак · e4 білий пішак · a2 білий пішак · b2 білий пішак · c2 білий пішак · f2 білий пішак · g2 білий пішак · h2 білий пішак | a7 чорний пішак · b7 чорний пішак · f7 чорний пішак · g7 чорний пішак · h7 чорний пішак · d6 чорний пішак · e5 чорний пішак · e4 білий пішак · a2 білий пішак · b2 білий пішак · c2 білий пішак · f2 білий пішак · g2 білий пішак · h2 білий пішак | a7 чорний пішак · b7 чорний пішак · f7 чорний пішак · g7 чорний пішак · h7 чорний пішак · d6 чорний пішак · e5 чорний пішак · e4 білий пішак · a2 білий пішак · b2 білий пішак · c2 білий пішак · f2 білий пішак · g2 білий пішак · h2 білий пішак | a7 чорний пішак · b7 чорний пішак · f7 чорний пішак · g7 чорний пішак · h7 чорний пішак · d6 чорний пішак · e5 чорний пішак · e4 білий пішак · a2 білий пішак · b2 білий пішак · c2 білий пішак · f2 білий пішак · g2 білий пішак · h2 білий пішак | a7 чорний пішак · b7 чорний пішак · f7 чорний пішак · g7 чорний пішак · h7 чорний пішак · d6 чорний пішак · e5 чорний пішак · e4 білий пішак · a2 білий пішак · b2 білий пішак · c2 білий пішак · f2 білий пішак · g2 білий пішак · h2 білий пішак | a7 чорний пішак · b7 чорний пішак · f7 чорний пішак · g7 чорний пішак · h7 чорний пішак · d6 чорний пішак · e5 чорний пішак · e4 білий пішак · a2 білий пішак · b2 білий пішак · c2 білий пішак · f2 білий пішак · g2 білий пішак · h2 білий пішак | a7 чорний пішак · b7 чорний пішак · f7 чорний пішак · g7 чорний пішак · h7 чорний пішак · d6 чорний пішак · e5 чорний пішак · e4 білий пішак · a2 білий пішак · b2 білий пішак · c2 білий пішак · f2 білий пішак · g2 білий пішак · h2 білий пішак | a7 чорний пішак · b7 чорний пішак · f7 чорний пішак · g7 чорний пішак · h7 чорний пішак · d6 чорний пішак · e5 чорний пішак · e4 білий пішак · a2 білий пішак · b2 білий пішак · c2 білий пішак · f2 білий пішак · g2 білий пішак · h2 білий пішак | 3 |
| 2 | a7 чорний пішак · b7 чорний пішак · f7 чорний пішак · g7 чорний пішак · h7 чорний пішак · d6 чорний пішак · e5 чорний пішак · e4 білий пішак · a2 білий пішак · b2 білий пішак · c2 білий пішак · f2 білий пішак · g2 білий пішак · h2 білий пішак | a7 чорний пішак · b7 чорний пішак · f7 чорний пішак · g7 чорний пішак · h7 чорний пішак · d6 чорний пішак · e5 чорний пішак · e4 білий пішак · a2 білий пішак · b2 білий пішак · c2 білий пішак · f2 білий пішак · g2 білий пішак · h2 білий пішак | a7 чорний пішак · b7 чорний пішак · f7 чорний пішак · g7 чорний пішак · h7 чорний пішак · d6 чорний пішак · e5 чорний пішак · e4 білий пішак · a2 білий пішак · b2 білий пішак · c2 білий пішак · f2 білий пішак · g2 білий пішак · h2 білий пішак | a7 чорний пішак · b7 чорний пішак · f7 чорний пішак · g7 чорний пішак · h7 чорний пішак · d6 чорний пішак · e5 чорний пішак · e4 білий пішак · a2 білий пішак · b2 білий пішак · c2 білий пішак · f2 білий пішак · g2 білий пішак · h2 білий пішак | a7 чорний пішак · b7 чорний пішак · f7 чорний пішак · g7 чорний пішак · h7 чорний пішак · d6 чорний пішак · e5 чорний пішак · e4 білий пішак · a2 білий пішак · b2 білий пішак · c2 білий пішак · f2 білий пішак · g2 білий пішак · h2 білий пішак | a7 чорний пішак · b7 чорний пішак · f7 чорний пішак · g7 чорний пішак · h7 чорний пішак · d6 чорний пішак · e5 чорний пішак · e4 білий пішак · a2 білий пішак · b2 білий пішак · c2 білий пішак · f2 білий пішак · g2 білий пішак · h2 білий пішак | a7 чорний пішак · b7 чорний пішак · f7 чорний пішак · g7 чорний пішак · h7 чорний пішак · d6 чорний пішак · e5 чорний пішак · e4 білий пішак · a2 білий пішак · b2 білий пішак · c2 білий пішак · f2 білий пішак · g2 білий пішак · h2 білий пішак | a7 чорний пішак · b7 чорний пішак · f7 чорний пішак · g7 чорний пішак · h7 чорний пішак · d6 чорний пішак · e5 чорний пішак · e4 білий пішак · a2 білий пішак · b2 білий пішак · c2 білий пішак · f2 білий пішак · g2 білий пішак · h2 білий пішак | 2 |
| 1 | a7 чорний пішак · b7 чорний пішак · f7 чорний пішак · g7 чорний пішак · h7 чорний пішак · d6 чорний пішак · e5 чорний пішак · e4 білий пішак · a2 білий пішак · b2 білий пішак · c2 білий пішак · f2 білий пішак · g2 білий пішак · h2 білий пішак | a7 чорний пішак · b7 чорний пішак · f7 чорний пішак · g7 чорний пішак · h7 чорний пішак · d6 чорний пішак · e5 чорний пішак · e4 білий пішак · a2 білий пішак · b2 білий пішак · c2 білий пішак · f2 білий пішак · g2 білий пішак · h2 білий пішак | a7 чорний пішак · b7 чорний пішак · f7 чорний пішак · g7 чорний пішак · h7 чорний пішак · d6 чорний пішак · e5 чорний пішак · e4 білий пішак · a2 білий пішак · b2 білий пішак · c2 білий пішак · f2 білий пішак · g2 білий пішак · h2 білий пішак | a7 чорний пішак · b7 чорний пішак · f7 чорний пішак · g7 чорний пішак · h7 чорний пішак · d6 чорний пішак · e5 чорний пішак · e4 білий пішак · a2 білий пішак · b2 білий пішак · c2 білий пішак · f2 білий пішак · g2 білий пішак · h2 білий пішак | a7 чорний пішак · b7 чорний пішак · f7 чорний пішак · g7 чорний пішак · h7 чорний пішак · d6 чорний пішак · e5 чорний пішак · e4 білий пішак · a2 білий пішак · b2 білий пішак · c2 білий пішак · f2 білий пішак · g2 білий пішак · h2 білий пішак | a7 чорний пішак · b7 чорний пішак · f7 чорний пішак · g7 чорний пішак · h7 чорний пішак · d6 чорний пішак · e5 чорний пішак · e4 білий пішак · a2 білий пішак · b2 білий пішак · c2 білий пішак · f2 білий пішак · g2 білий пішак · h2 білий пішак | a7 чорний пішак · b7 чорний пішак · f7 чорний пішак · g7 чорний пішак · h7 чорний пішак · d6 чорний пішак · e5 чорний пішак · e4 білий пішак · a2 білий пішак · b2 білий пішак · c2 білий пішак · f2 білий пішак · g2 білий пішак · h2 білий пішак | a7 чорний пішак · b7 чорний пішак · f7 чорний пішак · g7 чорний пішак · h7 чорний пішак · d6 чорний пішак · e5 чорний пішак · e4 білий пішак · a2 білий пішак · b2 білий пішак · c2 білий пішак · f2 білий пішак · g2 білий пішак · h2 білий пішак | 1 |
|   | a | b | c | d | e | f | g | h |   |

### Сицилійський захист – структура Болеславського
Дебюти: Перш за все: Сицилійський захист (варінт Найдорфа, класичний, Свєшніков, Калашніков). Інші: варіант О'Келлі в сицилійському захисті (2... a6).
Характер: відкрита, динамічна гра.
Мотиви для білих: оволодіти дірою d5, використання слабкості відсталого пішака d6 чорних, прорив f2-f4.
Мотиви для чорних: прорив d6-d5, атака пішакової меншості на ферзевому фланзі, поле c4.
Здається дивним, що чорні можуть сподіватись на рівність добровільно створюючи діру на d5. Вся гра зводиться до боротьби за центральний пункт d5. Чорні повинні грати дуже обережно, інакше білі розташують коня на d5 і заволодіють позиційною перевагою. Чорні майже завжди зрівнюють і можуть навіть заволодіти невеликою перевагою, якщо вони зможуть здійснити прорив d6-d5. Чорні можуть розташувати свого ферзевого слона на e6 або b7 (після a7-a6 і b7-b5). На відміну від більшості відкритих структур, слони тут слабші, ніж коні, через важливість поля d5: білі часто б'ють коня Bg5xf6, і чорні зазвичай вибирають віддати свого ферзевого слона (а не коня) в обмін на коня білих, коли він стає на d5.
Коли білі рокіруються на ферзевий фланг, то чорні часто не поспішають рокіруватись, оскільки їх король почуває себе в безпеці в центрі.
|   | a | b | c | d | e | f | g | h |   |
| 8 | a7 чорний пішак · b7 чорний пішак · c7 чорний пішак · f7 чорний пішак · g7 чорний пішак · h7 чорний пішак · d6 чорний пішак · d5 білий пішак · e5 чорний пішак · e4 білий пішак · a2 білий пішак · b2 білий пішак · c2 білий пішак · f2 білий пішак · g2 білий пішак · h2 білий пішак | a7 чорний пішак · b7 чорний пішак · c7 чорний пішак · f7 чорний пішак · g7 чорний пішак · h7 чорний пішак · d6 чорний пішак · d5 білий пішак · e5 чорний пішак · e4 білий пішак · a2 білий пішак · b2 білий пішак · c2 білий пішак · f2 білий пішак · g2 білий пішак · h2 білий пішак | a7 чорний пішак · b7 чорний пішак · c7 чорний пішак · f7 чорний пішак · g7 чорний пішак · h7 чорний пішак · d6 чорний пішак · d5 білий пішак · e5 чорний пішак · e4 білий пішак · a2 білий пішак · b2 білий пішак · c2 білий пішак · f2 білий пішак · g2 білий пішак · h2 білий пішак | a7 чорний пішак · b7 чорний пішак · c7 чорний пішак · f7 чорний пішак · g7 чорний пішак · h7 чорний пішак · d6 чорний пішак · d5 білий пішак · e5 чорний пішак · e4 білий пішак · a2 білий пішак · b2 білий пішак · c2 білий пішак · f2 білий пішак · g2 білий пішак · h2 білий пішак | a7 чорний пішак · b7 чорний пішак · c7 чорний пішак · f7 чорний пішак · g7 чорний пішак · h7 чорний пішак · d6 чорний пішак · d5 білий пішак · e5 чорний пішак · e4 білий пішак · a2 білий пішак · b2 білий пішак · c2 білий пішак · f2 білий пішак · g2 білий пішак · h2 білий пішак | a7 чорний пішак · b7 чорний пішак · c7 чорний пішак · f7 чорний пішак · g7 чорний пішак · h7 чорний пішак · d6 чорний пішак · d5 білий пішак · e5 чорний пішак · e4 білий пішак · a2 білий пішак · b2 білий пішак · c2 білий пішак · f2 білий пішак · g2 білий пішак · h2 білий пішак | a7 чорний пішак · b7 чорний пішак · c7 чорний пішак · f7 чорний пішак · g7 чорний пішак · h7 чорний пішак · d6 чорний пішак · d5 білий пішак · e5 чорний пішак · e4 білий пішак · a2 білий пішак · b2 білий пішак · c2 білий пішак · f2 білий пішак · g2 білий пішак · h2 білий пішак | a7 чорний пішак · b7 чорний пішак · c7 чорний пішак · f7 чорний пішак · g7 чорний пішак · h7 чорний пішак · d6 чорний пішак · d5 білий пішак · e5 чорний пішак · e4 білий пішак · a2 білий пішак · b2 білий пішак · c2 білий пішак · f2 білий пішак · g2 білий пішак · h2 білий пішак | 8 |
| 7 | a7 чорний пішак · b7 чорний пішак · c7 чорний пішак · f7 чорний пішак · g7 чорний пішак · h7 чорний пішак · d6 чорний пішак · d5 білий пішак · e5 чорний пішак · e4 білий пішак · a2 білий пішак · b2 білий пішак · c2 білий пішак · f2 білий пішак · g2 білий пішак · h2 білий пішак | a7 чорний пішак · b7 чорний пішак · c7 чорний пішак · f7 чорний пішак · g7 чорний пішак · h7 чорний пішак · d6 чорний пішак · d5 білий пішак · e5 чорний пішак · e4 білий пішак · a2 білий пішак · b2 білий пішак · c2 білий пішак · f2 білий пішак · g2 білий пішак · h2 білий пішак | a7 чорний пішак · b7 чорний пішак · c7 чорний пішак · f7 чорний пішак · g7 чорний пішак · h7 чорний пішак · d6 чорний пішак · d5 білий пішак · e5 чорний пішак · e4 білий пішак · a2 білий пішак · b2 білий пішак · c2 білий пішак · f2 білий пішак · g2 білий пішак · h2 білий пішак | a7 чорний пішак · b7 чорний пішак · c7 чорний пішак · f7 чорний пішак · g7 чорний пішак · h7 чорний пішак · d6 чорний пішак · d5 білий пішак · e5 чорний пішак · e4 білий пішак · a2 білий пішак · b2 білий пішак · c2 білий пішак · f2 білий пішак · g2 білий пішак · h2 білий пішак | a7 чорний пішак · b7 чорний пішак · c7 чорний пішак · f7 чорний пішак · g7 чорний пішак · h7 чорний пішак · d6 чорний пішак · d5 білий пішак · e5 чорний пішак · e4 білий пішак · a2 білий пішак · b2 білий пішак · c2 білий пішак · f2 білий пішак · g2 білий пішак · h2 білий пішак | a7 чорний пішак · b7 чорний пішак · c7 чорний пішак · f7 чорний пішак · g7 чорний пішак · h7 чорний пішак · d6 чорний пішак · d5 білий пішак · e5 чорний пішак · e4 білий пішак · a2 білий пішак · b2 білий пішак · c2 білий пішак · f2 білий пішак · g2 білий пішак · h2 білий пішак | a7 чорний пішак · b7 чорний пішак · c7 чорний пішак · f7 чорний пішак · g7 чорний пішак · h7 чорний пішак · d6 чорний пішак · d5 білий пішак · e5 чорний пішак · e4 білий пішак · a2 білий пішак · b2 білий пішак · c2 білий пішак · f2 білий пішак · g2 білий пішак · h2 білий пішак | a7 чорний пішак · b7 чорний пішак · c7 чорний пішак · f7 чорний пішак · g7 чорний пішак · h7 чорний пішак · d6 чорний пішак · d5 білий пішак · e5 чорний пішак · e4 білий пішак · a2 білий пішак · b2 білий пішак · c2 білий пішак · f2 білий пішак · g2 білий пішак · h2 білий пішак | 7 |
| 6 | a7 чорний пішак · b7 чорний пішак · c7 чорний пішак · f7 чорний пішак · g7 чорний пішак · h7 чорний пішак · d6 чорний пішак · d5 білий пішак · e5 чорний пішак · e4 білий пішак · a2 білий пішак · b2 білий пішак · c2 білий пішак · f2 білий пішак · g2 білий пішак · h2 білий пішак | a7 чорний пішак · b7 чорний пішак · c7 чорний пішак · f7 чорний пішак · g7 чорний пішак · h7 чорний пішак · d6 чорний пішак · d5 білий пішак · e5 чорний пішак · e4 білий пішак · a2 білий пішак · b2 білий пішак · c2 білий пішак · f2 білий пішак · g2 білий пішак · h2 білий пішак | a7 чорний пішак · b7 чорний пішак · c7 чорний пішак · f7 чорний пішак · g7 чорний пішак · h7 чорний пішак · d6 чорний пішак · d5 білий пішак · e5 чорний пішак · e4 білий пішак · a2 білий пішак · b2 білий пішак · c2 білий пішак · f2 білий пішак · g2 білий пішак · h2 білий пішак | a7 чорний пішак · b7 чорний пішак · c7 чорний пішак · f7 чорний пішак · g7 чорний пішак · h7 чорний пішак · d6 чорний пішак · d5 білий пішак · e5 чорний пішак · e4 білий пішак · a2 білий пішак · b2 білий пішак · c2 білий пішак · f2 білий пішак · g2 білий пішак · h2 білий пішак | a7 чорний пішак · b7 чорний пішак · c7 чорний пішак · f7 чорний пішак · g7 чорний пішак · h7 чорний пішак · d6 чорний пішак · d5 білий пішак · e5 чорний пішак · e4 білий пішак · a2 білий пішак · b2 білий пішак · c2 білий пішак · f2 білий пішак · g2 білий пішак · h2 білий пішак | a7 чорний пішак · b7 чорний пішак · c7 чорний пішак · f7 чорний пішак · g7 чорний пішак · h7 чорний пішак · d6 чорний пішак · d5 білий пішак · e5 чорний пішак · e4 білий пішак · a2 білий пішак · b2 білий пішак · c2 білий пішак · f2 білий пішак · g2 білий пішак · h2 білий пішак | a7 чорний пішак · b7 чорний пішак · c7 чорний пішак · f7 чорний пішак · g7 чорний пішак · h7 чорний пішак · d6 чорний пішак · d5 білий пішак · e5 чорний пішак · e4 білий пішак · a2 білий пішак · b2 білий пішак · c2 білий пішак · f2 білий пішак · g2 білий пішак · h2 білий пішак | a7 чорний пішак · b7 чорний пішак · c7 чорний пішак · f7 чорний пішак · g7 чорний пішак · h7 чорний пішак · d6 чорний пішак · d5 білий пішак · e5 чорний пішак · e4 білий пішак · a2 білий пішак · b2 білий пішак · c2 білий пішак · f2 білий пішак · g2 білий пішак · h2 білий пішак | 6 |
| 5 | a7 чорний пішак · b7 чорний пішак · c7 чорний пішак · f7 чорний пішак · g7 чорний пішак · h7 чорний пішак · d6 чорний пішак · d5 білий пішак · e5 чорний пішак · e4 білий пішак · a2 білий пішак · b2 білий пішак · c2 білий пішак · f2 білий пішак · g2 білий пішак · h2 білий пішак | a7 чорний пішак · b7 чорний пішак · c7 чорний пішак · f7 чорний пішак · g7 чорний пішак · h7 чорний пішак · d6 чорний пішак · d5 білий пішак · e5 чорний пішак · e4 білий пішак · a2 білий пішак · b2 білий пішак · c2 білий пішак · f2 білий пішак · g2 білий пішак · h2 білий пішак | a7 чорний пішак · b7 чорний пішак · c7 чорний пішак · f7 чорний пішак · g7 чорний пішак · h7 чорний пішак · d6 чорний пішак · d5 білий пішак · e5 чорний пішак · e4 білий пішак · a2 білий пішак · b2 білий пішак · c2 білий пішак · f2 білий пішак · g2 білий пішак · h2 білий пішак | a7 чорний пішак · b7 чорний пішак · c7 чорний пішак · f7 чорний пішак · g7 чорний пішак · h7 чорний пішак · d6 чорний пішак · d5 білий пішак · e5 чорний пішак · e4 білий пішак · a2 білий пішак · b2 білий пішак · c2 білий пішак · f2 білий пішак · g2 білий пішак · h2 білий пішак | a7 чорний пішак · b7 чорний пішак · c7 чорний пішак · f7 чорний пішак · g7 чорний пішак · h7 чорний пішак · d6 чорний пішак · d5 білий пішак · e5 чорний пішак · e4 білий пішак · a2 білий пішак · b2 білий пішак · c2 білий пішак · f2 білий пішак · g2 білий пішак · h2 білий пішак | a7 чорний пішак · b7 чорний пішак · c7 чорний пішак · f7 чорний пішак · g7 чорний пішак · h7 чорний пішак · d6 чорний пішак · d5 білий пішак · e5 чорний пішак · e4 білий пішак · a2 білий пішак · b2 білий пішак · c2 білий пішак · f2 білий пішак · g2 білий пішак · h2 білий пішак | a7 чорний пішак · b7 чорний пішак · c7 чорний пішак · f7 чорний пішак · g7 чорний пішак · h7 чорний пішак · d6 чорний пішак · d5 білий пішак · e5 чорний пішак · e4 білий пішак · a2 білий пішак · b2 білий пішак · c2 білий пішак · f2 білий пішак · g2 білий пішак · h2 білий пішак | a7 чорний пішак · b7 чорний пішак · c7 чорний пішак · f7 чорний пішак · g7 чорний пішак · h7 чорний пішак · d6 чорний пішак · d5 білий пішак · e5 чорний пішак · e4 білий пішак · a2 білий пішак · b2 білий пішак · c2 білий пішак · f2 білий пішак · g2 білий пішак · h2 білий пішак | 5 |
| 4 | a7 чорний пішак · b7 чорний пішак · c7 чорний пішак · f7 чорний пішак · g7 чорний пішак · h7 чорний пішак · d6 чорний пішак · d5 білий пішак · e5 чорний пішак · e4 білий пішак · a2 білий пішак · b2 білий пішак · c2 білий пішак · f2 білий пішак · g2 білий пішак · h2 білий пішак | a7 чорний пішак · b7 чорний пішак · c7 чорний пішак · f7 чорний пішак · g7 чорний пішак · h7 чорний пішак · d6 чорний пішак · d5 білий пішак · e5 чорний пішак · e4 білий пішак · a2 білий пішак · b2 білий пішак · c2 білий пішак · f2 білий пішак · g2 білий пішак · h2 білий пішак | a7 чорний пішак · b7 чорний пішак · c7 чорний пішак · f7 чорний пішак · g7 чорний пішак · h7 чорний пішак · d6 чорний пішак · d5 білий пішак · e5 чорний пішак · e4 білий пішак · a2 білий пішак · b2 білий пішак · c2 білий пішак · f2 білий пішак · g2 білий пішак · h2 білий пішак | a7 чорний пішак · b7 чорний пішак · c7 чорний пішак · f7 чорний пішак · g7 чорний пішак · h7 чорний пішак · d6 чорний пішак · d5 білий пішак · e5 чорний пішак · e4 білий пішак · a2 білий пішак · b2 білий пішак · c2 білий пішак · f2 білий пішак · g2 білий пішак · h2 білий пішак | a7 чорний пішак · b7 чорний пішак · c7 чорний пішак · f7 чорний пішак · g7 чорний пішак · h7 чорний пішак · d6 чорний пішак · d5 білий пішак · e5 чорний пішак · e4 білий пішак · a2 білий пішак · b2 білий пішак · c2 білий пішак · f2 білий пішак · g2 білий пішак · h2 білий пішак | a7 чорний пішак · b7 чорний пішак · c7 чорний пішак · f7 чорний пішак · g7 чорний пішак · h7 чорний пішак · d6 чорний пішак · d5 білий пішак · e5 чорний пішак · e4 білий пішак · a2 білий пішак · b2 білий пішак · c2 білий пішак · f2 білий пішак · g2 білий пішак · h2 білий пішак | a7 чорний пішак · b7 чорний пішак · c7 чорний пішак · f7 чорний пішак · g7 чорний пішак · h7 чорний пішак · d6 чорний пішак · d5 білий пішак · e5 чорний пішак · e4 білий пішак · a2 білий пішак · b2 білий пішак · c2 білий пішак · f2 білий пішак · g2 білий пішак · h2 білий пішак | a7 чорний пішак · b7 чорний пішак · c7 чорний пішак · f7 чорний пішак · g7 чорний пішак · h7 чорний пішак · d6 чорний пішак · d5 білий пішак · e5 чорний пішак · e4 білий пішак · a2 білий пішак · b2 білий пішак · c2 білий пішак · f2 білий пішак · g2 білий пішак · h2 білий пішак | 4 |
| 3 | a7 чорний пішак · b7 чорний пішак · c7 чорний пішак · f7 чорний пішак · g7 чорний пішак · h7 чорний пішак · d6 чорний пішак · d5 білий пішак · e5 чорний пішак · e4 білий пішак · a2 білий пішак · b2 білий пішак · c2 білий пішак · f2 білий пішак · g2 білий пішак · h2 білий пішак | a7 чорний пішак · b7 чорний пішак · c7 чорний пішак · f7 чорний пішак · g7 чорний пішак · h7 чорний пішак · d6 чорний пішак · d5 білий пішак · e5 чорний пішак · e4 білий пішак · a2 білий пішак · b2 білий пішак · c2 білий пішак · f2 білий пішак · g2 білий пішак · h2 білий пішак | a7 чорний пішак · b7 чорний пішак · c7 чорний пішак · f7 чорний пішак · g7 чорний пішак · h7 чорний пішак · d6 чорний пішак · d5 білий пішак · e5 чорний пішак · e4 білий пішак · a2 білий пішак · b2 білий пішак · c2 білий пішак · f2 білий пішак · g2 білий пішак · h2 білий пішак | a7 чорний пішак · b7 чорний пішак · c7 чорний пішак · f7 чорний пішак · g7 чорний пішак · h7 чорний пішак · d6 чорний пішак · d5 білий пішак · e5 чорний пішак · e4 білий пішак · a2 білий пішак · b2 білий пішак · c2 білий пішак · f2 білий пішак · g2 білий пішак · h2 білий пішак | a7 чорний пішак · b7 чорний пішак · c7 чорний пішак · f7 чорний пішак · g7 чорний пішак · h7 чорний пішак · d6 чорний пішак · d5 білий пішак · e5 чорний пішак · e4 білий пішак · a2 білий пішак · b2 білий пішак · c2 білий пішак · f2 білий пішак · g2 білий пішак · h2 білий пішак | a7 чорний пішак · b7 чорний пішак · c7 чорний пішак · f7 чорний пішак · g7 чорний пішак · h7 чорний пішак · d6 чорний пішак · d5 білий пішак · e5 чорний пішак · e4 білий пішак · a2 білий пішак · b2 білий пішак · c2 білий пішак · f2 білий пішак · g2 білий пішак · h2 білий пішак | a7 чорний пішак · b7 чорний пішак · c7 чорний пішак · f7 чорний пішак · g7 чорний пішак · h7 чорний пішак · d6 чорний пішак · d5 білий пішак · e5 чорний пішак · e4 білий пішак · a2 білий пішак · b2 білий пішак · c2 білий пішак · f2 білий пішак · g2 білий пішак · h2 білий пішак | a7 чорний пішак · b7 чорний пішак · c7 чорний пішак · f7 чорний пішак · g7 чорний пішак · h7 чорний пішак · d6 чорний пішак · d5 білий пішак · e5 чорний пішак · e4 білий пішак · a2 білий пішак · b2 білий пішак · c2 білий пішак · f2 білий пішак · g2 білий пішак · h2 білий пішак | 3 |
| 2 | a7 чорний пішак · b7 чорний пішак · c7 чорний пішак · f7 чорний пішак · g7 чорний пішак · h7 чорний пішак · d6 чорний пішак · d5 білий пішак · e5 чорний пішак · e4 білий пішак · a2 білий пішак · b2 білий пішак · c2 білий пішак · f2 білий пішак · g2 білий пішак · h2 білий пішак | a7 чорний пішак · b7 чорний пішак · c7 чорний пішак · f7 чорний пішак · g7 чорний пішак · h7 чорний пішак · d6 чорний пішак · d5 білий пішак · e5 чорний пішак · e4 білий пішак · a2 білий пішак · b2 білий пішак · c2 білий пішак · f2 білий пішак · g2 білий пішак · h2 білий пішак | a7 чорний пішак · b7 чорний пішак · c7 чорний пішак · f7 чорний пішак · g7 чорний пішак · h7 чорний пішак · d6 чорний пішак · d5 білий пішак · e5 чорний пішак · e4 білий пішак · a2 білий пішак · b2 білий пішак · c2 білий пішак · f2 білий пішак · g2 білий пішак · h2 білий пішак | a7 чорний пішак · b7 чорний пішак · c7 чорний пішак · f7 чорний пішак · g7 чорний пішак · h7 чорний пішак · d6 чорний пішак · d5 білий пішак · e5 чорний пішак · e4 білий пішак · a2 білий пішак · b2 білий пішак · c2 білий пішак · f2 білий пішак · g2 білий пішак · h2 білий пішак | a7 чорний пішак · b7 чорний пішак · c7 чорний пішак · f7 чорний пішак · g7 чорний пішак · h7 чорний пішак · d6 чорний пішак · d5 білий пішак · e5 чорний пішак · e4 білий пішак · a2 білий пішак · b2 білий пішак · c2 білий пішак · f2 білий пішак · g2 білий пішак · h2 білий пішак | a7 чорний пішак · b7 чорний пішак · c7 чорний пішак · f7 чорний пішак · g7 чорний пішак · h7 чорний пішак · d6 чорний пішак · d5 білий пішак · e5 чорний пішак · e4 білий пішак · a2 білий пішак · b2 білий пішак · c2 білий пішак · f2 білий пішак · g2 білий пішак · h2 білий пішак | a7 чорний пішак · b7 чорний пішак · c7 чорний пішак · f7 чорний пішак · g7 чорний пішак · h7 чорний пішак · d6 чорний пішак · d5 білий пішак · e5 чорний пішак · e4 білий пішак · a2 білий пішак · b2 білий пішак · c2 білий пішак · f2 білий пішак · g2 білий пішак · h2 білий пішак | a7 чорний пішак · b7 чорний пішак · c7 чорний пішак · f7 чорний пішак · g7 чорний пішак · h7 чорний пішак · d6 чорний пішак · d5 білий пішак · e5 чорний пішак · e4 білий пішак · a2 білий пішак · b2 білий пішак · c2 білий пішак · f2 білий пішак · g2 білий пішак · h2 білий пішак | 2 |
| 1 | a7 чорний пішак · b7 чорний пішак · c7 чорний пішак · f7 чорний пішак · g7 чорний пішак · h7 чорний пішак · d6 чорний пішак · d5 білий пішак · e5 чорний пішак · e4 білий пішак · a2 білий пішак · b2 білий пішак · c2 білий пішак · f2 білий пішак · g2 білий пішак · h2 білий пішак | a7 чорний пішак · b7 чорний пішак · c7 чорний пішак · f7 чорний пішак · g7 чорний пішак · h7 чорний пішак · d6 чорний пішак · d5 білий пішак · e5 чорний пішак · e4 білий пішак · a2 білий пішак · b2 білий пішак · c2 білий пішак · f2 білий пішак · g2 білий пішак · h2 білий пішак | a7 чорний пішак · b7 чорний пішак · c7 чорний пішак · f7 чорний пішак · g7 чорний пішак · h7 чорний пішак · d6 чорний пішак · d5 білий пішак · e5 чорний пішак · e4 білий пішак · a2 білий пішак · b2 білий пішак · c2 білий пішак · f2 білий пішак · g2 білий пішак · h2 білий пішак | a7 чорний пішак · b7 чорний пішак · c7 чорний пішак · f7 чорний пішак · g7 чорний пішак · h7 чорний пішак · d6 чорний пішак · d5 білий пішак · e5 чорний пішак · e4 білий пішак · a2 білий пішак · b2 білий пішак · c2 білий пішак · f2 білий пішак · g2 білий пішак · h2 білий пішак | a7 чорний пішак · b7 чорний пішак · c7 чорний пішак · f7 чорний пішак · g7 чорний пішак · h7 чорний пішак · d6 чорний пішак · d5 білий пішак · e5 чорний пішак · e4 білий пішак · a2 білий пішак · b2 білий пішак · c2 білий пішак · f2 білий пішак · g2 білий пішак · h2 білий пішак | a7 чорний пішак · b7 чорний пішак · c7 чорний пішак · f7 чорний пішак · g7 чорний пішак · h7 чорний пішак · d6 чорний пішак · d5 білий пішак · e5 чорний пішак · e4 білий пішак · a2 білий пішак · b2 білий пішак · c2 білий пішак · f2 білий пішак · g2 білий пішак · h2 білий пішак | a7 чорний пішак · b7 чорний пішак · c7 чорний пішак · f7 чорний пішак · g7 чорний пішак · h7 чорний пішак · d6 чорний пішак · d5 білий пішак · e5 чорний пішак · e4 білий пішак · a2 білий пішак · b2 білий пішак · c2 білий пішак · f2 білий пішак · g2 білий пішак · h2 білий пішак | a7 чорний пішак · b7 чорний пішак · c7 чорний пішак · f7 чорний пішак · g7 чорний пішак · h7 чорний пішак · d6 чорний пішак · d5 білий пішак · e5 чорний пішак · e4 білий пішак · a2 білий пішак · b2 білий пішак · c2 білий пішак · f2 білий пішак · g2 білий пішак · h2 білий пішак | 1 |
|   | a | b | c | d | e | f | g | h |   |

### ланцюг d5
Дебюти: Перш за все: Староіндійський захист. Також: Захист Беноні, Іспанська партія.
Характер: Закрита гра з активністю на різних флангах.
Мотиви для білих: Значна перевага на ферзевому фланзі, прорив c2-c4-c5 (можливо підготовлений за допомогою b2-b4), профілактика g2-р4 (після f2-е3), f2-f4 прорив.
Мотиви для чорних: атака на королівському фланзі, прорив f7-f5, прорив g7-g5-g4 (після f2-f3), прорив c7-c6, профілактика с6-с5 або c7-c5 яка переводить гру в структуру Повного Беноні.
Ланцюг виникає за багатьох дебютів, але найчастіше в значною мірою проаналізованому класичному варіанті староіндійського захисту. Мотивом є намагання кожної з сторін прорватись на своєму фланзі -чорні повинні спробувати зруйнувати королівський фланг до того, як важкі фігури білих оволодіють вертикаллю с. Позиція вважалась дуже сприятливою для білих до того, як відбулась гра (Тайманов-Найдорф 1953), де чорні ввели маневр Rf8-f7, Bg7-f8, Rf7-g7. Коли подібний ланцюг виникає в іспанській партії, гра проходить набагато повільніше з меншою ціною темпу і маневруванням фігур з обох сторін. Чорні готуються до прориву c7-c6 а білі часто намагаються грати на королівському фланзі з проривом f2-f4.
|   | a | b | c | d | e | f | g | h |   |
| 8 | a7 чорний пішак · b7 чорний пішак · c7 чорний пішак · f7 чорний пішак · g7 чорний пішак · h7 чорний пішак · e6 чорний пішак · d5 чорний пішак · e5 білий пішак · d4 білий пішак · a2 білий пішак · b2 білий пішак · c2 білий пішак · f2 білий пішак · g2 білий пішак · h2 білий пішак | a7 чорний пішак · b7 чорний пішак · c7 чорний пішак · f7 чорний пішак · g7 чорний пішак · h7 чорний пішак · e6 чорний пішак · d5 чорний пішак · e5 білий пішак · d4 білий пішак · a2 білий пішак · b2 білий пішак · c2 білий пішак · f2 білий пішак · g2 білий пішак · h2 білий пішак | a7 чорний пішак · b7 чорний пішак · c7 чорний пішак · f7 чорний пішак · g7 чорний пішак · h7 чорний пішак · e6 чорний пішак · d5 чорний пішак · e5 білий пішак · d4 білий пішак · a2 білий пішак · b2 білий пішак · c2 білий пішак · f2 білий пішак · g2 білий пішак · h2 білий пішак | a7 чорний пішак · b7 чорний пішак · c7 чорний пішак · f7 чорний пішак · g7 чорний пішак · h7 чорний пішак · e6 чорний пішак · d5 чорний пішак · e5 білий пішак · d4 білий пішак · a2 білий пішак · b2 білий пішак · c2 білий пішак · f2 білий пішак · g2 білий пішак · h2 білий пішак | a7 чорний пішак · b7 чорний пішак · c7 чорний пішак · f7 чорний пішак · g7 чорний пішак · h7 чорний пішак · e6 чорний пішак · d5 чорний пішак · e5 білий пішак · d4 білий пішак · a2 білий пішак · b2 білий пішак · c2 білий пішак · f2 білий пішак · g2 білий пішак · h2 білий пішак | a7 чорний пішак · b7 чорний пішак · c7 чорний пішак · f7 чорний пішак · g7 чорний пішак · h7 чорний пішак · e6 чорний пішак · d5 чорний пішак · e5 білий пішак · d4 білий пішак · a2 білий пішак · b2 білий пішак · c2 білий пішак · f2 білий пішак · g2 білий пішак · h2 білий пішак | a7 чорний пішак · b7 чорний пішак · c7 чорний пішак · f7 чорний пішак · g7 чорний пішак · h7 чорний пішак · e6 чорний пішак · d5 чорний пішак · e5 білий пішак · d4 білий пішак · a2 білий пішак · b2 білий пішак · c2 білий пішак · f2 білий пішак · g2 білий пішак · h2 білий пішак | a7 чорний пішак · b7 чорний пішак · c7 чорний пішак · f7 чорний пішак · g7 чорний пішак · h7 чорний пішак · e6 чорний пішак · d5 чорний пішак · e5 білий пішак · d4 білий пішак · a2 білий пішак · b2 білий пішак · c2 білий пішак · f2 білий пішак · g2 білий пішак · h2 білий пішак | 8 |
| 7 | a7 чорний пішак · b7 чорний пішак · c7 чорний пішак · f7 чорний пішак · g7 чорний пішак · h7 чорний пішак · e6 чорний пішак · d5 чорний пішак · e5 білий пішак · d4 білий пішак · a2 білий пішак · b2 білий пішак · c2 білий пішак · f2 білий пішак · g2 білий пішак · h2 білий пішак | a7 чорний пішак · b7 чорний пішак · c7 чорний пішак · f7 чорний пішак · g7 чорний пішак · h7 чорний пішак · e6 чорний пішак · d5 чорний пішак · e5 білий пішак · d4 білий пішак · a2 білий пішак · b2 білий пішак · c2 білий пішак · f2 білий пішак · g2 білий пішак · h2 білий пішак | a7 чорний пішак · b7 чорний пішак · c7 чорний пішак · f7 чорний пішак · g7 чорний пішак · h7 чорний пішак · e6 чорний пішак · d5 чорний пішак · e5 білий пішак · d4 білий пішак · a2 білий пішак · b2 білий пішак · c2 білий пішак · f2 білий пішак · g2 білий пішак · h2 білий пішак | a7 чорний пішак · b7 чорний пішак · c7 чорний пішак · f7 чорний пішак · g7 чорний пішак · h7 чорний пішак · e6 чорний пішак · d5 чорний пішак · e5 білий пішак · d4 білий пішак · a2 білий пішак · b2 білий пішак · c2 білий пішак · f2 білий пішак · g2 білий пішак · h2 білий пішак | a7 чорний пішак · b7 чорний пішак · c7 чорний пішак · f7 чорний пішак · g7 чорний пішак · h7 чорний пішак · e6 чорний пішак · d5 чорний пішак · e5 білий пішак · d4 білий пішак · a2 білий пішак · b2 білий пішак · c2 білий пішак · f2 білий пішак · g2 білий пішак · h2 білий пішак | a7 чорний пішак · b7 чорний пішак · c7 чорний пішак · f7 чорний пішак · g7 чорний пішак · h7 чорний пішак · e6 чорний пішак · d5 чорний пішак · e5 білий пішак · d4 білий пішак · a2 білий пішак · b2 білий пішак · c2 білий пішак · f2 білий пішак · g2 білий пішак · h2 білий пішак | a7 чорний пішак · b7 чорний пішак · c7 чорний пішак · f7 чорний пішак · g7 чорний пішак · h7 чорний пішак · e6 чорний пішак · d5 чорний пішак · e5 білий пішак · d4 білий пішак · a2 білий пішак · b2 білий пішак · c2 білий пішак · f2 білий пішак · g2 білий пішак · h2 білий пішак | a7 чорний пішак · b7 чорний пішак · c7 чорний пішак · f7 чорний пішак · g7 чорний пішак · h7 чорний пішак · e6 чорний пішак · d5 чорний пішак · e5 білий пішак · d4 білий пішак · a2 білий пішак · b2 білий пішак · c2 білий пішак · f2 білий пішак · g2 білий пішак · h2 білий пішак | 7 |
| 6 | a7 чорний пішак · b7 чорний пішак · c7 чорний пішак · f7 чорний пішак · g7 чорний пішак · h7 чорний пішак · e6 чорний пішак · d5 чорний пішак · e5 білий пішак · d4 білий пішак · a2 білий пішак · b2 білий пішак · c2 білий пішак · f2 білий пішак · g2 білий пішак · h2 білий пішак | a7 чорний пішак · b7 чорний пішак · c7 чорний пішак · f7 чорний пішак · g7 чорний пішак · h7 чорний пішак · e6 чорний пішак · d5 чорний пішак · e5 білий пішак · d4 білий пішак · a2 білий пішак · b2 білий пішак · c2 білий пішак · f2 білий пішак · g2 білий пішак · h2 білий пішак | a7 чорний пішак · b7 чорний пішак · c7 чорний пішак · f7 чорний пішак · g7 чорний пішак · h7 чорний пішак · e6 чорний пішак · d5 чорний пішак · e5 білий пішак · d4 білий пішак · a2 білий пішак · b2 білий пішак · c2 білий пішак · f2 білий пішак · g2 білий пішак · h2 білий пішак | a7 чорний пішак · b7 чорний пішак · c7 чорний пішак · f7 чорний пішак · g7 чорний пішак · h7 чорний пішак · e6 чорний пішак · d5 чорний пішак · e5 білий пішак · d4 білий пішак · a2 білий пішак · b2 білий пішак · c2 білий пішак · f2 білий пішак · g2 білий пішак · h2 білий пішак | a7 чорний пішак · b7 чорний пішак · c7 чорний пішак · f7 чорний пішак · g7 чорний пішак · h7 чорний пішак · e6 чорний пішак · d5 чорний пішак · e5 білий пішак · d4 білий пішак · a2 білий пішак · b2 білий пішак · c2 білий пішак · f2 білий пішак · g2 білий пішак · h2 білий пішак | a7 чорний пішак · b7 чорний пішак · c7 чорний пішак · f7 чорний пішак · g7 чорний пішак · h7 чорний пішак · e6 чорний пішак · d5 чорний пішак · e5 білий пішак · d4 білий пішак · a2 білий пішак · b2 білий пішак · c2 білий пішак · f2 білий пішак · g2 білий пішак · h2 білий пішак | a7 чорний пішак · b7 чорний пішак · c7 чорний пішак · f7 чорний пішак · g7 чорний пішак · h7 чорний пішак · e6 чорний пішак · d5 чорний пішак · e5 білий пішак · d4 білий пішак · a2 білий пішак · b2 білий пішак · c2 білий пішак · f2 білий пішак · g2 білий пішак · h2 білий пішак | a7 чорний пішак · b7 чорний пішак · c7 чорний пішак · f7 чорний пішак · g7 чорний пішак · h7 чорний пішак · e6 чорний пішак · d5 чорний пішак · e5 білий пішак · d4 білий пішак · a2 білий пішак · b2 білий пішак · c2 білий пішак · f2 білий пішак · g2 білий пішак · h2 білий пішак | 6 |
| 5 | a7 чорний пішак · b7 чорний пішак · c7 чорний пішак · f7 чорний пішак · g7 чорний пішак · h7 чорний пішак · e6 чорний пішак · d5 чорний пішак · e5 білий пішак · d4 білий пішак · a2 білий пішак · b2 білий пішак · c2 білий пішак · f2 білий пішак · g2 білий пішак · h2 білий пішак | a7 чорний пішак · b7 чорний пішак · c7 чорний пішак · f7 чорний пішак · g7 чорний пішак · h7 чорний пішак · e6 чорний пішак · d5 чорний пішак · e5 білий пішак · d4 білий пішак · a2 білий пішак · b2 білий пішак · c2 білий пішак · f2 білий пішак · g2 білий пішак · h2 білий пішак | a7 чорний пішак · b7 чорний пішак · c7 чорний пішак · f7 чорний пішак · g7 чорний пішак · h7 чорний пішак · e6 чорний пішак · d5 чорний пішак · e5 білий пішак · d4 білий пішак · a2 білий пішак · b2 білий пішак · c2 білий пішак · f2 білий пішак · g2 білий пішак · h2 білий пішак | a7 чорний пішак · b7 чорний пішак · c7 чорний пішак · f7 чорний пішак · g7 чорний пішак · h7 чорний пішак · e6 чорний пішак · d5 чорний пішак · e5 білий пішак · d4 білий пішак · a2 білий пішак · b2 білий пішак · c2 білий пішак · f2 білий пішак · g2 білий пішак · h2 білий пішак | a7 чорний пішак · b7 чорний пішак · c7 чорний пішак · f7 чорний пішак · g7 чорний пішак · h7 чорний пішак · e6 чорний пішак · d5 чорний пішак · e5 білий пішак · d4 білий пішак · a2 білий пішак · b2 білий пішак · c2 білий пішак · f2 білий пішак · g2 білий пішак · h2 білий пішак | a7 чорний пішак · b7 чорний пішак · c7 чорний пішак · f7 чорний пішак · g7 чорний пішак · h7 чорний пішак · e6 чорний пішак · d5 чорний пішак · e5 білий пішак · d4 білий пішак · a2 білий пішак · b2 білий пішак · c2 білий пішак · f2 білий пішак · g2 білий пішак · h2 білий пішак | a7 чорний пішак · b7 чорний пішак · c7 чорний пішак · f7 чорний пішак · g7 чорний пішак · h7 чорний пішак · e6 чорний пішак · d5 чорний пішак · e5 білий пішак · d4 білий пішак · a2 білий пішак · b2 білий пішак · c2 білий пішак · f2 білий пішак · g2 білий пішак · h2 білий пішак | a7 чорний пішак · b7 чорний пішак · c7 чорний пішак · f7 чорний пішак · g7 чорний пішак · h7 чорний пішак · e6 чорний пішак · d5 чорний пішак · e5 білий пішак · d4 білий пішак · a2 білий пішак · b2 білий пішак · c2 білий пішак · f2 білий пішак · g2 білий пішак · h2 білий пішак | 5 |
| 4 | a7 чорний пішак · b7 чорний пішак · c7 чорний пішак · f7 чорний пішак · g7 чорний пішак · h7 чорний пішак · e6 чорний пішак · d5 чорний пішак · e5 білий пішак · d4 білий пішак · a2 білий пішак · b2 білий пішак · c2 білий пішак · f2 білий пішак · g2 білий пішак · h2 білий пішак | a7 чорний пішак · b7 чорний пішак · c7 чорний пішак · f7 чорний пішак · g7 чорний пішак · h7 чорний пішак · e6 чорний пішак · d5 чорний пішак · e5 білий пішак · d4 білий пішак · a2 білий пішак · b2 білий пішак · c2 білий пішак · f2 білий пішак · g2 білий пішак · h2 білий пішак | a7 чорний пішак · b7 чорний пішак · c7 чорний пішак · f7 чорний пішак · g7 чорний пішак · h7 чорний пішак · e6 чорний пішак · d5 чорний пішак · e5 білий пішак · d4 білий пішак · a2 білий пішак · b2 білий пішак · c2 білий пішак · f2 білий пішак · g2 білий пішак · h2 білий пішак | a7 чорний пішак · b7 чорний пішак · c7 чорний пішак · f7 чорний пішак · g7 чорний пішак · h7 чорний пішак · e6 чорний пішак · d5 чорний пішак · e5 білий пішак · d4 білий пішак · a2 білий пішак · b2 білий пішак · c2 білий пішак · f2 білий пішак · g2 білий пішак · h2 білий пішак | a7 чорний пішак · b7 чорний пішак · c7 чорний пішак · f7 чорний пішак · g7 чорний пішак · h7 чорний пішак · e6 чорний пішак · d5 чорний пішак · e5 білий пішак · d4 білий пішак · a2 білий пішак · b2 білий пішак · c2 білий пішак · f2 білий пішак · g2 білий пішак · h2 білий пішак | a7 чорний пішак · b7 чорний пішак · c7 чорний пішак · f7 чорний пішак · g7 чорний пішак · h7 чорний пішак · e6 чорний пішак · d5 чорний пішак · e5 білий пішак · d4 білий пішак · a2 білий пішак · b2 білий пішак · c2 білий пішак · f2 білий пішак · g2 білий пішак · h2 білий пішак | a7 чорний пішак · b7 чорний пішак · c7 чорний пішак · f7 чорний пішак · g7 чорний пішак · h7 чорний пішак · e6 чорний пішак · d5 чорний пішак · e5 білий пішак · d4 білий пішак · a2 білий пішак · b2 білий пішак · c2 білий пішак · f2 білий пішак · g2 білий пішак · h2 білий пішак | a7 чорний пішак · b7 чорний пішак · c7 чорний пішак · f7 чорний пішак · g7 чорний пішак · h7 чорний пішак · e6 чорний пішак · d5 чорний пішак · e5 білий пішак · d4 білий пішак · a2 білий пішак · b2 білий пішак · c2 білий пішак · f2 білий пішак · g2 білий пішак · h2 білий пішак | 4 |
| 3 | a7 чорний пішак · b7 чорний пішак · c7 чорний пішак · f7 чорний пішак · g7 чорний пішак · h7 чорний пішак · e6 чорний пішак · d5 чорний пішак · e5 білий пішак · d4 білий пішак · a2 білий пішак · b2 білий пішак · c2 білий пішак · f2 білий пішак · g2 білий пішак · h2 білий пішак | a7 чорний пішак · b7 чорний пішак · c7 чорний пішак · f7 чорний пішак · g7 чорний пішак · h7 чорний пішак · e6 чорний пішак · d5 чорний пішак · e5 білий пішак · d4 білий пішак · a2 білий пішак · b2 білий пішак · c2 білий пішак · f2 білий пішак · g2 білий пішак · h2 білий пішак | a7 чорний пішак · b7 чорний пішак · c7 чорний пішак · f7 чорний пішак · g7 чорний пішак · h7 чорний пішак · e6 чорний пішак · d5 чорний пішак · e5 білий пішак · d4 білий пішак · a2 білий пішак · b2 білий пішак · c2 білий пішак · f2 білий пішак · g2 білий пішак · h2 білий пішак | a7 чорний пішак · b7 чорний пішак · c7 чорний пішак · f7 чорний пішак · g7 чорний пішак · h7 чорний пішак · e6 чорний пішак · d5 чорний пішак · e5 білий пішак · d4 білий пішак · a2 білий пішак · b2 білий пішак · c2 білий пішак · f2 білий пішак · g2 білий пішак · h2 білий пішак | a7 чорний пішак · b7 чорний пішак · c7 чорний пішак · f7 чорний пішак · g7 чорний пішак · h7 чорний пішак · e6 чорний пішак · d5 чорний пішак · e5 білий пішак · d4 білий пішак · a2 білий пішак · b2 білий пішак · c2 білий пішак · f2 білий пішак · g2 білий пішак · h2 білий пішак | a7 чорний пішак · b7 чорний пішак · c7 чорний пішак · f7 чорний пішак · g7 чорний пішак · h7 чорний пішак · e6 чорний пішак · d5 чорний пішак · e5 білий пішак · d4 білий пішак · a2 білий пішак · b2 білий пішак · c2 білий пішак · f2 білий пішак · g2 білий пішак · h2 білий пішак | a7 чорний пішак · b7 чорний пішак · c7 чорний пішак · f7 чорний пішак · g7 чорний пішак · h7 чорний пішак · e6 чорний пішак · d5 чорний пішак · e5 білий пішак · d4 білий пішак · a2 білий пішак · b2 білий пішак · c2 білий пішак · f2 білий пішак · g2 білий пішак · h2 білий пішак | a7 чорний пішак · b7 чорний пішак · c7 чорний пішак · f7 чорний пішак · g7 чорний пішак · h7 чорний пішак · e6 чорний пішак · d5 чорний пішак · e5 білий пішак · d4 білий пішак · a2 білий пішак · b2 білий пішак · c2 білий пішак · f2 білий пішак · g2 білий пішак · h2 білий пішак | 3 |
| 2 | a7 чорний пішак · b7 чорний пішак · c7 чорний пішак · f7 чорний пішак · g7 чорний пішак · h7 чорний пішак · e6 чорний пішак · d5 чорний пішак · e5 білий пішак · d4 білий пішак · a2 білий пішак · b2 білий пішак · c2 білий пішак · f2 білий пішак · g2 білий пішак · h2 білий пішак | a7 чорний пішак · b7 чорний пішак · c7 чорний пішак · f7 чорний пішак · g7 чорний пішак · h7 чорний пішак · e6 чорний пішак · d5 чорний пішак · e5 білий пішак · d4 білий пішак · a2 білий пішак · b2 білий пішак · c2 білий пішак · f2 білий пішак · g2 білий пішак · h2 білий пішак | a7 чорний пішак · b7 чорний пішак · c7 чорний пішак · f7 чорний пішак · g7 чорний пішак · h7 чорний пішак · e6 чорний пішак · d5 чорний пішак · e5 білий пішак · d4 білий пішак · a2 білий пішак · b2 білий пішак · c2 білий пішак · f2 білий пішак · g2 білий пішак · h2 білий пішак | a7 чорний пішак · b7 чорний пішак · c7 чорний пішак · f7 чорний пішак · g7 чорний пішак · h7 чорний пішак · e6 чорний пішак · d5 чорний пішак · e5 білий пішак · d4 білий пішак · a2 білий пішак · b2 білий пішак · c2 білий пішак · f2 білий пішак · g2 білий пішак · h2 білий пішак | a7 чорний пішак · b7 чорний пішак · c7 чорний пішак · f7 чорний пішак · g7 чорний пішак · h7 чорний пішак · e6 чорний пішак · d5 чорний пішак · e5 білий пішак · d4 білий пішак · a2 білий пішак · b2 білий пішак · c2 білий пішак · f2 білий пішак · g2 білий пішак · h2 білий пішак | a7 чорний пішак · b7 чорний пішак · c7 чорний пішак · f7 чорний пішак · g7 чорний пішак · h7 чорний пішак · e6 чорний пішак · d5 чорний пішак · e5 білий пішак · d4 білий пішак · a2 білий пішак · b2 білий пішак · c2 білий пішак · f2 білий пішак · g2 білий пішак · h2 білий пішак | a7 чорний пішак · b7 чорний пішак · c7 чорний пішак · f7 чорний пішак · g7 чорний пішак · h7 чорний пішак · e6 чорний пішак · d5 чорний пішак · e5 білий пішак · d4 білий пішак · a2 білий пішак · b2 білий пішак · c2 білий пішак · f2 білий пішак · g2 білий пішак · h2 білий пішак | a7 чорний пішак · b7 чорний пішак · c7 чорний пішак · f7 чорний пішак · g7 чорний пішак · h7 чорний пішак · e6 чорний пішак · d5 чорний пішак · e5 білий пішак · d4 білий пішак · a2 білий пішак · b2 білий пішак · c2 білий пішак · f2 білий пішак · g2 білий пішак · h2 білий пішак | 2 |
| 1 | a7 чорний пішак · b7 чорний пішак · c7 чорний пішак · f7 чорний пішак · g7 чорний пішак · h7 чорний пішак · e6 чорний пішак · d5 чорний пішак · e5 білий пішак · d4 білий пішак · a2 білий пішак · b2 білий пішак · c2 білий пішак · f2 білий пішак · g2 білий пішак · h2 білий пішак | a7 чорний пішак · b7 чорний пішак · c7 чорний пішак · f7 чорний пішак · g7 чорний пішак · h7 чорний пішак · e6 чорний пішак · d5 чорний пішак · e5 білий пішак · d4 білий пішак · a2 білий пішак · b2 білий пішак · c2 білий пішак · f2 білий пішак · g2 білий пішак · h2 білий пішак | a7 чорний пішак · b7 чорний пішак · c7 чорний пішак · f7 чорний пішак · g7 чорний пішак · h7 чорний пішак · e6 чорний пішак · d5 чорний пішак · e5 білий пішак · d4 білий пішак · a2 білий пішак · b2 білий пішак · c2 білий пішак · f2 білий пішак · g2 білий пішак · h2 білий пішак | a7 чорний пішак · b7 чорний пішак · c7 чорний пішак · f7 чорний пішак · g7 чорний пішак · h7 чорний пішак · e6 чорний пішак · d5 чорний пішак · e5 білий пішак · d4 білий пішак · a2 білий пішак · b2 білий пішак · c2 білий пішак · f2 білий пішак · g2 білий пішак · h2 білий пішак | a7 чорний пішак · b7 чорний пішак · c7 чорний пішак · f7 чорний пішак · g7 чорний пішак · h7 чорний пішак · e6 чорний пішак · d5 чорний пішак · e5 білий пішак · d4 білий пішак · a2 білий пішак · b2 білий пішак · c2 білий пішак · f2 білий пішак · g2 білий пішак · h2 білий пішак | a7 чорний пішак · b7 чорний пішак · c7 чорний пішак · f7 чорний пішак · g7 чорний пішак · h7 чорний пішак · e6 чорний пішак · d5 чорний пішак · e5 білий пішак · d4 білий пішак · a2 білий пішак · b2 білий пішак · c2 білий пішак · f2 білий пішак · g2 білий пішак · h2 білий пішак | a7 чорний пішак · b7 чорний пішак · c7 чорний пішак · f7 чорний пішак · g7 чорний пішак · h7 чорний пішак · e6 чорний пішак · d5 чорний пішак · e5 білий пішак · d4 білий пішак · a2 білий пішак · b2 білий пішак · c2 білий пішак · f2 білий пішак · g2 білий пішак · h2 білий пішак | a7 чорний пішак · b7 чорний пішак · c7 чорний пішак · f7 чорний пішак · g7 чорний пішак · h7 чорний пішак · e6 чорний пішак · d5 чорний пішак · e5 білий пішак · d4 білий пішак · a2 білий пішак · b2 білий пішак · c2 білий пішак · f2 білий пішак · g2 білий пішак · h2 білий пішак | 1 |
|   | a | b | c | d | e | f | g | h |   |

### Ланцюг e5
Дебюти: Перш за все: Французький захист.
Характер: Закрита/напіввідкрита але гостра гра.
Мотиви для білих: матова атака на королівському фланзі, прорив f2-f4-f5.
Мотиви для чорних: розмін стиснутого ферзевого слона, прориви c7-c5 і f7-f6.
Через те, що білі володіють просторовою перевагою на королівському фланзі та перевагою в розвитку, чорні повинні створити контргру, або бути заматованими. Новачки часто програють через блискучу Greek gift sacrifice. Атака на вершину ланцюга ходом f7-f6 зустрічається так само часто, як і атака на його основу, оскільки білим важче захистити вершину, ніж у випадку ланцюга d5. У відповідь на exf6, чорні допускають утворення відсталого пішака е6, оскільки їх позиція стає значно вільнішою (діагональ b8-h2 і напіввідкрита вертикаль f), а також стає можливим у майбутньому прорив e6-e5. Якщо білі йдуть на розмін d4xc5, то утворюється т.зв. клиноподібна структура. Білі мають форпост на d4 і можливість використовувати чорні поля, тоді як чорні можуть попрацювати над перевантаженим пішаком e5.
|   | a | b | c | d | e | f | g | h |   |
| 8 | a7 чорний пішак · b7 чорний пішак · f7 чорний пішак · g7 чорний пішак · h7 чорний пішак · c6 чорний пішак · e5 чорний пішак · c4 білий пішак · e4 білий пішак · a2 білий пішак · b2 білий пішак · f2 білий пішак · g2 білий пішак · h2 білий пішак | a7 чорний пішак · b7 чорний пішак · f7 чорний пішак · g7 чорний пішак · h7 чорний пішак · c6 чорний пішак · e5 чорний пішак · c4 білий пішак · e4 білий пішак · a2 білий пішак · b2 білий пішак · f2 білий пішак · g2 білий пішак · h2 білий пішак | a7 чорний пішак · b7 чорний пішак · f7 чорний пішак · g7 чорний пішак · h7 чорний пішак · c6 чорний пішак · e5 чорний пішак · c4 білий пішак · e4 білий пішак · a2 білий пішак · b2 білий пішак · f2 білий пішак · g2 білий пішак · h2 білий пішак | a7 чорний пішак · b7 чорний пішак · f7 чорний пішак · g7 чорний пішак · h7 чорний пішак · c6 чорний пішак · e5 чорний пішак · c4 білий пішак · e4 білий пішак · a2 білий пішак · b2 білий пішак · f2 білий пішак · g2 білий пішак · h2 білий пішак | a7 чорний пішак · b7 чорний пішак · f7 чорний пішак · g7 чорний пішак · h7 чорний пішак · c6 чорний пішак · e5 чорний пішак · c4 білий пішак · e4 білий пішак · a2 білий пішак · b2 білий пішак · f2 білий пішак · g2 білий пішак · h2 білий пішак | a7 чорний пішак · b7 чорний пішак · f7 чорний пішак · g7 чорний пішак · h7 чорний пішак · c6 чорний пішак · e5 чорний пішак · c4 білий пішак · e4 білий пішак · a2 білий пішак · b2 білий пішак · f2 білий пішак · g2 білий пішак · h2 білий пішак | a7 чорний пішак · b7 чорний пішак · f7 чорний пішак · g7 чорний пішак · h7 чорний пішак · c6 чорний пішак · e5 чорний пішак · c4 білий пішак · e4 білий пішак · a2 білий пішак · b2 білий пішак · f2 білий пішак · g2 білий пішак · h2 білий пішак | a7 чорний пішак · b7 чорний пішак · f7 чорний пішак · g7 чорний пішак · h7 чорний пішак · c6 чорний пішак · e5 чорний пішак · c4 білий пішак · e4 білий пішак · a2 білий пішак · b2 білий пішак · f2 білий пішак · g2 білий пішак · h2 білий пішак | 8 |
| 7 | a7 чорний пішак · b7 чорний пішак · f7 чорний пішак · g7 чорний пішак · h7 чорний пішак · c6 чорний пішак · e5 чорний пішак · c4 білий пішак · e4 білий пішак · a2 білий пішак · b2 білий пішак · f2 білий пішак · g2 білий пішак · h2 білий пішак | a7 чорний пішак · b7 чорний пішак · f7 чорний пішак · g7 чорний пішак · h7 чорний пішак · c6 чорний пішак · e5 чорний пішак · c4 білий пішак · e4 білий пішак · a2 білий пішак · b2 білий пішак · f2 білий пішак · g2 білий пішак · h2 білий пішак | a7 чорний пішак · b7 чорний пішак · f7 чорний пішак · g7 чорний пішак · h7 чорний пішак · c6 чорний пішак · e5 чорний пішак · c4 білий пішак · e4 білий пішак · a2 білий пішак · b2 білий пішак · f2 білий пішак · g2 білий пішак · h2 білий пішак | a7 чорний пішак · b7 чорний пішак · f7 чорний пішак · g7 чорний пішак · h7 чорний пішак · c6 чорний пішак · e5 чорний пішак · c4 білий пішак · e4 білий пішак · a2 білий пішак · b2 білий пішак · f2 білий пішак · g2 білий пішак · h2 білий пішак | a7 чорний пішак · b7 чорний пішак · f7 чорний пішак · g7 чорний пішак · h7 чорний пішак · c6 чорний пішак · e5 чорний пішак · c4 білий пішак · e4 білий пішак · a2 білий пішак · b2 білий пішак · f2 білий пішак · g2 білий пішак · h2 білий пішак | a7 чорний пішак · b7 чорний пішак · f7 чорний пішак · g7 чорний пішак · h7 чорний пішак · c6 чорний пішак · e5 чорний пішак · c4 білий пішак · e4 білий пішак · a2 білий пішак · b2 білий пішак · f2 білий пішак · g2 білий пішак · h2 білий пішак | a7 чорний пішак · b7 чорний пішак · f7 чорний пішак · g7 чорний пішак · h7 чорний пішак · c6 чорний пішак · e5 чорний пішак · c4 білий пішак · e4 білий пішак · a2 білий пішак · b2 білий пішак · f2 білий пішак · g2 білий пішак · h2 білий пішак | a7 чорний пішак · b7 чорний пішак · f7 чорний пішак · g7 чорний пішак · h7 чорний пішак · c6 чорний пішак · e5 чорний пішак · c4 білий пішак · e4 білий пішак · a2 білий пішак · b2 білий пішак · f2 білий пішак · g2 білий пішак · h2 білий пішак | 7 |
| 6 | a7 чорний пішак · b7 чорний пішак · f7 чорний пішак · g7 чорний пішак · h7 чорний пішак · c6 чорний пішак · e5 чорний пішак · c4 білий пішак · e4 білий пішак · a2 білий пішак · b2 білий пішак · f2 білий пішак · g2 білий пішак · h2 білий пішак | a7 чорний пішак · b7 чорний пішак · f7 чорний пішак · g7 чорний пішак · h7 чорний пішак · c6 чорний пішак · e5 чорний пішак · c4 білий пішак · e4 білий пішак · a2 білий пішак · b2 білий пішак · f2 білий пішак · g2 білий пішак · h2 білий пішак | a7 чорний пішак · b7 чорний пішак · f7 чорний пішак · g7 чорний пішак · h7 чорний пішак · c6 чорний пішак · e5 чорний пішак · c4 білий пішак · e4 білий пішак · a2 білий пішак · b2 білий пішак · f2 білий пішак · g2 білий пішак · h2 білий пішак | a7 чорний пішак · b7 чорний пішак · f7 чорний пішак · g7 чорний пішак · h7 чорний пішак · c6 чорний пішак · e5 чорний пішак · c4 білий пішак · e4 білий пішак · a2 білий пішак · b2 білий пішак · f2 білий пішак · g2 білий пішак · h2 білий пішак | a7 чорний пішак · b7 чорний пішак · f7 чорний пішак · g7 чорний пішак · h7 чорний пішак · c6 чорний пішак · e5 чорний пішак · c4 білий пішак · e4 білий пішак · a2 білий пішак · b2 білий пішак · f2 білий пішак · g2 білий пішак · h2 білий пішак | a7 чорний пішак · b7 чорний пішак · f7 чорний пішак · g7 чорний пішак · h7 чорний пішак · c6 чорний пішак · e5 чорний пішак · c4 білий пішак · e4 білий пішак · a2 білий пішак · b2 білий пішак · f2 білий пішак · g2 білий пішак · h2 білий пішак | a7 чорний пішак · b7 чорний пішак · f7 чорний пішак · g7 чорний пішак · h7 чорний пішак · c6 чорний пішак · e5 чорний пішак · c4 білий пішак · e4 білий пішак · a2 білий пішак · b2 білий пішак · f2 білий пішак · g2 білий пішак · h2 білий пішак | a7 чорний пішак · b7 чорний пішак · f7 чорний пішак · g7 чорний пішак · h7 чорний пішак · c6 чорний пішак · e5 чорний пішак · c4 білий пішак · e4 білий пішак · a2 білий пішак · b2 білий пішак · f2 білий пішак · g2 білий пішак · h2 білий пішак | 6 |
| 5 | a7 чорний пішак · b7 чорний пішак · f7 чорний пішак · g7 чорний пішак · h7 чорний пішак · c6 чорний пішак · e5 чорний пішак · c4 білий пішак · e4 білий пішак · a2 білий пішак · b2 білий пішак · f2 білий пішак · g2 білий пішак · h2 білий пішак | a7 чорний пішак · b7 чорний пішак · f7 чорний пішак · g7 чорний пішак · h7 чорний пішак · c6 чорний пішак · e5 чорний пішак · c4 білий пішак · e4 білий пішак · a2 білий пішак · b2 білий пішак · f2 білий пішак · g2 білий пішак · h2 білий пішак | a7 чорний пішак · b7 чорний пішак · f7 чорний пішак · g7 чорний пішак · h7 чорний пішак · c6 чорний пішак · e5 чорний пішак · c4 білий пішак · e4 білий пішак · a2 білий пішак · b2 білий пішак · f2 білий пішак · g2 білий пішак · h2 білий пішак | a7 чорний пішак · b7 чорний пішак · f7 чорний пішак · g7 чорний пішак · h7 чорний пішак · c6 чорний пішак · e5 чорний пішак · c4 білий пішак · e4 білий пішак · a2 білий пішак · b2 білий пішак · f2 білий пішак · g2 білий пішак · h2 білий пішак | a7 чорний пішак · b7 чорний пішак · f7 чорний пішак · g7 чорний пішак · h7 чорний пішак · c6 чорний пішак · e5 чорний пішак · c4 білий пішак · e4 білий пішак · a2 білий пішак · b2 білий пішак · f2 білий пішак · g2 білий пішак · h2 білий пішак | a7 чорний пішак · b7 чорний пішак · f7 чорний пішак · g7 чорний пішак · h7 чорний пішак · c6 чорний пішак · e5 чорний пішак · c4 білий пішак · e4 білий пішак · a2 білий пішак · b2 білий пішак · f2 білий пішак · g2 білий пішак · h2 білий пішак | a7 чорний пішак · b7 чорний пішак · f7 чорний пішак · g7 чорний пішак · h7 чорний пішак · c6 чорний пішак · e5 чорний пішак · c4 білий пішак · e4 білий пішак · a2 білий пішак · b2 білий пішак · f2 білий пішак · g2 білий пішак · h2 білий пішак | a7 чорний пішак · b7 чорний пішак · f7 чорний пішак · g7 чорний пішак · h7 чорний пішак · c6 чорний пішак · e5 чорний пішак · c4 білий пішак · e4 білий пішак · a2 білий пішак · b2 білий пішак · f2 білий пішак · g2 білий пішак · h2 білий пішак | 5 |
| 4 | a7 чорний пішак · b7 чорний пішак · f7 чорний пішак · g7 чорний пішак · h7 чорний пішак · c6 чорний пішак · e5 чорний пішак · c4 білий пішак · e4 білий пішак · a2 білий пішак · b2 білий пішак · f2 білий пішак · g2 білий пішак · h2 білий пішак | a7 чорний пішак · b7 чорний пішак · f7 чорний пішак · g7 чорний пішак · h7 чорний пішак · c6 чорний пішак · e5 чорний пішак · c4 білий пішак · e4 білий пішак · a2 білий пішак · b2 білий пішак · f2 білий пішак · g2 білий пішак · h2 білий пішак | a7 чорний пішак · b7 чорний пішак · f7 чорний пішак · g7 чорний пішак · h7 чорний пішак · c6 чорний пішак · e5 чорний пішак · c4 білий пішак · e4 білий пішак · a2 білий пішак · b2 білий пішак · f2 білий пішак · g2 білий пішак · h2 білий пішак | a7 чорний пішак · b7 чорний пішак · f7 чорний пішак · g7 чорний пішак · h7 чорний пішак · c6 чорний пішак · e5 чорний пішак · c4 білий пішак · e4 білий пішак · a2 білий пішак · b2 білий пішак · f2 білий пішак · g2 білий пішак · h2 білий пішак | a7 чорний пішак · b7 чорний пішак · f7 чорний пішак · g7 чорний пішак · h7 чорний пішак · c6 чорний пішак · e5 чорний пішак · c4 білий пішак · e4 білий пішак · a2 білий пішак · b2 білий пішак · f2 білий пішак · g2 білий пішак · h2 білий пішак | a7 чорний пішак · b7 чорний пішак · f7 чорний пішак · g7 чорний пішак · h7 чорний пішак · c6 чорний пішак · e5 чорний пішак · c4 білий пішак · e4 білий пішак · a2 білий пішак · b2 білий пішак · f2 білий пішак · g2 білий пішак · h2 білий пішак | a7 чорний пішак · b7 чорний пішак · f7 чорний пішак · g7 чорний пішак · h7 чорний пішак · c6 чорний пішак · e5 чорний пішак · c4 білий пішак · e4 білий пішак · a2 білий пішак · b2 білий пішак · f2 білий пішак · g2 білий пішак · h2 білий пішак | a7 чорний пішак · b7 чорний пішак · f7 чорний пішак · g7 чорний пішак · h7 чорний пішак · c6 чорний пішак · e5 чорний пішак · c4 білий пішак · e4 білий пішак · a2 білий пішак · b2 білий пішак · f2 білий пішак · g2 білий пішак · h2 білий пішак | 4 |
| 3 | a7 чорний пішак · b7 чорний пішак · f7 чорний пішак · g7 чорний пішак · h7 чорний пішак · c6 чорний пішак · e5 чорний пішак · c4 білий пішак · e4 білий пішак · a2 білий пішак · b2 білий пішак · f2 білий пішак · g2 білий пішак · h2 білий пішак | a7 чорний пішак · b7 чорний пішак · f7 чорний пішак · g7 чорний пішак · h7 чорний пішак · c6 чорний пішак · e5 чорний пішак · c4 білий пішак · e4 білий пішак · a2 білий пішак · b2 білий пішак · f2 білий пішак · g2 білий пішак · h2 білий пішак | a7 чорний пішак · b7 чорний пішак · f7 чорний пішак · g7 чорний пішак · h7 чорний пішак · c6 чорний пішак · e5 чорний пішак · c4 білий пішак · e4 білий пішак · a2 білий пішак · b2 білий пішак · f2 білий пішак · g2 білий пішак · h2 білий пішак | a7 чорний пішак · b7 чорний пішак · f7 чорний пішак · g7 чорний пішак · h7 чорний пішак · c6 чорний пішак · e5 чорний пішак · c4 білий пішак · e4 білий пішак · a2 білий пішак · b2 білий пішак · f2 білий пішак · g2 білий пішак · h2 білий пішак | a7 чорний пішак · b7 чорний пішак · f7 чорний пішак · g7 чорний пішак · h7 чорний пішак · c6 чорний пішак · e5 чорний пішак · c4 білий пішак · e4 білий пішак · a2 білий пішак · b2 білий пішак · f2 білий пішак · g2 білий пішак · h2 білий пішак | a7 чорний пішак · b7 чорний пішак · f7 чорний пішак · g7 чорний пішак · h7 чорний пішак · c6 чорний пішак · e5 чорний пішак · c4 білий пішак · e4 білий пішак · a2 білий пішак · b2 білий пішак · f2 білий пішак · g2 білий пішак · h2 білий пішак | a7 чорний пішак · b7 чорний пішак · f7 чорний пішак · g7 чорний пішак · h7 чорний пішак · c6 чорний пішак · e5 чорний пішак · c4 білий пішак · e4 білий пішак · a2 білий пішак · b2 білий пішак · f2 білий пішак · g2 білий пішак · h2 білий пішак | a7 чорний пішак · b7 чорний пішак · f7 чорний пішак · g7 чорний пішак · h7 чорний пішак · c6 чорний пішак · e5 чорний пішак · c4 білий пішак · e4 білий пішак · a2 білий пішак · b2 білий пішак · f2 білий пішак · g2 білий пішак · h2 білий пішак | 3 |
| 2 | a7 чорний пішак · b7 чорний пішак · f7 чорний пішак · g7 чорний пішак · h7 чорний пішак · c6 чорний пішак · e5 чорний пішак · c4 білий пішак · e4 білий пішак · a2 білий пішак · b2 білий пішак · f2 білий пішак · g2 білий пішак · h2 білий пішак | a7 чорний пішак · b7 чорний пішак · f7 чорний пішак · g7 чорний пішак · h7 чорний пішак · c6 чорний пішак · e5 чорний пішак · c4 білий пішак · e4 білий пішак · a2 білий пішак · b2 білий пішак · f2 білий пішак · g2 білий пішак · h2 білий пішак | a7 чорний пішак · b7 чорний пішак · f7 чорний пішак · g7 чорний пішак · h7 чорний пішак · c6 чорний пішак · e5 чорний пішак · c4 білий пішак · e4 білий пішак · a2 білий пішак · b2 білий пішак · f2 білий пішак · g2 білий пішак · h2 білий пішак | a7 чорний пішак · b7 чорний пішак · f7 чорний пішак · g7 чорний пішак · h7 чорний пішак · c6 чорний пішак · e5 чорний пішак · c4 білий пішак · e4 білий пішак · a2 білий пішак · b2 білий пішак · f2 білий пішак · g2 білий пішак · h2 білий пішак | a7 чорний пішак · b7 чорний пішак · f7 чорний пішак · g7 чорний пішак · h7 чорний пішак · c6 чорний пішак · e5 чорний пішак · c4 білий пішак · e4 білий пішак · a2 білий пішак · b2 білий пішак · f2 білий пішак · g2 білий пішак · h2 білий пішак | a7 чорний пішак · b7 чорний пішак · f7 чорний пішак · g7 чорний пішак · h7 чорний пішак · c6 чорний пішак · e5 чорний пішак · c4 білий пішак · e4 білий пішак · a2 білий пішак · b2 білий пішак · f2 білий пішак · g2 білий пішак · h2 білий пішак | a7 чорний пішак · b7 чорний пішак · f7 чорний пішак · g7 чорний пішак · h7 чорний пішак · c6 чорний пішак · e5 чорний пішак · c4 білий пішак · e4 білий пішак · a2 білий пішак · b2 білий пішак · f2 білий пішак · g2 білий пішак · h2 білий пішак | a7 чорний пішак · b7 чорний пішак · f7 чорний пішак · g7 чорний пішак · h7 чорний пішак · c6 чорний пішак · e5 чорний пішак · c4 білий пішак · e4 білий пішак · a2 білий пішак · b2 білий пішак · f2 білий пішак · g2 білий пішак · h2 білий пішак | 2 |
| 1 | a7 чорний пішак · b7 чорний пішак · f7 чорний пішак · g7 чорний пішак · h7 чорний пішак · c6 чорний пішак · e5 чорний пішак · c4 білий пішак · e4 білий пішак · a2 білий пішак · b2 білий пішак · f2 білий пішак · g2 білий пішак · h2 білий пішак | a7 чорний пішак · b7 чорний пішак · f7 чорний пішак · g7 чорний пішак · h7 чорний пішак · c6 чорний пішак · e5 чорний пішак · c4 білий пішак · e4 білий пішак · a2 білий пішак · b2 білий пішак · f2 білий пішак · g2 білий пішак · h2 білий пішак | a7 чорний пішак · b7 чорний пішак · f7 чорний пішак · g7 чорний пішак · h7 чорний пішак · c6 чорний пішак · e5 чорний пішак · c4 білий пішак · e4 білий пішак · a2 білий пішак · b2 білий пішак · f2 білий пішак · g2 білий пішак · h2 білий пішак | a7 чорний пішак · b7 чорний пішак · f7 чорний пішак · g7 чорний пішак · h7 чорний пішак · c6 чорний пішак · e5 чорний пішак · c4 білий пішак · e4 білий пішак · a2 білий пішак · b2 білий пішак · f2 білий пішак · g2 білий пішак · h2 білий пішак | a7 чорний пішак · b7 чорний пішак · f7 чорний пішак · g7 чорний пішак · h7 чорний пішак · c6 чорний пішак · e5 чорний пішак · c4 білий пішак · e4 білий пішак · a2 білий пішак · b2 білий пішак · f2 білий пішак · g2 білий пішак · h2 білий пішак | a7 чорний пішак · b7 чорний пішак · f7 чорний пішак · g7 чорний пішак · h7 чорний пішак · c6 чорний пішак · e5 чорний пішак · c4 білий пішак · e4 білий пішак · a2 білий пішак · b2 білий пішак · f2 білий пішак · g2 білий пішак · h2 білий пішак | a7 чорний пішак · b7 чорний пішак · f7 чорний пішак · g7 чорний пішак · h7 чорний пішак · c6 чорний пішак · e5 чорний пішак · c4 білий пішак · e4 білий пішак · a2 білий пішак · b2 білий пішак · f2 білий пішак · g2 білий пішак · h2 білий пішак | a7 чорний пішак · b7 чорний пішак · f7 чорний пішак · g7 чорний пішак · h7 чорний пішак · c6 чорний пішак · e5 чорний пішак · c4 білий пішак · e4 білий пішак · a2 білий пішак · b2 білий пішак · f2 білий пішак · g2 білий пішак · h2 білий пішак | 1 |
|   | a | b | c | d | e | f | g | h |   |

### Староіндійський захист – Структура Раузера
Дебюти: Перш за все: Староіндійський захист, Індійський захист (з оберненими кольорами), Іспанська партія. Інші: Іспанська партія (з оберненими кольорами). Решта цього розділу стосується варіанту з оберненими кольорами.
Характер: напіввідкрита гра.
Мотиви для білих: слабкість поля d6, просування c4-c5, діагональ a3-f8, пішаковий штурм на ферзевому фланзі.
Мотиви для чорних: слабкість поля d4, діагональ a1-h8, поле f4, атака на королівському фланзі, обмін фігур заради ендшпілю з перевагою.
Структура Раузера названа на честь Раузера, який ввів її в іспанську партію. Вона також може часом траплятись в іспанській партії з оберненими кольорами.
|   | a | b | c | d | e | f | g | h |   |
| 8 | a8 чорна тура · c8 чорний слон · e8 чорна тура · g8 чорний король · a7 чорний пішак · b7 чорний пішак · d7 чорний кінь · f7 чорний пішак · g7 чорний слон · h7 чорний пішак · c6 чорний пішак · d6 біла тура · f6 чорний кінь · g6 чорний пішак · e5 чорний пішак · c4 білий пішак · e4 білий пішак · c3 білий кінь · e3 білий слон · f3 білий кінь · h3 білий пішак · a2 білий пішак · b2 білий пішак · f2 білий пішак · g2 білий пішак · c1 білий король · f1 білий слон · h1 біла тура | a8 чорна тура · c8 чорний слон · e8 чорна тура · g8 чорний король · a7 чорний пішак · b7 чорний пішак · d7 чорний кінь · f7 чорний пішак · g7 чорний слон · h7 чорний пішак · c6 чорний пішак · d6 біла тура · f6 чорний кінь · g6 чорний пішак · e5 чорний пішак · c4 білий пішак · e4 білий пішак · c3 білий кінь · e3 білий слон · f3 білий кінь · h3 білий пішак · a2 білий пішак · b2 білий пішак · f2 білий пішак · g2 білий пішак · c1 білий король · f1 білий слон · h1 біла тура | a8 чорна тура · c8 чорний слон · e8 чорна тура · g8 чорний король · a7 чорний пішак · b7 чорний пішак · d7 чорний кінь · f7 чорний пішак · g7 чорний слон · h7 чорний пішак · c6 чорний пішак · d6 біла тура · f6 чорний кінь · g6 чорний пішак · e5 чорний пішак · c4 білий пішак · e4 білий пішак · c3 білий кінь · e3 білий слон · f3 білий кінь · h3 білий пішак · a2 білий пішак · b2 білий пішак · f2 білий пішак · g2 білий пішак · c1 білий король · f1 білий слон · h1 біла тура | a8 чорна тура · c8 чорний слон · e8 чорна тура · g8 чорний король · a7 чорний пішак · b7 чорний пішак · d7 чорний кінь · f7 чорний пішак · g7 чорний слон · h7 чорний пішак · c6 чорний пішак · d6 біла тура · f6 чорний кінь · g6 чорний пішак · e5 чорний пішак · c4 білий пішак · e4 білий пішак · c3 білий кінь · e3 білий слон · f3 білий кінь · h3 білий пішак · a2 білий пішак · b2 білий пішак · f2 білий пішак · g2 білий пішак · c1 білий король · f1 білий слон · h1 біла тура | a8 чорна тура · c8 чорний слон · e8 чорна тура · g8 чорний король · a7 чорний пішак · b7 чорний пішак · d7 чорний кінь · f7 чорний пішак · g7 чорний слон · h7 чорний пішак · c6 чорний пішак · d6 біла тура · f6 чорний кінь · g6 чорний пішак · e5 чорний пішак · c4 білий пішак · e4 білий пішак · c3 білий кінь · e3 білий слон · f3 білий кінь · h3 білий пішак · a2 білий пішак · b2 білий пішак · f2 білий пішак · g2 білий пішак · c1 білий король · f1 білий слон · h1 біла тура | a8 чорна тура · c8 чорний слон · e8 чорна тура · g8 чорний король · a7 чорний пішак · b7 чорний пішак · d7 чорний кінь · f7 чорний пішак · g7 чорний слон · h7 чорний пішак · c6 чорний пішак · d6 біла тура · f6 чорний кінь · g6 чорний пішак · e5 чорний пішак · c4 білий пішак · e4 білий пішак · c3 білий кінь · e3 білий слон · f3 білий кінь · h3 білий пішак · a2 білий пішак · b2 білий пішак · f2 білий пішак · g2 білий пішак · c1 білий король · f1 білий слон · h1 біла тура | a8 чорна тура · c8 чорний слон · e8 чорна тура · g8 чорний король · a7 чорний пішак · b7 чорний пішак · d7 чорний кінь · f7 чорний пішак · g7 чорний слон · h7 чорний пішак · c6 чорний пішак · d6 біла тура · f6 чорний кінь · g6 чорний пішак · e5 чорний пішак · c4 білий пішак · e4 білий пішак · c3 білий кінь · e3 білий слон · f3 білий кінь · h3 білий пішак · a2 білий пішак · b2 білий пішак · f2 білий пішак · g2 білий пішак · c1 білий король · f1 білий слон · h1 біла тура | a8 чорна тура · c8 чорний слон · e8 чорна тура · g8 чорний король · a7 чорний пішак · b7 чорний пішак · d7 чорний кінь · f7 чорний пішак · g7 чорний слон · h7 чорний пішак · c6 чорний пішак · d6 біла тура · f6 чорний кінь · g6 чорний пішак · e5 чорний пішак · c4 білий пішак · e4 білий пішак · c3 білий кінь · e3 білий слон · f3 білий кінь · h3 білий пішак · a2 білий пішак · b2 білий пішак · f2 білий пішак · g2 білий пішак · c1 білий король · f1 білий слон · h1 біла тура | 8 |
| 7 | a8 чорна тура · c8 чорний слон · e8 чорна тура · g8 чорний король · a7 чорний пішак · b7 чорний пішак · d7 чорний кінь · f7 чорний пішак · g7 чорний слон · h7 чорний пішак · c6 чорний пішак · d6 біла тура · f6 чорний кінь · g6 чорний пішак · e5 чорний пішак · c4 білий пішак · e4 білий пішак · c3 білий кінь · e3 білий слон · f3 білий кінь · h3 білий пішак · a2 білий пішак · b2 білий пішак · f2 білий пішак · g2 білий пішак · c1 білий король · f1 білий слон · h1 біла тура | a8 чорна тура · c8 чорний слон · e8 чорна тура · g8 чорний король · a7 чорний пішак · b7 чорний пішак · d7 чорний кінь · f7 чорний пішак · g7 чорний слон · h7 чорний пішак · c6 чорний пішак · d6 біла тура · f6 чорний кінь · g6 чорний пішак · e5 чорний пішак · c4 білий пішак · e4 білий пішак · c3 білий кінь · e3 білий слон · f3 білий кінь · h3 білий пішак · a2 білий пішак · b2 білий пішак · f2 білий пішак · g2 білий пішак · c1 білий король · f1 білий слон · h1 біла тура | a8 чорна тура · c8 чорний слон · e8 чорна тура · g8 чорний король · a7 чорний пішак · b7 чорний пішак · d7 чорний кінь · f7 чорний пішак · g7 чорний слон · h7 чорний пішак · c6 чорний пішак · d6 біла тура · f6 чорний кінь · g6 чорний пішак · e5 чорний пішак · c4 білий пішак · e4 білий пішак · c3 білий кінь · e3 білий слон · f3 білий кінь · h3 білий пішак · a2 білий пішак · b2 білий пішак · f2 білий пішак · g2 білий пішак · c1 білий король · f1 білий слон · h1 біла тура | a8 чорна тура · c8 чорний слон · e8 чорна тура · g8 чорний король · a7 чорний пішак · b7 чорний пішак · d7 чорний кінь · f7 чорний пішак · g7 чорний слон · h7 чорний пішак · c6 чорний пішак · d6 біла тура · f6 чорний кінь · g6 чорний пішак · e5 чорний пішак · c4 білий пішак · e4 білий пішак · c3 білий кінь · e3 білий слон · f3 білий кінь · h3 білий пішак · a2 білий пішак · b2 білий пішак · f2 білий пішак · g2 білий пішак · c1 білий король · f1 білий слон · h1 біла тура | a8 чорна тура · c8 чорний слон · e8 чорна тура · g8 чорний король · a7 чорний пішак · b7 чорний пішак · d7 чорний кінь · f7 чорний пішак · g7 чорний слон · h7 чорний пішак · c6 чорний пішак · d6 біла тура · f6 чорний кінь · g6 чорний пішак · e5 чорний пішак · c4 білий пішак · e4 білий пішак · c3 білий кінь · e3 білий слон · f3 білий кінь · h3 білий пішак · a2 білий пішак · b2 білий пішак · f2 білий пішак · g2 білий пішак · c1 білий король · f1 білий слон · h1 біла тура | a8 чорна тура · c8 чорний слон · e8 чорна тура · g8 чорний король · a7 чорний пішак · b7 чорний пішак · d7 чорний кінь · f7 чорний пішак · g7 чорний слон · h7 чорний пішак · c6 чорний пішак · d6 біла тура · f6 чорний кінь · g6 чорний пішак · e5 чорний пішак · c4 білий пішак · e4 білий пішак · c3 білий кінь · e3 білий слон · f3 білий кінь · h3 білий пішак · a2 білий пішак · b2 білий пішак · f2 білий пішак · g2 білий пішак · c1 білий король · f1 білий слон · h1 біла тура | a8 чорна тура · c8 чорний слон · e8 чорна тура · g8 чорний король · a7 чорний пішак · b7 чорний пішак · d7 чорний кінь · f7 чорний пішак · g7 чорний слон · h7 чорний пішак · c6 чорний пішак · d6 біла тура · f6 чорний кінь · g6 чорний пішак · e5 чорний пішак · c4 білий пішак · e4 білий пішак · c3 білий кінь · e3 білий слон · f3 білий кінь · h3 білий пішак · a2 білий пішак · b2 білий пішак · f2 білий пішак · g2 білий пішак · c1 білий король · f1 білий слон · h1 біла тура | a8 чорна тура · c8 чорний слон · e8 чорна тура · g8 чорний король · a7 чорний пішак · b7 чорний пішак · d7 чорний кінь · f7 чорний пішак · g7 чорний слон · h7 чорний пішак · c6 чорний пішак · d6 біла тура · f6 чорний кінь · g6 чорний пішак · e5 чорний пішак · c4 білий пішак · e4 білий пішак · c3 білий кінь · e3 білий слон · f3 білий кінь · h3 білий пішак · a2 білий пішак · b2 білий пішак · f2 білий пішак · g2 білий пішак · c1 білий король · f1 білий слон · h1 біла тура | 7 |
| 6 | a8 чорна тура · c8 чорний слон · e8 чорна тура · g8 чорний король · a7 чорний пішак · b7 чорний пішак · d7 чорний кінь · f7 чорний пішак · g7 чорний слон · h7 чорний пішак · c6 чорний пішак · d6 біла тура · f6 чорний кінь · g6 чорний пішак · e5 чорний пішак · c4 білий пішак · e4 білий пішак · c3 білий кінь · e3 білий слон · f3 білий кінь · h3 білий пішак · a2 білий пішак · b2 білий пішак · f2 білий пішак · g2 білий пішак · c1 білий король · f1 білий слон · h1 біла тура | a8 чорна тура · c8 чорний слон · e8 чорна тура · g8 чорний король · a7 чорний пішак · b7 чорний пішак · d7 чорний кінь · f7 чорний пішак · g7 чорний слон · h7 чорний пішак · c6 чорний пішак · d6 біла тура · f6 чорний кінь · g6 чорний пішак · e5 чорний пішак · c4 білий пішак · e4 білий пішак · c3 білий кінь · e3 білий слон · f3 білий кінь · h3 білий пішак · a2 білий пішак · b2 білий пішак · f2 білий пішак · g2 білий пішак · c1 білий король · f1 білий слон · h1 біла тура | a8 чорна тура · c8 чорний слон · e8 чорна тура · g8 чорний король · a7 чорний пішак · b7 чорний пішак · d7 чорний кінь · f7 чорний пішак · g7 чорний слон · h7 чорний пішак · c6 чорний пішак · d6 біла тура · f6 чорний кінь · g6 чорний пішак · e5 чорний пішак · c4 білий пішак · e4 білий пішак · c3 білий кінь · e3 білий слон · f3 білий кінь · h3 білий пішак · a2 білий пішак · b2 білий пішак · f2 білий пішак · g2 білий пішак · c1 білий король · f1 білий слон · h1 біла тура | a8 чорна тура · c8 чорний слон · e8 чорна тура · g8 чорний король · a7 чорний пішак · b7 чорний пішак · d7 чорний кінь · f7 чорний пішак · g7 чорний слон · h7 чорний пішак · c6 чорний пішак · d6 біла тура · f6 чорний кінь · g6 чорний пішак · e5 чорний пішак · c4 білий пішак · e4 білий пішак · c3 білий кінь · e3 білий слон · f3 білий кінь · h3 білий пішак · a2 білий пішак · b2 білий пішак · f2 білий пішак · g2 білий пішак · c1 білий король · f1 білий слон · h1 біла тура | a8 чорна тура · c8 чорний слон · e8 чорна тура · g8 чорний король · a7 чорний пішак · b7 чорний пішак · d7 чорний кінь · f7 чорний пішак · g7 чорний слон · h7 чорний пішак · c6 чорний пішак · d6 біла тура · f6 чорний кінь · g6 чорний пішак · e5 чорний пішак · c4 білий пішак · e4 білий пішак · c3 білий кінь · e3 білий слон · f3 білий кінь · h3 білий пішак · a2 білий пішак · b2 білий пішак · f2 білий пішак · g2 білий пішак · c1 білий король · f1 білий слон · h1 біла тура | a8 чорна тура · c8 чорний слон · e8 чорна тура · g8 чорний король · a7 чорний пішак · b7 чорний пішак · d7 чорний кінь · f7 чорний пішак · g7 чорний слон · h7 чорний пішак · c6 чорний пішак · d6 біла тура · f6 чорний кінь · g6 чорний пішак · e5 чорний пішак · c4 білий пішак · e4 білий пішак · c3 білий кінь · e3 білий слон · f3 білий кінь · h3 білий пішак · a2 білий пішак · b2 білий пішак · f2 білий пішак · g2 білий пішак · c1 білий король · f1 білий слон · h1 біла тура | a8 чорна тура · c8 чорний слон · e8 чорна тура · g8 чорний король · a7 чорний пішак · b7 чорний пішак · d7 чорний кінь · f7 чорний пішак · g7 чорний слон · h7 чорний пішак · c6 чорний пішак · d6 біла тура · f6 чорний кінь · g6 чорний пішак · e5 чорний пішак · c4 білий пішак · e4 білий пішак · c3 білий кінь · e3 білий слон · f3 білий кінь · h3 білий пішак · a2 білий пішак · b2 білий пішак · f2 білий пішак · g2 білий пішак · c1 білий король · f1 білий слон · h1 біла тура | a8 чорна тура · c8 чорний слон · e8 чорна тура · g8 чорний король · a7 чорний пішак · b7 чорний пішак · d7 чорний кінь · f7 чорний пішак · g7 чорний слон · h7 чорний пішак · c6 чорний пішак · d6 біла тура · f6 чорний кінь · g6 чорний пішак · e5 чорний пішак · c4 білий пішак · e4 білий пішак · c3 білий кінь · e3 білий слон · f3 білий кінь · h3 білий пішак · a2 білий пішак · b2 білий пішак · f2 білий пішак · g2 білий пішак · c1 білий король · f1 білий слон · h1 біла тура | 6 |
| 5 | a8 чорна тура · c8 чорний слон · e8 чорна тура · g8 чорний король · a7 чорний пішак · b7 чорний пішак · d7 чорний кінь · f7 чорний пішак · g7 чорний слон · h7 чорний пішак · c6 чорний пішак · d6 біла тура · f6 чорний кінь · g6 чорний пішак · e5 чорний пішак · c4 білий пішак · e4 білий пішак · c3 білий кінь · e3 білий слон · f3 білий кінь · h3 білий пішак · a2 білий пішак · b2 білий пішак · f2 білий пішак · g2 білий пішак · c1 білий король · f1 білий слон · h1 біла тура | a8 чорна тура · c8 чорний слон · e8 чорна тура · g8 чорний король · a7 чорний пішак · b7 чорний пішак · d7 чорний кінь · f7 чорний пішак · g7 чорний слон · h7 чорний пішак · c6 чорний пішак · d6 біла тура · f6 чорний кінь · g6 чорний пішак · e5 чорний пішак · c4 білий пішак · e4 білий пішак · c3 білий кінь · e3 білий слон · f3 білий кінь · h3 білий пішак · a2 білий пішак · b2 білий пішак · f2 білий пішак · g2 білий пішак · c1 білий король · f1 білий слон · h1 біла тура | a8 чорна тура · c8 чорний слон · e8 чорна тура · g8 чорний король · a7 чорний пішак · b7 чорний пішак · d7 чорний кінь · f7 чорний пішак · g7 чорний слон · h7 чорний пішак · c6 чорний пішак · d6 біла тура · f6 чорний кінь · g6 чорний пішак · e5 чорний пішак · c4 білий пішак · e4 білий пішак · c3 білий кінь · e3 білий слон · f3 білий кінь · h3 білий пішак · a2 білий пішак · b2 білий пішак · f2 білий пішак · g2 білий пішак · c1 білий король · f1 білий слон · h1 біла тура | a8 чорна тура · c8 чорний слон · e8 чорна тура · g8 чорний король · a7 чорний пішак · b7 чорний пішак · d7 чорний кінь · f7 чорний пішак · g7 чорний слон · h7 чорний пішак · c6 чорний пішак · d6 біла тура · f6 чорний кінь · g6 чорний пішак · e5 чорний пішак · c4 білий пішак · e4 білий пішак · c3 білий кінь · e3 білий слон · f3 білий кінь · h3 білий пішак · a2 білий пішак · b2 білий пішак · f2 білий пішак · g2 білий пішак · c1 білий король · f1 білий слон · h1 біла тура | a8 чорна тура · c8 чорний слон · e8 чорна тура · g8 чорний король · a7 чорний пішак · b7 чорний пішак · d7 чорний кінь · f7 чорний пішак · g7 чорний слон · h7 чорний пішак · c6 чорний пішак · d6 біла тура · f6 чорний кінь · g6 чорний пішак · e5 чорний пішак · c4 білий пішак · e4 білий пішак · c3 білий кінь · e3 білий слон · f3 білий кінь · h3 білий пішак · a2 білий пішак · b2 білий пішак · f2 білий пішак · g2 білий пішак · c1 білий король · f1 білий слон · h1 біла тура | a8 чорна тура · c8 чорний слон · e8 чорна тура · g8 чорний король · a7 чорний пішак · b7 чорний пішак · d7 чорний кінь · f7 чорний пішак · g7 чорний слон · h7 чорний пішак · c6 чорний пішак · d6 біла тура · f6 чорний кінь · g6 чорний пішак · e5 чорний пішак · c4 білий пішак · e4 білий пішак · c3 білий кінь · e3 білий слон · f3 білий кінь · h3 білий пішак · a2 білий пішак · b2 білий пішак · f2 білий пішак · g2 білий пішак · c1 білий король · f1 білий слон · h1 біла тура | a8 чорна тура · c8 чорний слон · e8 чорна тура · g8 чорний король · a7 чорний пішак · b7 чорний пішак · d7 чорний кінь · f7 чорний пішак · g7 чорний слон · h7 чорний пішак · c6 чорний пішак · d6 біла тура · f6 чорний кінь · g6 чорний пішак · e5 чорний пішак · c4 білий пішак · e4 білий пішак · c3 білий кінь · e3 білий слон · f3 білий кінь · h3 білий пішак · a2 білий пішак · b2 білий пішак · f2 білий пішак · g2 білий пішак · c1 білий король · f1 білий слон · h1 біла тура | a8 чорна тура · c8 чорний слон · e8 чорна тура · g8 чорний король · a7 чорний пішак · b7 чорний пішак · d7 чорний кінь · f7 чорний пішак · g7 чорний слон · h7 чорний пішак · c6 чорний пішак · d6 біла тура · f6 чорний кінь · g6 чорний пішак · e5 чорний пішак · c4 білий пішак · e4 білий пішак · c3 білий кінь · e3 білий слон · f3 білий кінь · h3 білий пішак · a2 білий пішак · b2 білий пішак · f2 білий пішак · g2 білий пішак · c1 білий король · f1 білий слон · h1 біла тура | 5 |
| 4 | a8 чорна тура · c8 чорний слон · e8 чорна тура · g8 чорний король · a7 чорний пішак · b7 чорний пішак · d7 чорний кінь · f7 чорний пішак · g7 чорний слон · h7 чорний пішак · c6 чорний пішак · d6 біла тура · f6 чорний кінь · g6 чорний пішак · e5 чорний пішак · c4 білий пішак · e4 білий пішак · c3 білий кінь · e3 білий слон · f3 білий кінь · h3 білий пішак · a2 білий пішак · b2 білий пішак · f2 білий пішак · g2 білий пішак · c1 білий король · f1 білий слон · h1 біла тура | a8 чорна тура · c8 чорний слон · e8 чорна тура · g8 чорний король · a7 чорний пішак · b7 чорний пішак · d7 чорний кінь · f7 чорний пішак · g7 чорний слон · h7 чорний пішак · c6 чорний пішак · d6 біла тура · f6 чорний кінь · g6 чорний пішак · e5 чорний пішак · c4 білий пішак · e4 білий пішак · c3 білий кінь · e3 білий слон · f3 білий кінь · h3 білий пішак · a2 білий пішак · b2 білий пішак · f2 білий пішак · g2 білий пішак · c1 білий король · f1 білий слон · h1 біла тура | a8 чорна тура · c8 чорний слон · e8 чорна тура · g8 чорний король · a7 чорний пішак · b7 чорний пішак · d7 чорний кінь · f7 чорний пішак · g7 чорний слон · h7 чорний пішак · c6 чорний пішак · d6 біла тура · f6 чорний кінь · g6 чорний пішак · e5 чорний пішак · c4 білий пішак · e4 білий пішак · c3 білий кінь · e3 білий слон · f3 білий кінь · h3 білий пішак · a2 білий пішак · b2 білий пішак · f2 білий пішак · g2 білий пішак · c1 білий король · f1 білий слон · h1 біла тура | a8 чорна тура · c8 чорний слон · e8 чорна тура · g8 чорний король · a7 чорний пішак · b7 чорний пішак · d7 чорний кінь · f7 чорний пішак · g7 чорний слон · h7 чорний пішак · c6 чорний пішак · d6 біла тура · f6 чорний кінь · g6 чорний пішак · e5 чорний пішак · c4 білий пішак · e4 білий пішак · c3 білий кінь · e3 білий слон · f3 білий кінь · h3 білий пішак · a2 білий пішак · b2 білий пішак · f2 білий пішак · g2 білий пішак · c1 білий король · f1 білий слон · h1 біла тура | a8 чорна тура · c8 чорний слон · e8 чорна тура · g8 чорний король · a7 чорний пішак · b7 чорний пішак · d7 чорний кінь · f7 чорний пішак · g7 чорний слон · h7 чорний пішак · c6 чорний пішак · d6 біла тура · f6 чорний кінь · g6 чорний пішак · e5 чорний пішак · c4 білий пішак · e4 білий пішак · c3 білий кінь · e3 білий слон · f3 білий кінь · h3 білий пішак · a2 білий пішак · b2 білий пішак · f2 білий пішак · g2 білий пішак · c1 білий король · f1 білий слон · h1 біла тура | a8 чорна тура · c8 чорний слон · e8 чорна тура · g8 чорний король · a7 чорний пішак · b7 чорний пішак · d7 чорний кінь · f7 чорний пішак · g7 чорний слон · h7 чорний пішак · c6 чорний пішак · d6 біла тура · f6 чорний кінь · g6 чорний пішак · e5 чорний пішак · c4 білий пішак · e4 білий пішак · c3 білий кінь · e3 білий слон · f3 білий кінь · h3 білий пішак · a2 білий пішак · b2 білий пішак · f2 білий пішак · g2 білий пішак · c1 білий король · f1 білий слон · h1 біла тура | a8 чорна тура · c8 чорний слон · e8 чорна тура · g8 чорний король · a7 чорний пішак · b7 чорний пішак · d7 чорний кінь · f7 чорний пішак · g7 чорний слон · h7 чорний пішак · c6 чорний пішак · d6 біла тура · f6 чорний кінь · g6 чорний пішак · e5 чорний пішак · c4 білий пішак · e4 білий пішак · c3 білий кінь · e3 білий слон · f3 білий кінь · h3 білий пішак · a2 білий пішак · b2 білий пішак · f2 білий пішак · g2 білий пішак · c1 білий король · f1 білий слон · h1 біла тура | a8 чорна тура · c8 чорний слон · e8 чорна тура · g8 чорний король · a7 чорний пішак · b7 чорний пішак · d7 чорний кінь · f7 чорний пішак · g7 чорний слон · h7 чорний пішак · c6 чорний пішак · d6 біла тура · f6 чорний кінь · g6 чорний пішак · e5 чорний пішак · c4 білий пішак · e4 білий пішак · c3 білий кінь · e3 білий слон · f3 білий кінь · h3 білий пішак · a2 білий пішак · b2 білий пішак · f2 білий пішак · g2 білий пішак · c1 білий король · f1 білий слон · h1 біла тура | 4 |
| 3 | a8 чорна тура · c8 чорний слон · e8 чорна тура · g8 чорний король · a7 чорний пішак · b7 чорний пішак · d7 чорний кінь · f7 чорний пішак · g7 чорний слон · h7 чорний пішак · c6 чорний пішак · d6 біла тура · f6 чорний кінь · g6 чорний пішак · e5 чорний пішак · c4 білий пішак · e4 білий пішак · c3 білий кінь · e3 білий слон · f3 білий кінь · h3 білий пішак · a2 білий пішак · b2 білий пішак · f2 білий пішак · g2 білий пішак · c1 білий король · f1 білий слон · h1 біла тура | a8 чорна тура · c8 чорний слон · e8 чорна тура · g8 чорний король · a7 чорний пішак · b7 чорний пішак · d7 чорний кінь · f7 чорний пішак · g7 чорний слон · h7 чорний пішак · c6 чорний пішак · d6 біла тура · f6 чорний кінь · g6 чорний пішак · e5 чорний пішак · c4 білий пішак · e4 білий пішак · c3 білий кінь · e3 білий слон · f3 білий кінь · h3 білий пішак · a2 білий пішак · b2 білий пішак · f2 білий пішак · g2 білий пішак · c1 білий король · f1 білий слон · h1 біла тура | a8 чорна тура · c8 чорний слон · e8 чорна тура · g8 чорний король · a7 чорний пішак · b7 чорний пішак · d7 чорний кінь · f7 чорний пішак · g7 чорний слон · h7 чорний пішак · c6 чорний пішак · d6 біла тура · f6 чорний кінь · g6 чорний пішак · e5 чорний пішак · c4 білий пішак · e4 білий пішак · c3 білий кінь · e3 білий слон · f3 білий кінь · h3 білий пішак · a2 білий пішак · b2 білий пішак · f2 білий пішак · g2 білий пішак · c1 білий король · f1 білий слон · h1 біла тура | a8 чорна тура · c8 чорний слон · e8 чорна тура · g8 чорний король · a7 чорний пішак · b7 чорний пішак · d7 чорний кінь · f7 чорний пішак · g7 чорний слон · h7 чорний пішак · c6 чорний пішак · d6 біла тура · f6 чорний кінь · g6 чорний пішак · e5 чорний пішак · c4 білий пішак · e4 білий пішак · c3 білий кінь · e3 білий слон · f3 білий кінь · h3 білий пішак · a2 білий пішак · b2 білий пішак · f2 білий пішак · g2 білий пішак · c1 білий король · f1 білий слон · h1 біла тура | a8 чорна тура · c8 чорний слон · e8 чорна тура · g8 чорний король · a7 чорний пішак · b7 чорний пішак · d7 чорний кінь · f7 чорний пішак · g7 чорний слон · h7 чорний пішак · c6 чорний пішак · d6 біла тура · f6 чорний кінь · g6 чорний пішак · e5 чорний пішак · c4 білий пішак · e4 білий пішак · c3 білий кінь · e3 білий слон · f3 білий кінь · h3 білий пішак · a2 білий пішак · b2 білий пішак · f2 білий пішак · g2 білий пішак · c1 білий король · f1 білий слон · h1 біла тура | a8 чорна тура · c8 чорний слон · e8 чорна тура · g8 чорний король · a7 чорний пішак · b7 чорний пішак · d7 чорний кінь · f7 чорний пішак · g7 чорний слон · h7 чорний пішак · c6 чорний пішак · d6 біла тура · f6 чорний кінь · g6 чорний пішак · e5 чорний пішак · c4 білий пішак · e4 білий пішак · c3 білий кінь · e3 білий слон · f3 білий кінь · h3 білий пішак · a2 білий пішак · b2 білий пішак · f2 білий пішак · g2 білий пішак · c1 білий король · f1 білий слон · h1 біла тура | a8 чорна тура · c8 чорний слон · e8 чорна тура · g8 чорний король · a7 чорний пішак · b7 чорний пішак · d7 чорний кінь · f7 чорний пішак · g7 чорний слон · h7 чорний пішак · c6 чорний пішак · d6 біла тура · f6 чорний кінь · g6 чорний пішак · e5 чорний пішак · c4 білий пішак · e4 білий пішак · c3 білий кінь · e3 білий слон · f3 білий кінь · h3 білий пішак · a2 білий пішак · b2 білий пішак · f2 білий пішак · g2 білий пішак · c1 білий король · f1 білий слон · h1 біла тура | a8 чорна тура · c8 чорний слон · e8 чорна тура · g8 чорний король · a7 чорний пішак · b7 чорний пішак · d7 чорний кінь · f7 чорний пішак · g7 чорний слон · h7 чорний пішак · c6 чорний пішак · d6 біла тура · f6 чорний кінь · g6 чорний пішак · e5 чорний пішак · c4 білий пішак · e4 білий пішак · c3 білий кінь · e3 білий слон · f3 білий кінь · h3 білий пішак · a2 білий пішак · b2 білий пішак · f2 білий пішак · g2 білий пішак · c1 білий король · f1 білий слон · h1 біла тура | 3 |
| 2 | a8 чорна тура · c8 чорний слон · e8 чорна тура · g8 чорний король · a7 чорний пішак · b7 чорний пішак · d7 чорний кінь · f7 чорний пішак · g7 чорний слон · h7 чорний пішак · c6 чорний пішак · d6 біла тура · f6 чорний кінь · g6 чорний пішак · e5 чорний пішак · c4 білий пішак · e4 білий пішак · c3 білий кінь · e3 білий слон · f3 білий кінь · h3 білий пішак · a2 білий пішак · b2 білий пішак · f2 білий пішак · g2 білий пішак · c1 білий король · f1 білий слон · h1 біла тура | a8 чорна тура · c8 чорний слон · e8 чорна тура · g8 чорний король · a7 чорний пішак · b7 чорний пішак · d7 чорний кінь · f7 чорний пішак · g7 чорний слон · h7 чорний пішак · c6 чорний пішак · d6 біла тура · f6 чорний кінь · g6 чорний пішак · e5 чорний пішак · c4 білий пішак · e4 білий пішак · c3 білий кінь · e3 білий слон · f3 білий кінь · h3 білий пішак · a2 білий пішак · b2 білий пішак · f2 білий пішак · g2 білий пішак · c1 білий король · f1 білий слон · h1 біла тура | a8 чорна тура · c8 чорний слон · e8 чорна тура · g8 чорний король · a7 чорний пішак · b7 чорний пішак · d7 чорний кінь · f7 чорний пішак · g7 чорний слон · h7 чорний пішак · c6 чорний пішак · d6 біла тура · f6 чорний кінь · g6 чорний пішак · e5 чорний пішак · c4 білий пішак · e4 білий пішак · c3 білий кінь · e3 білий слон · f3 білий кінь · h3 білий пішак · a2 білий пішак · b2 білий пішак · f2 білий пішак · g2 білий пішак · c1 білий король · f1 білий слон · h1 біла тура | a8 чорна тура · c8 чорний слон · e8 чорна тура · g8 чорний король · a7 чорний пішак · b7 чорний пішак · d7 чорний кінь · f7 чорний пішак · g7 чорний слон · h7 чорний пішак · c6 чорний пішак · d6 біла тура · f6 чорний кінь · g6 чорний пішак · e5 чорний пішак · c4 білий пішак · e4 білий пішак · c3 білий кінь · e3 білий слон · f3 білий кінь · h3 білий пішак · a2 білий пішак · b2 білий пішак · f2 білий пішак · g2 білий пішак · c1 білий король · f1 білий слон · h1 біла тура | a8 чорна тура · c8 чорний слон · e8 чорна тура · g8 чорний король · a7 чорний пішак · b7 чорний пішак · d7 чорний кінь · f7 чорний пішак · g7 чорний слон · h7 чорний пішак · c6 чорний пішак · d6 біла тура · f6 чорний кінь · g6 чорний пішак · e5 чорний пішак · c4 білий пішак · e4 білий пішак · c3 білий кінь · e3 білий слон · f3 білий кінь · h3 білий пішак · a2 білий пішак · b2 білий пішак · f2 білий пішак · g2 білий пішак · c1 білий король · f1 білий слон · h1 біла тура | a8 чорна тура · c8 чорний слон · e8 чорна тура · g8 чорний король · a7 чорний пішак · b7 чорний пішак · d7 чорний кінь · f7 чорний пішак · g7 чорний слон · h7 чорний пішак · c6 чорний пішак · d6 біла тура · f6 чорний кінь · g6 чорний пішак · e5 чорний пішак · c4 білий пішак · e4 білий пішак · c3 білий кінь · e3 білий слон · f3 білий кінь · h3 білий пішак · a2 білий пішак · b2 білий пішак · f2 білий пішак · g2 білий пішак · c1 білий король · f1 білий слон · h1 біла тура | a8 чорна тура · c8 чорний слон · e8 чорна тура · g8 чорний король · a7 чорний пішак · b7 чорний пішак · d7 чорний кінь · f7 чорний пішак · g7 чорний слон · h7 чорний пішак · c6 чорний пішак · d6 біла тура · f6 чорний кінь · g6 чорний пішак · e5 чорний пішак · c4 білий пішак · e4 білий пішак · c3 білий кінь · e3 білий слон · f3 білий кінь · h3 білий пішак · a2 білий пішак · b2 білий пішак · f2 білий пішак · g2 білий пішак · c1 білий король · f1 білий слон · h1 біла тура | a8 чорна тура · c8 чорний слон · e8 чорна тура · g8 чорний король · a7 чорний пішак · b7 чорний пішак · d7 чорний кінь · f7 чорний пішак · g7 чорний слон · h7 чорний пішак · c6 чорний пішак · d6 біла тура · f6 чорний кінь · g6 чорний пішак · e5 чорний пішак · c4 білий пішак · e4 білий пішак · c3 білий кінь · e3 білий слон · f3 білий кінь · h3 білий пішак · a2 білий пішак · b2 білий пішак · f2 білий пішак · g2 білий пішак · c1 білий король · f1 білий слон · h1 біла тура | 2 |
| 1 | a8 чорна тура · c8 чорний слон · e8 чорна тура · g8 чорний король · a7 чорний пішак · b7 чорний пішак · d7 чорний кінь · f7 чорний пішак · g7 чорний слон · h7 чорний пішак · c6 чорний пішак · d6 біла тура · f6 чорний кінь · g6 чорний пішак · e5 чорний пішак · c4 білий пішак · e4 білий пішак · c3 білий кінь · e3 білий слон · f3 білий кінь · h3 білий пішак · a2 білий пішак · b2 білий пішак · f2 білий пішак · g2 білий пішак · c1 білий король · f1 білий слон · h1 біла тура | a8 чорна тура · c8 чорний слон · e8 чорна тура · g8 чорний король · a7 чорний пішак · b7 чорний пішак · d7 чорний кінь · f7 чорний пішак · g7 чорний слон · h7 чорний пішак · c6 чорний пішак · d6 біла тура · f6 чорний кінь · g6 чорний пішак · e5 чорний пішак · c4 білий пішак · e4 білий пішак · c3 білий кінь · e3 білий слон · f3 білий кінь · h3 білий пішак · a2 білий пішак · b2 білий пішак · f2 білий пішак · g2 білий пішак · c1 білий король · f1 білий слон · h1 біла тура | a8 чорна тура · c8 чорний слон · e8 чорна тура · g8 чорний король · a7 чорний пішак · b7 чорний пішак · d7 чорний кінь · f7 чорний пішак · g7 чорний слон · h7 чорний пішак · c6 чорний пішак · d6 біла тура · f6 чорний кінь · g6 чорний пішак · e5 чорний пішак · c4 білий пішак · e4 білий пішак · c3 білий кінь · e3 білий слон · f3 білий кінь · h3 білий пішак · a2 білий пішак · b2 білий пішак · f2 білий пішак · g2 білий пішак · c1 білий король · f1 білий слон · h1 біла тура | a8 чорна тура · c8 чорний слон · e8 чорна тура · g8 чорний король · a7 чорний пішак · b7 чорний пішак · d7 чорний кінь · f7 чорний пішак · g7 чорний слон · h7 чорний пішак · c6 чорний пішак · d6 біла тура · f6 чорний кінь · g6 чорний пішак · e5 чорний пішак · c4 білий пішак · e4 білий пішак · c3 білий кінь · e3 білий слон · f3 білий кінь · h3 білий пішак · a2 білий пішак · b2 білий пішак · f2 білий пішак · g2 білий пішак · c1 білий король · f1 білий слон · h1 біла тура | a8 чорна тура · c8 чорний слон · e8 чорна тура · g8 чорний король · a7 чорний пішак · b7 чорний пішак · d7 чорний кінь · f7 чорний пішак · g7 чорний слон · h7 чорний пішак · c6 чорний пішак · d6 біла тура · f6 чорний кінь · g6 чорний пішак · e5 чорний пішак · c4 білий пішак · e4 білий пішак · c3 білий кінь · e3 білий слон · f3 білий кінь · h3 білий пішак · a2 білий пішак · b2 білий пішак · f2 білий пішак · g2 білий пішак · c1 білий король · f1 білий слон · h1 біла тура | a8 чорна тура · c8 чорний слон · e8 чорна тура · g8 чорний король · a7 чорний пішак · b7 чорний пішак · d7 чорний кінь · f7 чорний пішак · g7 чорний слон · h7 чорний пішак · c6 чорний пішак · d6 біла тура · f6 чорний кінь · g6 чорний пішак · e5 чорний пішак · c4 білий пішак · e4 білий пішак · c3 білий кінь · e3 білий слон · f3 білий кінь · h3 білий пішак · a2 білий пішак · b2 білий пішак · f2 білий пішак · g2 білий пішак · c1 білий король · f1 білий слон · h1 біла тура | a8 чорна тура · c8 чорний слон · e8 чорна тура · g8 чорний король · a7 чорний пішак · b7 чорний пішак · d7 чорний кінь · f7 чорний пішак · g7 чорний слон · h7 чорний пішак · c6 чорний пішак · d6 біла тура · f6 чорний кінь · g6 чорний пішак · e5 чорний пішак · c4 білий пішак · e4 білий пішак · c3 білий кінь · e3 білий слон · f3 білий кінь · h3 білий пішак · a2 білий пішак · b2 білий пішак · f2 білий пішак · g2 білий пішак · c1 білий король · f1 білий слон · h1 біла тура | a8 чорна тура · c8 чорний слон · e8 чорна тура · g8 чорний король · a7 чорний пішак · b7 чорний пішак · d7 чорний кінь · f7 чорний пішак · g7 чорний слон · h7 чорний пішак · c6 чорний пішак · d6 біла тура · f6 чорний кінь · g6 чорний пішак · e5 чорний пішак · c4 білий пішак · e4 білий пішак · c3 білий кінь · e3 білий слон · f3 білий кінь · h3 білий пішак · a2 білий пішак · b2 білий пішак · f2 білий пішак · g2 білий пішак · c1 білий король · f1 білий слон · h1 біла тура | 1 |
|   | a | b | c | d | e | f | g | h |   |

Вважається, що чорні мають чудові шанси, оскільки d6 є значно меншою мірою діра ніж у білих d4. Якщо чорні фіанкетують королівського слона, то часто можна побачити, як вони повертають його на f8, щоб контролювати життєво важливі поля c5 і d6, або розміняти чорного слона білих, який обороняє діру.
Початківці часто неправильно оцінюють структуру Раузера. На діаграмі зліва, здається, що білі мають перевагу в розвитку тоді в позиції чорних повно дірок. Насправді ж саме чорні стоять набагато краще, оскільки білі не мають можливості покращити свою позицію, тоді як чорні можуть використати для покращення поле d4 (див. повну гру на дошці Java (Застосунок)).
|   | a | b | c | d | e | f | g | h |   |
| 8 | a7 чорний пішак · b7 чорний пішак · f7 чорний пішак · g7 чорний пішак · h7 чорний пішак · c6 чорний пішак · d6 чорний пішак · c4 білий пішак · e4 білий пішак · a2 білий пішак · b2 білий пішак · f2 білий пішак · g2 білий пішак · h2 білий пішак | a7 чорний пішак · b7 чорний пішак · f7 чорний пішак · g7 чорний пішак · h7 чорний пішак · c6 чорний пішак · d6 чорний пішак · c4 білий пішак · e4 білий пішак · a2 білий пішак · b2 білий пішак · f2 білий пішак · g2 білий пішак · h2 білий пішак | a7 чорний пішак · b7 чорний пішак · f7 чорний пішак · g7 чорний пішак · h7 чорний пішак · c6 чорний пішак · d6 чорний пішак · c4 білий пішак · e4 білий пішак · a2 білий пішак · b2 білий пішак · f2 білий пішак · g2 білий пішак · h2 білий пішак | a7 чорний пішак · b7 чорний пішак · f7 чорний пішак · g7 чорний пішак · h7 чорний пішак · c6 чорний пішак · d6 чорний пішак · c4 білий пішак · e4 білий пішак · a2 білий пішак · b2 білий пішак · f2 білий пішак · g2 білий пішак · h2 білий пішак | a7 чорний пішак · b7 чорний пішак · f7 чорний пішак · g7 чорний пішак · h7 чорний пішак · c6 чорний пішак · d6 чорний пішак · c4 білий пішак · e4 білий пішак · a2 білий пішак · b2 білий пішак · f2 білий пішак · g2 білий пішак · h2 білий пішак | a7 чорний пішак · b7 чорний пішак · f7 чорний пішак · g7 чорний пішак · h7 чорний пішак · c6 чорний пішак · d6 чорний пішак · c4 білий пішак · e4 білий пішак · a2 білий пішак · b2 білий пішак · f2 білий пішак · g2 білий пішак · h2 білий пішак | a7 чорний пішак · b7 чорний пішак · f7 чорний пішак · g7 чорний пішак · h7 чорний пішак · c6 чорний пішак · d6 чорний пішак · c4 білий пішак · e4 білий пішак · a2 білий пішак · b2 білий пішак · f2 білий пішак · g2 білий пішак · h2 білий пішак | a7 чорний пішак · b7 чорний пішак · f7 чорний пішак · g7 чорний пішак · h7 чорний пішак · c6 чорний пішак · d6 чорний пішак · c4 білий пішак · e4 білий пішак · a2 білий пішак · b2 білий пішак · f2 білий пішак · g2 білий пішак · h2 білий пішак | 8 |
| 7 | a7 чорний пішак · b7 чорний пішак · f7 чорний пішак · g7 чорний пішак · h7 чорний пішак · c6 чорний пішак · d6 чорний пішак · c4 білий пішак · e4 білий пішак · a2 білий пішак · b2 білий пішак · f2 білий пішак · g2 білий пішак · h2 білий пішак | a7 чорний пішак · b7 чорний пішак · f7 чорний пішак · g7 чорний пішак · h7 чорний пішак · c6 чорний пішак · d6 чорний пішак · c4 білий пішак · e4 білий пішак · a2 білий пішак · b2 білий пішак · f2 білий пішак · g2 білий пішак · h2 білий пішак | a7 чорний пішак · b7 чорний пішак · f7 чорний пішак · g7 чорний пішак · h7 чорний пішак · c6 чорний пішак · d6 чорний пішак · c4 білий пішак · e4 білий пішак · a2 білий пішак · b2 білий пішак · f2 білий пішак · g2 білий пішак · h2 білий пішак | a7 чорний пішак · b7 чорний пішак · f7 чорний пішак · g7 чорний пішак · h7 чорний пішак · c6 чорний пішак · d6 чорний пішак · c4 білий пішак · e4 білий пішак · a2 білий пішак · b2 білий пішак · f2 білий пішак · g2 білий пішак · h2 білий пішак | a7 чорний пішак · b7 чорний пішак · f7 чорний пішак · g7 чорний пішак · h7 чорний пішак · c6 чорний пішак · d6 чорний пішак · c4 білий пішак · e4 білий пішак · a2 білий пішак · b2 білий пішак · f2 білий пішак · g2 білий пішак · h2 білий пішак | a7 чорний пішак · b7 чорний пішак · f7 чорний пішак · g7 чорний пішак · h7 чорний пішак · c6 чорний пішак · d6 чорний пішак · c4 білий пішак · e4 білий пішак · a2 білий пішак · b2 білий пішак · f2 білий пішак · g2 білий пішак · h2 білий пішак | a7 чорний пішак · b7 чорний пішак · f7 чорний пішак · g7 чорний пішак · h7 чорний пішак · c6 чорний пішак · d6 чорний пішак · c4 білий пішак · e4 білий пішак · a2 білий пішак · b2 білий пішак · f2 білий пішак · g2 білий пішак · h2 білий пішак | a7 чорний пішак · b7 чорний пішак · f7 чорний пішак · g7 чорний пішак · h7 чорний пішак · c6 чорний пішак · d6 чорний пішак · c4 білий пішак · e4 білий пішак · a2 білий пішак · b2 білий пішак · f2 білий пішак · g2 білий пішак · h2 білий пішак | 7 |
| 6 | a7 чорний пішак · b7 чорний пішак · f7 чорний пішак · g7 чорний пішак · h7 чорний пішак · c6 чорний пішак · d6 чорний пішак · c4 білий пішак · e4 білий пішак · a2 білий пішак · b2 білий пішак · f2 білий пішак · g2 білий пішак · h2 білий пішак | a7 чорний пішак · b7 чорний пішак · f7 чорний пішак · g7 чорний пішак · h7 чорний пішак · c6 чорний пішак · d6 чорний пішак · c4 білий пішак · e4 білий пішак · a2 білий пішак · b2 білий пішак · f2 білий пішак · g2 білий пішак · h2 білий пішак | a7 чорний пішак · b7 чорний пішак · f7 чорний пішак · g7 чорний пішак · h7 чорний пішак · c6 чорний пішак · d6 чорний пішак · c4 білий пішак · e4 білий пішак · a2 білий пішак · b2 білий пішак · f2 білий пішак · g2 білий пішак · h2 білий пішак | a7 чорний пішак · b7 чорний пішак · f7 чорний пішак · g7 чорний пішак · h7 чорний пішак · c6 чорний пішак · d6 чорний пішак · c4 білий пішак · e4 білий пішак · a2 білий пішак · b2 білий пішак · f2 білий пішак · g2 білий пішак · h2 білий пішак | a7 чорний пішак · b7 чорний пішак · f7 чорний пішак · g7 чорний пішак · h7 чорний пішак · c6 чорний пішак · d6 чорний пішак · c4 білий пішак · e4 білий пішак · a2 білий пішак · b2 білий пішак · f2 білий пішак · g2 білий пішак · h2 білий пішак | a7 чорний пішак · b7 чорний пішак · f7 чорний пішак · g7 чорний пішак · h7 чорний пішак · c6 чорний пішак · d6 чорний пішак · c4 білий пішак · e4 білий пішак · a2 білий пішак · b2 білий пішак · f2 білий пішак · g2 білий пішак · h2 білий пішак | a7 чорний пішак · b7 чорний пішак · f7 чорний пішак · g7 чорний пішак · h7 чорний пішак · c6 чорний пішак · d6 чорний пішак · c4 білий пішак · e4 білий пішак · a2 білий пішак · b2 білий пішак · f2 білий пішак · g2 білий пішак · h2 білий пішак | a7 чорний пішак · b7 чорний пішак · f7 чорний пішак · g7 чорний пішак · h7 чорний пішак · c6 чорний пішак · d6 чорний пішак · c4 білий пішак · e4 білий пішак · a2 білий пішак · b2 білий пішак · f2 білий пішак · g2 білий пішак · h2 білий пішак | 6 |
| 5 | a7 чорний пішак · b7 чорний пішак · f7 чорний пішак · g7 чорний пішак · h7 чорний пішак · c6 чорний пішак · d6 чорний пішак · c4 білий пішак · e4 білий пішак · a2 білий пішак · b2 білий пішак · f2 білий пішак · g2 білий пішак · h2 білий пішак | a7 чорний пішак · b7 чорний пішак · f7 чорний пішак · g7 чорний пішак · h7 чорний пішак · c6 чорний пішак · d6 чорний пішак · c4 білий пішак · e4 білий пішак · a2 білий пішак · b2 білий пішак · f2 білий пішак · g2 білий пішак · h2 білий пішак | a7 чорний пішак · b7 чорний пішак · f7 чорний пішак · g7 чорний пішак · h7 чорний пішак · c6 чорний пішак · d6 чорний пішак · c4 білий пішак · e4 білий пішак · a2 білий пішак · b2 білий пішак · f2 білий пішак · g2 білий пішак · h2 білий пішак | a7 чорний пішак · b7 чорний пішак · f7 чорний пішак · g7 чорний пішак · h7 чорний пішак · c6 чорний пішак · d6 чорний пішак · c4 білий пішак · e4 білий пішак · a2 білий пішак · b2 білий пішак · f2 білий пішак · g2 білий пішак · h2 білий пішак | a7 чорний пішак · b7 чорний пішак · f7 чорний пішак · g7 чорний пішак · h7 чорний пішак · c6 чорний пішак · d6 чорний пішак · c4 білий пішак · e4 білий пішак · a2 білий пішак · b2 білий пішак · f2 білий пішак · g2 білий пішак · h2 білий пішак | a7 чорний пішак · b7 чорний пішак · f7 чорний пішак · g7 чорний пішак · h7 чорний пішак · c6 чорний пішак · d6 чорний пішак · c4 білий пішак · e4 білий пішак · a2 білий пішак · b2 білий пішак · f2 білий пішак · g2 білий пішак · h2 білий пішак | a7 чорний пішак · b7 чорний пішак · f7 чорний пішак · g7 чорний пішак · h7 чорний пішак · c6 чорний пішак · d6 чорний пішак · c4 білий пішак · e4 білий пішак · a2 білий пішак · b2 білий пішак · f2 білий пішак · g2 білий пішак · h2 білий пішак | a7 чорний пішак · b7 чорний пішак · f7 чорний пішак · g7 чорний пішак · h7 чорний пішак · c6 чорний пішак · d6 чорний пішак · c4 білий пішак · e4 білий пішак · a2 білий пішак · b2 білий пішак · f2 білий пішак · g2 білий пішак · h2 білий пішак | 5 |
| 4 | a7 чорний пішак · b7 чорний пішак · f7 чорний пішак · g7 чорний пішак · h7 чорний пішак · c6 чорний пішак · d6 чорний пішак · c4 білий пішак · e4 білий пішак · a2 білий пішак · b2 білий пішак · f2 білий пішак · g2 білий пішак · h2 білий пішак | a7 чорний пішак · b7 чорний пішак · f7 чорний пішак · g7 чорний пішак · h7 чорний пішак · c6 чорний пішак · d6 чорний пішак · c4 білий пішак · e4 білий пішак · a2 білий пішак · b2 білий пішак · f2 білий пішак · g2 білий пішак · h2 білий пішак | a7 чорний пішак · b7 чорний пішак · f7 чорний пішак · g7 чорний пішак · h7 чорний пішак · c6 чорний пішак · d6 чорний пішак · c4 білий пішак · e4 білий пішак · a2 білий пішак · b2 білий пішак · f2 білий пішак · g2 білий пішак · h2 білий пішак | a7 чорний пішак · b7 чорний пішак · f7 чорний пішак · g7 чорний пішак · h7 чорний пішак · c6 чорний пішак · d6 чорний пішак · c4 білий пішак · e4 білий пішак · a2 білий пішак · b2 білий пішак · f2 білий пішак · g2 білий пішак · h2 білий пішак | a7 чорний пішак · b7 чорний пішак · f7 чорний пішак · g7 чорний пішак · h7 чорний пішак · c6 чорний пішак · d6 чорний пішак · c4 білий пішак · e4 білий пішак · a2 білий пішак · b2 білий пішак · f2 білий пішак · g2 білий пішак · h2 білий пішак | a7 чорний пішак · b7 чорний пішак · f7 чорний пішак · g7 чорний пішак · h7 чорний пішак · c6 чорний пішак · d6 чорний пішак · c4 білий пішак · e4 білий пішак · a2 білий пішак · b2 білий пішак · f2 білий пішак · g2 білий пішак · h2 білий пішак | a7 чорний пішак · b7 чорний пішак · f7 чорний пішак · g7 чорний пішак · h7 чорний пішак · c6 чорний пішак · d6 чорний пішак · c4 білий пішак · e4 білий пішак · a2 білий пішак · b2 білий пішак · f2 білий пішак · g2 білий пішак · h2 білий пішак | a7 чорний пішак · b7 чорний пішак · f7 чорний пішак · g7 чорний пішак · h7 чорний пішак · c6 чорний пішак · d6 чорний пішак · c4 білий пішак · e4 білий пішак · a2 білий пішак · b2 білий пішак · f2 білий пішак · g2 білий пішак · h2 білий пішак | 4 |
| 3 | a7 чорний пішак · b7 чорний пішак · f7 чорний пішак · g7 чорний пішак · h7 чорний пішак · c6 чорний пішак · d6 чорний пішак · c4 білий пішак · e4 білий пішак · a2 білий пішак · b2 білий пішак · f2 білий пішак · g2 білий пішак · h2 білий пішак | a7 чорний пішак · b7 чорний пішак · f7 чорний пішак · g7 чорний пішак · h7 чорний пішак · c6 чорний пішак · d6 чорний пішак · c4 білий пішак · e4 білий пішак · a2 білий пішак · b2 білий пішак · f2 білий пішак · g2 білий пішак · h2 білий пішак | a7 чорний пішак · b7 чорний пішак · f7 чорний пішак · g7 чорний пішак · h7 чорний пішак · c6 чорний пішак · d6 чорний пішак · c4 білий пішак · e4 білий пішак · a2 білий пішак · b2 білий пішак · f2 білий пішак · g2 білий пішак · h2 білий пішак | a7 чорний пішак · b7 чорний пішак · f7 чорний пішак · g7 чорний пішак · h7 чорний пішак · c6 чорний пішак · d6 чорний пішак · c4 білий пішак · e4 білий пішак · a2 білий пішак · b2 білий пішак · f2 білий пішак · g2 білий пішак · h2 білий пішак | a7 чорний пішак · b7 чорний пішак · f7 чорний пішак · g7 чорний пішак · h7 чорний пішак · c6 чорний пішак · d6 чорний пішак · c4 білий пішак · e4 білий пішак · a2 білий пішак · b2 білий пішак · f2 білий пішак · g2 білий пішак · h2 білий пішак | a7 чорний пішак · b7 чорний пішак · f7 чорний пішак · g7 чорний пішак · h7 чорний пішак · c6 чорний пішак · d6 чорний пішак · c4 білий пішак · e4 білий пішак · a2 білий пішак · b2 білий пішак · f2 білий пішак · g2 білий пішак · h2 білий пішак | a7 чорний пішак · b7 чорний пішак · f7 чорний пішак · g7 чорний пішак · h7 чорний пішак · c6 чорний пішак · d6 чорний пішак · c4 білий пішак · e4 білий пішак · a2 білий пішак · b2 білий пішак · f2 білий пішак · g2 білий пішак · h2 білий пішак | a7 чорний пішак · b7 чорний пішак · f7 чорний пішак · g7 чорний пішак · h7 чорний пішак · c6 чорний пішак · d6 чорний пішак · c4 білий пішак · e4 білий пішак · a2 білий пішак · b2 білий пішак · f2 білий пішак · g2 білий пішак · h2 білий пішак | 3 |
| 2 | a7 чорний пішак · b7 чорний пішак · f7 чорний пішак · g7 чорний пішак · h7 чорний пішак · c6 чорний пішак · d6 чорний пішак · c4 білий пішак · e4 білий пішак · a2 білий пішак · b2 білий пішак · f2 білий пішак · g2 білий пішак · h2 білий пішак | a7 чорний пішак · b7 чорний пішак · f7 чорний пішак · g7 чорний пішак · h7 чорний пішак · c6 чорний пішак · d6 чорний пішак · c4 білий пішак · e4 білий пішак · a2 білий пішак · b2 білий пішак · f2 білий пішак · g2 білий пішак · h2 білий пішак | a7 чорний пішак · b7 чорний пішак · f7 чорний пішак · g7 чорний пішак · h7 чорний пішак · c6 чорний пішак · d6 чорний пішак · c4 білий пішак · e4 білий пішак · a2 білий пішак · b2 білий пішак · f2 білий пішак · g2 білий пішак · h2 білий пішак | a7 чорний пішак · b7 чорний пішак · f7 чорний пішак · g7 чорний пішак · h7 чорний пішак · c6 чорний пішак · d6 чорний пішак · c4 білий пішак · e4 білий пішак · a2 білий пішак · b2 білий пішак · f2 білий пішак · g2 білий пішак · h2 білий пішак | a7 чорний пішак · b7 чорний пішак · f7 чорний пішак · g7 чорний пішак · h7 чорний пішак · c6 чорний пішак · d6 чорний пішак · c4 білий пішак · e4 білий пішак · a2 білий пішак · b2 білий пішак · f2 білий пішак · g2 білий пішак · h2 білий пішак | a7 чорний пішак · b7 чорний пішак · f7 чорний пішак · g7 чорний пішак · h7 чорний пішак · c6 чорний пішак · d6 чорний пішак · c4 білий пішак · e4 білий пішак · a2 білий пішак · b2 білий пішак · f2 білий пішак · g2 білий пішак · h2 білий пішак | a7 чорний пішак · b7 чорний пішак · f7 чорний пішак · g7 чорний пішак · h7 чорний пішак · c6 чорний пішак · d6 чорний пішак · c4 білий пішак · e4 білий пішак · a2 білий пішак · b2 білий пішак · f2 білий пішак · g2 білий пішак · h2 білий пішак | a7 чорний пішак · b7 чорний пішак · f7 чорний пішак · g7 чорний пішак · h7 чорний пішак · c6 чорний пішак · d6 чорний пішак · c4 білий пішак · e4 білий пішак · a2 білий пішак · b2 білий пішак · f2 білий пішак · g2 білий пішак · h2 білий пішак | 2 |
| 1 | a7 чорний пішак · b7 чорний пішак · f7 чорний пішак · g7 чорний пішак · h7 чорний пішак · c6 чорний пішак · d6 чорний пішак · c4 білий пішак · e4 білий пішак · a2 білий пішак · b2 білий пішак · f2 білий пішак · g2 білий пішак · h2 білий пішак | a7 чорний пішак · b7 чорний пішак · f7 чорний пішак · g7 чорний пішак · h7 чорний пішак · c6 чорний пішак · d6 чорний пішак · c4 білий пішак · e4 білий пішак · a2 білий пішак · b2 білий пішак · f2 білий пішак · g2 білий пішак · h2 білий пішак | a7 чорний пішак · b7 чорний пішак · f7 чорний пішак · g7 чорний пішак · h7 чорний пішак · c6 чорний пішак · d6 чорний пішак · c4 білий пішак · e4 білий пішак · a2 білий пішак · b2 білий пішак · f2 білий пішак · g2 білий пішак · h2 білий пішак | a7 чорний пішак · b7 чорний пішак · f7 чорний пішак · g7 чорний пішак · h7 чорний пішак · c6 чорний пішак · d6 чорний пішак · c4 білий пішак · e4 білий пішак · a2 білий пішак · b2 білий пішак · f2 білий пішак · g2 білий пішак · h2 білий пішак | a7 чорний пішак · b7 чорний пішак · f7 чорний пішак · g7 чорний пішак · h7 чорний пішак · c6 чорний пішак · d6 чорний пішак · c4 білий пішак · e4 білий пішак · a2 білий пішак · b2 білий пішак · f2 білий пішак · g2 білий пішак · h2 білий пішак | a7 чорний пішак · b7 чорний пішак · f7 чорний пішак · g7 чорний пішак · h7 чорний пішак · c6 чорний пішак · d6 чорний пішак · c4 білий пішак · e4 білий пішак · a2 білий пішак · b2 білий пішак · f2 білий пішак · g2 білий пішак · h2 білий пішак | a7 чорний пішак · b7 чорний пішак · f7 чорний пішак · g7 чорний пішак · h7 чорний пішак · c6 чорний пішак · d6 чорний пішак · c4 білий пішак · e4 білий пішак · a2 білий пішак · b2 білий пішак · f2 білий пішак · g2 білий пішак · h2 білий пішак | a7 чорний пішак · b7 чорний пішак · f7 чорний пішак · g7 чорний пішак · h7 чорний пішак · c6 чорний пішак · d6 чорний пішак · c4 білий пішак · e4 білий пішак · a2 білий пішак · b2 білий пішак · f2 білий пішак · g2 білий пішак · h2 білий пішак | 1 |
|   | a | b | c | d | e | f | g | h |   |

### Староіндійський захист - стіна Болеславського
Дебюти: Перш за все: староіндійський захист. Інші: англійський початок, захист Пірца, іспанська партія.
Характер: напів-відкрита гра, повільне нарощування.
Теми для білих: використання слабкості на d6, прориви e4-e5 і с4-с5, атака пішакової меншості b2-b4-b5.
Теми для чорних: атака на пішаки e4 і c4, прориви d6-d5 і f7-f5, гра на ферзевому фланзі a7-a5-a4.
Стіна Болеславського є ще однією структурою, яка залишає чорних зі слабкістю пішака d, але не дає білим захопити контроль над центром і дає чорним активну фігурну гру та можливість грати на обидвох флангах.
|   | a | b | c | d | e | f | g | h |   |
| 8 | a7 чорний пішак · b7 чорний пішак · f7 чорний пішак · g7 чорний пішак · h7 чорний пішак · e6 чорний пішак · d4 білий пішак · a2 білий пішак · b2 білий пішак · f2 білий пішак · g2 білий пішак · h2 білий пішак | a7 чорний пішак · b7 чорний пішак · f7 чорний пішак · g7 чорний пішак · h7 чорний пішак · e6 чорний пішак · d4 білий пішак · a2 білий пішак · b2 білий пішак · f2 білий пішак · g2 білий пішак · h2 білий пішак | a7 чорний пішак · b7 чорний пішак · f7 чорний пішак · g7 чорний пішак · h7 чорний пішак · e6 чорний пішак · d4 білий пішак · a2 білий пішак · b2 білий пішак · f2 білий пішак · g2 білий пішак · h2 білий пішак | a7 чорний пішак · b7 чорний пішак · f7 чорний пішак · g7 чорний пішак · h7 чорний пішак · e6 чорний пішак · d4 білий пішак · a2 білий пішак · b2 білий пішак · f2 білий пішак · g2 білий пішак · h2 білий пішак | a7 чорний пішак · b7 чорний пішак · f7 чорний пішак · g7 чорний пішак · h7 чорний пішак · e6 чорний пішак · d4 білий пішак · a2 білий пішак · b2 білий пішак · f2 білий пішак · g2 білий пішак · h2 білий пішак | a7 чорний пішак · b7 чорний пішак · f7 чорний пішак · g7 чорний пішак · h7 чорний пішак · e6 чорний пішак · d4 білий пішак · a2 білий пішак · b2 білий пішак · f2 білий пішак · g2 білий пішак · h2 білий пішак | a7 чорний пішак · b7 чорний пішак · f7 чорний пішак · g7 чорний пішак · h7 чорний пішак · e6 чорний пішак · d4 білий пішак · a2 білий пішак · b2 білий пішак · f2 білий пішак · g2 білий пішак · h2 білий пішак | a7 чорний пішак · b7 чорний пішак · f7 чорний пішак · g7 чорний пішак · h7 чорний пішак · e6 чорний пішак · d4 білий пішак · a2 білий пішак · b2 білий пішак · f2 білий пішак · g2 білий пішак · h2 білий пішак | 8 |
| 7 | a7 чорний пішак · b7 чорний пішак · f7 чорний пішак · g7 чорний пішак · h7 чорний пішак · e6 чорний пішак · d4 білий пішак · a2 білий пішак · b2 білий пішак · f2 білий пішак · g2 білий пішак · h2 білий пішак | a7 чорний пішак · b7 чорний пішак · f7 чорний пішак · g7 чорний пішак · h7 чорний пішак · e6 чорний пішак · d4 білий пішак · a2 білий пішак · b2 білий пішак · f2 білий пішак · g2 білий пішак · h2 білий пішак | a7 чорний пішак · b7 чорний пішак · f7 чорний пішак · g7 чорний пішак · h7 чорний пішак · e6 чорний пішак · d4 білий пішак · a2 білий пішак · b2 білий пішак · f2 білий пішак · g2 білий пішак · h2 білий пішак | a7 чорний пішак · b7 чорний пішак · f7 чорний пішак · g7 чорний пішак · h7 чорний пішак · e6 чорний пішак · d4 білий пішак · a2 білий пішак · b2 білий пішак · f2 білий пішак · g2 білий пішак · h2 білий пішак | a7 чорний пішак · b7 чорний пішак · f7 чорний пішак · g7 чорний пішак · h7 чорний пішак · e6 чорний пішак · d4 білий пішак · a2 білий пішак · b2 білий пішак · f2 білий пішак · g2 білий пішак · h2 білий пішак | a7 чорний пішак · b7 чорний пішак · f7 чорний пішак · g7 чорний пішак · h7 чорний пішак · e6 чорний пішак · d4 білий пішак · a2 білий пішак · b2 білий пішак · f2 білий пішак · g2 білий пішак · h2 білий пішак | a7 чорний пішак · b7 чорний пішак · f7 чорний пішак · g7 чорний пішак · h7 чорний пішак · e6 чорний пішак · d4 білий пішак · a2 білий пішак · b2 білий пішак · f2 білий пішак · g2 білий пішак · h2 білий пішак | a7 чорний пішак · b7 чорний пішак · f7 чорний пішак · g7 чорний пішак · h7 чорний пішак · e6 чорний пішак · d4 білий пішак · a2 білий пішак · b2 білий пішак · f2 білий пішак · g2 білий пішак · h2 білий пішак | 7 |
| 6 | a7 чорний пішак · b7 чорний пішак · f7 чорний пішак · g7 чорний пішак · h7 чорний пішак · e6 чорний пішак · d4 білий пішак · a2 білий пішак · b2 білий пішак · f2 білий пішак · g2 білий пішак · h2 білий пішак | a7 чорний пішак · b7 чорний пішак · f7 чорний пішак · g7 чорний пішак · h7 чорний пішак · e6 чорний пішак · d4 білий пішак · a2 білий пішак · b2 білий пішак · f2 білий пішак · g2 білий пішак · h2 білий пішак | a7 чорний пішак · b7 чорний пішак · f7 чорний пішак · g7 чорний пішак · h7 чорний пішак · e6 чорний пішак · d4 білий пішак · a2 білий пішак · b2 білий пішак · f2 білий пішак · g2 білий пішак · h2 білий пішак | a7 чорний пішак · b7 чорний пішак · f7 чорний пішак · g7 чорний пішак · h7 чорний пішак · e6 чорний пішак · d4 білий пішак · a2 білий пішак · b2 білий пішак · f2 білий пішак · g2 білий пішак · h2 білий пішак | a7 чорний пішак · b7 чорний пішак · f7 чорний пішак · g7 чорний пішак · h7 чорний пішак · e6 чорний пішак · d4 білий пішак · a2 білий пішак · b2 білий пішак · f2 білий пішак · g2 білий пішак · h2 білий пішак | a7 чорний пішак · b7 чорний пішак · f7 чорний пішак · g7 чорний пішак · h7 чорний пішак · e6 чорний пішак · d4 білий пішак · a2 білий пішак · b2 білий пішак · f2 білий пішак · g2 білий пішак · h2 білий пішак | a7 чорний пішак · b7 чорний пішак · f7 чорний пішак · g7 чорний пішак · h7 чорний пішак · e6 чорний пішак · d4 білий пішак · a2 білий пішак · b2 білий пішак · f2 білий пішак · g2 білий пішак · h2 білий пішак | a7 чорний пішак · b7 чорний пішак · f7 чорний пішак · g7 чорний пішак · h7 чорний пішак · e6 чорний пішак · d4 білий пішак · a2 білий пішак · b2 білий пішак · f2 білий пішак · g2 білий пішак · h2 білий пішак | 6 |
| 5 | a7 чорний пішак · b7 чорний пішак · f7 чорний пішак · g7 чорний пішак · h7 чорний пішак · e6 чорний пішак · d4 білий пішак · a2 білий пішак · b2 білий пішак · f2 білий пішак · g2 білий пішак · h2 білий пішак | a7 чорний пішак · b7 чорний пішак · f7 чорний пішак · g7 чорний пішак · h7 чорний пішак · e6 чорний пішак · d4 білий пішак · a2 білий пішак · b2 білий пішак · f2 білий пішак · g2 білий пішак · h2 білий пішак | a7 чорний пішак · b7 чорний пішак · f7 чорний пішак · g7 чорний пішак · h7 чорний пішак · e6 чорний пішак · d4 білий пішак · a2 білий пішак · b2 білий пішак · f2 білий пішак · g2 білий пішак · h2 білий пішак | a7 чорний пішак · b7 чорний пішак · f7 чорний пішак · g7 чорний пішак · h7 чорний пішак · e6 чорний пішак · d4 білий пішак · a2 білий пішак · b2 білий пішак · f2 білий пішак · g2 білий пішак · h2 білий пішак | a7 чорний пішак · b7 чорний пішак · f7 чорний пішак · g7 чорний пішак · h7 чорний пішак · e6 чорний пішак · d4 білий пішак · a2 білий пішак · b2 білий пішак · f2 білий пішак · g2 білий пішак · h2 білий пішак | a7 чорний пішак · b7 чорний пішак · f7 чорний пішак · g7 чорний пішак · h7 чорний пішак · e6 чорний пішак · d4 білий пішак · a2 білий пішак · b2 білий пішак · f2 білий пішак · g2 білий пішак · h2 білий пішак | a7 чорний пішак · b7 чорний пішак · f7 чорний пішак · g7 чорний пішак · h7 чорний пішак · e6 чорний пішак · d4 білий пішак · a2 білий пішак · b2 білий пішак · f2 білий пішак · g2 білий пішак · h2 білий пішак | a7 чорний пішак · b7 чорний пішак · f7 чорний пішак · g7 чорний пішак · h7 чорний пішак · e6 чорний пішак · d4 білий пішак · a2 білий пішак · b2 білий пішак · f2 білий пішак · g2 білий пішак · h2 білий пішак | 5 |
| 4 | a7 чорний пішак · b7 чорний пішак · f7 чорний пішак · g7 чорний пішак · h7 чорний пішак · e6 чорний пішак · d4 білий пішак · a2 білий пішак · b2 білий пішак · f2 білий пішак · g2 білий пішак · h2 білий пішак | a7 чорний пішак · b7 чорний пішак · f7 чорний пішак · g7 чорний пішак · h7 чорний пішак · e6 чорний пішак · d4 білий пішак · a2 білий пішак · b2 білий пішак · f2 білий пішак · g2 білий пішак · h2 білий пішак | a7 чорний пішак · b7 чорний пішак · f7 чорний пішак · g7 чорний пішак · h7 чорний пішак · e6 чорний пішак · d4 білий пішак · a2 білий пішак · b2 білий пішак · f2 білий пішак · g2 білий пішак · h2 білий пішак | a7 чорний пішак · b7 чорний пішак · f7 чорний пішак · g7 чорний пішак · h7 чорний пішак · e6 чорний пішак · d4 білий пішак · a2 білий пішак · b2 білий пішак · f2 білий пішак · g2 білий пішак · h2 білий пішак | a7 чорний пішак · b7 чорний пішак · f7 чорний пішак · g7 чорний пішак · h7 чорний пішак · e6 чорний пішак · d4 білий пішак · a2 білий пішак · b2 білий пішак · f2 білий пішак · g2 білий пішак · h2 білий пішак | a7 чорний пішак · b7 чорний пішак · f7 чорний пішак · g7 чорний пішак · h7 чорний пішак · e6 чорний пішак · d4 білий пішак · a2 білий пішак · b2 білий пішак · f2 білий пішак · g2 білий пішак · h2 білий пішак | a7 чорний пішак · b7 чорний пішак · f7 чорний пішак · g7 чорний пішак · h7 чорний пішак · e6 чорний пішак · d4 білий пішак · a2 білий пішак · b2 білий пішак · f2 білий пішак · g2 білий пішак · h2 білий пішак | a7 чорний пішак · b7 чорний пішак · f7 чорний пішак · g7 чорний пішак · h7 чорний пішак · e6 чорний пішак · d4 білий пішак · a2 білий пішак · b2 білий пішак · f2 білий пішак · g2 білий пішак · h2 білий пішак | 4 |
| 3 | a7 чорний пішак · b7 чорний пішак · f7 чорний пішак · g7 чорний пішак · h7 чорний пішак · e6 чорний пішак · d4 білий пішак · a2 білий пішак · b2 білий пішак · f2 білий пішак · g2 білий пішак · h2 білий пішак | a7 чорний пішак · b7 чорний пішак · f7 чорний пішак · g7 чорний пішак · h7 чорний пішак · e6 чорний пішак · d4 білий пішак · a2 білий пішак · b2 білий пішак · f2 білий пішак · g2 білий пішак · h2 білий пішак | a7 чорний пішак · b7 чорний пішак · f7 чорний пішак · g7 чорний пішак · h7 чорний пішак · e6 чорний пішак · d4 білий пішак · a2 білий пішак · b2 білий пішак · f2 білий пішак · g2 білий пішак · h2 білий пішак | a7 чорний пішак · b7 чорний пішак · f7 чорний пішак · g7 чорний пішак · h7 чорний пішак · e6 чорний пішак · d4 білий пішак · a2 білий пішак · b2 білий пішак · f2 білий пішак · g2 білий пішак · h2 білий пішак | a7 чорний пішак · b7 чорний пішак · f7 чорний пішак · g7 чорний пішак · h7 чорний пішак · e6 чорний пішак · d4 білий пішак · a2 білий пішак · b2 білий пішак · f2 білий пішак · g2 білий пішак · h2 білий пішак | a7 чорний пішак · b7 чорний пішак · f7 чорний пішак · g7 чорний пішак · h7 чорний пішак · e6 чорний пішак · d4 білий пішак · a2 білий пішак · b2 білий пішак · f2 білий пішак · g2 білий пішак · h2 білий пішак | a7 чорний пішак · b7 чорний пішак · f7 чорний пішак · g7 чорний пішак · h7 чорний пішак · e6 чорний пішак · d4 білий пішак · a2 білий пішак · b2 білий пішак · f2 білий пішак · g2 білий пішак · h2 білий пішак | a7 чорний пішак · b7 чорний пішак · f7 чорний пішак · g7 чорний пішак · h7 чорний пішак · e6 чорний пішак · d4 білий пішак · a2 білий пішак · b2 білий пішак · f2 білий пішак · g2 білий пішак · h2 білий пішак | 3 |
| 2 | a7 чорний пішак · b7 чорний пішак · f7 чорний пішак · g7 чорний пішак · h7 чорний пішак · e6 чорний пішак · d4 білий пішак · a2 білий пішак · b2 білий пішак · f2 білий пішак · g2 білий пішак · h2 білий пішак | a7 чорний пішак · b7 чорний пішак · f7 чорний пішак · g7 чорний пішак · h7 чорний пішак · e6 чорний пішак · d4 білий пішак · a2 білий пішак · b2 білий пішак · f2 білий пішак · g2 білий пішак · h2 білий пішак | a7 чорний пішак · b7 чорний пішак · f7 чорний пішак · g7 чорний пішак · h7 чорний пішак · e6 чорний пішак · d4 білий пішак · a2 білий пішак · b2 білий пішак · f2 білий пішак · g2 білий пішак · h2 білий пішак | a7 чорний пішак · b7 чорний пішак · f7 чорний пішак · g7 чорний пішак · h7 чорний пішак · e6 чорний пішак · d4 білий пішак · a2 білий пішак · b2 білий пішак · f2 білий пішак · g2 білий пішак · h2 білий пішак | a7 чорний пішак · b7 чорний пішак · f7 чорний пішак · g7 чорний пішак · h7 чорний пішак · e6 чорний пішак · d4 білий пішак · a2 білий пішак · b2 білий пішак · f2 білий пішак · g2 білий пішак · h2 білий пішак | a7 чорний пішак · b7 чорний пішак · f7 чорний пішак · g7 чорний пішак · h7 чорний пішак · e6 чорний пішак · d4 білий пішак · a2 білий пішак · b2 білий пішак · f2 білий пішак · g2 білий пішак · h2 білий пішак | a7 чорний пішак · b7 чорний пішак · f7 чорний пішак · g7 чорний пішак · h7 чорний пішак · e6 чорний пішак · d4 білий пішак · a2 білий пішак · b2 білий пішак · f2 білий пішак · g2 білий пішак · h2 білий пішак | a7 чорний пішак · b7 чорний пішак · f7 чорний пішак · g7 чорний пішак · h7 чорний пішак · e6 чорний пішак · d4 білий пішак · a2 білий пішак · b2 білий пішак · f2 білий пішак · g2 білий пішак · h2 білий пішак | 2 |
| 1 | a7 чорний пішак · b7 чорний пішак · f7 чорний пішак · g7 чорний пішак · h7 чорний пішак · e6 чорний пішак · d4 білий пішак · a2 білий пішак · b2 білий пішак · f2 білий пішак · g2 білий пішак · h2 білий пішак | a7 чорний пішак · b7 чорний пішак · f7 чорний пішак · g7 чорний пішак · h7 чорний пішак · e6 чорний пішак · d4 білий пішак · a2 білий пішак · b2 білий пішак · f2 білий пішак · g2 білий пішак · h2 білий пішак | a7 чорний пішак · b7 чорний пішак · f7 чорний пішак · g7 чорний пішак · h7 чорний пішак · e6 чорний пішак · d4 білий пішак · a2 білий пішак · b2 білий пішак · f2 білий пішак · g2 білий пішак · h2 білий пішак | a7 чорний пішак · b7 чорний пішак · f7 чорний пішак · g7 чорний пішак · h7 чорний пішак · e6 чорний пішак · d4 білий пішак · a2 білий пішак · b2 білий пішак · f2 білий пішак · g2 білий пішак · h2 білий пішак | a7 чорний пішак · b7 чорний пішак · f7 чорний пішак · g7 чорний пішак · h7 чорний пішак · e6 чорний пішак · d4 білий пішак · a2 білий пішак · b2 білий пішак · f2 білий пішак · g2 білий пішак · h2 білий пішак | a7 чорний пішак · b7 чорний пішак · f7 чорний пішак · g7 чорний пішак · h7 чорний пішак · e6 чорний пішак · d4 білий пішак · a2 білий пішак · b2 білий пішак · f2 білий пішак · g2 білий пішак · h2 білий пішак | a7 чорний пішак · b7 чорний пішак · f7 чорний пішак · g7 чорний пішак · h7 чорний пішак · e6 чорний пішак · d4 білий пішак · a2 білий пішак · b2 білий пішак · f2 білий пішак · g2 білий пішак · h2 білий пішак | a7 чорний пішак · b7 чорний пішак · f7 чорний пішак · g7 чорний пішак · h7 чорний пішак · e6 чорний пішак · d4 білий пішак · a2 білий пішак · b2 білий пішак · f2 білий пішак · g2 білий пішак · h2 білий пішак | 1 |
|   | a | b | c | d | e | f | g | h |   |

### Ферзевий гамбіт -ізолятор
Дебюти: Перш за все: ферзевий гамбіт. Інші: французький захист.
Характер: відкрита гра.
Теми для білих: прорив d4-d5, жертва ізолятора, форпост на е5, атака на королівському фланзі.
Теми для чорних: блокада ізолятора, розмін фігур для сприятливого ендшпілю.
|   | a | b | c | d | e | f | g | h |   |
| 8 | c8 чорна тура · d8 чорний ферзь · e8 чорний король · f8 чорний слон · h8 чорна тура · a7 чорний пішак · b7 чорний пішак · f7 чорний пішак · g7 чорний пішак · c6 чорний кінь · e6 чорний слон · f6 чорний кінь · h6 чорний пішак · d5 чорний пішак · d4 чорний пішак · b3 білий пішак · c3 білий кінь · f3 білий кінь · g3 білий пішак · a2 білий пішак · b2 білий слон · e2 білий пішак · f2 білий пішак · g2 білий слон · h2 білий пішак · a1 біла тура · d1 білий ферзь · f1 біла тура · g1 білий король | c8 чорна тура · d8 чорний ферзь · e8 чорний король · f8 чорний слон · h8 чорна тура · a7 чорний пішак · b7 чорний пішак · f7 чорний пішак · g7 чорний пішак · c6 чорний кінь · e6 чорний слон · f6 чорний кінь · h6 чорний пішак · d5 чорний пішак · d4 чорний пішак · b3 білий пішак · c3 білий кінь · f3 білий кінь · g3 білий пішак · a2 білий пішак · b2 білий слон · e2 білий пішак · f2 білий пішак · g2 білий слон · h2 білий пішак · a1 біла тура · d1 білий ферзь · f1 біла тура · g1 білий король | c8 чорна тура · d8 чорний ферзь · e8 чорний король · f8 чорний слон · h8 чорна тура · a7 чорний пішак · b7 чорний пішак · f7 чорний пішак · g7 чорний пішак · c6 чорний кінь · e6 чорний слон · f6 чорний кінь · h6 чорний пішак · d5 чорний пішак · d4 чорний пішак · b3 білий пішак · c3 білий кінь · f3 білий кінь · g3 білий пішак · a2 білий пішак · b2 білий слон · e2 білий пішак · f2 білий пішак · g2 білий слон · h2 білий пішак · a1 біла тура · d1 білий ферзь · f1 біла тура · g1 білий король | c8 чорна тура · d8 чорний ферзь · e8 чорний король · f8 чорний слон · h8 чорна тура · a7 чорний пішак · b7 чорний пішак · f7 чорний пішак · g7 чорний пішак · c6 чорний кінь · e6 чорний слон · f6 чорний кінь · h6 чорний пішак · d5 чорний пішак · d4 чорний пішак · b3 білий пішак · c3 білий кінь · f3 білий кінь · g3 білий пішак · a2 білий пішак · b2 білий слон · e2 білий пішак · f2 білий пішак · g2 білий слон · h2 білий пішак · a1 біла тура · d1 білий ферзь · f1 біла тура · g1 білий король | c8 чорна тура · d8 чорний ферзь · e8 чорний король · f8 чорний слон · h8 чорна тура · a7 чорний пішак · b7 чорний пішак · f7 чорний пішак · g7 чорний пішак · c6 чорний кінь · e6 чорний слон · f6 чорний кінь · h6 чорний пішак · d5 чорний пішак · d4 чорний пішак · b3 білий пішак · c3 білий кінь · f3 білий кінь · g3 білий пішак · a2 білий пішак · b2 білий слон · e2 білий пішак · f2 білий пішак · g2 білий слон · h2 білий пішак · a1 біла тура · d1 білий ферзь · f1 біла тура · g1 білий король | c8 чорна тура · d8 чорний ферзь · e8 чорний король · f8 чорний слон · h8 чорна тура · a7 чорний пішак · b7 чорний пішак · f7 чорний пішак · g7 чорний пішак · c6 чорний кінь · e6 чорний слон · f6 чорний кінь · h6 чорний пішак · d5 чорний пішак · d4 чорний пішак · b3 білий пішак · c3 білий кінь · f3 білий кінь · g3 білий пішак · a2 білий пішак · b2 білий слон · e2 білий пішак · f2 білий пішак · g2 білий слон · h2 білий пішак · a1 біла тура · d1 білий ферзь · f1 біла тура · g1 білий король | c8 чорна тура · d8 чорний ферзь · e8 чорний король · f8 чорний слон · h8 чорна тура · a7 чорний пішак · b7 чорний пішак · f7 чорний пішак · g7 чорний пішак · c6 чорний кінь · e6 чорний слон · f6 чорний кінь · h6 чорний пішак · d5 чорний пішак · d4 чорний пішак · b3 білий пішак · c3 білий кінь · f3 білий кінь · g3 білий пішак · a2 білий пішак · b2 білий слон · e2 білий пішак · f2 білий пішак · g2 білий слон · h2 білий пішак · a1 біла тура · d1 білий ферзь · f1 біла тура · g1 білий король | c8 чорна тура · d8 чорний ферзь · e8 чорний король · f8 чорний слон · h8 чорна тура · a7 чорний пішак · b7 чорний пішак · f7 чорний пішак · g7 чорний пішак · c6 чорний кінь · e6 чорний слон · f6 чорний кінь · h6 чорний пішак · d5 чорний пішак · d4 чорний пішак · b3 білий пішак · c3 білий кінь · f3 білий кінь · g3 білий пішак · a2 білий пішак · b2 білий слон · e2 білий пішак · f2 білий пішак · g2 білий слон · h2 білий пішак · a1 біла тура · d1 білий ферзь · f1 біла тура · g1 білий король | 8 |
| 7 | c8 чорна тура · d8 чорний ферзь · e8 чорний король · f8 чорний слон · h8 чорна тура · a7 чорний пішак · b7 чорний пішак · f7 чорний пішак · g7 чорний пішак · c6 чорний кінь · e6 чорний слон · f6 чорний кінь · h6 чорний пішак · d5 чорний пішак · d4 чорний пішак · b3 білий пішак · c3 білий кінь · f3 білий кінь · g3 білий пішак · a2 білий пішак · b2 білий слон · e2 білий пішак · f2 білий пішак · g2 білий слон · h2 білий пішак · a1 біла тура · d1 білий ферзь · f1 біла тура · g1 білий король | c8 чорна тура · d8 чорний ферзь · e8 чорний король · f8 чорний слон · h8 чорна тура · a7 чорний пішак · b7 чорний пішак · f7 чорний пішак · g7 чорний пішак · c6 чорний кінь · e6 чорний слон · f6 чорний кінь · h6 чорний пішак · d5 чорний пішак · d4 чорний пішак · b3 білий пішак · c3 білий кінь · f3 білий кінь · g3 білий пішак · a2 білий пішак · b2 білий слон · e2 білий пішак · f2 білий пішак · g2 білий слон · h2 білий пішак · a1 біла тура · d1 білий ферзь · f1 біла тура · g1 білий король | c8 чорна тура · d8 чорний ферзь · e8 чорний король · f8 чорний слон · h8 чорна тура · a7 чорний пішак · b7 чорний пішак · f7 чорний пішак · g7 чорний пішак · c6 чорний кінь · e6 чорний слон · f6 чорний кінь · h6 чорний пішак · d5 чорний пішак · d4 чорний пішак · b3 білий пішак · c3 білий кінь · f3 білий кінь · g3 білий пішак · a2 білий пішак · b2 білий слон · e2 білий пішак · f2 білий пішак · g2 білий слон · h2 білий пішак · a1 біла тура · d1 білий ферзь · f1 біла тура · g1 білий король | c8 чорна тура · d8 чорний ферзь · e8 чорний король · f8 чорний слон · h8 чорна тура · a7 чорний пішак · b7 чорний пішак · f7 чорний пішак · g7 чорний пішак · c6 чорний кінь · e6 чорний слон · f6 чорний кінь · h6 чорний пішак · d5 чорний пішак · d4 чорний пішак · b3 білий пішак · c3 білий кінь · f3 білий кінь · g3 білий пішак · a2 білий пішак · b2 білий слон · e2 білий пішак · f2 білий пішак · g2 білий слон · h2 білий пішак · a1 біла тура · d1 білий ферзь · f1 біла тура · g1 білий король | c8 чорна тура · d8 чорний ферзь · e8 чорний король · f8 чорний слон · h8 чорна тура · a7 чорний пішак · b7 чорний пішак · f7 чорний пішак · g7 чорний пішак · c6 чорний кінь · e6 чорний слон · f6 чорний кінь · h6 чорний пішак · d5 чорний пішак · d4 чорний пішак · b3 білий пішак · c3 білий кінь · f3 білий кінь · g3 білий пішак · a2 білий пішак · b2 білий слон · e2 білий пішак · f2 білий пішак · g2 білий слон · h2 білий пішак · a1 біла тура · d1 білий ферзь · f1 біла тура · g1 білий король | c8 чорна тура · d8 чорний ферзь · e8 чорний король · f8 чорний слон · h8 чорна тура · a7 чорний пішак · b7 чорний пішак · f7 чорний пішак · g7 чорний пішак · c6 чорний кінь · e6 чорний слон · f6 чорний кінь · h6 чорний пішак · d5 чорний пішак · d4 чорний пішак · b3 білий пішак · c3 білий кінь · f3 білий кінь · g3 білий пішак · a2 білий пішак · b2 білий слон · e2 білий пішак · f2 білий пішак · g2 білий слон · h2 білий пішак · a1 біла тура · d1 білий ферзь · f1 біла тура · g1 білий король | c8 чорна тура · d8 чорний ферзь · e8 чорний король · f8 чорний слон · h8 чорна тура · a7 чорний пішак · b7 чорний пішак · f7 чорний пішак · g7 чорний пішак · c6 чорний кінь · e6 чорний слон · f6 чорний кінь · h6 чорний пішак · d5 чорний пішак · d4 чорний пішак · b3 білий пішак · c3 білий кінь · f3 білий кінь · g3 білий пішак · a2 білий пішак · b2 білий слон · e2 білий пішак · f2 білий пішак · g2 білий слон · h2 білий пішак · a1 біла тура · d1 білий ферзь · f1 біла тура · g1 білий король | c8 чорна тура · d8 чорний ферзь · e8 чорний король · f8 чорний слон · h8 чорна тура · a7 чорний пішак · b7 чорний пішак · f7 чорний пішак · g7 чорний пішак · c6 чорний кінь · e6 чорний слон · f6 чорний кінь · h6 чорний пішак · d5 чорний пішак · d4 чорний пішак · b3 білий пішак · c3 білий кінь · f3 білий кінь · g3 білий пішак · a2 білий пішак · b2 білий слон · e2 білий пішак · f2 білий пішак · g2 білий слон · h2 білий пішак · a1 біла тура · d1 білий ферзь · f1 біла тура · g1 білий король | 7 |
| 6 | c8 чорна тура · d8 чорний ферзь · e8 чорний король · f8 чорний слон · h8 чорна тура · a7 чорний пішак · b7 чорний пішак · f7 чорний пішак · g7 чорний пішак · c6 чорний кінь · e6 чорний слон · f6 чорний кінь · h6 чорний пішак · d5 чорний пішак · d4 чорний пішак · b3 білий пішак · c3 білий кінь · f3 білий кінь · g3 білий пішак · a2 білий пішак · b2 білий слон · e2 білий пішак · f2 білий пішак · g2 білий слон · h2 білий пішак · a1 біла тура · d1 білий ферзь · f1 біла тура · g1 білий король | c8 чорна тура · d8 чорний ферзь · e8 чорний король · f8 чорний слон · h8 чорна тура · a7 чорний пішак · b7 чорний пішак · f7 чорний пішак · g7 чорний пішак · c6 чорний кінь · e6 чорний слон · f6 чорний кінь · h6 чорний пішак · d5 чорний пішак · d4 чорний пішак · b3 білий пішак · c3 білий кінь · f3 білий кінь · g3 білий пішак · a2 білий пішак · b2 білий слон · e2 білий пішак · f2 білий пішак · g2 білий слон · h2 білий пішак · a1 біла тура · d1 білий ферзь · f1 біла тура · g1 білий король | c8 чорна тура · d8 чорний ферзь · e8 чорний король · f8 чорний слон · h8 чорна тура · a7 чорний пішак · b7 чорний пішак · f7 чорний пішак · g7 чорний пішак · c6 чорний кінь · e6 чорний слон · f6 чорний кінь · h6 чорний пішак · d5 чорний пішак · d4 чорний пішак · b3 білий пішак · c3 білий кінь · f3 білий кінь · g3 білий пішак · a2 білий пішак · b2 білий слон · e2 білий пішак · f2 білий пішак · g2 білий слон · h2 білий пішак · a1 біла тура · d1 білий ферзь · f1 біла тура · g1 білий король | c8 чорна тура · d8 чорний ферзь · e8 чорний король · f8 чорний слон · h8 чорна тура · a7 чорний пішак · b7 чорний пішак · f7 чорний пішак · g7 чорний пішак · c6 чорний кінь · e6 чорний слон · f6 чорний кінь · h6 чорний пішак · d5 чорний пішак · d4 чорний пішак · b3 білий пішак · c3 білий кінь · f3 білий кінь · g3 білий пішак · a2 білий пішак · b2 білий слон · e2 білий пішак · f2 білий пішак · g2 білий слон · h2 білий пішак · a1 біла тура · d1 білий ферзь · f1 біла тура · g1 білий король | c8 чорна тура · d8 чорний ферзь · e8 чорний король · f8 чорний слон · h8 чорна тура · a7 чорний пішак · b7 чорний пішак · f7 чорний пішак · g7 чорний пішак · c6 чорний кінь · e6 чорний слон · f6 чорний кінь · h6 чорний пішак · d5 чорний пішак · d4 чорний пішак · b3 білий пішак · c3 білий кінь · f3 білий кінь · g3 білий пішак · a2 білий пішак · b2 білий слон · e2 білий пішак · f2 білий пішак · g2 білий слон · h2 білий пішак · a1 біла тура · d1 білий ферзь · f1 біла тура · g1 білий король | c8 чорна тура · d8 чорний ферзь · e8 чорний король · f8 чорний слон · h8 чорна тура · a7 чорний пішак · b7 чорний пішак · f7 чорний пішак · g7 чорний пішак · c6 чорний кінь · e6 чорний слон · f6 чорний кінь · h6 чорний пішак · d5 чорний пішак · d4 чорний пішак · b3 білий пішак · c3 білий кінь · f3 білий кінь · g3 білий пішак · a2 білий пішак · b2 білий слон · e2 білий пішак · f2 білий пішак · g2 білий слон · h2 білий пішак · a1 біла тура · d1 білий ферзь · f1 біла тура · g1 білий король | c8 чорна тура · d8 чорний ферзь · e8 чорний король · f8 чорний слон · h8 чорна тура · a7 чорний пішак · b7 чорний пішак · f7 чорний пішак · g7 чорний пішак · c6 чорний кінь · e6 чорний слон · f6 чорний кінь · h6 чорний пішак · d5 чорний пішак · d4 чорний пішак · b3 білий пішак · c3 білий кінь · f3 білий кінь · g3 білий пішак · a2 білий пішак · b2 білий слон · e2 білий пішак · f2 білий пішак · g2 білий слон · h2 білий пішак · a1 біла тура · d1 білий ферзь · f1 біла тура · g1 білий король | c8 чорна тура · d8 чорний ферзь · e8 чорний король · f8 чорний слон · h8 чорна тура · a7 чорний пішак · b7 чорний пішак · f7 чорний пішак · g7 чорний пішак · c6 чорний кінь · e6 чорний слон · f6 чорний кінь · h6 чорний пішак · d5 чорний пішак · d4 чорний пішак · b3 білий пішак · c3 білий кінь · f3 білий кінь · g3 білий пішак · a2 білий пішак · b2 білий слон · e2 білий пішак · f2 білий пішак · g2 білий слон · h2 білий пішак · a1 біла тура · d1 білий ферзь · f1 біла тура · g1 білий король | 6 |
| 5 | c8 чорна тура · d8 чорний ферзь · e8 чорний король · f8 чорний слон · h8 чорна тура · a7 чорний пішак · b7 чорний пішак · f7 чорний пішак · g7 чорний пішак · c6 чорний кінь · e6 чорний слон · f6 чорний кінь · h6 чорний пішак · d5 чорний пішак · d4 чорний пішак · b3 білий пішак · c3 білий кінь · f3 білий кінь · g3 білий пішак · a2 білий пішак · b2 білий слон · e2 білий пішак · f2 білий пішак · g2 білий слон · h2 білий пішак · a1 біла тура · d1 білий ферзь · f1 біла тура · g1 білий король | c8 чорна тура · d8 чорний ферзь · e8 чорний король · f8 чорний слон · h8 чорна тура · a7 чорний пішак · b7 чорний пішак · f7 чорний пішак · g7 чорний пішак · c6 чорний кінь · e6 чорний слон · f6 чорний кінь · h6 чорний пішак · d5 чорний пішак · d4 чорний пішак · b3 білий пішак · c3 білий кінь · f3 білий кінь · g3 білий пішак · a2 білий пішак · b2 білий слон · e2 білий пішак · f2 білий пішак · g2 білий слон · h2 білий пішак · a1 біла тура · d1 білий ферзь · f1 біла тура · g1 білий король | c8 чорна тура · d8 чорний ферзь · e8 чорний король · f8 чорний слон · h8 чорна тура · a7 чорний пішак · b7 чорний пішак · f7 чорний пішак · g7 чорний пішак · c6 чорний кінь · e6 чорний слон · f6 чорний кінь · h6 чорний пішак · d5 чорний пішак · d4 чорний пішак · b3 білий пішак · c3 білий кінь · f3 білий кінь · g3 білий пішак · a2 білий пішак · b2 білий слон · e2 білий пішак · f2 білий пішак · g2 білий слон · h2 білий пішак · a1 біла тура · d1 білий ферзь · f1 біла тура · g1 білий король | c8 чорна тура · d8 чорний ферзь · e8 чорний король · f8 чорний слон · h8 чорна тура · a7 чорний пішак · b7 чорний пішак · f7 чорний пішак · g7 чорний пішак · c6 чорний кінь · e6 чорний слон · f6 чорний кінь · h6 чорний пішак · d5 чорний пішак · d4 чорний пішак · b3 білий пішак · c3 білий кінь · f3 білий кінь · g3 білий пішак · a2 білий пішак · b2 білий слон · e2 білий пішак · f2 білий пішак · g2 білий слон · h2 білий пішак · a1 біла тура · d1 білий ферзь · f1 біла тура · g1 білий король | c8 чорна тура · d8 чорний ферзь · e8 чорний король · f8 чорний слон · h8 чорна тура · a7 чорний пішак · b7 чорний пішак · f7 чорний пішак · g7 чорний пішак · c6 чорний кінь · e6 чорний слон · f6 чорний кінь · h6 чорний пішак · d5 чорний пішак · d4 чорний пішак · b3 білий пішак · c3 білий кінь · f3 білий кінь · g3 білий пішак · a2 білий пішак · b2 білий слон · e2 білий пішак · f2 білий пішак · g2 білий слон · h2 білий пішак · a1 біла тура · d1 білий ферзь · f1 біла тура · g1 білий король | c8 чорна тура · d8 чорний ферзь · e8 чорний король · f8 чорний слон · h8 чорна тура · a7 чорний пішак · b7 чорний пішак · f7 чорний пішак · g7 чорний пішак · c6 чорний кінь · e6 чорний слон · f6 чорний кінь · h6 чорний пішак · d5 чорний пішак · d4 чорний пішак · b3 білий пішак · c3 білий кінь · f3 білий кінь · g3 білий пішак · a2 білий пішак · b2 білий слон · e2 білий пішак · f2 білий пішак · g2 білий слон · h2 білий пішак · a1 біла тура · d1 білий ферзь · f1 біла тура · g1 білий король | c8 чорна тура · d8 чорний ферзь · e8 чорний король · f8 чорний слон · h8 чорна тура · a7 чорний пішак · b7 чорний пішак · f7 чорний пішак · g7 чорний пішак · c6 чорний кінь · e6 чорний слон · f6 чорний кінь · h6 чорний пішак · d5 чорний пішак · d4 чорний пішак · b3 білий пішак · c3 білий кінь · f3 білий кінь · g3 білий пішак · a2 білий пішак · b2 білий слон · e2 білий пішак · f2 білий пішак · g2 білий слон · h2 білий пішак · a1 біла тура · d1 білий ферзь · f1 біла тура · g1 білий король | c8 чорна тура · d8 чорний ферзь · e8 чорний король · f8 чорний слон · h8 чорна тура · a7 чорний пішак · b7 чорний пішак · f7 чорний пішак · g7 чорний пішак · c6 чорний кінь · e6 чорний слон · f6 чорний кінь · h6 чорний пішак · d5 чорний пішак · d4 чорний пішак · b3 білий пішак · c3 білий кінь · f3 білий кінь · g3 білий пішак · a2 білий пішак · b2 білий слон · e2 білий пішак · f2 білий пішак · g2 білий слон · h2 білий пішак · a1 біла тура · d1 білий ферзь · f1 біла тура · g1 білий король | 5 |
| 4 | c8 чорна тура · d8 чорний ферзь · e8 чорний король · f8 чорний слон · h8 чорна тура · a7 чорний пішак · b7 чорний пішак · f7 чорний пішак · g7 чорний пішак · c6 чорний кінь · e6 чорний слон · f6 чорний кінь · h6 чорний пішак · d5 чорний пішак · d4 чорний пішак · b3 білий пішак · c3 білий кінь · f3 білий кінь · g3 білий пішак · a2 білий пішак · b2 білий слон · e2 білий пішак · f2 білий пішак · g2 білий слон · h2 білий пішак · a1 біла тура · d1 білий ферзь · f1 біла тура · g1 білий король | c8 чорна тура · d8 чорний ферзь · e8 чорний король · f8 чорний слон · h8 чорна тура · a7 чорний пішак · b7 чорний пішак · f7 чорний пішак · g7 чорний пішак · c6 чорний кінь · e6 чорний слон · f6 чорний кінь · h6 чорний пішак · d5 чорний пішак · d4 чорний пішак · b3 білий пішак · c3 білий кінь · f3 білий кінь · g3 білий пішак · a2 білий пішак · b2 білий слон · e2 білий пішак · f2 білий пішак · g2 білий слон · h2 білий пішак · a1 біла тура · d1 білий ферзь · f1 біла тура · g1 білий король | c8 чорна тура · d8 чорний ферзь · e8 чорний король · f8 чорний слон · h8 чорна тура · a7 чорний пішак · b7 чорний пішак · f7 чорний пішак · g7 чорний пішак · c6 чорний кінь · e6 чорний слон · f6 чорний кінь · h6 чорний пішак · d5 чорний пішак · d4 чорний пішак · b3 білий пішак · c3 білий кінь · f3 білий кінь · g3 білий пішак · a2 білий пішак · b2 білий слон · e2 білий пішак · f2 білий пішак · g2 білий слон · h2 білий пішак · a1 біла тура · d1 білий ферзь · f1 біла тура · g1 білий король | c8 чорна тура · d8 чорний ферзь · e8 чорний король · f8 чорний слон · h8 чорна тура · a7 чорний пішак · b7 чорний пішак · f7 чорний пішак · g7 чорний пішак · c6 чорний кінь · e6 чорний слон · f6 чорний кінь · h6 чорний пішак · d5 чорний пішак · d4 чорний пішак · b3 білий пішак · c3 білий кінь · f3 білий кінь · g3 білий пішак · a2 білий пішак · b2 білий слон · e2 білий пішак · f2 білий пішак · g2 білий слон · h2 білий пішак · a1 біла тура · d1 білий ферзь · f1 біла тура · g1 білий король | c8 чорна тура · d8 чорний ферзь · e8 чорний король · f8 чорний слон · h8 чорна тура · a7 чорний пішак · b7 чорний пішак · f7 чорний пішак · g7 чорний пішак · c6 чорний кінь · e6 чорний слон · f6 чорний кінь · h6 чорний пішак · d5 чорний пішак · d4 чорний пішак · b3 білий пішак · c3 білий кінь · f3 білий кінь · g3 білий пішак · a2 білий пішак · b2 білий слон · e2 білий пішак · f2 білий пішак · g2 білий слон · h2 білий пішак · a1 біла тура · d1 білий ферзь · f1 біла тура · g1 білий король | c8 чорна тура · d8 чорний ферзь · e8 чорний король · f8 чорний слон · h8 чорна тура · a7 чорний пішак · b7 чорний пішак · f7 чорний пішак · g7 чорний пішак · c6 чорний кінь · e6 чорний слон · f6 чорний кінь · h6 чорний пішак · d5 чорний пішак · d4 чорний пішак · b3 білий пішак · c3 білий кінь · f3 білий кінь · g3 білий пішак · a2 білий пішак · b2 білий слон · e2 білий пішак · f2 білий пішак · g2 білий слон · h2 білий пішак · a1 біла тура · d1 білий ферзь · f1 біла тура · g1 білий король | c8 чорна тура · d8 чорний ферзь · e8 чорний король · f8 чорний слон · h8 чорна тура · a7 чорний пішак · b7 чорний пішак · f7 чорний пішак · g7 чорний пішак · c6 чорний кінь · e6 чорний слон · f6 чорний кінь · h6 чорний пішак · d5 чорний пішак · d4 чорний пішак · b3 білий пішак · c3 білий кінь · f3 білий кінь · g3 білий пішак · a2 білий пішак · b2 білий слон · e2 білий пішак · f2 білий пішак · g2 білий слон · h2 білий пішак · a1 біла тура · d1 білий ферзь · f1 біла тура · g1 білий король | c8 чорна тура · d8 чорний ферзь · e8 чорний король · f8 чорний слон · h8 чорна тура · a7 чорний пішак · b7 чорний пішак · f7 чорний пішак · g7 чорний пішак · c6 чорний кінь · e6 чорний слон · f6 чорний кінь · h6 чорний пішак · d5 чорний пішак · d4 чорний пішак · b3 білий пішак · c3 білий кінь · f3 білий кінь · g3 білий пішак · a2 білий пішак · b2 білий слон · e2 білий пішак · f2 білий пішак · g2 білий слон · h2 білий пішак · a1 біла тура · d1 білий ферзь · f1 біла тура · g1 білий король | 4 |
| 3 | c8 чорна тура · d8 чорний ферзь · e8 чорний король · f8 чорний слон · h8 чорна тура · a7 чорний пішак · b7 чорний пішак · f7 чорний пішак · g7 чорний пішак · c6 чорний кінь · e6 чорний слон · f6 чорний кінь · h6 чорний пішак · d5 чорний пішак · d4 чорний пішак · b3 білий пішак · c3 білий кінь · f3 білий кінь · g3 білий пішак · a2 білий пішак · b2 білий слон · e2 білий пішак · f2 білий пішак · g2 білий слон · h2 білий пішак · a1 біла тура · d1 білий ферзь · f1 біла тура · g1 білий король | c8 чорна тура · d8 чорний ферзь · e8 чорний король · f8 чорний слон · h8 чорна тура · a7 чорний пішак · b7 чорний пішак · f7 чорний пішак · g7 чорний пішак · c6 чорний кінь · e6 чорний слон · f6 чорний кінь · h6 чорний пішак · d5 чорний пішак · d4 чорний пішак · b3 білий пішак · c3 білий кінь · f3 білий кінь · g3 білий пішак · a2 білий пішак · b2 білий слон · e2 білий пішак · f2 білий пішак · g2 білий слон · h2 білий пішак · a1 біла тура · d1 білий ферзь · f1 біла тура · g1 білий король | c8 чорна тура · d8 чорний ферзь · e8 чорний король · f8 чорний слон · h8 чорна тура · a7 чорний пішак · b7 чорний пішак · f7 чорний пішак · g7 чорний пішак · c6 чорний кінь · e6 чорний слон · f6 чорний кінь · h6 чорний пішак · d5 чорний пішак · d4 чорний пішак · b3 білий пішак · c3 білий кінь · f3 білий кінь · g3 білий пішак · a2 білий пішак · b2 білий слон · e2 білий пішак · f2 білий пішак · g2 білий слон · h2 білий пішак · a1 біла тура · d1 білий ферзь · f1 біла тура · g1 білий король | c8 чорна тура · d8 чорний ферзь · e8 чорний король · f8 чорний слон · h8 чорна тура · a7 чорний пішак · b7 чорний пішак · f7 чорний пішак · g7 чорний пішак · c6 чорний кінь · e6 чорний слон · f6 чорний кінь · h6 чорний пішак · d5 чорний пішак · d4 чорний пішак · b3 білий пішак · c3 білий кінь · f3 білий кінь · g3 білий пішак · a2 білий пішак · b2 білий слон · e2 білий пішак · f2 білий пішак · g2 білий слон · h2 білий пішак · a1 біла тура · d1 білий ферзь · f1 біла тура · g1 білий король | c8 чорна тура · d8 чорний ферзь · e8 чорний король · f8 чорний слон · h8 чорна тура · a7 чорний пішак · b7 чорний пішак · f7 чорний пішак · g7 чорний пішак · c6 чорний кінь · e6 чорний слон · f6 чорний кінь · h6 чорний пішак · d5 чорний пішак · d4 чорний пішак · b3 білий пішак · c3 білий кінь · f3 білий кінь · g3 білий пішак · a2 білий пішак · b2 білий слон · e2 білий пішак · f2 білий пішак · g2 білий слон · h2 білий пішак · a1 біла тура · d1 білий ферзь · f1 біла тура · g1 білий король | c8 чорна тура · d8 чорний ферзь · e8 чорний король · f8 чорний слон · h8 чорна тура · a7 чорний пішак · b7 чорний пішак · f7 чорний пішак · g7 чорний пішак · c6 чорний кінь · e6 чорний слон · f6 чорний кінь · h6 чорний пішак · d5 чорний пішак · d4 чорний пішак · b3 білий пішак · c3 білий кінь · f3 білий кінь · g3 білий пішак · a2 білий пішак · b2 білий слон · e2 білий пішак · f2 білий пішак · g2 білий слон · h2 білий пішак · a1 біла тура · d1 білий ферзь · f1 біла тура · g1 білий король | c8 чорна тура · d8 чорний ферзь · e8 чорний король · f8 чорний слон · h8 чорна тура · a7 чорний пішак · b7 чорний пішак · f7 чорний пішак · g7 чорний пішак · c6 чорний кінь · e6 чорний слон · f6 чорний кінь · h6 чорний пішак · d5 чорний пішак · d4 чорний пішак · b3 білий пішак · c3 білий кінь · f3 білий кінь · g3 білий пішак · a2 білий пішак · b2 білий слон · e2 білий пішак · f2 білий пішак · g2 білий слон · h2 білий пішак · a1 біла тура · d1 білий ферзь · f1 біла тура · g1 білий король | c8 чорна тура · d8 чорний ферзь · e8 чорний король · f8 чорний слон · h8 чорна тура · a7 чорний пішак · b7 чорний пішак · f7 чорний пішак · g7 чорний пішак · c6 чорний кінь · e6 чорний слон · f6 чорний кінь · h6 чорний пішак · d5 чорний пішак · d4 чорний пішак · b3 білий пішак · c3 білий кінь · f3 білий кінь · g3 білий пішак · a2 білий пішак · b2 білий слон · e2 білий пішак · f2 білий пішак · g2 білий слон · h2 білий пішак · a1 біла тура · d1 білий ферзь · f1 біла тура · g1 білий король | 3 |
| 2 | c8 чорна тура · d8 чорний ферзь · e8 чорний король · f8 чорний слон · h8 чорна тура · a7 чорний пішак · b7 чорний пішак · f7 чорний пішак · g7 чорний пішак · c6 чорний кінь · e6 чорний слон · f6 чорний кінь · h6 чорний пішак · d5 чорний пішак · d4 чорний пішак · b3 білий пішак · c3 білий кінь · f3 білий кінь · g3 білий пішак · a2 білий пішак · b2 білий слон · e2 білий пішак · f2 білий пішак · g2 білий слон · h2 білий пішак · a1 біла тура · d1 білий ферзь · f1 біла тура · g1 білий король | c8 чорна тура · d8 чорний ферзь · e8 чорний король · f8 чорний слон · h8 чорна тура · a7 чорний пішак · b7 чорний пішак · f7 чорний пішак · g7 чорний пішак · c6 чорний кінь · e6 чорний слон · f6 чорний кінь · h6 чорний пішак · d5 чорний пішак · d4 чорний пішак · b3 білий пішак · c3 білий кінь · f3 білий кінь · g3 білий пішак · a2 білий пішак · b2 білий слон · e2 білий пішак · f2 білий пішак · g2 білий слон · h2 білий пішак · a1 біла тура · d1 білий ферзь · f1 біла тура · g1 білий король | c8 чорна тура · d8 чорний ферзь · e8 чорний король · f8 чорний слон · h8 чорна тура · a7 чорний пішак · b7 чорний пішак · f7 чорний пішак · g7 чорний пішак · c6 чорний кінь · e6 чорний слон · f6 чорний кінь · h6 чорний пішак · d5 чорний пішак · d4 чорний пішак · b3 білий пішак · c3 білий кінь · f3 білий кінь · g3 білий пішак · a2 білий пішак · b2 білий слон · e2 білий пішак · f2 білий пішак · g2 білий слон · h2 білий пішак · a1 біла тура · d1 білий ферзь · f1 біла тура · g1 білий король | c8 чорна тура · d8 чорний ферзь · e8 чорний король · f8 чорний слон · h8 чорна тура · a7 чорний пішак · b7 чорний пішак · f7 чорний пішак · g7 чорний пішак · c6 чорний кінь · e6 чорний слон · f6 чорний кінь · h6 чорний пішак · d5 чорний пішак · d4 чорний пішак · b3 білий пішак · c3 білий кінь · f3 білий кінь · g3 білий пішак · a2 білий пішак · b2 білий слон · e2 білий пішак · f2 білий пішак · g2 білий слон · h2 білий пішак · a1 біла тура · d1 білий ферзь · f1 біла тура · g1 білий король | c8 чорна тура · d8 чорний ферзь · e8 чорний король · f8 чорний слон · h8 чорна тура · a7 чорний пішак · b7 чорний пішак · f7 чорний пішак · g7 чорний пішак · c6 чорний кінь · e6 чорний слон · f6 чорний кінь · h6 чорний пішак · d5 чорний пішак · d4 чорний пішак · b3 білий пішак · c3 білий кінь · f3 білий кінь · g3 білий пішак · a2 білий пішак · b2 білий слон · e2 білий пішак · f2 білий пішак · g2 білий слон · h2 білий пішак · a1 біла тура · d1 білий ферзь · f1 біла тура · g1 білий король | c8 чорна тура · d8 чорний ферзь · e8 чорний король · f8 чорний слон · h8 чорна тура · a7 чорний пішак · b7 чорний пішак · f7 чорний пішак · g7 чорний пішак · c6 чорний кінь · e6 чорний слон · f6 чорний кінь · h6 чорний пішак · d5 чорний пішак · d4 чорний пішак · b3 білий пішак · c3 білий кінь · f3 білий кінь · g3 білий пішак · a2 білий пішак · b2 білий слон · e2 білий пішак · f2 білий пішак · g2 білий слон · h2 білий пішак · a1 біла тура · d1 білий ферзь · f1 біла тура · g1 білий король | c8 чорна тура · d8 чорний ферзь · e8 чорний король · f8 чорний слон · h8 чорна тура · a7 чорний пішак · b7 чорний пішак · f7 чорний пішак · g7 чорний пішак · c6 чорний кінь · e6 чорний слон · f6 чорний кінь · h6 чорний пішак · d5 чорний пішак · d4 чорний пішак · b3 білий пішак · c3 білий кінь · f3 білий кінь · g3 білий пішак · a2 білий пішак · b2 білий слон · e2 білий пішак · f2 білий пішак · g2 білий слон · h2 білий пішак · a1 біла тура · d1 білий ферзь · f1 біла тура · g1 білий король | c8 чорна тура · d8 чорний ферзь · e8 чорний король · f8 чорний слон · h8 чорна тура · a7 чорний пішак · b7 чорний пішак · f7 чорний пішак · g7 чорний пішак · c6 чорний кінь · e6 чорний слон · f6 чорний кінь · h6 чорний пішак · d5 чорний пішак · d4 чорний пішак · b3 білий пішак · c3 білий кінь · f3 білий кінь · g3 білий пішак · a2 білий пішак · b2 білий слон · e2 білий пішак · f2 білий пішак · g2 білий слон · h2 білий пішак · a1 біла тура · d1 білий ферзь · f1 біла тура · g1 білий король | 2 |
| 1 | c8 чорна тура · d8 чорний ферзь · e8 чорний король · f8 чорний слон · h8 чорна тура · a7 чорний пішак · b7 чорний пішак · f7 чорний пішак · g7 чорний пішак · c6 чорний кінь · e6 чорний слон · f6 чорний кінь · h6 чорний пішак · d5 чорний пішак · d4 чорний пішак · b3 білий пішак · c3 білий кінь · f3 білий кінь · g3 білий пішак · a2 білий пішак · b2 білий слон · e2 білий пішак · f2 білий пішак · g2 білий слон · h2 білий пішак · a1 біла тура · d1 білий ферзь · f1 біла тура · g1 білий король | c8 чорна тура · d8 чорний ферзь · e8 чорний король · f8 чорний слон · h8 чорна тура · a7 чорний пішак · b7 чорний пішак · f7 чорний пішак · g7 чорний пішак · c6 чорний кінь · e6 чорний слон · f6 чорний кінь · h6 чорний пішак · d5 чорний пішак · d4 чорний пішак · b3 білий пішак · c3 білий кінь · f3 білий кінь · g3 білий пішак · a2 білий пішак · b2 білий слон · e2 білий пішак · f2 білий пішак · g2 білий слон · h2 білий пішак · a1 біла тура · d1 білий ферзь · f1 біла тура · g1 білий король | c8 чорна тура · d8 чорний ферзь · e8 чорний король · f8 чорний слон · h8 чорна тура · a7 чорний пішак · b7 чорний пішак · f7 чорний пішак · g7 чорний пішак · c6 чорний кінь · e6 чорний слон · f6 чорний кінь · h6 чорний пішак · d5 чорний пішак · d4 чорний пішак · b3 білий пішак · c3 білий кінь · f3 білий кінь · g3 білий пішак · a2 білий пішак · b2 білий слон · e2 білий пішак · f2 білий пішак · g2 білий слон · h2 білий пішак · a1 біла тура · d1 білий ферзь · f1 біла тура · g1 білий король | c8 чорна тура · d8 чорний ферзь · e8 чорний король · f8 чорний слон · h8 чорна тура · a7 чорний пішак · b7 чорний пішак · f7 чорний пішак · g7 чорний пішак · c6 чорний кінь · e6 чорний слон · f6 чорний кінь · h6 чорний пішак · d5 чорний пішак · d4 чорний пішак · b3 білий пішак · c3 білий кінь · f3 білий кінь · g3 білий пішак · a2 білий пішак · b2 білий слон · e2 білий пішак · f2 білий пішак · g2 білий слон · h2 білий пішак · a1 біла тура · d1 білий ферзь · f1 біла тура · g1 білий король | c8 чорна тура · d8 чорний ферзь · e8 чорний король · f8 чорний слон · h8 чорна тура · a7 чорний пішак · b7 чорний пішак · f7 чорний пішак · g7 чорний пішак · c6 чорний кінь · e6 чорний слон · f6 чорний кінь · h6 чорний пішак · d5 чорний пішак · d4 чорний пішак · b3 білий пішак · c3 білий кінь · f3 білий кінь · g3 білий пішак · a2 білий пішак · b2 білий слон · e2 білий пішак · f2 білий пішак · g2 білий слон · h2 білий пішак · a1 біла тура · d1 білий ферзь · f1 біла тура · g1 білий король | c8 чорна тура · d8 чорний ферзь · e8 чорний король · f8 чорний слон · h8 чорна тура · a7 чорний пішак · b7 чорний пішак · f7 чорний пішак · g7 чорний пішак · c6 чорний кінь · e6 чорний слон · f6 чорний кінь · h6 чорний пішак · d5 чорний пішак · d4 чорний пішак · b3 білий пішак · c3 білий кінь · f3 білий кінь · g3 білий пішак · a2 білий пішак · b2 білий слон · e2 білий пішак · f2 білий пішак · g2 білий слон · h2 білий пішак · a1 біла тура · d1 білий ферзь · f1 біла тура · g1 білий король | c8 чорна тура · d8 чорний ферзь · e8 чорний король · f8 чорний слон · h8 чорна тура · a7 чорний пішак · b7 чорний пішак · f7 чорний пішак · g7 чорний пішак · c6 чорний кінь · e6 чорний слон · f6 чорний кінь · h6 чорний пішак · d5 чорний пішак · d4 чорний пішак · b3 білий пішак · c3 білий кінь · f3 білий кінь · g3 білий пішак · a2 білий пішак · b2 білий слон · e2 білий пішак · f2 білий пішак · g2 білий слон · h2 білий пішак · a1 біла тура · d1 білий ферзь · f1 біла тура · g1 білий король | c8 чорна тура · d8 чорний ферзь · e8 чорний король · f8 чорний слон · h8 чорна тура · a7 чорний пішак · b7 чорний пішак · f7 чорний пішак · g7 чорний пішак · c6 чорний кінь · e6 чорний слон · f6 чорний кінь · h6 чорний пішак · d5 чорний пішак · d4 чорний пішак · b3 білий пішак · c3 білий кінь · f3 білий кінь · g3 білий пішак · a2 білий пішак · b2 білий слон · e2 білий пішак · f2 білий пішак · g2 білий слон · h2 білий пішак · a1 біла тура · d1 білий ферзь · f1 біла тура · g1 білий король | 1 |
|   | a | b | c | d | e | f | g | h |   |

|   | a | b | c | d | e | f | g | h |   |
| 8 | a8 чорна тура · d8 чорний ферзь · f8 чорна тура · g8 чорний король · a7 чорний пішак · f7 чорний пішак · g7 чорний пішак · b6 чорний пішак · c6 чорний слон · e6 чорний кінь · h6 чорний пішак · d5 чорний пішак · c3 білий кінь · e3 білий пішак · a2 білий пішак · b2 білий пішак · d2 біла тура · f2 білий пішак · g2 білий пішак · h2 білий пішак · d1 білий ферзь · e1 білий король · f1 білий слон · h1 біла тура | a8 чорна тура · d8 чорний ферзь · f8 чорна тура · g8 чорний король · a7 чорний пішак · f7 чорний пішак · g7 чорний пішак · b6 чорний пішак · c6 чорний слон · e6 чорний кінь · h6 чорний пішак · d5 чорний пішак · c3 білий кінь · e3 білий пішак · a2 білий пішак · b2 білий пішак · d2 біла тура · f2 білий пішак · g2 білий пішак · h2 білий пішак · d1 білий ферзь · e1 білий король · f1 білий слон · h1 біла тура | a8 чорна тура · d8 чорний ферзь · f8 чорна тура · g8 чорний король · a7 чорний пішак · f7 чорний пішак · g7 чорний пішак · b6 чорний пішак · c6 чорний слон · e6 чорний кінь · h6 чорний пішак · d5 чорний пішак · c3 білий кінь · e3 білий пішак · a2 білий пішак · b2 білий пішак · d2 біла тура · f2 білий пішак · g2 білий пішак · h2 білий пішак · d1 білий ферзь · e1 білий король · f1 білий слон · h1 біла тура | a8 чорна тура · d8 чорний ферзь · f8 чорна тура · g8 чорний король · a7 чорний пішак · f7 чорний пішак · g7 чорний пішак · b6 чорний пішак · c6 чорний слон · e6 чорний кінь · h6 чорний пішак · d5 чорний пішак · c3 білий кінь · e3 білий пішак · a2 білий пішак · b2 білий пішак · d2 біла тура · f2 білий пішак · g2 білий пішак · h2 білий пішак · d1 білий ферзь · e1 білий король · f1 білий слон · h1 біла тура | a8 чорна тура · d8 чорний ферзь · f8 чорна тура · g8 чорний король · a7 чорний пішак · f7 чорний пішак · g7 чорний пішак · b6 чорний пішак · c6 чорний слон · e6 чорний кінь · h6 чорний пішак · d5 чорний пішак · c3 білий кінь · e3 білий пішак · a2 білий пішак · b2 білий пішак · d2 біла тура · f2 білий пішак · g2 білий пішак · h2 білий пішак · d1 білий ферзь · e1 білий король · f1 білий слон · h1 біла тура | a8 чорна тура · d8 чорний ферзь · f8 чорна тура · g8 чорний король · a7 чорний пішак · f7 чорний пішак · g7 чорний пішак · b6 чорний пішак · c6 чорний слон · e6 чорний кінь · h6 чорний пішак · d5 чорний пішак · c3 білий кінь · e3 білий пішак · a2 білий пішак · b2 білий пішак · d2 біла тура · f2 білий пішак · g2 білий пішак · h2 білий пішак · d1 білий ферзь · e1 білий король · f1 білий слон · h1 біла тура | a8 чорна тура · d8 чорний ферзь · f8 чорна тура · g8 чорний король · a7 чорний пішак · f7 чорний пішак · g7 чорний пішак · b6 чорний пішак · c6 чорний слон · e6 чорний кінь · h6 чорний пішак · d5 чорний пішак · c3 білий кінь · e3 білий пішак · a2 білий пішак · b2 білий пішак · d2 біла тура · f2 білий пішак · g2 білий пішак · h2 білий пішак · d1 білий ферзь · e1 білий король · f1 білий слон · h1 біла тура | a8 чорна тура · d8 чорний ферзь · f8 чорна тура · g8 чорний король · a7 чорний пішак · f7 чорний пішак · g7 чорний пішак · b6 чорний пішак · c6 чорний слон · e6 чорний кінь · h6 чорний пішак · d5 чорний пішак · c3 білий кінь · e3 білий пішак · a2 білий пішак · b2 білий пішак · d2 біла тура · f2 білий пішак · g2 білий пішак · h2 білий пішак · d1 білий ферзь · e1 білий король · f1 білий слон · h1 біла тура | 8 |
| 7 | a8 чорна тура · d8 чорний ферзь · f8 чорна тура · g8 чорний король · a7 чорний пішак · f7 чорний пішак · g7 чорний пішак · b6 чорний пішак · c6 чорний слон · e6 чорний кінь · h6 чорний пішак · d5 чорний пішак · c3 білий кінь · e3 білий пішак · a2 білий пішак · b2 білий пішак · d2 біла тура · f2 білий пішак · g2 білий пішак · h2 білий пішак · d1 білий ферзь · e1 білий король · f1 білий слон · h1 біла тура | a8 чорна тура · d8 чорний ферзь · f8 чорна тура · g8 чорний король · a7 чорний пішак · f7 чорний пішак · g7 чорний пішак · b6 чорний пішак · c6 чорний слон · e6 чорний кінь · h6 чорний пішак · d5 чорний пішак · c3 білий кінь · e3 білий пішак · a2 білий пішак · b2 білий пішак · d2 біла тура · f2 білий пішак · g2 білий пішак · h2 білий пішак · d1 білий ферзь · e1 білий король · f1 білий слон · h1 біла тура | a8 чорна тура · d8 чорний ферзь · f8 чорна тура · g8 чорний король · a7 чорний пішак · f7 чорний пішак · g7 чорний пішак · b6 чорний пішак · c6 чорний слон · e6 чорний кінь · h6 чорний пішак · d5 чорний пішак · c3 білий кінь · e3 білий пішак · a2 білий пішак · b2 білий пішак · d2 біла тура · f2 білий пішак · g2 білий пішак · h2 білий пішак · d1 білий ферзь · e1 білий король · f1 білий слон · h1 біла тура | a8 чорна тура · d8 чорний ферзь · f8 чорна тура · g8 чорний король · a7 чорний пішак · f7 чорний пішак · g7 чорний пішак · b6 чорний пішак · c6 чорний слон · e6 чорний кінь · h6 чорний пішак · d5 чорний пішак · c3 білий кінь · e3 білий пішак · a2 білий пішак · b2 білий пішак · d2 біла тура · f2 білий пішак · g2 білий пішак · h2 білий пішак · d1 білий ферзь · e1 білий король · f1 білий слон · h1 біла тура | a8 чорна тура · d8 чорний ферзь · f8 чорна тура · g8 чорний король · a7 чорний пішак · f7 чорний пішак · g7 чорний пішак · b6 чорний пішак · c6 чорний слон · e6 чорний кінь · h6 чорний пішак · d5 чорний пішак · c3 білий кінь · e3 білий пішак · a2 білий пішак · b2 білий пішак · d2 біла тура · f2 білий пішак · g2 білий пішак · h2 білий пішак · d1 білий ферзь · e1 білий король · f1 білий слон · h1 біла тура | a8 чорна тура · d8 чорний ферзь · f8 чорна тура · g8 чорний король · a7 чорний пішак · f7 чорний пішак · g7 чорний пішак · b6 чорний пішак · c6 чорний слон · e6 чорний кінь · h6 чорний пішак · d5 чорний пішак · c3 білий кінь · e3 білий пішак · a2 білий пішак · b2 білий пішак · d2 біла тура · f2 білий пішак · g2 білий пішак · h2 білий пішак · d1 білий ферзь · e1 білий король · f1 білий слон · h1 біла тура | a8 чорна тура · d8 чорний ферзь · f8 чорна тура · g8 чорний король · a7 чорний пішак · f7 чорний пішак · g7 чорний пішак · b6 чорний пішак · c6 чорний слон · e6 чорний кінь · h6 чорний пішак · d5 чорний пішак · c3 білий кінь · e3 білий пішак · a2 білий пішак · b2 білий пішак · d2 біла тура · f2 білий пішак · g2 білий пішак · h2 білий пішак · d1 білий ферзь · e1 білий король · f1 білий слон · h1 біла тура | a8 чорна тура · d8 чорний ферзь · f8 чорна тура · g8 чорний король · a7 чорний пішак · f7 чорний пішак · g7 чорний пішак · b6 чорний пішак · c6 чорний слон · e6 чорний кінь · h6 чорний пішак · d5 чорний пішак · c3 білий кінь · e3 білий пішак · a2 білий пішак · b2 білий пішак · d2 біла тура · f2 білий пішак · g2 білий пішак · h2 білий пішак · d1 білий ферзь · e1 білий король · f1 білий слон · h1 біла тура | 7 |
| 6 | a8 чорна тура · d8 чорний ферзь · f8 чорна тура · g8 чорний король · a7 чорний пішак · f7 чорний пішак · g7 чорний пішак · b6 чорний пішак · c6 чорний слон · e6 чорний кінь · h6 чорний пішак · d5 чорний пішак · c3 білий кінь · e3 білий пішак · a2 білий пішак · b2 білий пішак · d2 біла тура · f2 білий пішак · g2 білий пішак · h2 білий пішак · d1 білий ферзь · e1 білий король · f1 білий слон · h1 біла тура | a8 чорна тура · d8 чорний ферзь · f8 чорна тура · g8 чорний король · a7 чорний пішак · f7 чорний пішак · g7 чорний пішак · b6 чорний пішак · c6 чорний слон · e6 чорний кінь · h6 чорний пішак · d5 чорний пішак · c3 білий кінь · e3 білий пішак · a2 білий пішак · b2 білий пішак · d2 біла тура · f2 білий пішак · g2 білий пішак · h2 білий пішак · d1 білий ферзь · e1 білий король · f1 білий слон · h1 біла тура | a8 чорна тура · d8 чорний ферзь · f8 чорна тура · g8 чорний король · a7 чорний пішак · f7 чорний пішак · g7 чорний пішак · b6 чорний пішак · c6 чорний слон · e6 чорний кінь · h6 чорний пішак · d5 чорний пішак · c3 білий кінь · e3 білий пішак · a2 білий пішак · b2 білий пішак · d2 біла тура · f2 білий пішак · g2 білий пішак · h2 білий пішак · d1 білий ферзь · e1 білий король · f1 білий слон · h1 біла тура | a8 чорна тура · d8 чорний ферзь · f8 чорна тура · g8 чорний король · a7 чорний пішак · f7 чорний пішак · g7 чорний пішак · b6 чорний пішак · c6 чорний слон · e6 чорний кінь · h6 чорний пішак · d5 чорний пішак · c3 білий кінь · e3 білий пішак · a2 білий пішак · b2 білий пішак · d2 біла тура · f2 білий пішак · g2 білий пішак · h2 білий пішак · d1 білий ферзь · e1 білий король · f1 білий слон · h1 біла тура | a8 чорна тура · d8 чорний ферзь · f8 чорна тура · g8 чорний король · a7 чорний пішак · f7 чорний пішак · g7 чорний пішак · b6 чорний пішак · c6 чорний слон · e6 чорний кінь · h6 чорний пішак · d5 чорний пішак · c3 білий кінь · e3 білий пішак · a2 білий пішак · b2 білий пішак · d2 біла тура · f2 білий пішак · g2 білий пішак · h2 білий пішак · d1 білий ферзь · e1 білий король · f1 білий слон · h1 біла тура | a8 чорна тура · d8 чорний ферзь · f8 чорна тура · g8 чорний король · a7 чорний пішак · f7 чорний пішак · g7 чорний пішак · b6 чорний пішак · c6 чорний слон · e6 чорний кінь · h6 чорний пішак · d5 чорний пішак · c3 білий кінь · e3 білий пішак · a2 білий пішак · b2 білий пішак · d2 біла тура · f2 білий пішак · g2 білий пішак · h2 білий пішак · d1 білий ферзь · e1 білий король · f1 білий слон · h1 біла тура | a8 чорна тура · d8 чорний ферзь · f8 чорна тура · g8 чорний король · a7 чорний пішак · f7 чорний пішак · g7 чорний пішак · b6 чорний пішак · c6 чорний слон · e6 чорний кінь · h6 чорний пішак · d5 чорний пішак · c3 білий кінь · e3 білий пішак · a2 білий пішак · b2 білий пішак · d2 біла тура · f2 білий пішак · g2 білий пішак · h2 білий пішак · d1 білий ферзь · e1 білий король · f1 білий слон · h1 біла тура | a8 чорна тура · d8 чорний ферзь · f8 чорна тура · g8 чорний король · a7 чорний пішак · f7 чорний пішак · g7 чорний пішак · b6 чорний пішак · c6 чорний слон · e6 чорний кінь · h6 чорний пішак · d5 чорний пішак · c3 білий кінь · e3 білий пішак · a2 білий пішак · b2 білий пішак · d2 біла тура · f2 білий пішак · g2 білий пішак · h2 білий пішак · d1 білий ферзь · e1 білий король · f1 білий слон · h1 біла тура | 6 |
| 5 | a8 чорна тура · d8 чорний ферзь · f8 чорна тура · g8 чорний король · a7 чорний пішак · f7 чорний пішак · g7 чорний пішак · b6 чорний пішак · c6 чорний слон · e6 чорний кінь · h6 чорний пішак · d5 чорний пішак · c3 білий кінь · e3 білий пішак · a2 білий пішак · b2 білий пішак · d2 біла тура · f2 білий пішак · g2 білий пішак · h2 білий пішак · d1 білий ферзь · e1 білий король · f1 білий слон · h1 біла тура | a8 чорна тура · d8 чорний ферзь · f8 чорна тура · g8 чорний король · a7 чорний пішак · f7 чорний пішак · g7 чорний пішак · b6 чорний пішак · c6 чорний слон · e6 чорний кінь · h6 чорний пішак · d5 чорний пішак · c3 білий кінь · e3 білий пішак · a2 білий пішак · b2 білий пішак · d2 біла тура · f2 білий пішак · g2 білий пішак · h2 білий пішак · d1 білий ферзь · e1 білий король · f1 білий слон · h1 біла тура | a8 чорна тура · d8 чорний ферзь · f8 чорна тура · g8 чорний король · a7 чорний пішак · f7 чорний пішак · g7 чорний пішак · b6 чорний пішак · c6 чорний слон · e6 чорний кінь · h6 чорний пішак · d5 чорний пішак · c3 білий кінь · e3 білий пішак · a2 білий пішак · b2 білий пішак · d2 біла тура · f2 білий пішак · g2 білий пішак · h2 білий пішак · d1 білий ферзь · e1 білий король · f1 білий слон · h1 біла тура | a8 чорна тура · d8 чорний ферзь · f8 чорна тура · g8 чорний король · a7 чорний пішак · f7 чорний пішак · g7 чорний пішак · b6 чорний пішак · c6 чорний слон · e6 чорний кінь · h6 чорний пішак · d5 чорний пішак · c3 білий кінь · e3 білий пішак · a2 білий пішак · b2 білий пішак · d2 біла тура · f2 білий пішак · g2 білий пішак · h2 білий пішак · d1 білий ферзь · e1 білий король · f1 білий слон · h1 біла тура | a8 чорна тура · d8 чорний ферзь · f8 чорна тура · g8 чорний король · a7 чорний пішак · f7 чорний пішак · g7 чорний пішак · b6 чорний пішак · c6 чорний слон · e6 чорний кінь · h6 чорний пішак · d5 чорний пішак · c3 білий кінь · e3 білий пішак · a2 білий пішак · b2 білий пішак · d2 біла тура · f2 білий пішак · g2 білий пішак · h2 білий пішак · d1 білий ферзь · e1 білий король · f1 білий слон · h1 біла тура | a8 чорна тура · d8 чорний ферзь · f8 чорна тура · g8 чорний король · a7 чорний пішак · f7 чорний пішак · g7 чорний пішак · b6 чорний пішак · c6 чорний слон · e6 чорний кінь · h6 чорний пішак · d5 чорний пішак · c3 білий кінь · e3 білий пішак · a2 білий пішак · b2 білий пішак · d2 біла тура · f2 білий пішак · g2 білий пішак · h2 білий пішак · d1 білий ферзь · e1 білий король · f1 білий слон · h1 біла тура | a8 чорна тура · d8 чорний ферзь · f8 чорна тура · g8 чорний король · a7 чорний пішак · f7 чорний пішак · g7 чорний пішак · b6 чорний пішак · c6 чорний слон · e6 чорний кінь · h6 чорний пішак · d5 чорний пішак · c3 білий кінь · e3 білий пішак · a2 білий пішак · b2 білий пішак · d2 біла тура · f2 білий пішак · g2 білий пішак · h2 білий пішак · d1 білий ферзь · e1 білий король · f1 білий слон · h1 біла тура | a8 чорна тура · d8 чорний ферзь · f8 чорна тура · g8 чорний король · a7 чорний пішак · f7 чорний пішак · g7 чорний пішак · b6 чорний пішак · c6 чорний слон · e6 чорний кінь · h6 чорний пішак · d5 чорний пішак · c3 білий кінь · e3 білий пішак · a2 білий пішак · b2 білий пішак · d2 біла тура · f2 білий пішак · g2 білий пішак · h2 білий пішак · d1 білий ферзь · e1 білий король · f1 білий слон · h1 біла тура | 5 |
| 4 | a8 чорна тура · d8 чорний ферзь · f8 чорна тура · g8 чорний король · a7 чорний пішак · f7 чорний пішак · g7 чорний пішак · b6 чорний пішак · c6 чорний слон · e6 чорний кінь · h6 чорний пішак · d5 чорний пішак · c3 білий кінь · e3 білий пішак · a2 білий пішак · b2 білий пішак · d2 біла тура · f2 білий пішак · g2 білий пішак · h2 білий пішак · d1 білий ферзь · e1 білий король · f1 білий слон · h1 біла тура | a8 чорна тура · d8 чорний ферзь · f8 чорна тура · g8 чорний король · a7 чорний пішак · f7 чорний пішак · g7 чорний пішак · b6 чорний пішак · c6 чорний слон · e6 чорний кінь · h6 чорний пішак · d5 чорний пішак · c3 білий кінь · e3 білий пішак · a2 білий пішак · b2 білий пішак · d2 біла тура · f2 білий пішак · g2 білий пішак · h2 білий пішак · d1 білий ферзь · e1 білий король · f1 білий слон · h1 біла тура | a8 чорна тура · d8 чорний ферзь · f8 чорна тура · g8 чорний король · a7 чорний пішак · f7 чорний пішак · g7 чорний пішак · b6 чорний пішак · c6 чорний слон · e6 чорний кінь · h6 чорний пішак · d5 чорний пішак · c3 білий кінь · e3 білий пішак · a2 білий пішак · b2 білий пішак · d2 біла тура · f2 білий пішак · g2 білий пішак · h2 білий пішак · d1 білий ферзь · e1 білий король · f1 білий слон · h1 біла тура | a8 чорна тура · d8 чорний ферзь · f8 чорна тура · g8 чорний король · a7 чорний пішак · f7 чорний пішак · g7 чорний пішак · b6 чорний пішак · c6 чорний слон · e6 чорний кінь · h6 чорний пішак · d5 чорний пішак · c3 білий кінь · e3 білий пішак · a2 білий пішак · b2 білий пішак · d2 біла тура · f2 білий пішак · g2 білий пішак · h2 білий пішак · d1 білий ферзь · e1 білий король · f1 білий слон · h1 біла тура | a8 чорна тура · d8 чорний ферзь · f8 чорна тура · g8 чорний король · a7 чорний пішак · f7 чорний пішак · g7 чорний пішак · b6 чорний пішак · c6 чорний слон · e6 чорний кінь · h6 чорний пішак · d5 чорний пішак · c3 білий кінь · e3 білий пішак · a2 білий пішак · b2 білий пішак · d2 біла тура · f2 білий пішак · g2 білий пішак · h2 білий пішак · d1 білий ферзь · e1 білий король · f1 білий слон · h1 біла тура | a8 чорна тура · d8 чорний ферзь · f8 чорна тура · g8 чорний король · a7 чорний пішак · f7 чорний пішак · g7 чорний пішак · b6 чорний пішак · c6 чорний слон · e6 чорний кінь · h6 чорний пішак · d5 чорний пішак · c3 білий кінь · e3 білий пішак · a2 білий пішак · b2 білий пішак · d2 біла тура · f2 білий пішак · g2 білий пішак · h2 білий пішак · d1 білий ферзь · e1 білий король · f1 білий слон · h1 біла тура | a8 чорна тура · d8 чорний ферзь · f8 чорна тура · g8 чорний король · a7 чорний пішак · f7 чорний пішак · g7 чорний пішак · b6 чорний пішак · c6 чорний слон · e6 чорний кінь · h6 чорний пішак · d5 чорний пішак · c3 білий кінь · e3 білий пішак · a2 білий пішак · b2 білий пішак · d2 біла тура · f2 білий пішак · g2 білий пішак · h2 білий пішак · d1 білий ферзь · e1 білий король · f1 білий слон · h1 біла тура | a8 чорна тура · d8 чорний ферзь · f8 чорна тура · g8 чорний король · a7 чорний пішак · f7 чорний пішак · g7 чорний пішак · b6 чорний пішак · c6 чорний слон · e6 чорний кінь · h6 чорний пішак · d5 чорний пішак · c3 білий кінь · e3 білий пішак · a2 білий пішак · b2 білий пішак · d2 біла тура · f2 білий пішак · g2 білий пішак · h2 білий пішак · d1 білий ферзь · e1 білий король · f1 білий слон · h1 біла тура | 4 |
| 3 | a8 чорна тура · d8 чорний ферзь · f8 чорна тура · g8 чорний король · a7 чорний пішак · f7 чорний пішак · g7 чорний пішак · b6 чорний пішак · c6 чорний слон · e6 чорний кінь · h6 чорний пішак · d5 чорний пішак · c3 білий кінь · e3 білий пішак · a2 білий пішак · b2 білий пішак · d2 біла тура · f2 білий пішак · g2 білий пішак · h2 білий пішак · d1 білий ферзь · e1 білий король · f1 білий слон · h1 біла тура | a8 чорна тура · d8 чорний ферзь · f8 чорна тура · g8 чорний король · a7 чорний пішак · f7 чорний пішак · g7 чорний пішак · b6 чорний пішак · c6 чорний слон · e6 чорний кінь · h6 чорний пішак · d5 чорний пішак · c3 білий кінь · e3 білий пішак · a2 білий пішак · b2 білий пішак · d2 біла тура · f2 білий пішак · g2 білий пішак · h2 білий пішак · d1 білий ферзь · e1 білий король · f1 білий слон · h1 біла тура | a8 чорна тура · d8 чорний ферзь · f8 чорна тура · g8 чорний король · a7 чорний пішак · f7 чорний пішак · g7 чорний пішак · b6 чорний пішак · c6 чорний слон · e6 чорний кінь · h6 чорний пішак · d5 чорний пішак · c3 білий кінь · e3 білий пішак · a2 білий пішак · b2 білий пішак · d2 біла тура · f2 білий пішак · g2 білий пішак · h2 білий пішак · d1 білий ферзь · e1 білий король · f1 білий слон · h1 біла тура | a8 чорна тура · d8 чорний ферзь · f8 чорна тура · g8 чорний король · a7 чорний пішак · f7 чорний пішак · g7 чорний пішак · b6 чорний пішак · c6 чорний слон · e6 чорний кінь · h6 чорний пішак · d5 чорний пішак · c3 білий кінь · e3 білий пішак · a2 білий пішак · b2 білий пішак · d2 біла тура · f2 білий пішак · g2 білий пішак · h2 білий пішак · d1 білий ферзь · e1 білий король · f1 білий слон · h1 біла тура | a8 чорна тура · d8 чорний ферзь · f8 чорна тура · g8 чорний король · a7 чорний пішак · f7 чорний пішак · g7 чорний пішак · b6 чорний пішак · c6 чорний слон · e6 чорний кінь · h6 чорний пішак · d5 чорний пішак · c3 білий кінь · e3 білий пішак · a2 білий пішак · b2 білий пішак · d2 біла тура · f2 білий пішак · g2 білий пішак · h2 білий пішак · d1 білий ферзь · e1 білий король · f1 білий слон · h1 біла тура | a8 чорна тура · d8 чорний ферзь · f8 чорна тура · g8 чорний король · a7 чорний пішак · f7 чорний пішак · g7 чорний пішак · b6 чорний пішак · c6 чорний слон · e6 чорний кінь · h6 чорний пішак · d5 чорний пішак · c3 білий кінь · e3 білий пішак · a2 білий пішак · b2 білий пішак · d2 біла тура · f2 білий пішак · g2 білий пішак · h2 білий пішак · d1 білий ферзь · e1 білий король · f1 білий слон · h1 біла тура | a8 чорна тура · d8 чорний ферзь · f8 чорна тура · g8 чорний король · a7 чорний пішак · f7 чорний пішак · g7 чорний пішак · b6 чорний пішак · c6 чорний слон · e6 чорний кінь · h6 чорний пішак · d5 чорний пішак · c3 білий кінь · e3 білий пішак · a2 білий пішак · b2 білий пішак · d2 біла тура · f2 білий пішак · g2 білий пішак · h2 білий пішак · d1 білий ферзь · e1 білий король · f1 білий слон · h1 біла тура | a8 чорна тура · d8 чорний ферзь · f8 чорна тура · g8 чорний король · a7 чорний пішак · f7 чорний пішак · g7 чорний пішак · b6 чорний пішак · c6 чорний слон · e6 чорний кінь · h6 чорний пішак · d5 чорний пішак · c3 білий кінь · e3 білий пішак · a2 білий пішак · b2 білий пішак · d2 біла тура · f2 білий пішак · g2 білий пішак · h2 білий пішак · d1 білий ферзь · e1 білий король · f1 білий слон · h1 біла тура | 3 |
| 2 | a8 чорна тура · d8 чорний ферзь · f8 чорна тура · g8 чорний король · a7 чорний пішак · f7 чорний пішак · g7 чорний пішак · b6 чорний пішак · c6 чорний слон · e6 чорний кінь · h6 чорний пішак · d5 чорний пішак · c3 білий кінь · e3 білий пішак · a2 білий пішак · b2 білий пішак · d2 біла тура · f2 білий пішак · g2 білий пішак · h2 білий пішак · d1 білий ферзь · e1 білий король · f1 білий слон · h1 біла тура | a8 чорна тура · d8 чорний ферзь · f8 чорна тура · g8 чорний король · a7 чорний пішак · f7 чорний пішак · g7 чорний пішак · b6 чорний пішак · c6 чорний слон · e6 чорний кінь · h6 чорний пішак · d5 чорний пішак · c3 білий кінь · e3 білий пішак · a2 білий пішак · b2 білий пішак · d2 біла тура · f2 білий пішак · g2 білий пішак · h2 білий пішак · d1 білий ферзь · e1 білий король · f1 білий слон · h1 біла тура | a8 чорна тура · d8 чорний ферзь · f8 чорна тура · g8 чорний король · a7 чорний пішак · f7 чорний пішак · g7 чорний пішак · b6 чорний пішак · c6 чорний слон · e6 чорний кінь · h6 чорний пішак · d5 чорний пішак · c3 білий кінь · e3 білий пішак · a2 білий пішак · b2 білий пішак · d2 біла тура · f2 білий пішак · g2 білий пішак · h2 білий пішак · d1 білий ферзь · e1 білий король · f1 білий слон · h1 біла тура | a8 чорна тура · d8 чорний ферзь · f8 чорна тура · g8 чорний король · a7 чорний пішак · f7 чорний пішак · g7 чорний пішак · b6 чорний пішак · c6 чорний слон · e6 чорний кінь · h6 чорний пішак · d5 чорний пішак · c3 білий кінь · e3 білий пішак · a2 білий пішак · b2 білий пішак · d2 біла тура · f2 білий пішак · g2 білий пішак · h2 білий пішак · d1 білий ферзь · e1 білий король · f1 білий слон · h1 біла тура | a8 чорна тура · d8 чорний ферзь · f8 чорна тура · g8 чорний король · a7 чорний пішак · f7 чорний пішак · g7 чорний пішак · b6 чорний пішак · c6 чорний слон · e6 чорний кінь · h6 чорний пішак · d5 чорний пішак · c3 білий кінь · e3 білий пішак · a2 білий пішак · b2 білий пішак · d2 біла тура · f2 білий пішак · g2 білий пішак · h2 білий пішак · d1 білий ферзь · e1 білий король · f1 білий слон · h1 біла тура | a8 чорна тура · d8 чорний ферзь · f8 чорна тура · g8 чорний король · a7 чорний пішак · f7 чорний пішак · g7 чорний пішак · b6 чорний пішак · c6 чорний слон · e6 чорний кінь · h6 чорний пішак · d5 чорний пішак · c3 білий кінь · e3 білий пішак · a2 білий пішак · b2 білий пішак · d2 біла тура · f2 білий пішак · g2 білий пішак · h2 білий пішак · d1 білий ферзь · e1 білий король · f1 білий слон · h1 біла тура | a8 чорна тура · d8 чорний ферзь · f8 чорна тура · g8 чорний король · a7 чорний пішак · f7 чорний пішак · g7 чорний пішак · b6 чорний пішак · c6 чорний слон · e6 чорний кінь · h6 чорний пішак · d5 чорний пішак · c3 білий кінь · e3 білий пішак · a2 білий пішак · b2 білий пішак · d2 біла тура · f2 білий пішак · g2 білий пішак · h2 білий пішак · d1 білий ферзь · e1 білий король · f1 білий слон · h1 біла тура | a8 чорна тура · d8 чорний ферзь · f8 чорна тура · g8 чорний король · a7 чорний пішак · f7 чорний пішак · g7 чорний пішак · b6 чорний пішак · c6 чорний слон · e6 чорний кінь · h6 чорний пішак · d5 чорний пішак · c3 білий кінь · e3 білий пішак · a2 білий пішак · b2 білий пішак · d2 біла тура · f2 білий пішак · g2 білий пішак · h2 білий пішак · d1 білий ферзь · e1 білий король · f1 білий слон · h1 біла тура | 2 |
| 1 | a8 чорна тура · d8 чорний ферзь · f8 чорна тура · g8 чорний король · a7 чорний пішак · f7 чорний пішак · g7 чорний пішак · b6 чорний пішак · c6 чорний слон · e6 чорний кінь · h6 чорний пішак · d5 чорний пішак · c3 білий кінь · e3 білий пішак · a2 білий пішак · b2 білий пішак · d2 біла тура · f2 білий пішак · g2 білий пішак · h2 білий пішак · d1 білий ферзь · e1 білий король · f1 білий слон · h1 біла тура | a8 чорна тура · d8 чорний ферзь · f8 чорна тура · g8 чорний король · a7 чорний пішак · f7 чорний пішак · g7 чорний пішак · b6 чорний пішак · c6 чорний слон · e6 чорний кінь · h6 чорний пішак · d5 чорний пішак · c3 білий кінь · e3 білий пішак · a2 білий пішак · b2 білий пішак · d2 біла тура · f2 білий пішак · g2 білий пішак · h2 білий пішак · d1 білий ферзь · e1 білий король · f1 білий слон · h1 біла тура | a8 чорна тура · d8 чорний ферзь · f8 чорна тура · g8 чорний король · a7 чорний пішак · f7 чорний пішак · g7 чорний пішак · b6 чорний пішак · c6 чорний слон · e6 чорний кінь · h6 чорний пішак · d5 чорний пішак · c3 білий кінь · e3 білий пішак · a2 білий пішак · b2 білий пішак · d2 біла тура · f2 білий пішак · g2 білий пішак · h2 білий пішак · d1 білий ферзь · e1 білий король · f1 білий слон · h1 біла тура | a8 чорна тура · d8 чорний ферзь · f8 чорна тура · g8 чорний король · a7 чорний пішак · f7 чорний пішак · g7 чорний пішак · b6 чорний пішак · c6 чорний слон · e6 чорний кінь · h6 чорний пішак · d5 чорний пішак · c3 білий кінь · e3 білий пішак · a2 білий пішак · b2 білий пішак · d2 біла тура · f2 білий пішак · g2 білий пішак · h2 білий пішак · d1 білий ферзь · e1 білий король · f1 білий слон · h1 біла тура | a8 чорна тура · d8 чорний ферзь · f8 чорна тура · g8 чорний король · a7 чорний пішак · f7 чорний пішак · g7 чорний пішак · b6 чорний пішак · c6 чорний слон · e6 чорний кінь · h6 чорний пішак · d5 чорний пішак · c3 білий кінь · e3 білий пішак · a2 білий пішак · b2 білий пішак · d2 біла тура · f2 білий пішак · g2 білий пішак · h2 білий пішак · d1 білий ферзь · e1 білий король · f1 білий слон · h1 біла тура | a8 чорна тура · d8 чорний ферзь · f8 чорна тура · g8 чорний король · a7 чорний пішак · f7 чорний пішак · g7 чорний пішак · b6 чорний пішак · c6 чорний слон · e6 чорний кінь · h6 чорний пішак · d5 чорний пішак · c3 білий кінь · e3 білий пішак · a2 білий пішак · b2 білий пішак · d2 біла тура · f2 білий пішак · g2 білий пішак · h2 білий пішак · d1 білий ферзь · e1 білий король · f1 білий слон · h1 біла тура | a8 чорна тура · d8 чорний ферзь · f8 чорна тура · g8 чорний король · a7 чорний пішак · f7 чорний пішак · g7 чорний пішак · b6 чорний пішак · c6 чорний слон · e6 чорний кінь · h6 чорний пішак · d5 чорний пішак · c3 білий кінь · e3 білий пішак · a2 білий пішак · b2 білий пішак · d2 біла тура · f2 білий пішак · g2 білий пішак · h2 білий пішак · d1 білий ферзь · e1 білий король · f1 білий слон · h1 біла тура | a8 чорна тура · d8 чорний ферзь · f8 чорна тура · g8 чорний король · a7 чорний пішак · f7 чорний пішак · g7 чорний пішак · b6 чорний пішак · c6 чорний слон · e6 чорний кінь · h6 чорний пішак · d5 чорний пішак · c3 білий кінь · e3 білий пішак · a2 білий пішак · b2 білий пішак · d2 біла тура · f2 білий пішак · g2 білий пішак · h2 білий пішак · d1 білий ферзь · e1 білий король · f1 білий слон · h1 біла тура | 1 |
|   | a | b | c | d | e | f | g | h |   |

Наявність ізолятора веде до живої гри навколо пункту d5. Загроза прориву d4-d5 завжди присутня, й ізолятором іноді можна пожертвувати щоб розкрити потенціал білих фігур, що дозволяє білим створити швидку атаку. Каспаров прославився завдяки такій жертві d4-d5.
|   | a | b | c | d | e | f | g | h |   |
| 8 | a7 чорний пішак · b7 чорний пішак · f7 чорний пішак · g7 чорний пішак · h7 чорний пішак · e6 чорний пішак · c4 білий пішак · d4 білий пішак · a2 білий пішак · f2 білий пішак · g2 білий пішак · h2 білий пішак | a7 чорний пішак · b7 чорний пішак · f7 чорний пішак · g7 чорний пішак · h7 чорний пішак · e6 чорний пішак · c4 білий пішак · d4 білий пішак · a2 білий пішак · f2 білий пішак · g2 білий пішак · h2 білий пішак | a7 чорний пішак · b7 чорний пішак · f7 чорний пішак · g7 чорний пішак · h7 чорний пішак · e6 чорний пішак · c4 білий пішак · d4 білий пішак · a2 білий пішак · f2 білий пішак · g2 білий пішак · h2 білий пішак | a7 чорний пішак · b7 чорний пішак · f7 чорний пішак · g7 чорний пішак · h7 чорний пішак · e6 чорний пішак · c4 білий пішак · d4 білий пішак · a2 білий пішак · f2 білий пішак · g2 білий пішак · h2 білий пішак | a7 чорний пішак · b7 чорний пішак · f7 чорний пішак · g7 чорний пішак · h7 чорний пішак · e6 чорний пішак · c4 білий пішак · d4 білий пішак · a2 білий пішак · f2 білий пішак · g2 білий пішак · h2 білий пішак | a7 чорний пішак · b7 чорний пішак · f7 чорний пішак · g7 чорний пішак · h7 чорний пішак · e6 чорний пішак · c4 білий пішак · d4 білий пішак · a2 білий пішак · f2 білий пішак · g2 білий пішак · h2 білий пішак | a7 чорний пішак · b7 чорний пішак · f7 чорний пішак · g7 чорний пішак · h7 чорний пішак · e6 чорний пішак · c4 білий пішак · d4 білий пішак · a2 білий пішак · f2 білий пішак · g2 білий пішак · h2 білий пішак | a7 чорний пішак · b7 чорний пішак · f7 чорний пішак · g7 чорний пішак · h7 чорний пішак · e6 чорний пішак · c4 білий пішак · d4 білий пішак · a2 білий пішак · f2 білий пішак · g2 білий пішак · h2 білий пішак | 8 |
| 7 | a7 чорний пішак · b7 чорний пішак · f7 чорний пішак · g7 чорний пішак · h7 чорний пішак · e6 чорний пішак · c4 білий пішак · d4 білий пішак · a2 білий пішак · f2 білий пішак · g2 білий пішак · h2 білий пішак | a7 чорний пішак · b7 чорний пішак · f7 чорний пішак · g7 чорний пішак · h7 чорний пішак · e6 чорний пішак · c4 білий пішак · d4 білий пішак · a2 білий пішак · f2 білий пішак · g2 білий пішак · h2 білий пішак | a7 чорний пішак · b7 чорний пішак · f7 чорний пішак · g7 чорний пішак · h7 чорний пішак · e6 чорний пішак · c4 білий пішак · d4 білий пішак · a2 білий пішак · f2 білий пішак · g2 білий пішак · h2 білий пішак | a7 чорний пішак · b7 чорний пішак · f7 чорний пішак · g7 чорний пішак · h7 чорний пішак · e6 чорний пішак · c4 білий пішак · d4 білий пішак · a2 білий пішак · f2 білий пішак · g2 білий пішак · h2 білий пішак | a7 чорний пішак · b7 чорний пішак · f7 чорний пішак · g7 чорний пішак · h7 чорний пішак · e6 чорний пішак · c4 білий пішак · d4 білий пішак · a2 білий пішак · f2 білий пішак · g2 білий пішак · h2 білий пішак | a7 чорний пішак · b7 чорний пішак · f7 чорний пішак · g7 чорний пішак · h7 чорний пішак · e6 чорний пішак · c4 білий пішак · d4 білий пішак · a2 білий пішак · f2 білий пішак · g2 білий пішак · h2 білий пішак | a7 чорний пішак · b7 чорний пішак · f7 чорний пішак · g7 чорний пішак · h7 чорний пішак · e6 чорний пішак · c4 білий пішак · d4 білий пішак · a2 білий пішак · f2 білий пішак · g2 білий пішак · h2 білий пішак | a7 чорний пішак · b7 чорний пішак · f7 чорний пішак · g7 чорний пішак · h7 чорний пішак · e6 чорний пішак · c4 білий пішак · d4 білий пішак · a2 білий пішак · f2 білий пішак · g2 білий пішак · h2 білий пішак | 7 |
| 6 | a7 чорний пішак · b7 чорний пішак · f7 чорний пішак · g7 чорний пішак · h7 чорний пішак · e6 чорний пішак · c4 білий пішак · d4 білий пішак · a2 білий пішак · f2 білий пішак · g2 білий пішак · h2 білий пішак | a7 чорний пішак · b7 чорний пішак · f7 чорний пішак · g7 чорний пішак · h7 чорний пішак · e6 чорний пішак · c4 білий пішак · d4 білий пішак · a2 білий пішак · f2 білий пішак · g2 білий пішак · h2 білий пішак | a7 чорний пішак · b7 чорний пішак · f7 чорний пішак · g7 чорний пішак · h7 чорний пішак · e6 чорний пішак · c4 білий пішак · d4 білий пішак · a2 білий пішак · f2 білий пішак · g2 білий пішак · h2 білий пішак | a7 чорний пішак · b7 чорний пішак · f7 чорний пішак · g7 чорний пішак · h7 чорний пішак · e6 чорний пішак · c4 білий пішак · d4 білий пішак · a2 білий пішак · f2 білий пішак · g2 білий пішак · h2 білий пішак | a7 чорний пішак · b7 чорний пішак · f7 чорний пішак · g7 чорний пішак · h7 чорний пішак · e6 чорний пішак · c4 білий пішак · d4 білий пішак · a2 білий пішак · f2 білий пішак · g2 білий пішак · h2 білий пішак | a7 чорний пішак · b7 чорний пішак · f7 чорний пішак · g7 чорний пішак · h7 чорний пішак · e6 чорний пішак · c4 білий пішак · d4 білий пішак · a2 білий пішак · f2 білий пішак · g2 білий пішак · h2 білий пішак | a7 чорний пішак · b7 чорний пішак · f7 чорний пішак · g7 чорний пішак · h7 чорний пішак · e6 чорний пішак · c4 білий пішак · d4 білий пішак · a2 білий пішак · f2 білий пішак · g2 білий пішак · h2 білий пішак | a7 чорний пішак · b7 чорний пішак · f7 чорний пішак · g7 чорний пішак · h7 чорний пішак · e6 чорний пішак · c4 білий пішак · d4 білий пішак · a2 білий пішак · f2 білий пішак · g2 білий пішак · h2 білий пішак | 6 |
| 5 | a7 чорний пішак · b7 чорний пішак · f7 чорний пішак · g7 чорний пішак · h7 чорний пішак · e6 чорний пішак · c4 білий пішак · d4 білий пішак · a2 білий пішак · f2 білий пішак · g2 білий пішак · h2 білий пішак | a7 чорний пішак · b7 чорний пішак · f7 чорний пішак · g7 чорний пішак · h7 чорний пішак · e6 чорний пішак · c4 білий пішак · d4 білий пішак · a2 білий пішак · f2 білий пішак · g2 білий пішак · h2 білий пішак | a7 чорний пішак · b7 чорний пішак · f7 чорний пішак · g7 чорний пішак · h7 чорний пішак · e6 чорний пішак · c4 білий пішак · d4 білий пішак · a2 білий пішак · f2 білий пішак · g2 білий пішак · h2 білий пішак | a7 чорний пішак · b7 чорний пішак · f7 чорний пішак · g7 чорний пішак · h7 чорний пішак · e6 чорний пішак · c4 білий пішак · d4 білий пішак · a2 білий пішак · f2 білий пішак · g2 білий пішак · h2 білий пішак | a7 чорний пішак · b7 чорний пішак · f7 чорний пішак · g7 чорний пішак · h7 чорний пішак · e6 чорний пішак · c4 білий пішак · d4 білий пішак · a2 білий пішак · f2 білий пішак · g2 білий пішак · h2 білий пішак | a7 чорний пішак · b7 чорний пішак · f7 чорний пішак · g7 чорний пішак · h7 чорний пішак · e6 чорний пішак · c4 білий пішак · d4 білий пішак · a2 білий пішак · f2 білий пішак · g2 білий пішак · h2 білий пішак | a7 чорний пішак · b7 чорний пішак · f7 чорний пішак · g7 чорний пішак · h7 чорний пішак · e6 чорний пішак · c4 білий пішак · d4 білий пішак · a2 білий пішак · f2 білий пішак · g2 білий пішак · h2 білий пішак | a7 чорний пішак · b7 чорний пішак · f7 чорний пішак · g7 чорний пішак · h7 чорний пішак · e6 чорний пішак · c4 білий пішак · d4 білий пішак · a2 білий пішак · f2 білий пішак · g2 білий пішак · h2 білий пішак | 5 |
| 4 | a7 чорний пішак · b7 чорний пішак · f7 чорний пішак · g7 чорний пішак · h7 чорний пішак · e6 чорний пішак · c4 білий пішак · d4 білий пішак · a2 білий пішак · f2 білий пішак · g2 білий пішак · h2 білий пішак | a7 чорний пішак · b7 чорний пішак · f7 чорний пішак · g7 чорний пішак · h7 чорний пішак · e6 чорний пішак · c4 білий пішак · d4 білий пішак · a2 білий пішак · f2 білий пішак · g2 білий пішак · h2 білий пішак | a7 чорний пішак · b7 чорний пішак · f7 чорний пішак · g7 чорний пішак · h7 чорний пішак · e6 чорний пішак · c4 білий пішак · d4 білий пішак · a2 білий пішак · f2 білий пішак · g2 білий пішак · h2 білий пішак | a7 чорний пішак · b7 чорний пішак · f7 чорний пішак · g7 чорний пішак · h7 чорний пішак · e6 чорний пішак · c4 білий пішак · d4 білий пішак · a2 білий пішак · f2 білий пішак · g2 білий пішак · h2 білий пішак | a7 чорний пішак · b7 чорний пішак · f7 чорний пішак · g7 чорний пішак · h7 чорний пішак · e6 чорний пішак · c4 білий пішак · d4 білий пішак · a2 білий пішак · f2 білий пішак · g2 білий пішак · h2 білий пішак | a7 чорний пішак · b7 чорний пішак · f7 чорний пішак · g7 чорний пішак · h7 чорний пішак · e6 чорний пішак · c4 білий пішак · d4 білий пішак · a2 білий пішак · f2 білий пішак · g2 білий пішак · h2 білий пішак | a7 чорний пішак · b7 чорний пішак · f7 чорний пішак · g7 чорний пішак · h7 чорний пішак · e6 чорний пішак · c4 білий пішак · d4 білий пішак · a2 білий пішак · f2 білий пішак · g2 білий пішак · h2 білий пішак | a7 чорний пішак · b7 чорний пішак · f7 чорний пішак · g7 чорний пішак · h7 чорний пішак · e6 чорний пішак · c4 білий пішак · d4 білий пішак · a2 білий пішак · f2 білий пішак · g2 білий пішак · h2 білий пішак | 4 |
| 3 | a7 чорний пішак · b7 чорний пішак · f7 чорний пішак · g7 чорний пішак · h7 чорний пішак · e6 чорний пішак · c4 білий пішак · d4 білий пішак · a2 білий пішак · f2 білий пішак · g2 білий пішак · h2 білий пішак | a7 чорний пішак · b7 чорний пішак · f7 чорний пішак · g7 чорний пішак · h7 чорний пішак · e6 чорний пішак · c4 білий пішак · d4 білий пішак · a2 білий пішак · f2 білий пішак · g2 білий пішак · h2 білий пішак | a7 чорний пішак · b7 чорний пішак · f7 чорний пішак · g7 чорний пішак · h7 чорний пішак · e6 чорний пішак · c4 білий пішак · d4 білий пішак · a2 білий пішак · f2 білий пішак · g2 білий пішак · h2 білий пішак | a7 чорний пішак · b7 чорний пішак · f7 чорний пішак · g7 чорний пішак · h7 чорний пішак · e6 чорний пішак · c4 білий пішак · d4 білий пішак · a2 білий пішак · f2 білий пішак · g2 білий пішак · h2 білий пішак | a7 чорний пішак · b7 чорний пішак · f7 чорний пішак · g7 чорний пішак · h7 чорний пішак · e6 чорний пішак · c4 білий пішак · d4 білий пішак · a2 білий пішак · f2 білий пішак · g2 білий пішак · h2 білий пішак | a7 чорний пішак · b7 чорний пішак · f7 чорний пішак · g7 чорний пішак · h7 чорний пішак · e6 чорний пішак · c4 білий пішак · d4 білий пішак · a2 білий пішак · f2 білий пішак · g2 білий пішак · h2 білий пішак | a7 чорний пішак · b7 чорний пішак · f7 чорний пішак · g7 чорний пішак · h7 чорний пішак · e6 чорний пішак · c4 білий пішак · d4 білий пішак · a2 білий пішак · f2 білий пішак · g2 білий пішак · h2 білий пішак | a7 чорний пішак · b7 чорний пішак · f7 чорний пішак · g7 чорний пішак · h7 чорний пішак · e6 чорний пішак · c4 білий пішак · d4 білий пішак · a2 білий пішак · f2 білий пішак · g2 білий пішак · h2 білий пішак | 3 |
| 2 | a7 чорний пішак · b7 чорний пішак · f7 чорний пішак · g7 чорний пішак · h7 чорний пішак · e6 чорний пішак · c4 білий пішак · d4 білий пішак · a2 білий пішак · f2 білий пішак · g2 білий пішак · h2 білий пішак | a7 чорний пішак · b7 чорний пішак · f7 чорний пішак · g7 чорний пішак · h7 чорний пішак · e6 чорний пішак · c4 білий пішак · d4 білий пішак · a2 білий пішак · f2 білий пішак · g2 білий пішак · h2 білий пішак | a7 чорний пішак · b7 чорний пішак · f7 чорний пішак · g7 чорний пішак · h7 чорний пішак · e6 чорний пішак · c4 білий пішак · d4 білий пішак · a2 білий пішак · f2 білий пішак · g2 білий пішак · h2 білий пішак | a7 чорний пішак · b7 чорний пішак · f7 чорний пішак · g7 чорний пішак · h7 чорний пішак · e6 чорний пішак · c4 білий пішак · d4 білий пішак · a2 білий пішак · f2 білий пішак · g2 білий пішак · h2 білий пішак | a7 чорний пішак · b7 чорний пішак · f7 чорний пішак · g7 чорний пішак · h7 чорний пішак · e6 чорний пішак · c4 білий пішак · d4 білий пішак · a2 білий пішак · f2 білий пішак · g2 білий пішак · h2 білий пішак | a7 чорний пішак · b7 чорний пішак · f7 чорний пішак · g7 чорний пішак · h7 чорний пішак · e6 чорний пішак · c4 білий пішак · d4 білий пішак · a2 білий пішак · f2 білий пішак · g2 білий пішак · h2 білий пішак | a7 чорний пішак · b7 чорний пішак · f7 чорний пішак · g7 чорний пішак · h7 чорний пішак · e6 чорний пішак · c4 білий пішак · d4 білий пішак · a2 білий пішак · f2 білий пішак · g2 білий пішак · h2 білий пішак | a7 чорний пішак · b7 чорний пішак · f7 чорний пішак · g7 чорний пішак · h7 чорний пішак · e6 чорний пішак · c4 білий пішак · d4 білий пішак · a2 білий пішак · f2 білий пішак · g2 білий пішак · h2 білий пішак | 2 |
| 1 | a7 чорний пішак · b7 чорний пішак · f7 чорний пішак · g7 чорний пішак · h7 чорний пішак · e6 чорний пішак · c4 білий пішак · d4 білий пішак · a2 білий пішак · f2 білий пішак · g2 білий пішак · h2 білий пішак | a7 чорний пішак · b7 чорний пішак · f7 чорний пішак · g7 чорний пішак · h7 чорний пішак · e6 чорний пішак · c4 білий пішак · d4 білий пішак · a2 білий пішак · f2 білий пішак · g2 білий пішак · h2 білий пішак | a7 чорний пішак · b7 чорний пішак · f7 чорний пішак · g7 чорний пішак · h7 чорний пішак · e6 чорний пішак · c4 білий пішак · d4 білий пішак · a2 білий пішак · f2 білий пішак · g2 білий пішак · h2 білий пішак | a7 чорний пішак · b7 чорний пішак · f7 чорний пішак · g7 чорний пішак · h7 чорний пішак · e6 чорний пішак · c4 білий пішак · d4 білий пішак · a2 білий пішак · f2 білий пішак · g2 білий пішак · h2 білий пішак | a7 чорний пішак · b7 чорний пішак · f7 чорний пішак · g7 чорний пішак · h7 чорний пішак · e6 чорний пішак · c4 білий пішак · d4 білий пішак · a2 білий пішак · f2 білий пішак · g2 білий пішак · h2 білий пішак | a7 чорний пішак · b7 чорний пішак · f7 чорний пішак · g7 чорний пішак · h7 чорний пішак · e6 чорний пішак · c4 білий пішак · d4 білий пішак · a2 білий пішак · f2 білий пішак · g2 білий пішак · h2 білий пішак | a7 чорний пішак · b7 чорний пішак · f7 чорний пішак · g7 чорний пішак · h7 чорний пішак · e6 чорний пішак · c4 білий пішак · d4 білий пішак · a2 білий пішак · f2 білий пішак · g2 білий пішак · h2 білий пішак | a7 чорний пішак · b7 чорний пішак · f7 чорний пішак · g7 чорний пішак · h7 чорний пішак · e6 чорний пішак · c4 білий пішак · d4 білий пішак · a2 білий пішак · f2 білий пішак · g2 білий пішак · h2 білий пішак | 1 |
|   | a | b | c | d | e | f | g | h |   |

### Ферзевий гамбіт - підвішені пішаки
Дебюти: перш за все: відхилений ферзевий гамбіт. Інші: новоіндійський захист.
Характер: відкрита гра.
Теми для білих: просування з відкриттям ліній у центрі, атака на королівському фланзі.
Теми для чорних: форсувати просування пішака і заблокувати пару, перетворення на ізолятора
Подібно до ізолятора, підвішені пішаки є структурною слабкістю і їх потрібно уникати, за винятком випадку, коли позиція дає якусь компенсацію. Гра зводиться до того, що чорні намагається змусити один з пішаків піти вперед. Якщо чорні можуть встановити постійну блокаду, то гра є позиційно виграною. З іншого боку, білі прагнуть зберегти пішаки підвішеними, намагаючись створити атаку на королівському фланзі, що зумовлено їхнім контролем над центром. Інші теми для білих включають тактичні можливості й прориви, що відкривають лінії в центрі.
|   | a | b | c | d | e | f | g | h |   |
| 8 | a7 чорний пішак · b7 чорний пішак · f7 чорний пішак · g7 чорний пішак · h7 чорний пішак · c6 чорний пішак · d5 чорний пішак · d4 білий пішак · e3 білий пішак · a2 білий пішак · b2 білий пішак · f2 білий пішак · g2 білий пішак · h2 білий пішак | a7 чорний пішак · b7 чорний пішак · f7 чорний пішак · g7 чорний пішак · h7 чорний пішак · c6 чорний пішак · d5 чорний пішак · d4 білий пішак · e3 білий пішак · a2 білий пішак · b2 білий пішак · f2 білий пішак · g2 білий пішак · h2 білий пішак | a7 чорний пішак · b7 чорний пішак · f7 чорний пішак · g7 чорний пішак · h7 чорний пішак · c6 чорний пішак · d5 чорний пішак · d4 білий пішак · e3 білий пішак · a2 білий пішак · b2 білий пішак · f2 білий пішак · g2 білий пішак · h2 білий пішак | a7 чорний пішак · b7 чорний пішак · f7 чорний пішак · g7 чорний пішак · h7 чорний пішак · c6 чорний пішак · d5 чорний пішак · d4 білий пішак · e3 білий пішак · a2 білий пішак · b2 білий пішак · f2 білий пішак · g2 білий пішак · h2 білий пішак | a7 чорний пішак · b7 чорний пішак · f7 чорний пішак · g7 чорний пішак · h7 чорний пішак · c6 чорний пішак · d5 чорний пішак · d4 білий пішак · e3 білий пішак · a2 білий пішак · b2 білий пішак · f2 білий пішак · g2 білий пішак · h2 білий пішак | a7 чорний пішак · b7 чорний пішак · f7 чорний пішак · g7 чорний пішак · h7 чорний пішак · c6 чорний пішак · d5 чорний пішак · d4 білий пішак · e3 білий пішак · a2 білий пішак · b2 білий пішак · f2 білий пішак · g2 білий пішак · h2 білий пішак | a7 чорний пішак · b7 чорний пішак · f7 чорний пішак · g7 чорний пішак · h7 чорний пішак · c6 чорний пішак · d5 чорний пішак · d4 білий пішак · e3 білий пішак · a2 білий пішак · b2 білий пішак · f2 білий пішак · g2 білий пішак · h2 білий пішак | a7 чорний пішак · b7 чорний пішак · f7 чорний пішак · g7 чорний пішак · h7 чорний пішак · c6 чорний пішак · d5 чорний пішак · d4 білий пішак · e3 білий пішак · a2 білий пішак · b2 білий пішак · f2 білий пішак · g2 білий пішак · h2 білий пішак | 8 |
| 7 | a7 чорний пішак · b7 чорний пішак · f7 чорний пішак · g7 чорний пішак · h7 чорний пішак · c6 чорний пішак · d5 чорний пішак · d4 білий пішак · e3 білий пішак · a2 білий пішак · b2 білий пішак · f2 білий пішак · g2 білий пішак · h2 білий пішак | a7 чорний пішак · b7 чорний пішак · f7 чорний пішак · g7 чорний пішак · h7 чорний пішак · c6 чорний пішак · d5 чорний пішак · d4 білий пішак · e3 білий пішак · a2 білий пішак · b2 білий пішак · f2 білий пішак · g2 білий пішак · h2 білий пішак | a7 чорний пішак · b7 чорний пішак · f7 чорний пішак · g7 чорний пішак · h7 чорний пішак · c6 чорний пішак · d5 чорний пішак · d4 білий пішак · e3 білий пішак · a2 білий пішак · b2 білий пішак · f2 білий пішак · g2 білий пішак · h2 білий пішак | a7 чорний пішак · b7 чорний пішак · f7 чорний пішак · g7 чорний пішак · h7 чорний пішак · c6 чорний пішак · d5 чорний пішак · d4 білий пішак · e3 білий пішак · a2 білий пішак · b2 білий пішак · f2 білий пішак · g2 білий пішак · h2 білий пішак | a7 чорний пішак · b7 чорний пішак · f7 чорний пішак · g7 чорний пішак · h7 чорний пішак · c6 чорний пішак · d5 чорний пішак · d4 білий пішак · e3 білий пішак · a2 білий пішак · b2 білий пішак · f2 білий пішак · g2 білий пішак · h2 білий пішак | a7 чорний пішак · b7 чорний пішак · f7 чорний пішак · g7 чорний пішак · h7 чорний пішак · c6 чорний пішак · d5 чорний пішак · d4 білий пішак · e3 білий пішак · a2 білий пішак · b2 білий пішак · f2 білий пішак · g2 білий пішак · h2 білий пішак | a7 чорний пішак · b7 чорний пішак · f7 чорний пішак · g7 чорний пішак · h7 чорний пішак · c6 чорний пішак · d5 чорний пішак · d4 білий пішак · e3 білий пішак · a2 білий пішак · b2 білий пішак · f2 білий пішак · g2 білий пішак · h2 білий пішак | a7 чорний пішак · b7 чорний пішак · f7 чорний пішак · g7 чорний пішак · h7 чорний пішак · c6 чорний пішак · d5 чорний пішак · d4 білий пішак · e3 білий пішак · a2 білий пішак · b2 білий пішак · f2 білий пішак · g2 білий пішак · h2 білий пішак | 7 |
| 6 | a7 чорний пішак · b7 чорний пішак · f7 чорний пішак · g7 чорний пішак · h7 чорний пішак · c6 чорний пішак · d5 чорний пішак · d4 білий пішак · e3 білий пішак · a2 білий пішак · b2 білий пішак · f2 білий пішак · g2 білий пішак · h2 білий пішак | a7 чорний пішак · b7 чорний пішак · f7 чорний пішак · g7 чорний пішак · h7 чорний пішак · c6 чорний пішак · d5 чорний пішак · d4 білий пішак · e3 білий пішак · a2 білий пішак · b2 білий пішак · f2 білий пішак · g2 білий пішак · h2 білий пішак | a7 чорний пішак · b7 чорний пішак · f7 чорний пішак · g7 чорний пішак · h7 чорний пішак · c6 чорний пішак · d5 чорний пішак · d4 білий пішак · e3 білий пішак · a2 білий пішак · b2 білий пішак · f2 білий пішак · g2 білий пішак · h2 білий пішак | a7 чорний пішак · b7 чорний пішак · f7 чорний пішак · g7 чорний пішак · h7 чорний пішак · c6 чорний пішак · d5 чорний пішак · d4 білий пішак · e3 білий пішак · a2 білий пішак · b2 білий пішак · f2 білий пішак · g2 білий пішак · h2 білий пішак | a7 чорний пішак · b7 чорний пішак · f7 чорний пішак · g7 чорний пішак · h7 чорний пішак · c6 чорний пішак · d5 чорний пішак · d4 білий пішак · e3 білий пішак · a2 білий пішак · b2 білий пішак · f2 білий пішак · g2 білий пішак · h2 білий пішак | a7 чорний пішак · b7 чорний пішак · f7 чорний пішак · g7 чорний пішак · h7 чорний пішак · c6 чорний пішак · d5 чорний пішак · d4 білий пішак · e3 білий пішак · a2 білий пішак · b2 білий пішак · f2 білий пішак · g2 білий пішак · h2 білий пішак | a7 чорний пішак · b7 чорний пішак · f7 чорний пішак · g7 чорний пішак · h7 чорний пішак · c6 чорний пішак · d5 чорний пішак · d4 білий пішак · e3 білий пішак · a2 білий пішак · b2 білий пішак · f2 білий пішак · g2 білий пішак · h2 білий пішак | a7 чорний пішак · b7 чорний пішак · f7 чорний пішак · g7 чорний пішак · h7 чорний пішак · c6 чорний пішак · d5 чорний пішак · d4 білий пішак · e3 білий пішак · a2 білий пішак · b2 білий пішак · f2 білий пішак · g2 білий пішак · h2 білий пішак | 6 |
| 5 | a7 чорний пішак · b7 чорний пішак · f7 чорний пішак · g7 чорний пішак · h7 чорний пішак · c6 чорний пішак · d5 чорний пішак · d4 білий пішак · e3 білий пішак · a2 білий пішак · b2 білий пішак · f2 білий пішак · g2 білий пішак · h2 білий пішак | a7 чорний пішак · b7 чорний пішак · f7 чорний пішак · g7 чорний пішак · h7 чорний пішак · c6 чорний пішак · d5 чорний пішак · d4 білий пішак · e3 білий пішак · a2 білий пішак · b2 білий пішак · f2 білий пішак · g2 білий пішак · h2 білий пішак | a7 чорний пішак · b7 чорний пішак · f7 чорний пішак · g7 чорний пішак · h7 чорний пішак · c6 чорний пішак · d5 чорний пішак · d4 білий пішак · e3 білий пішак · a2 білий пішак · b2 білий пішак · f2 білий пішак · g2 білий пішак · h2 білий пішак | a7 чорний пішак · b7 чорний пішак · f7 чорний пішак · g7 чорний пішак · h7 чорний пішак · c6 чорний пішак · d5 чорний пішак · d4 білий пішак · e3 білий пішак · a2 білий пішак · b2 білий пішак · f2 білий пішак · g2 білий пішак · h2 білий пішак | a7 чорний пішак · b7 чорний пішак · f7 чорний пішак · g7 чорний пішак · h7 чорний пішак · c6 чорний пішак · d5 чорний пішак · d4 білий пішак · e3 білий пішак · a2 білий пішак · b2 білий пішак · f2 білий пішак · g2 білий пішак · h2 білий пішак | a7 чорний пішак · b7 чорний пішак · f7 чорний пішак · g7 чорний пішак · h7 чорний пішак · c6 чорний пішак · d5 чорний пішак · d4 білий пішак · e3 білий пішак · a2 білий пішак · b2 білий пішак · f2 білий пішак · g2 білий пішак · h2 білий пішак | a7 чорний пішак · b7 чорний пішак · f7 чорний пішак · g7 чорний пішак · h7 чорний пішак · c6 чорний пішак · d5 чорний пішак · d4 білий пішак · e3 білий пішак · a2 білий пішак · b2 білий пішак · f2 білий пішак · g2 білий пішак · h2 білий пішак | a7 чорний пішак · b7 чорний пішак · f7 чорний пішак · g7 чорний пішак · h7 чорний пішак · c6 чорний пішак · d5 чорний пішак · d4 білий пішак · e3 білий пішак · a2 білий пішак · b2 білий пішак · f2 білий пішак · g2 білий пішак · h2 білий пішак | 5 |
| 4 | a7 чорний пішак · b7 чорний пішак · f7 чорний пішак · g7 чорний пішак · h7 чорний пішак · c6 чорний пішак · d5 чорний пішак · d4 білий пішак · e3 білий пішак · a2 білий пішак · b2 білий пішак · f2 білий пішак · g2 білий пішак · h2 білий пішак | a7 чорний пішак · b7 чорний пішак · f7 чорний пішак · g7 чорний пішак · h7 чорний пішак · c6 чорний пішак · d5 чорний пішак · d4 білий пішак · e3 білий пішак · a2 білий пішак · b2 білий пішак · f2 білий пішак · g2 білий пішак · h2 білий пішак | a7 чорний пішак · b7 чорний пішак · f7 чорний пішак · g7 чорний пішак · h7 чорний пішак · c6 чорний пішак · d5 чорний пішак · d4 білий пішак · e3 білий пішак · a2 білий пішак · b2 білий пішак · f2 білий пішак · g2 білий пішак · h2 білий пішак | a7 чорний пішак · b7 чорний пішак · f7 чорний пішак · g7 чорний пішак · h7 чорний пішак · c6 чорний пішак · d5 чорний пішак · d4 білий пішак · e3 білий пішак · a2 білий пішак · b2 білий пішак · f2 білий пішак · g2 білий пішак · h2 білий пішак | a7 чорний пішак · b7 чорний пішак · f7 чорний пішак · g7 чорний пішак · h7 чорний пішак · c6 чорний пішак · d5 чорний пішак · d4 білий пішак · e3 білий пішак · a2 білий пішак · b2 білий пішак · f2 білий пішак · g2 білий пішак · h2 білий пішак | a7 чорний пішак · b7 чорний пішак · f7 чорний пішак · g7 чорний пішак · h7 чорний пішак · c6 чорний пішак · d5 чорний пішак · d4 білий пішак · e3 білий пішак · a2 білий пішак · b2 білий пішак · f2 білий пішак · g2 білий пішак · h2 білий пішак | a7 чорний пішак · b7 чорний пішак · f7 чорний пішак · g7 чорний пішак · h7 чорний пішак · c6 чорний пішак · d5 чорний пішак · d4 білий пішак · e3 білий пішак · a2 білий пішак · b2 білий пішак · f2 білий пішак · g2 білий пішак · h2 білий пішак | a7 чорний пішак · b7 чорний пішак · f7 чорний пішак · g7 чорний пішак · h7 чорний пішак · c6 чорний пішак · d5 чорний пішак · d4 білий пішак · e3 білий пішак · a2 білий пішак · b2 білий пішак · f2 білий пішак · g2 білий пішак · h2 білий пішак | 4 |
| 3 | a7 чорний пішак · b7 чорний пішак · f7 чорний пішак · g7 чорний пішак · h7 чорний пішак · c6 чорний пішак · d5 чорний пішак · d4 білий пішак · e3 білий пішак · a2 білий пішак · b2 білий пішак · f2 білий пішак · g2 білий пішак · h2 білий пішак | a7 чорний пішак · b7 чорний пішак · f7 чорний пішак · g7 чорний пішак · h7 чорний пішак · c6 чорний пішак · d5 чорний пішак · d4 білий пішак · e3 білий пішак · a2 білий пішак · b2 білий пішак · f2 білий пішак · g2 білий пішак · h2 білий пішак | a7 чорний пішак · b7 чорний пішак · f7 чорний пішак · g7 чорний пішак · h7 чорний пішак · c6 чорний пішак · d5 чорний пішак · d4 білий пішак · e3 білий пішак · a2 білий пішак · b2 білий пішак · f2 білий пішак · g2 білий пішак · h2 білий пішак | a7 чорний пішак · b7 чорний пішак · f7 чорний пішак · g7 чорний пішак · h7 чорний пішак · c6 чорний пішак · d5 чорний пішак · d4 білий пішак · e3 білий пішак · a2 білий пішак · b2 білий пішак · f2 білий пішак · g2 білий пішак · h2 білий пішак | a7 чорний пішак · b7 чорний пішак · f7 чорний пішак · g7 чорний пішак · h7 чорний пішак · c6 чорний пішак · d5 чорний пішак · d4 білий пішак · e3 білий пішак · a2 білий пішак · b2 білий пішак · f2 білий пішак · g2 білий пішак · h2 білий пішак | a7 чорний пішак · b7 чорний пішак · f7 чорний пішак · g7 чорний пішак · h7 чорний пішак · c6 чорний пішак · d5 чорний пішак · d4 білий пішак · e3 білий пішак · a2 білий пішак · b2 білий пішак · f2 білий пішак · g2 білий пішак · h2 білий пішак | a7 чорний пішак · b7 чорний пішак · f7 чорний пішак · g7 чорний пішак · h7 чорний пішак · c6 чорний пішак · d5 чорний пішак · d4 білий пішак · e3 білий пішак · a2 білий пішак · b2 білий пішак · f2 білий пішак · g2 білий пішак · h2 білий пішак | a7 чорний пішак · b7 чорний пішак · f7 чорний пішак · g7 чорний пішак · h7 чорний пішак · c6 чорний пішак · d5 чорний пішак · d4 білий пішак · e3 білий пішак · a2 білий пішак · b2 білий пішак · f2 білий пішак · g2 білий пішак · h2 білий пішак | 3 |
| 2 | a7 чорний пішак · b7 чорний пішак · f7 чорний пішак · g7 чорний пішак · h7 чорний пішак · c6 чорний пішак · d5 чорний пішак · d4 білий пішак · e3 білий пішак · a2 білий пішак · b2 білий пішак · f2 білий пішак · g2 білий пішак · h2 білий пішак | a7 чорний пішак · b7 чорний пішак · f7 чорний пішак · g7 чорний пішак · h7 чорний пішак · c6 чорний пішак · d5 чорний пішак · d4 білий пішак · e3 білий пішак · a2 білий пішак · b2 білий пішак · f2 білий пішак · g2 білий пішак · h2 білий пішак | a7 чорний пішак · b7 чорний пішак · f7 чорний пішак · g7 чорний пішак · h7 чорний пішак · c6 чорний пішак · d5 чорний пішак · d4 білий пішак · e3 білий пішак · a2 білий пішак · b2 білий пішак · f2 білий пішак · g2 білий пішак · h2 білий пішак | a7 чорний пішак · b7 чорний пішак · f7 чорний пішак · g7 чорний пішак · h7 чорний пішак · c6 чорний пішак · d5 чорний пішак · d4 білий пішак · e3 білий пішак · a2 білий пішак · b2 білий пішак · f2 білий пішак · g2 білий пішак · h2 білий пішак | a7 чорний пішак · b7 чорний пішак · f7 чорний пішак · g7 чорний пішак · h7 чорний пішак · c6 чорний пішак · d5 чорний пішак · d4 білий пішак · e3 білий пішак · a2 білий пішак · b2 білий пішак · f2 білий пішак · g2 білий пішак · h2 білий пішак | a7 чорний пішак · b7 чорний пішак · f7 чорний пішак · g7 чорний пішак · h7 чорний пішак · c6 чорний пішак · d5 чорний пішак · d4 білий пішак · e3 білий пішак · a2 білий пішак · b2 білий пішак · f2 білий пішак · g2 білий пішак · h2 білий пішак | a7 чорний пішак · b7 чорний пішак · f7 чорний пішак · g7 чорний пішак · h7 чорний пішак · c6 чорний пішак · d5 чорний пішак · d4 білий пішак · e3 білий пішак · a2 білий пішак · b2 білий пішак · f2 білий пішак · g2 білий пішак · h2 білий пішак | a7 чорний пішак · b7 чорний пішак · f7 чорний пішак · g7 чорний пішак · h7 чорний пішак · c6 чорний пішак · d5 чорний пішак · d4 білий пішак · e3 білий пішак · a2 білий пішак · b2 білий пішак · f2 білий пішак · g2 білий пішак · h2 білий пішак | 2 |
| 1 | a7 чорний пішак · b7 чорний пішак · f7 чорний пішак · g7 чорний пішак · h7 чорний пішак · c6 чорний пішак · d5 чорний пішак · d4 білий пішак · e3 білий пішак · a2 білий пішак · b2 білий пішак · f2 білий пішак · g2 білий пішак · h2 білий пішак | a7 чорний пішак · b7 чорний пішак · f7 чорний пішак · g7 чорний пішак · h7 чорний пішак · c6 чорний пішак · d5 чорний пішак · d4 білий пішак · e3 білий пішак · a2 білий пішак · b2 білий пішак · f2 білий пішак · g2 білий пішак · h2 білий пішак | a7 чорний пішак · b7 чорний пішак · f7 чорний пішак · g7 чорний пішак · h7 чорний пішак · c6 чорний пішак · d5 чорний пішак · d4 білий пішак · e3 білий пішак · a2 білий пішак · b2 білий пішак · f2 білий пішак · g2 білий пішак · h2 білий пішак | a7 чорний пішак · b7 чорний пішак · f7 чорний пішак · g7 чорний пішак · h7 чорний пішак · c6 чорний пішак · d5 чорний пішак · d4 білий пішак · e3 білий пішак · a2 білий пішак · b2 білий пішак · f2 білий пішак · g2 білий пішак · h2 білий пішак | a7 чорний пішак · b7 чорний пішак · f7 чорний пішак · g7 чорний пішак · h7 чорний пішак · c6 чорний пішак · d5 чорний пішак · d4 білий пішак · e3 білий пішак · a2 білий пішак · b2 білий пішак · f2 білий пішак · g2 білий пішак · h2 білий пішак | a7 чорний пішак · b7 чорний пішак · f7 чорний пішак · g7 чорний пішак · h7 чорний пішак · c6 чорний пішак · d5 чорний пішак · d4 білий пішак · e3 білий пішак · a2 білий пішак · b2 білий пішак · f2 білий пішак · g2 білий пішак · h2 білий пішак | a7 чорний пішак · b7 чорний пішак · f7 чорний пішак · g7 чорний пішак · h7 чорний пішак · c6 чорний пішак · d5 чорний пішак · d4 білий пішак · e3 білий пішак · a2 білий пішак · b2 білий пішак · f2 білий пішак · g2 білий пішак · h2 білий пішак | a7 чорний пішак · b7 чорний пішак · f7 чорний пішак · g7 чорний пішак · h7 чорний пішак · c6 чорний пішак · d5 чорний пішак · d4 білий пішак · e3 білий пішак · a2 білий пішак · b2 білий пішак · f2 білий пішак · g2 білий пішак · h2 білий пішак | 1 |
|   | a | b | c | d | e | f | g | h |   |

### ферзевий гамбіт - ортодоксальний обмін
Дебюти: перш за все: відхилений ферзевий гамбіт. Інші: захист Каро—Канн (обернені кольори).
Характер: Напіввідкрита гра.
Теми для білих: Атака пішакової меншості, прорив e3-e4.
Теми для чорних: форпост на e4, атака на королівському фланзі.
Структуру ортодоксального обміну ще можна назвати карлсбадська структура. Вона привернула до себе увагу після міжнародного турніру в Карлсбаді 1923 р.
|   | a | b | c | d | e | f | g | h |   |
| 8 | a7 чорний пішак · b7 чорний пішак · f7 чорний пішак · g7 чорний пішак · h7 чорний пішак · e6 чорний пішак · c5 білий пішак · d5 чорний пішак · d4 білий пішак · a2 білий пішак · b2 білий пішак · f2 білий пішак · g2 білий пішак · h2 білий пішак | a7 чорний пішак · b7 чорний пішак · f7 чорний пішак · g7 чорний пішак · h7 чорний пішак · e6 чорний пішак · c5 білий пішак · d5 чорний пішак · d4 білий пішак · a2 білий пішак · b2 білий пішак · f2 білий пішак · g2 білий пішак · h2 білий пішак | a7 чорний пішак · b7 чорний пішак · f7 чорний пішак · g7 чорний пішак · h7 чорний пішак · e6 чорний пішак · c5 білий пішак · d5 чорний пішак · d4 білий пішак · a2 білий пішак · b2 білий пішак · f2 білий пішак · g2 білий пішак · h2 білий пішак | a7 чорний пішак · b7 чорний пішак · f7 чорний пішак · g7 чорний пішак · h7 чорний пішак · e6 чорний пішак · c5 білий пішак · d5 чорний пішак · d4 білий пішак · a2 білий пішак · b2 білий пішак · f2 білий пішак · g2 білий пішак · h2 білий пішак | a7 чорний пішак · b7 чорний пішак · f7 чорний пішак · g7 чорний пішак · h7 чорний пішак · e6 чорний пішак · c5 білий пішак · d5 чорний пішак · d4 білий пішак · a2 білий пішак · b2 білий пішак · f2 білий пішак · g2 білий пішак · h2 білий пішак | a7 чорний пішак · b7 чорний пішак · f7 чорний пішак · g7 чорний пішак · h7 чорний пішак · e6 чорний пішак · c5 білий пішак · d5 чорний пішак · d4 білий пішак · a2 білий пішак · b2 білий пішак · f2 білий пішак · g2 білий пішак · h2 білий пішак | a7 чорний пішак · b7 чорний пішак · f7 чорний пішак · g7 чорний пішак · h7 чорний пішак · e6 чорний пішак · c5 білий пішак · d5 чорний пішак · d4 білий пішак · a2 білий пішак · b2 білий пішак · f2 білий пішак · g2 білий пішак · h2 білий пішак | a7 чорний пішак · b7 чорний пішак · f7 чорний пішак · g7 чорний пішак · h7 чорний пішак · e6 чорний пішак · c5 білий пішак · d5 чорний пішак · d4 білий пішак · a2 білий пішак · b2 білий пішак · f2 білий пішак · g2 білий пішак · h2 білий пішак | 8 |
| 7 | a7 чорний пішак · b7 чорний пішак · f7 чорний пішак · g7 чорний пішак · h7 чорний пішак · e6 чорний пішак · c5 білий пішак · d5 чорний пішак · d4 білий пішак · a2 білий пішак · b2 білий пішак · f2 білий пішак · g2 білий пішак · h2 білий пішак | a7 чорний пішак · b7 чорний пішак · f7 чорний пішак · g7 чорний пішак · h7 чорний пішак · e6 чорний пішак · c5 білий пішак · d5 чорний пішак · d4 білий пішак · a2 білий пішак · b2 білий пішак · f2 білий пішак · g2 білий пішак · h2 білий пішак | a7 чорний пішак · b7 чорний пішак · f7 чорний пішак · g7 чорний пішак · h7 чорний пішак · e6 чорний пішак · c5 білий пішак · d5 чорний пішак · d4 білий пішак · a2 білий пішак · b2 білий пішак · f2 білий пішак · g2 білий пішак · h2 білий пішак | a7 чорний пішак · b7 чорний пішак · f7 чорний пішак · g7 чорний пішак · h7 чорний пішак · e6 чорний пішак · c5 білий пішак · d5 чорний пішак · d4 білий пішак · a2 білий пішак · b2 білий пішак · f2 білий пішак · g2 білий пішак · h2 білий пішак | a7 чорний пішак · b7 чорний пішак · f7 чорний пішак · g7 чорний пішак · h7 чорний пішак · e6 чорний пішак · c5 білий пішак · d5 чорний пішак · d4 білий пішак · a2 білий пішак · b2 білий пішак · f2 білий пішак · g2 білий пішак · h2 білий пішак | a7 чорний пішак · b7 чорний пішак · f7 чорний пішак · g7 чорний пішак · h7 чорний пішак · e6 чорний пішак · c5 білий пішак · d5 чорний пішак · d4 білий пішак · a2 білий пішак · b2 білий пішак · f2 білий пішак · g2 білий пішак · h2 білий пішак | a7 чорний пішак · b7 чорний пішак · f7 чорний пішак · g7 чорний пішак · h7 чорний пішак · e6 чорний пішак · c5 білий пішак · d5 чорний пішак · d4 білий пішак · a2 білий пішак · b2 білий пішак · f2 білий пішак · g2 білий пішак · h2 білий пішак | a7 чорний пішак · b7 чорний пішак · f7 чорний пішак · g7 чорний пішак · h7 чорний пішак · e6 чорний пішак · c5 білий пішак · d5 чорний пішак · d4 білий пішак · a2 білий пішак · b2 білий пішак · f2 білий пішак · g2 білий пішак · h2 білий пішак | 7 |
| 6 | a7 чорний пішак · b7 чорний пішак · f7 чорний пішак · g7 чорний пішак · h7 чорний пішак · e6 чорний пішак · c5 білий пішак · d5 чорний пішак · d4 білий пішак · a2 білий пішак · b2 білий пішак · f2 білий пішак · g2 білий пішак · h2 білий пішак | a7 чорний пішак · b7 чорний пішак · f7 чорний пішак · g7 чорний пішак · h7 чорний пішак · e6 чорний пішак · c5 білий пішак · d5 чорний пішак · d4 білий пішак · a2 білий пішак · b2 білий пішак · f2 білий пішак · g2 білий пішак · h2 білий пішак | a7 чорний пішак · b7 чорний пішак · f7 чорний пішак · g7 чорний пішак · h7 чорний пішак · e6 чорний пішак · c5 білий пішак · d5 чорний пішак · d4 білий пішак · a2 білий пішак · b2 білий пішак · f2 білий пішак · g2 білий пішак · h2 білий пішак | a7 чорний пішак · b7 чорний пішак · f7 чорний пішак · g7 чорний пішак · h7 чорний пішак · e6 чорний пішак · c5 білий пішак · d5 чорний пішак · d4 білий пішак · a2 білий пішак · b2 білий пішак · f2 білий пішак · g2 білий пішак · h2 білий пішак | a7 чорний пішак · b7 чорний пішак · f7 чорний пішак · g7 чорний пішак · h7 чорний пішак · e6 чорний пішак · c5 білий пішак · d5 чорний пішак · d4 білий пішак · a2 білий пішак · b2 білий пішак · f2 білий пішак · g2 білий пішак · h2 білий пішак | a7 чорний пішак · b7 чорний пішак · f7 чорний пішак · g7 чорний пішак · h7 чорний пішак · e6 чорний пішак · c5 білий пішак · d5 чорний пішак · d4 білий пішак · a2 білий пішак · b2 білий пішак · f2 білий пішак · g2 білий пішак · h2 білий пішак | a7 чорний пішак · b7 чорний пішак · f7 чорний пішак · g7 чорний пішак · h7 чорний пішак · e6 чорний пішак · c5 білий пішак · d5 чорний пішак · d4 білий пішак · a2 білий пішак · b2 білий пішак · f2 білий пішак · g2 білий пішак · h2 білий пішак | a7 чорний пішак · b7 чорний пішак · f7 чорний пішак · g7 чорний пішак · h7 чорний пішак · e6 чорний пішак · c5 білий пішак · d5 чорний пішак · d4 білий пішак · a2 білий пішак · b2 білий пішак · f2 білий пішак · g2 білий пішак · h2 білий пішак | 6 |
| 5 | a7 чорний пішак · b7 чорний пішак · f7 чорний пішак · g7 чорний пішак · h7 чорний пішак · e6 чорний пішак · c5 білий пішак · d5 чорний пішак · d4 білий пішак · a2 білий пішак · b2 білий пішак · f2 білий пішак · g2 білий пішак · h2 білий пішак | a7 чорний пішак · b7 чорний пішак · f7 чорний пішак · g7 чорний пішак · h7 чорний пішак · e6 чорний пішак · c5 білий пішак · d5 чорний пішак · d4 білий пішак · a2 білий пішак · b2 білий пішак · f2 білий пішак · g2 білий пішак · h2 білий пішак | a7 чорний пішак · b7 чорний пішак · f7 чорний пішак · g7 чорний пішак · h7 чорний пішак · e6 чорний пішак · c5 білий пішак · d5 чорний пішак · d4 білий пішак · a2 білий пішак · b2 білий пішак · f2 білий пішак · g2 білий пішак · h2 білий пішак | a7 чорний пішак · b7 чорний пішак · f7 чорний пішак · g7 чорний пішак · h7 чорний пішак · e6 чорний пішак · c5 білий пішак · d5 чорний пішак · d4 білий пішак · a2 білий пішак · b2 білий пішак · f2 білий пішак · g2 білий пішак · h2 білий пішак | a7 чорний пішак · b7 чорний пішак · f7 чорний пішак · g7 чорний пішак · h7 чорний пішак · e6 чорний пішак · c5 білий пішак · d5 чорний пішак · d4 білий пішак · a2 білий пішак · b2 білий пішак · f2 білий пішак · g2 білий пішак · h2 білий пішак | a7 чорний пішак · b7 чорний пішак · f7 чорний пішак · g7 чорний пішак · h7 чорний пішак · e6 чорний пішак · c5 білий пішак · d5 чорний пішак · d4 білий пішак · a2 білий пішак · b2 білий пішак · f2 білий пішак · g2 білий пішак · h2 білий пішак | a7 чорний пішак · b7 чорний пішак · f7 чорний пішак · g7 чорний пішак · h7 чорний пішак · e6 чорний пішак · c5 білий пішак · d5 чорний пішак · d4 білий пішак · a2 білий пішак · b2 білий пішак · f2 білий пішак · g2 білий пішак · h2 білий пішак | a7 чорний пішак · b7 чорний пішак · f7 чорний пішак · g7 чорний пішак · h7 чорний пішак · e6 чорний пішак · c5 білий пішак · d5 чорний пішак · d4 білий пішак · a2 білий пішак · b2 білий пішак · f2 білий пішак · g2 білий пішак · h2 білий пішак | 5 |
| 4 | a7 чорний пішак · b7 чорний пішак · f7 чорний пішак · g7 чорний пішак · h7 чорний пішак · e6 чорний пішак · c5 білий пішак · d5 чорний пішак · d4 білий пішак · a2 білий пішак · b2 білий пішак · f2 білий пішак · g2 білий пішак · h2 білий пішак | a7 чорний пішак · b7 чорний пішак · f7 чорний пішак · g7 чорний пішак · h7 чорний пішак · e6 чорний пішак · c5 білий пішак · d5 чорний пішак · d4 білий пішак · a2 білий пішак · b2 білий пішак · f2 білий пішак · g2 білий пішак · h2 білий пішак | a7 чорний пішак · b7 чорний пішак · f7 чорний пішак · g7 чорний пішак · h7 чорний пішак · e6 чорний пішак · c5 білий пішак · d5 чорний пішак · d4 білий пішак · a2 білий пішак · b2 білий пішак · f2 білий пішак · g2 білий пішак · h2 білий пішак | a7 чорний пішак · b7 чорний пішак · f7 чорний пішак · g7 чорний пішак · h7 чорний пішак · e6 чорний пішак · c5 білий пішак · d5 чорний пішак · d4 білий пішак · a2 білий пішак · b2 білий пішак · f2 білий пішак · g2 білий пішак · h2 білий пішак | a7 чорний пішак · b7 чорний пішак · f7 чорний пішак · g7 чорний пішак · h7 чорний пішак · e6 чорний пішак · c5 білий пішак · d5 чорний пішак · d4 білий пішак · a2 білий пішак · b2 білий пішак · f2 білий пішак · g2 білий пішак · h2 білий пішак | a7 чорний пішак · b7 чорний пішак · f7 чорний пішак · g7 чорний пішак · h7 чорний пішак · e6 чорний пішак · c5 білий пішак · d5 чорний пішак · d4 білий пішак · a2 білий пішак · b2 білий пішак · f2 білий пішак · g2 білий пішак · h2 білий пішак | a7 чорний пішак · b7 чорний пішак · f7 чорний пішак · g7 чорний пішак · h7 чорний пішак · e6 чорний пішак · c5 білий пішак · d5 чорний пішак · d4 білий пішак · a2 білий пішак · b2 білий пішак · f2 білий пішак · g2 білий пішак · h2 білий пішак | a7 чорний пішак · b7 чорний пішак · f7 чорний пішак · g7 чорний пішак · h7 чорний пішак · e6 чорний пішак · c5 білий пішак · d5 чорний пішак · d4 білий пішак · a2 білий пішак · b2 білий пішак · f2 білий пішак · g2 білий пішак · h2 білий пішак | 4 |
| 3 | a7 чорний пішак · b7 чорний пішак · f7 чорний пішак · g7 чорний пішак · h7 чорний пішак · e6 чорний пішак · c5 білий пішак · d5 чорний пішак · d4 білий пішак · a2 білий пішак · b2 білий пішак · f2 білий пішак · g2 білий пішак · h2 білий пішак | a7 чорний пішак · b7 чорний пішак · f7 чорний пішак · g7 чорний пішак · h7 чорний пішак · e6 чорний пішак · c5 білий пішак · d5 чорний пішак · d4 білий пішак · a2 білий пішак · b2 білий пішак · f2 білий пішак · g2 білий пішак · h2 білий пішак | a7 чорний пішак · b7 чорний пішак · f7 чорний пішак · g7 чорний пішак · h7 чорний пішак · e6 чорний пішак · c5 білий пішак · d5 чорний пішак · d4 білий пішак · a2 білий пішак · b2 білий пішак · f2 білий пішак · g2 білий пішак · h2 білий пішак | a7 чорний пішак · b7 чорний пішак · f7 чорний пішак · g7 чорний пішак · h7 чорний пішак · e6 чорний пішак · c5 білий пішак · d5 чорний пішак · d4 білий пішак · a2 білий пішак · b2 білий пішак · f2 білий пішак · g2 білий пішак · h2 білий пішак | a7 чорний пішак · b7 чорний пішак · f7 чорний пішак · g7 чорний пішак · h7 чорний пішак · e6 чорний пішак · c5 білий пішак · d5 чорний пішак · d4 білий пішак · a2 білий пішак · b2 білий пішак · f2 білий пішак · g2 білий пішак · h2 білий пішак | a7 чорний пішак · b7 чорний пішак · f7 чорний пішак · g7 чорний пішак · h7 чорний пішак · e6 чорний пішак · c5 білий пішак · d5 чорний пішак · d4 білий пішак · a2 білий пішак · b2 білий пішак · f2 білий пішак · g2 білий пішак · h2 білий пішак | a7 чорний пішак · b7 чорний пішак · f7 чорний пішак · g7 чорний пішак · h7 чорний пішак · e6 чорний пішак · c5 білий пішак · d5 чорний пішак · d4 білий пішак · a2 білий пішак · b2 білий пішак · f2 білий пішак · g2 білий пішак · h2 білий пішак | a7 чорний пішак · b7 чорний пішак · f7 чорний пішак · g7 чорний пішак · h7 чорний пішак · e6 чорний пішак · c5 білий пішак · d5 чорний пішак · d4 білий пішак · a2 білий пішак · b2 білий пішак · f2 білий пішак · g2 білий пішак · h2 білий пішак | 3 |
| 2 | a7 чорний пішак · b7 чорний пішак · f7 чорний пішак · g7 чорний пішак · h7 чорний пішак · e6 чорний пішак · c5 білий пішак · d5 чорний пішак · d4 білий пішак · a2 білий пішак · b2 білий пішак · f2 білий пішак · g2 білий пішак · h2 білий пішак | a7 чорний пішак · b7 чорний пішак · f7 чорний пішак · g7 чорний пішак · h7 чорний пішак · e6 чорний пішак · c5 білий пішак · d5 чорний пішак · d4 білий пішак · a2 білий пішак · b2 білий пішак · f2 білий пішак · g2 білий пішак · h2 білий пішак | a7 чорний пішак · b7 чорний пішак · f7 чорний пішак · g7 чорний пішак · h7 чорний пішак · e6 чорний пішак · c5 білий пішак · d5 чорний пішак · d4 білий пішак · a2 білий пішак · b2 білий пішак · f2 білий пішак · g2 білий пішак · h2 білий пішак | a7 чорний пішак · b7 чорний пішак · f7 чорний пішак · g7 чорний пішак · h7 чорний пішак · e6 чорний пішак · c5 білий пішак · d5 чорний пішак · d4 білий пішак · a2 білий пішак · b2 білий пішак · f2 білий пішак · g2 білий пішак · h2 білий пішак | a7 чорний пішак · b7 чорний пішак · f7 чорний пішак · g7 чорний пішак · h7 чорний пішак · e6 чорний пішак · c5 білий пішак · d5 чорний пішак · d4 білий пішак · a2 білий пішак · b2 білий пішак · f2 білий пішак · g2 білий пішак · h2 білий пішак | a7 чорний пішак · b7 чорний пішак · f7 чорний пішак · g7 чорний пішак · h7 чорний пішак · e6 чорний пішак · c5 білий пішак · d5 чорний пішак · d4 білий пішак · a2 білий пішак · b2 білий пішак · f2 білий пішак · g2 білий пішак · h2 білий пішак | a7 чорний пішак · b7 чорний пішак · f7 чорний пішак · g7 чорний пішак · h7 чорний пішак · e6 чорний пішак · c5 білий пішак · d5 чорний пішак · d4 білий пішак · a2 білий пішак · b2 білий пішак · f2 білий пішак · g2 білий пішак · h2 білий пішак | a7 чорний пішак · b7 чорний пішак · f7 чорний пішак · g7 чорний пішак · h7 чорний пішак · e6 чорний пішак · c5 білий пішак · d5 чорний пішак · d4 білий пішак · a2 білий пішак · b2 білий пішак · f2 білий пішак · g2 білий пішак · h2 білий пішак | 2 |
| 1 | a7 чорний пішак · b7 чорний пішак · f7 чорний пішак · g7 чорний пішак · h7 чорний пішак · e6 чорний пішак · c5 білий пішак · d5 чорний пішак · d4 білий пішак · a2 білий пішак · b2 білий пішак · f2 білий пішак · g2 білий пішак · h2 білий пішак | a7 чорний пішак · b7 чорний пішак · f7 чорний пішак · g7 чорний пішак · h7 чорний пішак · e6 чорний пішак · c5 білий пішак · d5 чорний пішак · d4 білий пішак · a2 білий пішак · b2 білий пішак · f2 білий пішак · g2 білий пішак · h2 білий пішак | a7 чорний пішак · b7 чорний пішак · f7 чорний пішак · g7 чорний пішак · h7 чорний пішак · e6 чорний пішак · c5 білий пішак · d5 чорний пішак · d4 білий пішак · a2 білий пішак · b2 білий пішак · f2 білий пішак · g2 білий пішак · h2 білий пішак | a7 чорний пішак · b7 чорний пішак · f7 чорний пішак · g7 чорний пішак · h7 чорний пішак · e6 чорний пішак · c5 білий пішак · d5 чорний пішак · d4 білий пішак · a2 білий пішак · b2 білий пішак · f2 білий пішак · g2 білий пішак · h2 білий пішак | a7 чорний пішак · b7 чорний пішак · f7 чорний пішак · g7 чорний пішак · h7 чорний пішак · e6 чорний пішак · c5 білий пішак · d5 чорний пішак · d4 білий пішак · a2 білий пішак · b2 білий пішак · f2 білий пішак · g2 білий пішак · h2 білий пішак | a7 чорний пішак · b7 чорний пішак · f7 чорний пішак · g7 чорний пішак · h7 чорний пішак · e6 чорний пішак · c5 білий пішак · d5 чорний пішак · d4 білий пішак · a2 білий пішак · b2 білий пішак · f2 білий пішак · g2 білий пішак · h2 білий пішак | a7 чорний пішак · b7 чорний пішак · f7 чорний пішак · g7 чорний пішак · h7 чорний пішак · e6 чорний пішак · c5 білий пішак · d5 чорний пішак · d4 білий пішак · a2 білий пішак · b2 білий пішак · f2 білий пішак · g2 білий пішак · h2 білий пішак | a7 чорний пішак · b7 чорний пішак · f7 чорний пішак · g7 чорний пішак · h7 чорний пішак · e6 чорний пішак · c5 білий пішак · d5 чорний пішак · d4 білий пішак · a2 білий пішак · b2 білий пішак · f2 білий пішак · g2 білий пішак · h2 білий пішак | 1 |
|   | a | b | c | d | e | f | g | h |   |

### Структура Панова
Дебюти: перш за все: відхилений Ферзевий гамбіт, захист Каро—Канн. Інші: захист Алехіна, захист тарраша у відхиленому ферзевому гамбіті (обернені кольори).
Характер: напіввідкрита, динамічна гра.
Теми для білих: Використання темних квадратів, форпост d6; пішакова більшість на ферзевому фланзі в ендшпілі з просунутим пішаком.
Теми для чорних: форпост e4, атака на королівському фланзі, надмірне навантаження на пішака білих, прориви e6-e5 і b7-b5.
|   | a | b | c | d | e | f | g | h |   |
| 8 | a7 чорний пішак · b7 чорний пішак · c7 чорний пішак · g7 чорний пішак · h7 чорний пішак · e6 чорний пішак · d5 чорний пішак · f5 чорний пішак · d4 білий пішак · f4 білий пішак · e3 білий пішак · a2 білий пішак · b2 білий пішак · c2 білий пішак · g2 білий пішак · h2 білий пішак | a7 чорний пішак · b7 чорний пішак · c7 чорний пішак · g7 чорний пішак · h7 чорний пішак · e6 чорний пішак · d5 чорний пішак · f5 чорний пішак · d4 білий пішак · f4 білий пішак · e3 білий пішак · a2 білий пішак · b2 білий пішак · c2 білий пішак · g2 білий пішак · h2 білий пішак | a7 чорний пішак · b7 чорний пішак · c7 чорний пішак · g7 чорний пішак · h7 чорний пішак · e6 чорний пішак · d5 чорний пішак · f5 чорний пішак · d4 білий пішак · f4 білий пішак · e3 білий пішак · a2 білий пішак · b2 білий пішак · c2 білий пішак · g2 білий пішак · h2 білий пішак | a7 чорний пішак · b7 чорний пішак · c7 чорний пішак · g7 чорний пішак · h7 чорний пішак · e6 чорний пішак · d5 чорний пішак · f5 чорний пішак · d4 білий пішак · f4 білий пішак · e3 білий пішак · a2 білий пішак · b2 білий пішак · c2 білий пішак · g2 білий пішак · h2 білий пішак | a7 чорний пішак · b7 чорний пішак · c7 чорний пішак · g7 чорний пішак · h7 чорний пішак · e6 чорний пішак · d5 чорний пішак · f5 чорний пішак · d4 білий пішак · f4 білий пішак · e3 білий пішак · a2 білий пішак · b2 білий пішак · c2 білий пішак · g2 білий пішак · h2 білий пішак | a7 чорний пішак · b7 чорний пішак · c7 чорний пішак · g7 чорний пішак · h7 чорний пішак · e6 чорний пішак · d5 чорний пішак · f5 чорний пішак · d4 білий пішак · f4 білий пішак · e3 білий пішак · a2 білий пішак · b2 білий пішак · c2 білий пішак · g2 білий пішак · h2 білий пішак | a7 чорний пішак · b7 чорний пішак · c7 чорний пішак · g7 чорний пішак · h7 чорний пішак · e6 чорний пішак · d5 чорний пішак · f5 чорний пішак · d4 білий пішак · f4 білий пішак · e3 білий пішак · a2 білий пішак · b2 білий пішак · c2 білий пішак · g2 білий пішак · h2 білий пішак | a7 чорний пішак · b7 чорний пішак · c7 чорний пішак · g7 чорний пішак · h7 чорний пішак · e6 чорний пішак · d5 чорний пішак · f5 чорний пішак · d4 білий пішак · f4 білий пішак · e3 білий пішак · a2 білий пішак · b2 білий пішак · c2 білий пішак · g2 білий пішак · h2 білий пішак | 8 |
| 7 | a7 чорний пішак · b7 чорний пішак · c7 чорний пішак · g7 чорний пішак · h7 чорний пішак · e6 чорний пішак · d5 чорний пішак · f5 чорний пішак · d4 білий пішак · f4 білий пішак · e3 білий пішак · a2 білий пішак · b2 білий пішак · c2 білий пішак · g2 білий пішак · h2 білий пішак | a7 чорний пішак · b7 чорний пішак · c7 чорний пішак · g7 чорний пішак · h7 чорний пішак · e6 чорний пішак · d5 чорний пішак · f5 чорний пішак · d4 білий пішак · f4 білий пішак · e3 білий пішак · a2 білий пішак · b2 білий пішак · c2 білий пішак · g2 білий пішак · h2 білий пішак | a7 чорний пішак · b7 чорний пішак · c7 чорний пішак · g7 чорний пішак · h7 чорний пішак · e6 чорний пішак · d5 чорний пішак · f5 чорний пішак · d4 білий пішак · f4 білий пішак · e3 білий пішак · a2 білий пішак · b2 білий пішак · c2 білий пішак · g2 білий пішак · h2 білий пішак | a7 чорний пішак · b7 чорний пішак · c7 чорний пішак · g7 чорний пішак · h7 чорний пішак · e6 чорний пішак · d5 чорний пішак · f5 чорний пішак · d4 білий пішак · f4 білий пішак · e3 білий пішак · a2 білий пішак · b2 білий пішак · c2 білий пішак · g2 білий пішак · h2 білий пішак | a7 чорний пішак · b7 чорний пішак · c7 чорний пішак · g7 чорний пішак · h7 чорний пішак · e6 чорний пішак · d5 чорний пішак · f5 чорний пішак · d4 білий пішак · f4 білий пішак · e3 білий пішак · a2 білий пішак · b2 білий пішак · c2 білий пішак · g2 білий пішак · h2 білий пішак | a7 чорний пішак · b7 чорний пішак · c7 чорний пішак · g7 чорний пішак · h7 чорний пішак · e6 чорний пішак · d5 чорний пішак · f5 чорний пішак · d4 білий пішак · f4 білий пішак · e3 білий пішак · a2 білий пішак · b2 білий пішак · c2 білий пішак · g2 білий пішак · h2 білий пішак | a7 чорний пішак · b7 чорний пішак · c7 чорний пішак · g7 чорний пішак · h7 чорний пішак · e6 чорний пішак · d5 чорний пішак · f5 чорний пішак · d4 білий пішак · f4 білий пішак · e3 білий пішак · a2 білий пішак · b2 білий пішак · c2 білий пішак · g2 білий пішак · h2 білий пішак | a7 чорний пішак · b7 чорний пішак · c7 чорний пішак · g7 чорний пішак · h7 чорний пішак · e6 чорний пішак · d5 чорний пішак · f5 чорний пішак · d4 білий пішак · f4 білий пішак · e3 білий пішак · a2 білий пішак · b2 білий пішак · c2 білий пішак · g2 білий пішак · h2 білий пішак | 7 |
| 6 | a7 чорний пішак · b7 чорний пішак · c7 чорний пішак · g7 чорний пішак · h7 чорний пішак · e6 чорний пішак · d5 чорний пішак · f5 чорний пішак · d4 білий пішак · f4 білий пішак · e3 білий пішак · a2 білий пішак · b2 білий пішак · c2 білий пішак · g2 білий пішак · h2 білий пішак | a7 чорний пішак · b7 чорний пішак · c7 чорний пішак · g7 чорний пішак · h7 чорний пішак · e6 чорний пішак · d5 чорний пішак · f5 чорний пішак · d4 білий пішак · f4 білий пішак · e3 білий пішак · a2 білий пішак · b2 білий пішак · c2 білий пішак · g2 білий пішак · h2 білий пішак | a7 чорний пішак · b7 чорний пішак · c7 чорний пішак · g7 чорний пішак · h7 чорний пішак · e6 чорний пішак · d5 чорний пішак · f5 чорний пішак · d4 білий пішак · f4 білий пішак · e3 білий пішак · a2 білий пішак · b2 білий пішак · c2 білий пішак · g2 білий пішак · h2 білий пішак | a7 чорний пішак · b7 чорний пішак · c7 чорний пішак · g7 чорний пішак · h7 чорний пішак · e6 чорний пішак · d5 чорний пішак · f5 чорний пішак · d4 білий пішак · f4 білий пішак · e3 білий пішак · a2 білий пішак · b2 білий пішак · c2 білий пішак · g2 білий пішак · h2 білий пішак | a7 чорний пішак · b7 чорний пішак · c7 чорний пішак · g7 чорний пішак · h7 чорний пішак · e6 чорний пішак · d5 чорний пішак · f5 чорний пішак · d4 білий пішак · f4 білий пішак · e3 білий пішак · a2 білий пішак · b2 білий пішак · c2 білий пішак · g2 білий пішак · h2 білий пішак | a7 чорний пішак · b7 чорний пішак · c7 чорний пішак · g7 чорний пішак · h7 чорний пішак · e6 чорний пішак · d5 чорний пішак · f5 чорний пішак · d4 білий пішак · f4 білий пішак · e3 білий пішак · a2 білий пішак · b2 білий пішак · c2 білий пішак · g2 білий пішак · h2 білий пішак | a7 чорний пішак · b7 чорний пішак · c7 чорний пішак · g7 чорний пішак · h7 чорний пішак · e6 чорний пішак · d5 чорний пішак · f5 чорний пішак · d4 білий пішак · f4 білий пішак · e3 білий пішак · a2 білий пішак · b2 білий пішак · c2 білий пішак · g2 білий пішак · h2 білий пішак | a7 чорний пішак · b7 чорний пішак · c7 чорний пішак · g7 чорний пішак · h7 чорний пішак · e6 чорний пішак · d5 чорний пішак · f5 чорний пішак · d4 білий пішак · f4 білий пішак · e3 білий пішак · a2 білий пішак · b2 білий пішак · c2 білий пішак · g2 білий пішак · h2 білий пішак | 6 |
| 5 | a7 чорний пішак · b7 чорний пішак · c7 чорний пішак · g7 чорний пішак · h7 чорний пішак · e6 чорний пішак · d5 чорний пішак · f5 чорний пішак · d4 білий пішак · f4 білий пішак · e3 білий пішак · a2 білий пішак · b2 білий пішак · c2 білий пішак · g2 білий пішак · h2 білий пішак | a7 чорний пішак · b7 чорний пішак · c7 чорний пішак · g7 чорний пішак · h7 чорний пішак · e6 чорний пішак · d5 чорний пішак · f5 чорний пішак · d4 білий пішак · f4 білий пішак · e3 білий пішак · a2 білий пішак · b2 білий пішак · c2 білий пішак · g2 білий пішак · h2 білий пішак | a7 чорний пішак · b7 чорний пішак · c7 чорний пішак · g7 чорний пішак · h7 чорний пішак · e6 чорний пішак · d5 чорний пішак · f5 чорний пішак · d4 білий пішак · f4 білий пішак · e3 білий пішак · a2 білий пішак · b2 білий пішак · c2 білий пішак · g2 білий пішак · h2 білий пішак | a7 чорний пішак · b7 чорний пішак · c7 чорний пішак · g7 чорний пішак · h7 чорний пішак · e6 чорний пішак · d5 чорний пішак · f5 чорний пішак · d4 білий пішак · f4 білий пішак · e3 білий пішак · a2 білий пішак · b2 білий пішак · c2 білий пішак · g2 білий пішак · h2 білий пішак | a7 чорний пішак · b7 чорний пішак · c7 чорний пішак · g7 чорний пішак · h7 чорний пішак · e6 чорний пішак · d5 чорний пішак · f5 чорний пішак · d4 білий пішак · f4 білий пішак · e3 білий пішак · a2 білий пішак · b2 білий пішак · c2 білий пішак · g2 білий пішак · h2 білий пішак | a7 чорний пішак · b7 чорний пішак · c7 чорний пішак · g7 чорний пішак · h7 чорний пішак · e6 чорний пішак · d5 чорний пішак · f5 чорний пішак · d4 білий пішак · f4 білий пішак · e3 білий пішак · a2 білий пішак · b2 білий пішак · c2 білий пішак · g2 білий пішак · h2 білий пішак | a7 чорний пішак · b7 чорний пішак · c7 чорний пішак · g7 чорний пішак · h7 чорний пішак · e6 чорний пішак · d5 чорний пішак · f5 чорний пішак · d4 білий пішак · f4 білий пішак · e3 білий пішак · a2 білий пішак · b2 білий пішак · c2 білий пішак · g2 білий пішак · h2 білий пішак | a7 чорний пішак · b7 чорний пішак · c7 чорний пішак · g7 чорний пішак · h7 чорний пішак · e6 чорний пішак · d5 чорний пішак · f5 чорний пішак · d4 білий пішак · f4 білий пішак · e3 білий пішак · a2 білий пішак · b2 білий пішак · c2 білий пішак · g2 білий пішак · h2 білий пішак | 5 |
| 4 | a7 чорний пішак · b7 чорний пішак · c7 чорний пішак · g7 чорний пішак · h7 чорний пішак · e6 чорний пішак · d5 чорний пішак · f5 чорний пішак · d4 білий пішак · f4 білий пішак · e3 білий пішак · a2 білий пішак · b2 білий пішак · c2 білий пішак · g2 білий пішак · h2 білий пішак | a7 чорний пішак · b7 чорний пішак · c7 чорний пішак · g7 чорний пішак · h7 чорний пішак · e6 чорний пішак · d5 чорний пішак · f5 чорний пішак · d4 білий пішак · f4 білий пішак · e3 білий пішак · a2 білий пішак · b2 білий пішак · c2 білий пішак · g2 білий пішак · h2 білий пішак | a7 чорний пішак · b7 чорний пішак · c7 чорний пішак · g7 чорний пішак · h7 чорний пішак · e6 чорний пішак · d5 чорний пішак · f5 чорний пішак · d4 білий пішак · f4 білий пішак · e3 білий пішак · a2 білий пішак · b2 білий пішак · c2 білий пішак · g2 білий пішак · h2 білий пішак | a7 чорний пішак · b7 чорний пішак · c7 чорний пішак · g7 чорний пішак · h7 чорний пішак · e6 чорний пішак · d5 чорний пішак · f5 чорний пішак · d4 білий пішак · f4 білий пішак · e3 білий пішак · a2 білий пішак · b2 білий пішак · c2 білий пішак · g2 білий пішак · h2 білий пішак | a7 чорний пішак · b7 чорний пішак · c7 чорний пішак · g7 чорний пішак · h7 чорний пішак · e6 чорний пішак · d5 чорний пішак · f5 чорний пішак · d4 білий пішак · f4 білий пішак · e3 білий пішак · a2 білий пішак · b2 білий пішак · c2 білий пішак · g2 білий пішак · h2 білий пішак | a7 чорний пішак · b7 чорний пішак · c7 чорний пішак · g7 чорний пішак · h7 чорний пішак · e6 чорний пішак · d5 чорний пішак · f5 чорний пішак · d4 білий пішак · f4 білий пішак · e3 білий пішак · a2 білий пішак · b2 білий пішак · c2 білий пішак · g2 білий пішак · h2 білий пішак | a7 чорний пішак · b7 чорний пішак · c7 чорний пішак · g7 чорний пішак · h7 чорний пішак · e6 чорний пішак · d5 чорний пішак · f5 чорний пішак · d4 білий пішак · f4 білий пішак · e3 білий пішак · a2 білий пішак · b2 білий пішак · c2 білий пішак · g2 білий пішак · h2 білий пішак | a7 чорний пішак · b7 чорний пішак · c7 чорний пішак · g7 чорний пішак · h7 чорний пішак · e6 чорний пішак · d5 чорний пішак · f5 чорний пішак · d4 білий пішак · f4 білий пішак · e3 білий пішак · a2 білий пішак · b2 білий пішак · c2 білий пішак · g2 білий пішак · h2 білий пішак | 4 |
| 3 | a7 чорний пішак · b7 чорний пішак · c7 чорний пішак · g7 чорний пішак · h7 чорний пішак · e6 чорний пішак · d5 чорний пішак · f5 чорний пішак · d4 білий пішак · f4 білий пішак · e3 білий пішак · a2 білий пішак · b2 білий пішак · c2 білий пішак · g2 білий пішак · h2 білий пішак | a7 чорний пішак · b7 чорний пішак · c7 чорний пішак · g7 чорний пішак · h7 чорний пішак · e6 чорний пішак · d5 чорний пішак · f5 чорний пішак · d4 білий пішак · f4 білий пішак · e3 білий пішак · a2 білий пішак · b2 білий пішак · c2 білий пішак · g2 білий пішак · h2 білий пішак | a7 чорний пішак · b7 чорний пішак · c7 чорний пішак · g7 чорний пішак · h7 чорний пішак · e6 чорний пішак · d5 чорний пішак · f5 чорний пішак · d4 білий пішак · f4 білий пішак · e3 білий пішак · a2 білий пішак · b2 білий пішак · c2 білий пішак · g2 білий пішак · h2 білий пішак | a7 чорний пішак · b7 чорний пішак · c7 чорний пішак · g7 чорний пішак · h7 чорний пішак · e6 чорний пішак · d5 чорний пішак · f5 чорний пішак · d4 білий пішак · f4 білий пішак · e3 білий пішак · a2 білий пішак · b2 білий пішак · c2 білий пішак · g2 білий пішак · h2 білий пішак | a7 чорний пішак · b7 чорний пішак · c7 чорний пішак · g7 чорний пішак · h7 чорний пішак · e6 чорний пішак · d5 чорний пішак · f5 чорний пішак · d4 білий пішак · f4 білий пішак · e3 білий пішак · a2 білий пішак · b2 білий пішак · c2 білий пішак · g2 білий пішак · h2 білий пішак | a7 чорний пішак · b7 чорний пішак · c7 чорний пішак · g7 чорний пішак · h7 чорний пішак · e6 чорний пішак · d5 чорний пішак · f5 чорний пішак · d4 білий пішак · f4 білий пішак · e3 білий пішак · a2 білий пішак · b2 білий пішак · c2 білий пішак · g2 білий пішак · h2 білий пішак | a7 чорний пішак · b7 чорний пішак · c7 чорний пішак · g7 чорний пішак · h7 чорний пішак · e6 чорний пішак · d5 чорний пішак · f5 чорний пішак · d4 білий пішак · f4 білий пішак · e3 білий пішак · a2 білий пішак · b2 білий пішак · c2 білий пішак · g2 білий пішак · h2 білий пішак | a7 чорний пішак · b7 чорний пішак · c7 чорний пішак · g7 чорний пішак · h7 чорний пішак · e6 чорний пішак · d5 чорний пішак · f5 чорний пішак · d4 білий пішак · f4 білий пішак · e3 білий пішак · a2 білий пішак · b2 білий пішак · c2 білий пішак · g2 білий пішак · h2 білий пішак | 3 |
| 2 | a7 чорний пішак · b7 чорний пішак · c7 чорний пішак · g7 чорний пішак · h7 чорний пішак · e6 чорний пішак · d5 чорний пішак · f5 чорний пішак · d4 білий пішак · f4 білий пішак · e3 білий пішак · a2 білий пішак · b2 білий пішак · c2 білий пішак · g2 білий пішак · h2 білий пішак | a7 чорний пішак · b7 чорний пішак · c7 чорний пішак · g7 чорний пішак · h7 чорний пішак · e6 чорний пішак · d5 чорний пішак · f5 чорний пішак · d4 білий пішак · f4 білий пішак · e3 білий пішак · a2 білий пішак · b2 білий пішак · c2 білий пішак · g2 білий пішак · h2 білий пішак | a7 чорний пішак · b7 чорний пішак · c7 чорний пішак · g7 чорний пішак · h7 чорний пішак · e6 чорний пішак · d5 чорний пішак · f5 чорний пішак · d4 білий пішак · f4 білий пішак · e3 білий пішак · a2 білий пішак · b2 білий пішак · c2 білий пішак · g2 білий пішак · h2 білий пішак | a7 чорний пішак · b7 чорний пішак · c7 чорний пішак · g7 чорний пішак · h7 чорний пішак · e6 чорний пішак · d5 чорний пішак · f5 чорний пішак · d4 білий пішак · f4 білий пішак · e3 білий пішак · a2 білий пішак · b2 білий пішак · c2 білий пішак · g2 білий пішак · h2 білий пішак | a7 чорний пішак · b7 чорний пішак · c7 чорний пішак · g7 чорний пішак · h7 чорний пішак · e6 чорний пішак · d5 чорний пішак · f5 чорний пішак · d4 білий пішак · f4 білий пішак · e3 білий пішак · a2 білий пішак · b2 білий пішак · c2 білий пішак · g2 білий пішак · h2 білий пішак | a7 чорний пішак · b7 чорний пішак · c7 чорний пішак · g7 чорний пішак · h7 чорний пішак · e6 чорний пішак · d5 чорний пішак · f5 чорний пішак · d4 білий пішак · f4 білий пішак · e3 білий пішак · a2 білий пішак · b2 білий пішак · c2 білий пішак · g2 білий пішак · h2 білий пішак | a7 чорний пішак · b7 чорний пішак · c7 чорний пішак · g7 чорний пішак · h7 чорний пішак · e6 чорний пішак · d5 чорний пішак · f5 чорний пішак · d4 білий пішак · f4 білий пішак · e3 білий пішак · a2 білий пішак · b2 білий пішак · c2 білий пішак · g2 білий пішак · h2 білий пішак | a7 чорний пішак · b7 чорний пішак · c7 чорний пішак · g7 чорний пішак · h7 чорний пішак · e6 чорний пішак · d5 чорний пішак · f5 чорний пішак · d4 білий пішак · f4 білий пішак · e3 білий пішак · a2 білий пішак · b2 білий пішак · c2 білий пішак · g2 білий пішак · h2 білий пішак | 2 |
| 1 | a7 чорний пішак · b7 чорний пішак · c7 чорний пішак · g7 чорний пішак · h7 чорний пішак · e6 чорний пішак · d5 чорний пішак · f5 чорний пішак · d4 білий пішак · f4 білий пішак · e3 білий пішак · a2 білий пішак · b2 білий пішак · c2 білий пішак · g2 білий пішак · h2 білий пішак | a7 чорний пішак · b7 чорний пішак · c7 чорний пішак · g7 чорний пішак · h7 чорний пішак · e6 чорний пішак · d5 чорний пішак · f5 чорний пішак · d4 білий пішак · f4 білий пішак · e3 білий пішак · a2 білий пішак · b2 білий пішак · c2 білий пішак · g2 білий пішак · h2 білий пішак | a7 чорний пішак · b7 чорний пішак · c7 чорний пішак · g7 чорний пішак · h7 чорний пішак · e6 чорний пішак · d5 чорний пішак · f5 чорний пішак · d4 білий пішак · f4 білий пішак · e3 білий пішак · a2 білий пішак · b2 білий пішак · c2 білий пішак · g2 білий пішак · h2 білий пішак | a7 чорний пішак · b7 чорний пішак · c7 чорний пішак · g7 чорний пішак · h7 чорний пішак · e6 чорний пішак · d5 чорний пішак · f5 чорний пішак · d4 білий пішак · f4 білий пішак · e3 білий пішак · a2 білий пішак · b2 білий пішак · c2 білий пішак · g2 білий пішак · h2 білий пішак | a7 чорний пішак · b7 чорний пішак · c7 чорний пішак · g7 чорний пішак · h7 чорний пішак · e6 чорний пішак · d5 чорний пішак · f5 чорний пішак · d4 білий пішак · f4 білий пішак · e3 білий пішак · a2 білий пішак · b2 білий пішак · c2 білий пішак · g2 білий пішак · h2 білий пішак | a7 чорний пішак · b7 чорний пішак · c7 чорний пішак · g7 чорний пішак · h7 чорний пішак · e6 чорний пішак · d5 чорний пішак · f5 чорний пішак · d4 білий пішак · f4 білий пішак · e3 білий пішак · a2 білий пішак · b2 білий пішак · c2 білий пішак · g2 білий пішак · h2 білий пішак | a7 чорний пішак · b7 чорний пішак · c7 чорний пішак · g7 чорний пішак · h7 чорний пішак · e6 чорний пішак · d5 чорний пішак · f5 чорний пішак · d4 білий пішак · f4 білий пішак · e3 білий пішак · a2 білий пішак · b2 білий пішак · c2 білий пішак · g2 білий пішак · h2 білий пішак | a7 чорний пішак · b7 чорний пішак · c7 чорний пішак · g7 чорний пішак · h7 чорний пішак · e6 чорний пішак · d5 чорний пішак · f5 чорний пішак · d4 білий пішак · f4 білий пішак · e3 білий пішак · a2 білий пішак · b2 білий пішак · c2 білий пішак · g2 білий пішак · h2 білий пішак | 1 |
|   | a | b | c | d | e | f | g | h |   |

### Структура кам'яної стіни
Дебюти: перш за все: голландський захист. Інші: система Колле, англійський початок.
Характер: закрита гра, неускладнена стратегія.
Теми: розмін "поганого" слона, форпости на e4/e5, прориви по вертикалях c і g.
Гравці повинні ретельно проаналізувати, як чином побити на e4/e5, оскільки це порушує симетрію пішакової структури й створює стратегічні тонкощі. Ця структура також виникає в одному з підходів Ботвинника до англійського початку. Додавання типового білого фіанкетто королівського слона до цієї структури забезпечує значний тиск по великій діагоналі, і, зазвичай готує прорив f2-f4-f5.
|   | a | b | c | d | e | f | g | h |   |
| 8 | a7 чорний пішак · b7 чорний пішак · e7 чорний пішак · f7 чорний пішак · g7 чорний пішак · h7 чорний пішак · d6 чорний пішак · c5 чорний пішак · e4 білий пішак · d3 білий пішак · a2 білий пішак · b2 білий пішак · c2 білий пішак · f2 білий пішак · g2 білий пішак · h2 білий пішак | a7 чорний пішак · b7 чорний пішак · e7 чорний пішак · f7 чорний пішак · g7 чорний пішак · h7 чорний пішак · d6 чорний пішак · c5 чорний пішак · e4 білий пішак · d3 білий пішак · a2 білий пішак · b2 білий пішак · c2 білий пішак · f2 білий пішак · g2 білий пішак · h2 білий пішак | a7 чорний пішак · b7 чорний пішак · e7 чорний пішак · f7 чорний пішак · g7 чорний пішак · h7 чорний пішак · d6 чорний пішак · c5 чорний пішак · e4 білий пішак · d3 білий пішак · a2 білий пішак · b2 білий пішак · c2 білий пішак · f2 білий пішак · g2 білий пішак · h2 білий пішак | a7 чорний пішак · b7 чорний пішак · e7 чорний пішак · f7 чорний пішак · g7 чорний пішак · h7 чорний пішак · d6 чорний пішак · c5 чорний пішак · e4 білий пішак · d3 білий пішак · a2 білий пішак · b2 білий пішак · c2 білий пішак · f2 білий пішак · g2 білий пішак · h2 білий пішак | a7 чорний пішак · b7 чорний пішак · e7 чорний пішак · f7 чорний пішак · g7 чорний пішак · h7 чорний пішак · d6 чорний пішак · c5 чорний пішак · e4 білий пішак · d3 білий пішак · a2 білий пішак · b2 білий пішак · c2 білий пішак · f2 білий пішак · g2 білий пішак · h2 білий пішак | a7 чорний пішак · b7 чорний пішак · e7 чорний пішак · f7 чорний пішак · g7 чорний пішак · h7 чорний пішак · d6 чорний пішак · c5 чорний пішак · e4 білий пішак · d3 білий пішак · a2 білий пішак · b2 білий пішак · c2 білий пішак · f2 білий пішак · g2 білий пішак · h2 білий пішак | a7 чорний пішак · b7 чорний пішак · e7 чорний пішак · f7 чорний пішак · g7 чорний пішак · h7 чорний пішак · d6 чорний пішак · c5 чорний пішак · e4 білий пішак · d3 білий пішак · a2 білий пішак · b2 білий пішак · c2 білий пішак · f2 білий пішак · g2 білий пішак · h2 білий пішак | a7 чорний пішак · b7 чорний пішак · e7 чорний пішак · f7 чорний пішак · g7 чорний пішак · h7 чорний пішак · d6 чорний пішак · c5 чорний пішак · e4 білий пішак · d3 білий пішак · a2 білий пішак · b2 білий пішак · c2 білий пішак · f2 білий пішак · g2 білий пішак · h2 білий пішак | 8 |
| 7 | a7 чорний пішак · b7 чорний пішак · e7 чорний пішак · f7 чорний пішак · g7 чорний пішак · h7 чорний пішак · d6 чорний пішак · c5 чорний пішак · e4 білий пішак · d3 білий пішак · a2 білий пішак · b2 білий пішак · c2 білий пішак · f2 білий пішак · g2 білий пішак · h2 білий пішак | a7 чорний пішак · b7 чорний пішак · e7 чорний пішак · f7 чорний пішак · g7 чорний пішак · h7 чорний пішак · d6 чорний пішак · c5 чорний пішак · e4 білий пішак · d3 білий пішак · a2 білий пішак · b2 білий пішак · c2 білий пішак · f2 білий пішак · g2 білий пішак · h2 білий пішак | a7 чорний пішак · b7 чорний пішак · e7 чорний пішак · f7 чорний пішак · g7 чорний пішак · h7 чорний пішак · d6 чорний пішак · c5 чорний пішак · e4 білий пішак · d3 білий пішак · a2 білий пішак · b2 білий пішак · c2 білий пішак · f2 білий пішак · g2 білий пішак · h2 білий пішак | a7 чорний пішак · b7 чорний пішак · e7 чорний пішак · f7 чорний пішак · g7 чорний пішак · h7 чорний пішак · d6 чорний пішак · c5 чорний пішак · e4 білий пішак · d3 білий пішак · a2 білий пішак · b2 білий пішак · c2 білий пішак · f2 білий пішак · g2 білий пішак · h2 білий пішак | a7 чорний пішак · b7 чорний пішак · e7 чорний пішак · f7 чорний пішак · g7 чорний пішак · h7 чорний пішак · d6 чорний пішак · c5 чорний пішак · e4 білий пішак · d3 білий пішак · a2 білий пішак · b2 білий пішак · c2 білий пішак · f2 білий пішак · g2 білий пішак · h2 білий пішак | a7 чорний пішак · b7 чорний пішак · e7 чорний пішак · f7 чорний пішак · g7 чорний пішак · h7 чорний пішак · d6 чорний пішак · c5 чорний пішак · e4 білий пішак · d3 білий пішак · a2 білий пішак · b2 білий пішак · c2 білий пішак · f2 білий пішак · g2 білий пішак · h2 білий пішак | a7 чорний пішак · b7 чорний пішак · e7 чорний пішак · f7 чорний пішак · g7 чорний пішак · h7 чорний пішак · d6 чорний пішак · c5 чорний пішак · e4 білий пішак · d3 білий пішак · a2 білий пішак · b2 білий пішак · c2 білий пішак · f2 білий пішак · g2 білий пішак · h2 білий пішак | a7 чорний пішак · b7 чорний пішак · e7 чорний пішак · f7 чорний пішак · g7 чорний пішак · h7 чорний пішак · d6 чорний пішак · c5 чорний пішак · e4 білий пішак · d3 білий пішак · a2 білий пішак · b2 білий пішак · c2 білий пішак · f2 білий пішак · g2 білий пішак · h2 білий пішак | 7 |
| 6 | a7 чорний пішак · b7 чорний пішак · e7 чорний пішак · f7 чорний пішак · g7 чорний пішак · h7 чорний пішак · d6 чорний пішак · c5 чорний пішак · e4 білий пішак · d3 білий пішак · a2 білий пішак · b2 білий пішак · c2 білий пішак · f2 білий пішак · g2 білий пішак · h2 білий пішак | a7 чорний пішак · b7 чорний пішак · e7 чорний пішак · f7 чорний пішак · g7 чорний пішак · h7 чорний пішак · d6 чорний пішак · c5 чорний пішак · e4 білий пішак · d3 білий пішак · a2 білий пішак · b2 білий пішак · c2 білий пішак · f2 білий пішак · g2 білий пішак · h2 білий пішак | a7 чорний пішак · b7 чорний пішак · e7 чорний пішак · f7 чорний пішак · g7 чорний пішак · h7 чорний пішак · d6 чорний пішак · c5 чорний пішак · e4 білий пішак · d3 білий пішак · a2 білий пішак · b2 білий пішак · c2 білий пішак · f2 білий пішак · g2 білий пішак · h2 білий пішак | a7 чорний пішак · b7 чорний пішак · e7 чорний пішак · f7 чорний пішак · g7 чорний пішак · h7 чорний пішак · d6 чорний пішак · c5 чорний пішак · e4 білий пішак · d3 білий пішак · a2 білий пішак · b2 білий пішак · c2 білий пішак · f2 білий пішак · g2 білий пішак · h2 білий пішак | a7 чорний пішак · b7 чорний пішак · e7 чорний пішак · f7 чорний пішак · g7 чорний пішак · h7 чорний пішак · d6 чорний пішак · c5 чорний пішак · e4 білий пішак · d3 білий пішак · a2 білий пішак · b2 білий пішак · c2 білий пішак · f2 білий пішак · g2 білий пішак · h2 білий пішак | a7 чорний пішак · b7 чорний пішак · e7 чорний пішак · f7 чорний пішак · g7 чорний пішак · h7 чорний пішак · d6 чорний пішак · c5 чорний пішак · e4 білий пішак · d3 білий пішак · a2 білий пішак · b2 білий пішак · c2 білий пішак · f2 білий пішак · g2 білий пішак · h2 білий пішак | a7 чорний пішак · b7 чорний пішак · e7 чорний пішак · f7 чорний пішак · g7 чорний пішак · h7 чорний пішак · d6 чорний пішак · c5 чорний пішак · e4 білий пішак · d3 білий пішак · a2 білий пішак · b2 білий пішак · c2 білий пішак · f2 білий пішак · g2 білий пішак · h2 білий пішак | a7 чорний пішак · b7 чорний пішак · e7 чорний пішак · f7 чорний пішак · g7 чорний пішак · h7 чорний пішак · d6 чорний пішак · c5 чорний пішак · e4 білий пішак · d3 білий пішак · a2 білий пішак · b2 білий пішак · c2 білий пішак · f2 білий пішак · g2 білий пішак · h2 білий пішак | 6 |
| 5 | a7 чорний пішак · b7 чорний пішак · e7 чорний пішак · f7 чорний пішак · g7 чорний пішак · h7 чорний пішак · d6 чорний пішак · c5 чорний пішак · e4 білий пішак · d3 білий пішак · a2 білий пішак · b2 білий пішак · c2 білий пішак · f2 білий пішак · g2 білий пішак · h2 білий пішак | a7 чорний пішак · b7 чорний пішак · e7 чорний пішак · f7 чорний пішак · g7 чорний пішак · h7 чорний пішак · d6 чорний пішак · c5 чорний пішак · e4 білий пішак · d3 білий пішак · a2 білий пішак · b2 білий пішак · c2 білий пішак · f2 білий пішак · g2 білий пішак · h2 білий пішак | a7 чорний пішак · b7 чорний пішак · e7 чорний пішак · f7 чорний пішак · g7 чорний пішак · h7 чорний пішак · d6 чорний пішак · c5 чорний пішак · e4 білий пішак · d3 білий пішак · a2 білий пішак · b2 білий пішак · c2 білий пішак · f2 білий пішак · g2 білий пішак · h2 білий пішак | a7 чорний пішак · b7 чорний пішак · e7 чорний пішак · f7 чорний пішак · g7 чорний пішак · h7 чорний пішак · d6 чорний пішак · c5 чорний пішак · e4 білий пішак · d3 білий пішак · a2 білий пішак · b2 білий пішак · c2 білий пішак · f2 білий пішак · g2 білий пішак · h2 білий пішак | a7 чорний пішак · b7 чорний пішак · e7 чорний пішак · f7 чорний пішак · g7 чорний пішак · h7 чорний пішак · d6 чорний пішак · c5 чорний пішак · e4 білий пішак · d3 білий пішак · a2 білий пішак · b2 білий пішак · c2 білий пішак · f2 білий пішак · g2 білий пішак · h2 білий пішак | a7 чорний пішак · b7 чорний пішак · e7 чорний пішак · f7 чорний пішак · g7 чорний пішак · h7 чорний пішак · d6 чорний пішак · c5 чорний пішак · e4 білий пішак · d3 білий пішак · a2 білий пішак · b2 білий пішак · c2 білий пішак · f2 білий пішак · g2 білий пішак · h2 білий пішак | a7 чорний пішак · b7 чорний пішак · e7 чорний пішак · f7 чорний пішак · g7 чорний пішак · h7 чорний пішак · d6 чорний пішак · c5 чорний пішак · e4 білий пішак · d3 білий пішак · a2 білий пішак · b2 білий пішак · c2 білий пішак · f2 білий пішак · g2 білий пішак · h2 білий пішак | a7 чорний пішак · b7 чорний пішак · e7 чорний пішак · f7 чорний пішак · g7 чорний пішак · h7 чорний пішак · d6 чорний пішак · c5 чорний пішак · e4 білий пішак · d3 білий пішак · a2 білий пішак · b2 білий пішак · c2 білий пішак · f2 білий пішак · g2 білий пішак · h2 білий пішак | 5 |
| 4 | a7 чорний пішак · b7 чорний пішак · e7 чорний пішак · f7 чорний пішак · g7 чорний пішак · h7 чорний пішак · d6 чорний пішак · c5 чорний пішак · e4 білий пішак · d3 білий пішак · a2 білий пішак · b2 білий пішак · c2 білий пішак · f2 білий пішак · g2 білий пішак · h2 білий пішак | a7 чорний пішак · b7 чорний пішак · e7 чорний пішак · f7 чорний пішак · g7 чорний пішак · h7 чорний пішак · d6 чорний пішак · c5 чорний пішак · e4 білий пішак · d3 білий пішак · a2 білий пішак · b2 білий пішак · c2 білий пішак · f2 білий пішак · g2 білий пішак · h2 білий пішак | a7 чорний пішак · b7 чорний пішак · e7 чорний пішак · f7 чорний пішак · g7 чорний пішак · h7 чорний пішак · d6 чорний пішак · c5 чорний пішак · e4 білий пішак · d3 білий пішак · a2 білий пішак · b2 білий пішак · c2 білий пішак · f2 білий пішак · g2 білий пішак · h2 білий пішак | a7 чорний пішак · b7 чорний пішак · e7 чорний пішак · f7 чорний пішак · g7 чорний пішак · h7 чорний пішак · d6 чорний пішак · c5 чорний пішак · e4 білий пішак · d3 білий пішак · a2 білий пішак · b2 білий пішак · c2 білий пішак · f2 білий пішак · g2 білий пішак · h2 білий пішак | a7 чорний пішак · b7 чорний пішак · e7 чорний пішак · f7 чорний пішак · g7 чорний пішак · h7 чорний пішак · d6 чорний пішак · c5 чорний пішак · e4 білий пішак · d3 білий пішак · a2 білий пішак · b2 білий пішак · c2 білий пішак · f2 білий пішак · g2 білий пішак · h2 білий пішак | a7 чорний пішак · b7 чорний пішак · e7 чорний пішак · f7 чорний пішак · g7 чорний пішак · h7 чорний пішак · d6 чорний пішак · c5 чорний пішак · e4 білий пішак · d3 білий пішак · a2 білий пішак · b2 білий пішак · c2 білий пішак · f2 білий пішак · g2 білий пішак · h2 білий пішак | a7 чорний пішак · b7 чорний пішак · e7 чорний пішак · f7 чорний пішак · g7 чорний пішак · h7 чорний пішак · d6 чорний пішак · c5 чорний пішак · e4 білий пішак · d3 білий пішак · a2 білий пішак · b2 білий пішак · c2 білий пішак · f2 білий пішак · g2 білий пішак · h2 білий пішак | a7 чорний пішак · b7 чорний пішак · e7 чорний пішак · f7 чорний пішак · g7 чорний пішак · h7 чорний пішак · d6 чорний пішак · c5 чорний пішак · e4 білий пішак · d3 білий пішак · a2 білий пішак · b2 білий пішак · c2 білий пішак · f2 білий пішак · g2 білий пішак · h2 білий пішак | 4 |
| 3 | a7 чорний пішак · b7 чорний пішак · e7 чорний пішак · f7 чорний пішак · g7 чорний пішак · h7 чорний пішак · d6 чорний пішак · c5 чорний пішак · e4 білий пішак · d3 білий пішак · a2 білий пішак · b2 білий пішак · c2 білий пішак · f2 білий пішак · g2 білий пішак · h2 білий пішак | a7 чорний пішак · b7 чорний пішак · e7 чорний пішак · f7 чорний пішак · g7 чорний пішак · h7 чорний пішак · d6 чорний пішак · c5 чорний пішак · e4 білий пішак · d3 білий пішак · a2 білий пішак · b2 білий пішак · c2 білий пішак · f2 білий пішак · g2 білий пішак · h2 білий пішак | a7 чорний пішак · b7 чорний пішак · e7 чорний пішак · f7 чорний пішак · g7 чорний пішак · h7 чорний пішак · d6 чорний пішак · c5 чорний пішак · e4 білий пішак · d3 білий пішак · a2 білий пішак · b2 білий пішак · c2 білий пішак · f2 білий пішак · g2 білий пішак · h2 білий пішак | a7 чорний пішак · b7 чорний пішак · e7 чорний пішак · f7 чорний пішак · g7 чорний пішак · h7 чорний пішак · d6 чорний пішак · c5 чорний пішак · e4 білий пішак · d3 білий пішак · a2 білий пішак · b2 білий пішак · c2 білий пішак · f2 білий пішак · g2 білий пішак · h2 білий пішак | a7 чорний пішак · b7 чорний пішак · e7 чорний пішак · f7 чорний пішак · g7 чорний пішак · h7 чорний пішак · d6 чорний пішак · c5 чорний пішак · e4 білий пішак · d3 білий пішак · a2 білий пішак · b2 білий пішак · c2 білий пішак · f2 білий пішак · g2 білий пішак · h2 білий пішак | a7 чорний пішак · b7 чорний пішак · e7 чорний пішак · f7 чорний пішак · g7 чорний пішак · h7 чорний пішак · d6 чорний пішак · c5 чорний пішак · e4 білий пішак · d3 білий пішак · a2 білий пішак · b2 білий пішак · c2 білий пішак · f2 білий пішак · g2 білий пішак · h2 білий пішак | a7 чорний пішак · b7 чорний пішак · e7 чорний пішак · f7 чорний пішак · g7 чорний пішак · h7 чорний пішак · d6 чорний пішак · c5 чорний пішак · e4 білий пішак · d3 білий пішак · a2 білий пішак · b2 білий пішак · c2 білий пішак · f2 білий пішак · g2 білий пішак · h2 білий пішак | a7 чорний пішак · b7 чорний пішак · e7 чорний пішак · f7 чорний пішак · g7 чорний пішак · h7 чорний пішак · d6 чорний пішак · c5 чорний пішак · e4 білий пішак · d3 білий пішак · a2 білий пішак · b2 білий пішак · c2 білий пішак · f2 білий пішак · g2 білий пішак · h2 білий пішак | 3 |
| 2 | a7 чорний пішак · b7 чорний пішак · e7 чорний пішак · f7 чорний пішак · g7 чорний пішак · h7 чорний пішак · d6 чорний пішак · c5 чорний пішак · e4 білий пішак · d3 білий пішак · a2 білий пішак · b2 білий пішак · c2 білий пішак · f2 білий пішак · g2 білий пішак · h2 білий пішак | a7 чорний пішак · b7 чорний пішак · e7 чорний пішак · f7 чорний пішак · g7 чорний пішак · h7 чорний пішак · d6 чорний пішак · c5 чорний пішак · e4 білий пішак · d3 білий пішак · a2 білий пішак · b2 білий пішак · c2 білий пішак · f2 білий пішак · g2 білий пішак · h2 білий пішак | a7 чорний пішак · b7 чорний пішак · e7 чорний пішак · f7 чорний пішак · g7 чорний пішак · h7 чорний пішак · d6 чорний пішак · c5 чорний пішак · e4 білий пішак · d3 білий пішак · a2 білий пішак · b2 білий пішак · c2 білий пішак · f2 білий пішак · g2 білий пішак · h2 білий пішак | a7 чорний пішак · b7 чорний пішак · e7 чорний пішак · f7 чорний пішак · g7 чорний пішак · h7 чорний пішак · d6 чорний пішак · c5 чорний пішак · e4 білий пішак · d3 білий пішак · a2 білий пішак · b2 білий пішак · c2 білий пішак · f2 білий пішак · g2 білий пішак · h2 білий пішак | a7 чорний пішак · b7 чорний пішак · e7 чорний пішак · f7 чорний пішак · g7 чорний пішак · h7 чорний пішак · d6 чорний пішак · c5 чорний пішак · e4 білий пішак · d3 білий пішак · a2 білий пішак · b2 білий пішак · c2 білий пішак · f2 білий пішак · g2 білий пішак · h2 білий пішак | a7 чорний пішак · b7 чорний пішак · e7 чорний пішак · f7 чорний пішак · g7 чорний пішак · h7 чорний пішак · d6 чорний пішак · c5 чорний пішак · e4 білий пішак · d3 білий пішак · a2 білий пішак · b2 білий пішак · c2 білий пішак · f2 білий пішак · g2 білий пішак · h2 білий пішак | a7 чорний пішак · b7 чорний пішак · e7 чорний пішак · f7 чорний пішак · g7 чорний пішак · h7 чорний пішак · d6 чорний пішак · c5 чорний пішак · e4 білий пішак · d3 білий пішак · a2 білий пішак · b2 білий пішак · c2 білий пішак · f2 білий пішак · g2 білий пішак · h2 білий пішак | a7 чорний пішак · b7 чорний пішак · e7 чорний пішак · f7 чорний пішак · g7 чорний пішак · h7 чорний пішак · d6 чорний пішак · c5 чорний пішак · e4 білий пішак · d3 білий пішак · a2 білий пішак · b2 білий пішак · c2 білий пішак · f2 білий пішак · g2 білий пішак · h2 білий пішак | 2 |
| 1 | a7 чорний пішак · b7 чорний пішак · e7 чорний пішак · f7 чорний пішак · g7 чорний пішак · h7 чорний пішак · d6 чорний пішак · c5 чорний пішак · e4 білий пішак · d3 білий пішак · a2 білий пішак · b2 білий пішак · c2 білий пішак · f2 білий пішак · g2 білий пішак · h2 білий пішак | a7 чорний пішак · b7 чорний пішак · e7 чорний пішак · f7 чорний пішак · g7 чорний пішак · h7 чорний пішак · d6 чорний пішак · c5 чорний пішак · e4 білий пішак · d3 білий пішак · a2 білий пішак · b2 білий пішак · c2 білий пішак · f2 білий пішак · g2 білий пішак · h2 білий пішак | a7 чорний пішак · b7 чорний пішак · e7 чорний пішак · f7 чорний пішак · g7 чорний пішак · h7 чорний пішак · d6 чорний пішак · c5 чорний пішак · e4 білий пішак · d3 білий пішак · a2 білий пішак · b2 білий пішак · c2 білий пішак · f2 білий пішак · g2 білий пішак · h2 білий пішак | a7 чорний пішак · b7 чорний пішак · e7 чорний пішак · f7 чорний пішак · g7 чорний пішак · h7 чорний пішак · d6 чорний пішак · c5 чорний пішак · e4 білий пішак · d3 білий пішак · a2 білий пішак · b2 білий пішак · c2 білий пішак · f2 білий пішак · g2 білий пішак · h2 білий пішак | a7 чорний пішак · b7 чорний пішак · e7 чорний пішак · f7 чорний пішак · g7 чорний пішак · h7 чорний пішак · d6 чорний пішак · c5 чорний пішак · e4 білий пішак · d3 білий пішак · a2 білий пішак · b2 білий пішак · c2 білий пішак · f2 білий пішак · g2 білий пішак · h2 білий пішак | a7 чорний пішак · b7 чорний пішак · e7 чорний пішак · f7 чорний пішак · g7 чорний пішак · h7 чорний пішак · d6 чорний пішак · c5 чорний пішак · e4 білий пішак · d3 білий пішак · a2 білий пішак · b2 білий пішак · c2 білий пішак · f2 білий пішак · g2 білий пішак · h2 білий пішак | a7 чорний пішак · b7 чорний пішак · e7 чорний пішак · f7 чорний пішак · g7 чорний пішак · h7 чорний пішак · d6 чорний пішак · c5 чорний пішак · e4 білий пішак · d3 білий пішак · a2 білий пішак · b2 білий пішак · c2 білий пішак · f2 білий пішак · g2 білий пішак · h2 білий пішак | a7 чорний пішак · b7 чорний пішак · e7 чорний пішак · f7 чорний пішак · g7 чорний пішак · h7 чорний пішак · d6 чорний пішак · c5 чорний пішак · e4 білий пішак · d3 білий пішак · a2 білий пішак · b2 білий пішак · c2 білий пішак · f2 білий пішак · g2 білий пішак · h2 білий пішак | 1 |
|   | a | b | c | d | e | f | g | h |   |

### Закрита сицилійська структура
Дебюти: перш за все: закритий сицилійський захист, закритий англійський початок (обернені кольори).
Характер: закритий, ускладнена позиція.
Теми для білих: пішаковий штурм с2-с3 і d3-d4 на королівському фланзі.
Теми для чорних: пішаковий штурм на ферзевому фланзі, діагональ a1-h8.